# Arquitectura de Hungría

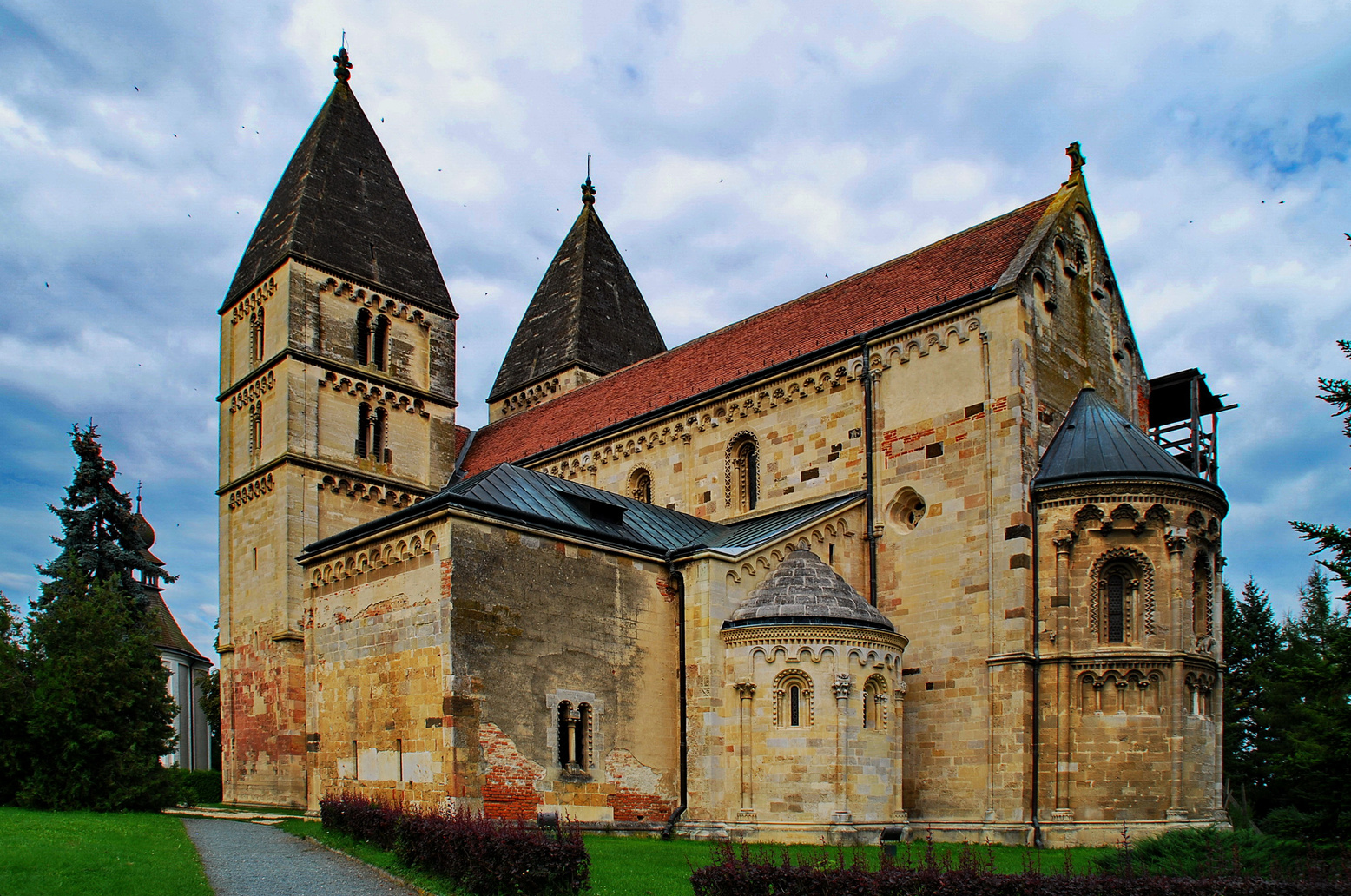
Iglesia abacial de San Jorge de Ják, construida entre 1220 y 1256, considerada la iglesia románica más bella de Hungría

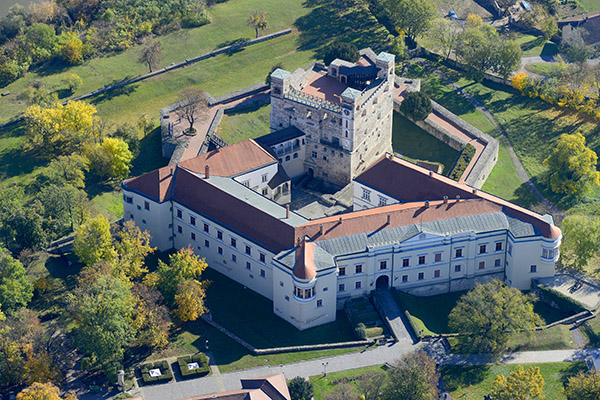
Castillo de Sárospatak (orig. 1534-1542, reform. en los s. XVIII-XIX), es la obra más valiosa del Renacimiento tardío y ahora alberga el Museo Rákóczi del Museo Nacional Húngaro

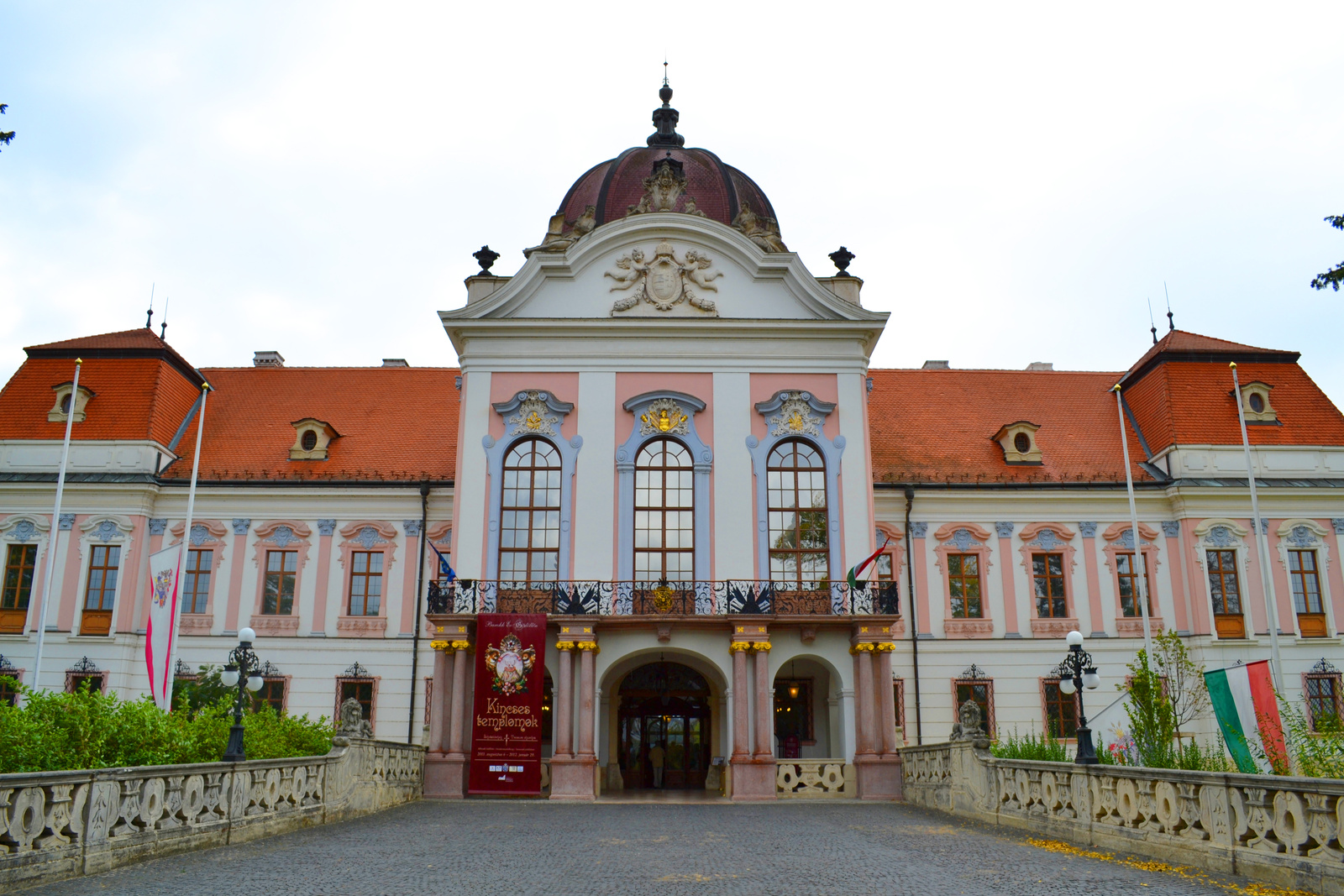
Palacio Real de Gödöllő (1733-1760), obra barroca bajo la dirección del austriaco András Mayerhoffer

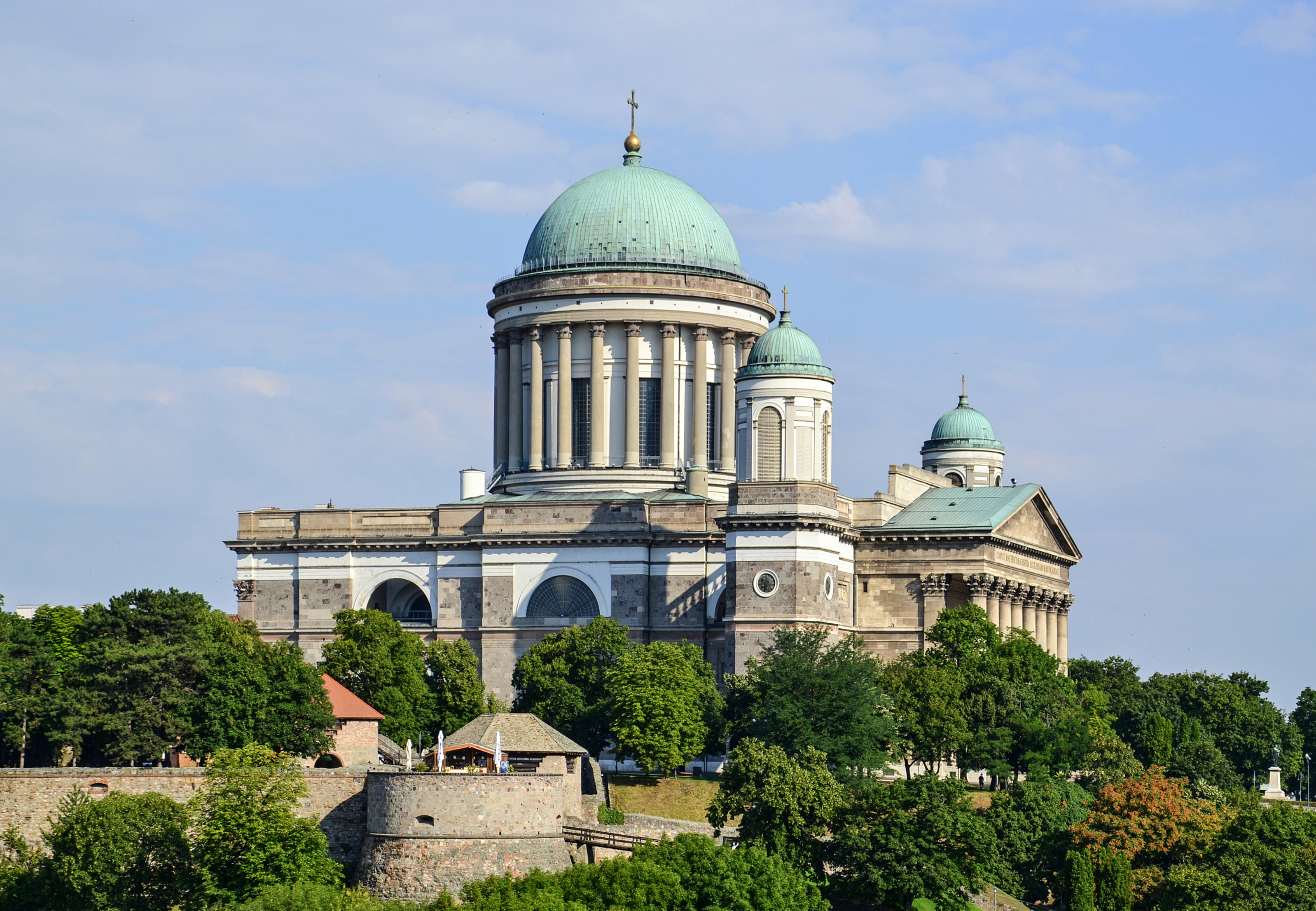
Basílica de Esztergom (1822-1869), principal obra neoclásica obra de cuatro arquitectos, entre ellos János Packh y József Hild

La arquitectura de Hungría se entiende como la arquitectura erigida en el territorio actual de Hungría aunque, en un sentido más amplio, también se hace mención de ejemplos realizados en el antiguo territorio histórico del Reino de Hungría (ahora parte de Austria, Eslovaquia, Rumanía o República Checa) desde el momento de la conquista magiar. Están representados los principales estilos europeos, desde el románico hasta el posmodernismo, incluidos ejemplos reconocidos de arquitectura gótica, renacentista, barroca, clásica, moderna e internacional.
La historia de la arquitectura húngara comienza principalmente con las obras de Esteban I (r. 997-1038), es decir, con la construcción de las catedrales reales y episcopales, la más notable de las cuales fue la de Székesfehérvár. A partir del siglo XI se construyó una serie de monasterios, de los que han sobrevivido hasta hoy los de Ják, Lébény y las ruinas de Zsámbék. El magnífico palacio real románico de Esztergom fue construido a finales del siglo XII, el cual, como la mayoría de los edificios eclesiásticos, fue construido por maestros franceses e italianos, aunque no hay duda de que también contribuyeron en esa época canteros húngaros, cuyo trabajo se puede ver, por ejemplo, en el sobre los capiteles de la abadía de Kisbény. A mediados del siglo XIII, el estilo de arco apuntado se volvió dominante en la arquitectura húngara; sus primeros monumentos fueron la iglesia de la Cabra en Sopron y la iglesia de las Clarisas en Bratislava. A finales del siglo XIV se inició la construcción de la mayor iglesia húngara con arco apuntado, la catedral de Santa Isabel en Košice (1378-1508) (hoy Eslovaquia), que finalizó en el siglo XVI. En esa época se desarrolló el sistema de salas de las iglesias urbanas húngaras. Los franciscanos, que construyeron espaciosas iglesias de una sola nave (Szeged, Jászberény, Nyírbátor, Kolozsvár), desempeñaron un papel importante. El palacio de Segismundo en el castillo de Buda, que el rey Matías desarrolló posteriormente en estilo renacentista, fue una gran obra de arquitectura secular medieval, al igual que los castillos de los caballeros en Vajdahunyad y Léka.
El rey Matías Corvino (r. 1458-1490) introdujo el Renacimiento italiano en el reino de Hungría, y después de su muerte esta dirección fue desarrollada aún más por los miembros de su corte y sus sucesores: Ulászló, los Szatmáriak, el cardenal Bakócz, que hizo construir una magnífica capilla de mármol rojo en Esztergom, y los Perényis, que hicieron transformar y ampliar el castillo de Sárospatak. A principios del siglo XVII, el gusto italiano penetró en las zonas occidentales del país, como muestran los patios porticados de numerosos castillos (Nagybiccse, Kistapolcsány) y ayuntamientos (Lőcse, Bratislava, Bánya Biszterce). El príncipe Gábor Bethlen fue un gran amigo del estilo italianizante en Transilvania, donde esta orientación arquitectónica floreció en el siglo XVIII.
El Barroco, que se desarrolló a partir del Renacimiento, llegó al país con la Contrarreforma e influyó decisivamente en la imagen de las ciudades (Sopron, Győr, Székesfehérvár, Eger). En grandes propiedades (Eszterháza, Gödöllő, Köpcsény) se construyeron magníficos castillos barrocos que, por una parte, competían con edificios similares en los países occidentales y, por otra, están llenos en muchos aspectos de un característico sabor húngaro. También se construyeron palacios urbanos notables, como en Bratislava, Szombathely, Eger, Košice, Cluj-Napoca y Sibiu.
Los grandes maestros del clasicismo temprano fueron Mihály Pollack (1773-1855) —responsable del Museo Nacional Húngaro, del antiguo Vigadó y de la Academia Ludovika—, József Hild (1789-1867) —autor de la basílica catedral de Eger— y Mátyás Zitterbarth —Ayuntamiento de Pest—. A mediados de siglo la arquitectura húngara giró hacia el romanticismo con Frigyes Feszl (el Vigadó de Pest). A partir de la década de 1870 se puso de moda la imitación de una gran variedad de estilos siguiendo los ejemplos europeos: Miklós Ybl (1814-1891) lo hizo del neorrenacimiento y Alajos Hauszmann del neobarroco.
Imre Steindl creó la mayor obra de arquitectura neogótica el edificio del Parlamento húngaro (1885-1904). Frigyes Schulek creó un elemento extremadamente efectivo del paisaje urbano de Budapest, el Bastión de los Pescadores romanizado.
En la década de 1890, Ödön Lechner (1845-1914) intentó crear un estilo arquitectónico nacional húngaro.

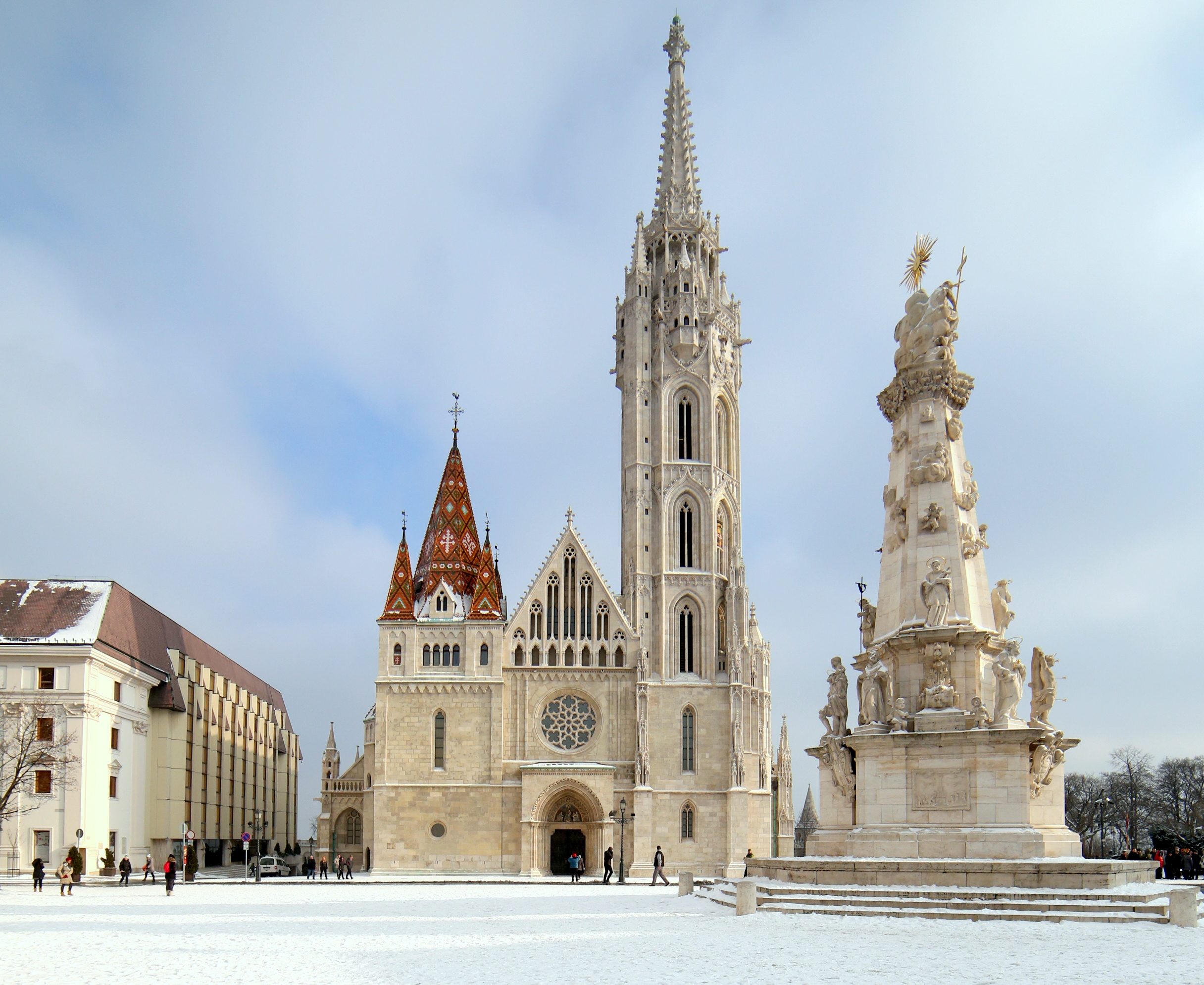
Vista de la iglesia de Matias (y estatua de la Santísima Trinidad), de origen gótico, fue renovada en estilo neogótico (1874-1896).
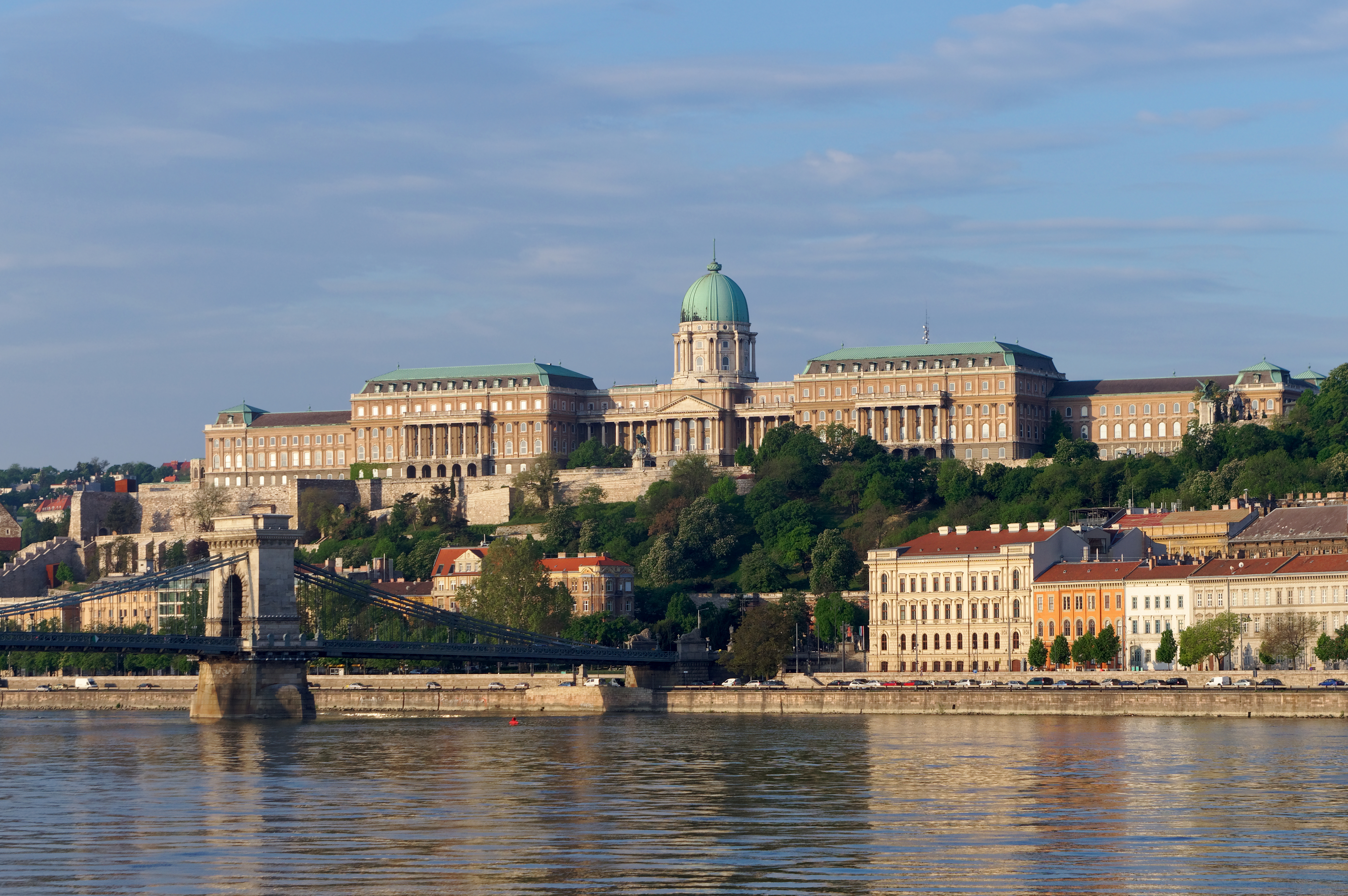
Castillo de Buda, reconstruido en 1875-1912
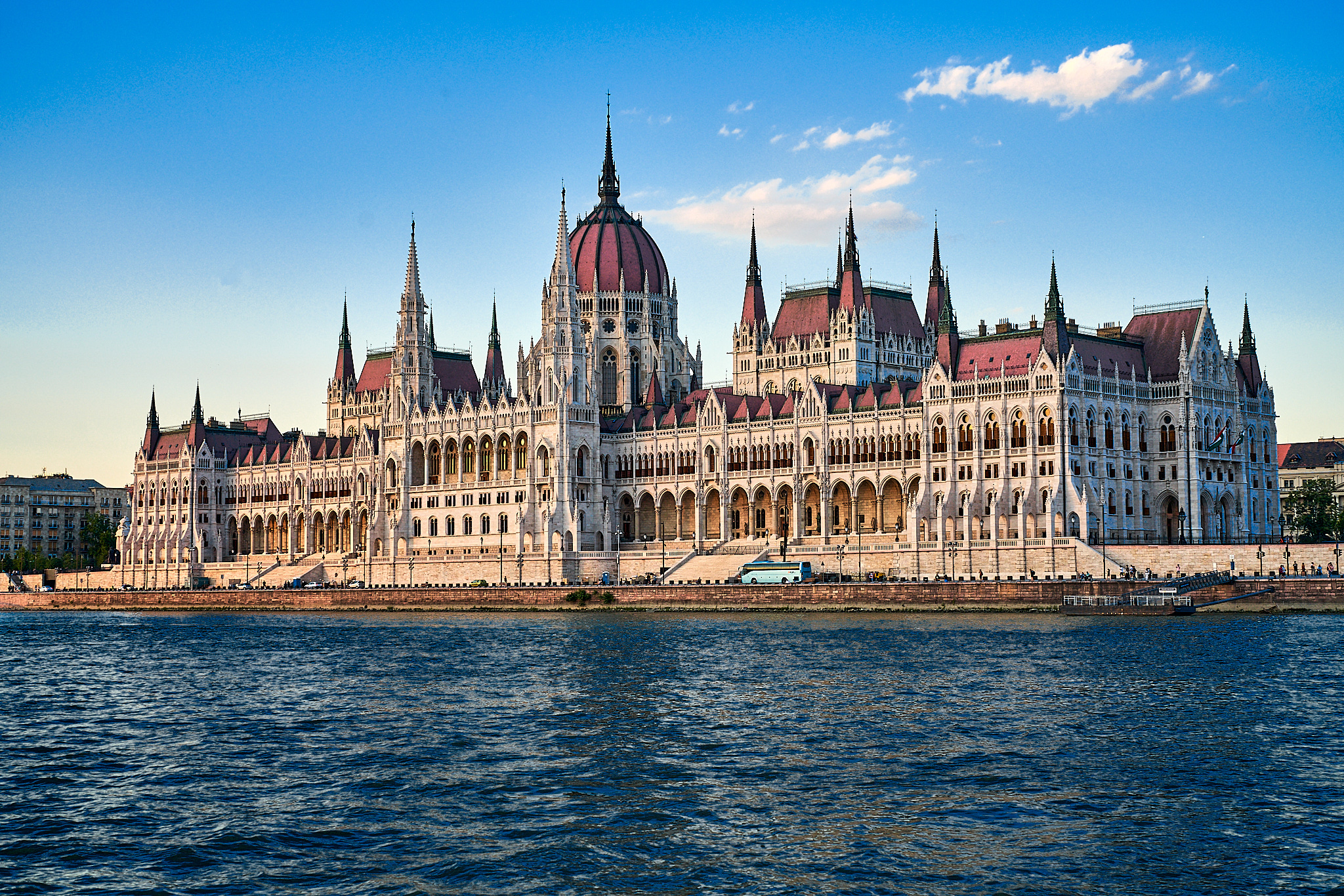
Edificio del Parlamento húngaro (1885-1904) de Imre Steindl
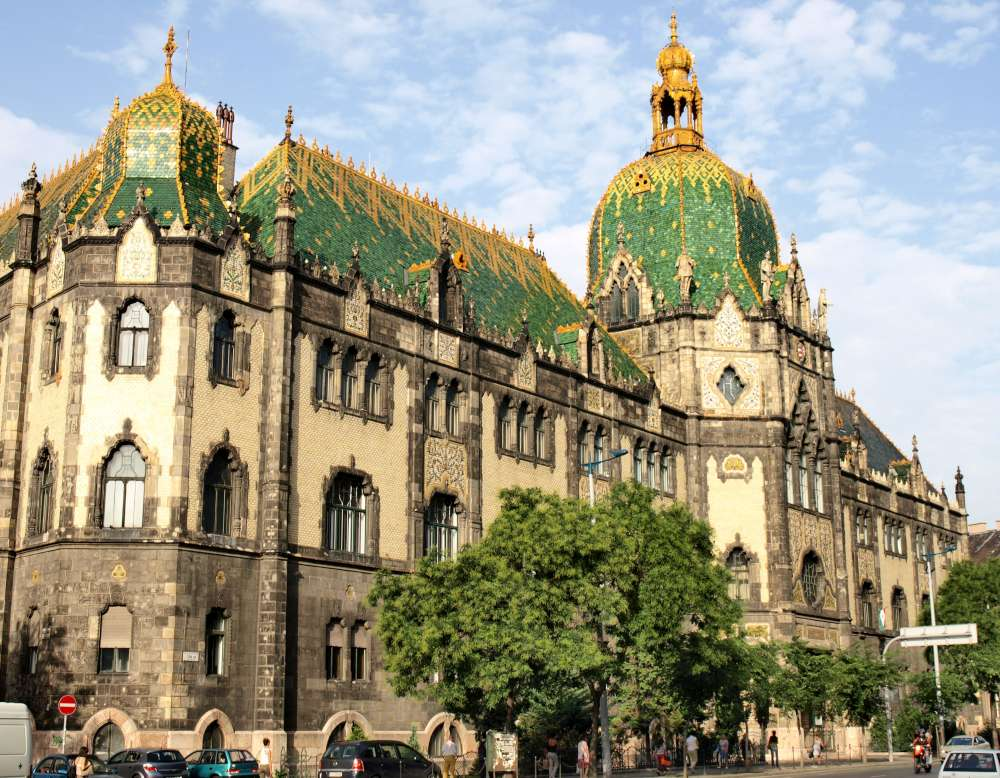
Museo de Artes Aplicadas de Budapest (1893-1896) de Ödön Lechner
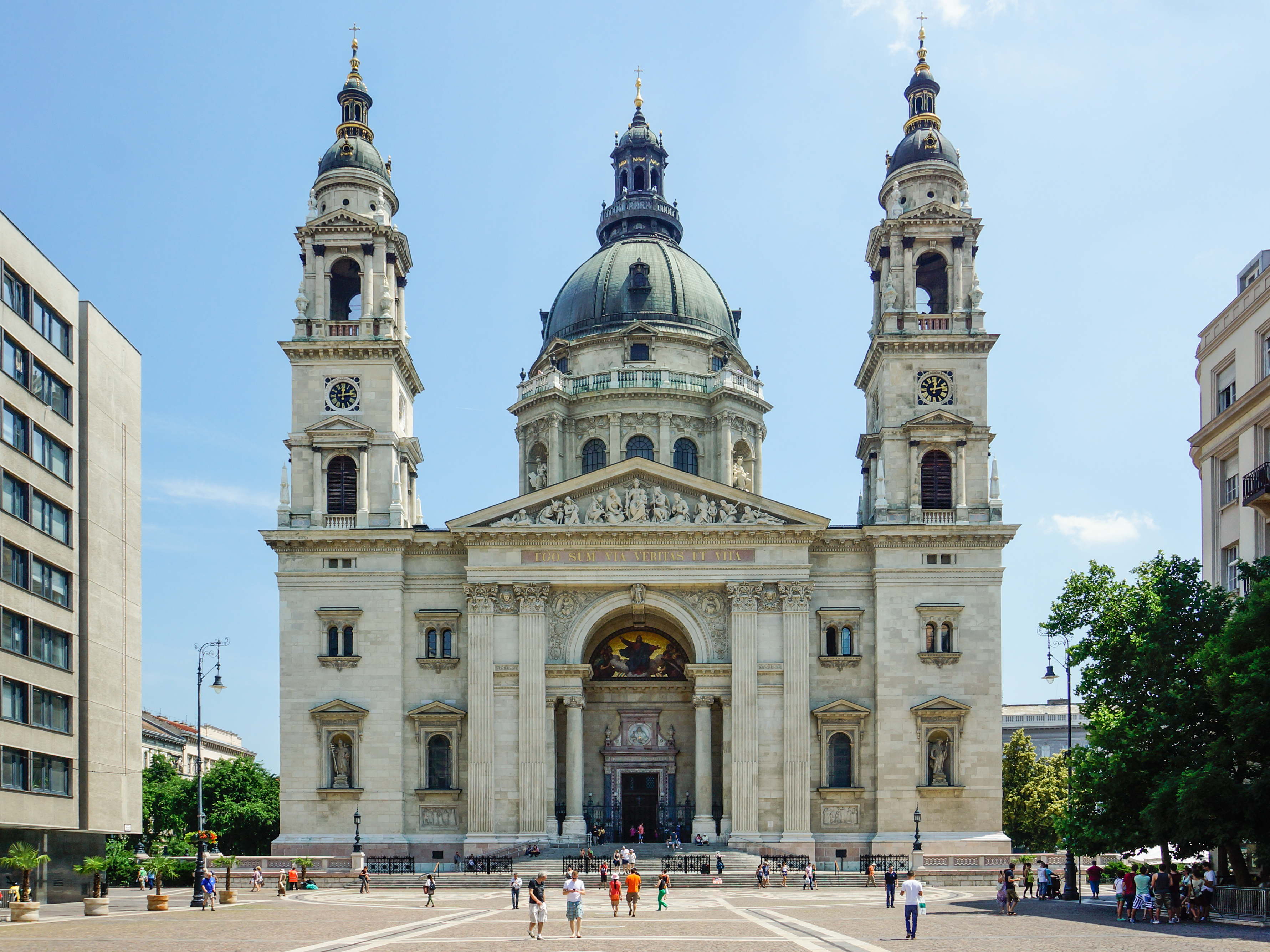
Catedral basílica de San Esteban (1851-1905), Budapest, la mayor iglesia del país, obra de József Hild y Miklós Ybl

(Este artículo también recoge la arquitectura del Reino medieval de Hungría y sus estados sucesores, la Hungría Real temprana  y el Principado de Transilvania, y por lo tanto también cubre áreas geográficas que no forman parte de la Hungría actual. Siempre se señalan las obras que ahora están en otro país, y en las imágenes, para que eso se más claro, además se recoge la bandera del país).

## En la época de los Árpád

### En el tiempo de la fundación del país

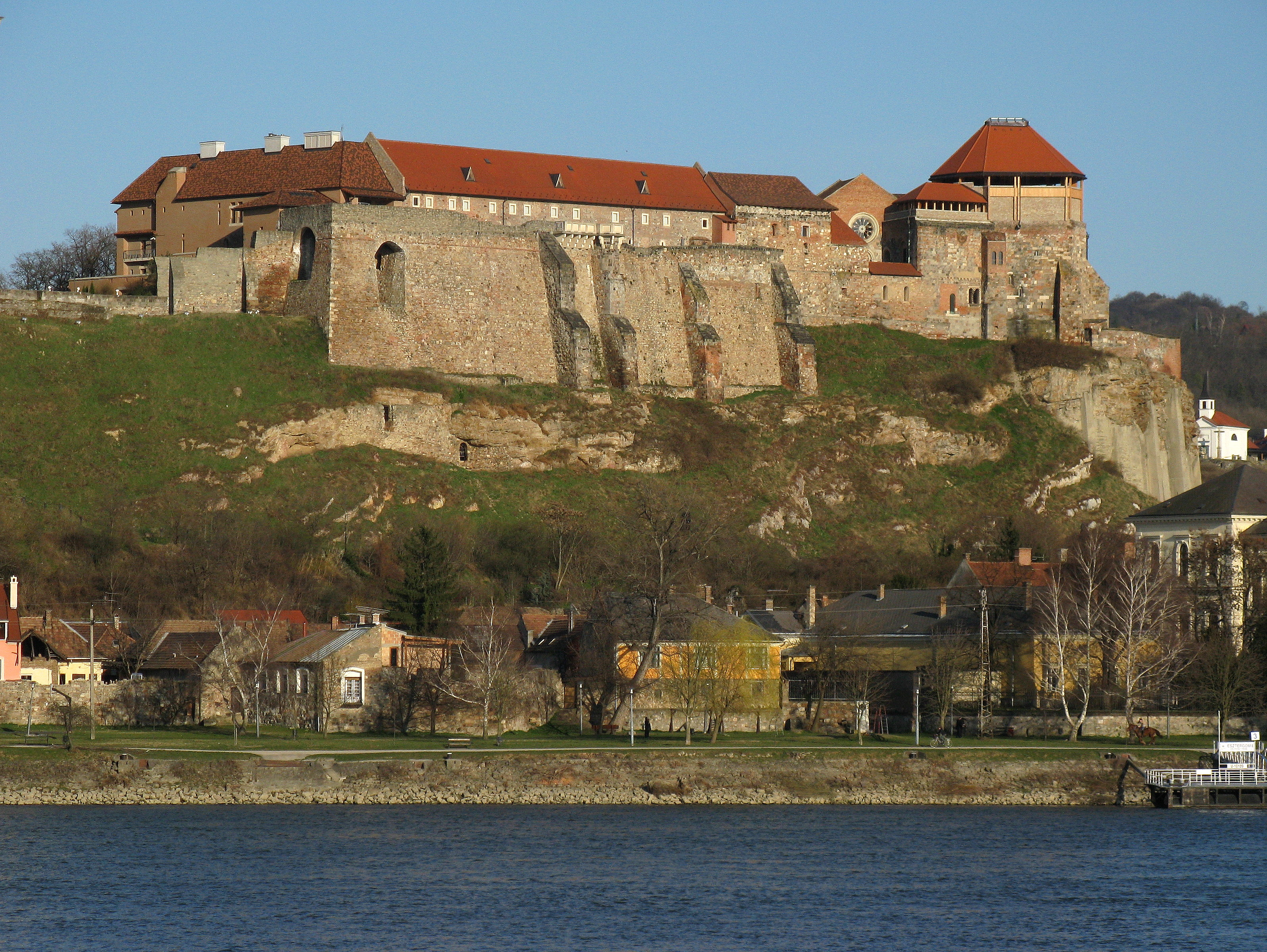
Castillo de Esztergom construido en el.

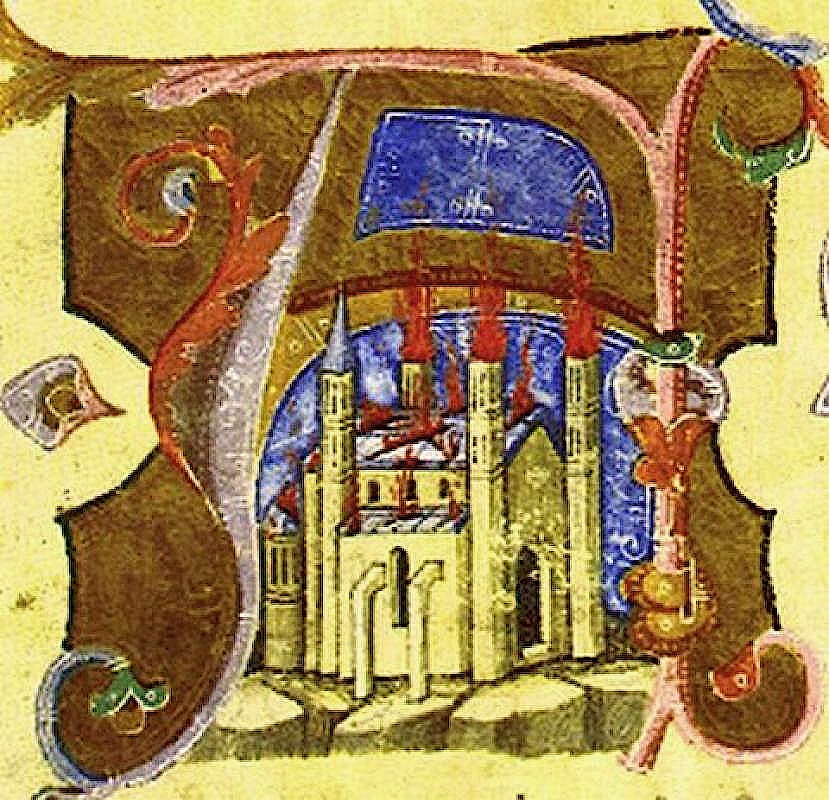
El incendio de la basílica de Székesfehérvár representado en el Chronicon Pictum del siglo XIV

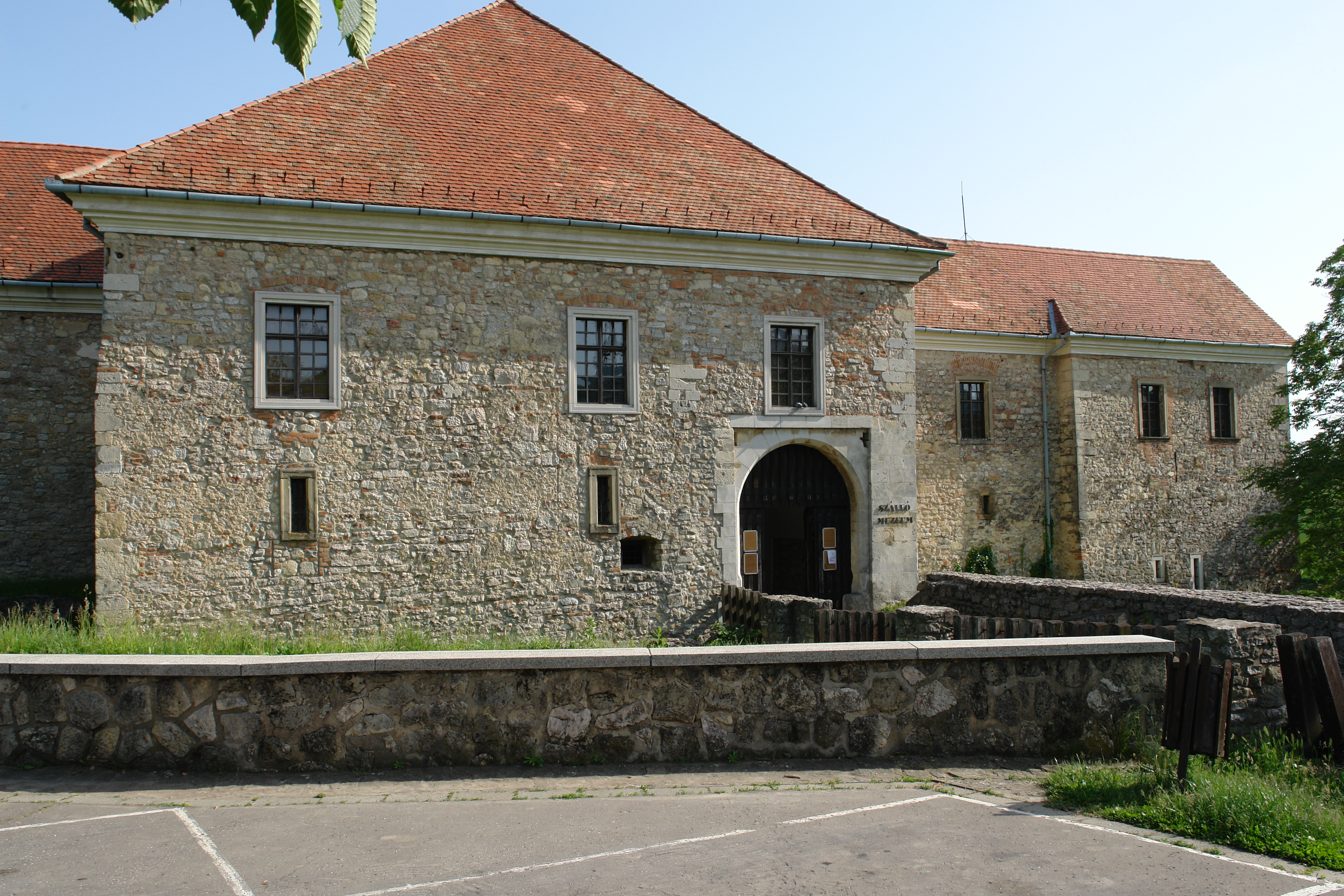
El monasterio benedictino de Pécsvárad, fundado en 1015 por el [Esteban I de Hungría

La conquista húngara de la cuenca de los Cárpatos dio inicio a una historia arquitectónica en el país. Las carreteras y ciudades de la provincia romana no fueron destruidas completamente por el período de las grandes migraciones, sino que más bien se crearon nuevos asentamientos en ellas. Los edificios romanos fueron utilizados como minas y mansiones (por ejemplo, el castillo de Kurszán en Óbuda). Las iglesias de los pueblos eslavos que se convirtieron a la fe cristiana sobrevivieron, como lo hizo la de Zalavár.
El rey Esteban I de Hungría (r.1000/01-1038), con la creación de un estado feudal, exigió la construcción de monumentales edificios de piedra. Esta demanda estuvo inicialmente a cargo de sirvientes, artesanos raptados de Occidente, y luego por artesanos, albañiles y talladores de piedra italianos. La primera iglesia de Kalocsa con su disposición basilical de tres naves y su ábside apuntaba a modelos italianos, a las primeras influencias cristianas de Rávena. También incluye la basílica de Székesfehérvár, una de las iglesias más grandes de Europa en su tiempo, fundada por el rey Esteban I de Hungría, que más tarde se convirtió en el centro administrativo (se reunía la Dieta y se guardaban las joyas de la corona), iglesia de coronación (treinta y siete reyes y treinta y nueve reinas consortes) y cementerio real (quince soberanos y casi una decena de otros personajes reales) del reino húngaro. La basílica fue ocupada, saqueada y destruida por los otomanos luego de 1526, y fue usada posteriormente durante un tiempo como polvorín. Finalmente, en 1601 un fuego o una explosión hizo estallar todos el edificio y todas las tumbas quedaron destruidas, permaneciendo en el olvido durante varios siglos.
Algunas iglesias más pequeñas, como la de la abadía de Pécsvárad y los restos excavados de la abadía de Tihany, también tenían influencia italiana. Los muros de la base de la cripta de la iglesia de Feldebrő son de origen oriental, tal vez una práctica bizantina. El fortalecimiento del feudalismo creó nuevas oportunidades. Durante la reconstrucción de la catedral de Pécs, se formó la basílica de estilo románico húngaro, la basílica de tres naves, sin transepto, con un ábside semicircular. La piedra tallada es de influencia lombarda a través de Dalmacia. Este sistema de planta permaneció casi inalterado hasta los siglos XI y XII, pero la disposición de torres en pares no se siguió en Pécs. Las torres adornaron primero las fachadas occidentales, y unas décadas más tarde solo las fachadas orientales.

### La época de Béla III (r. 1172-1196)

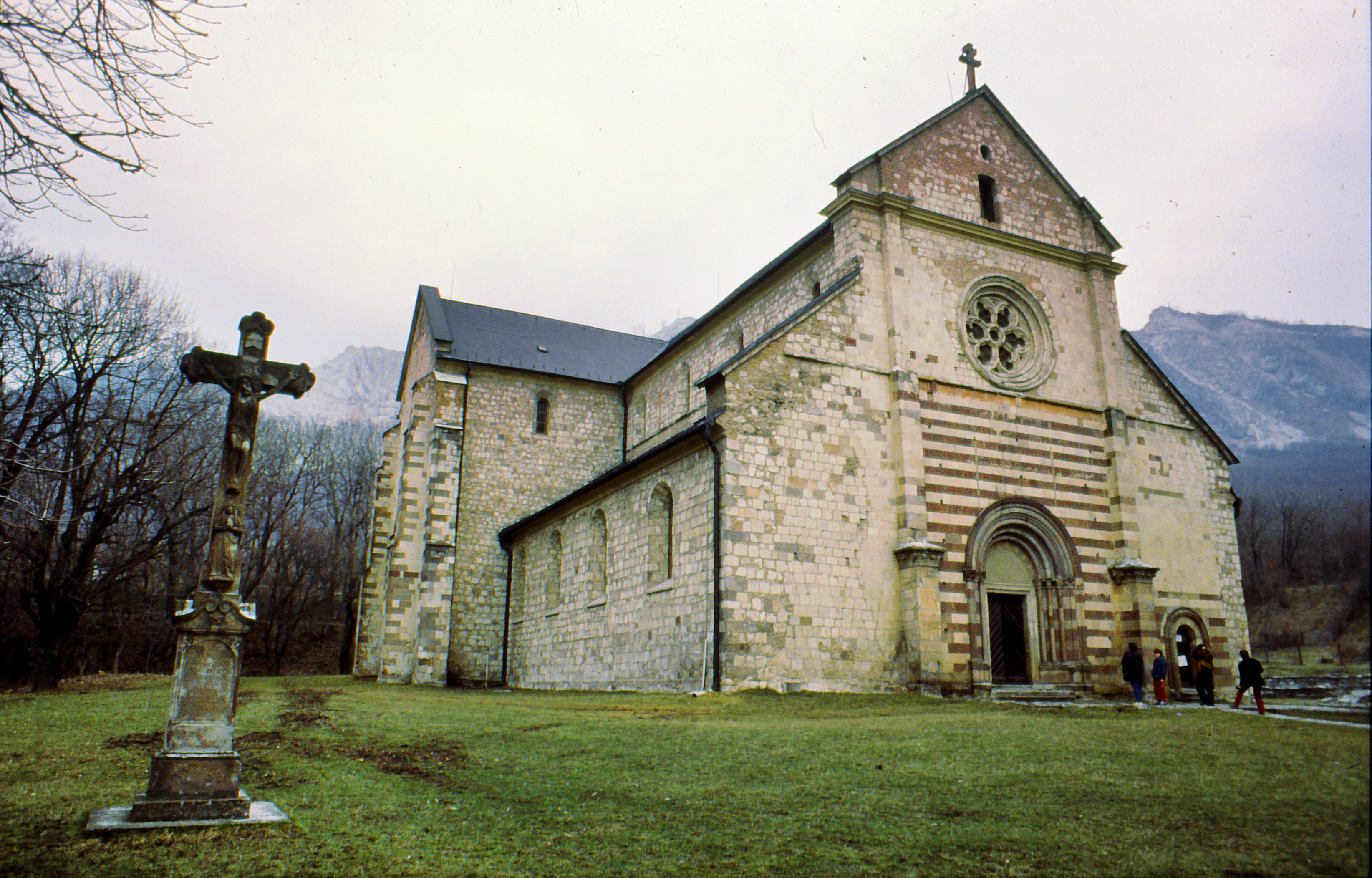
Abadía cisterciense románica de Bélapátfalva

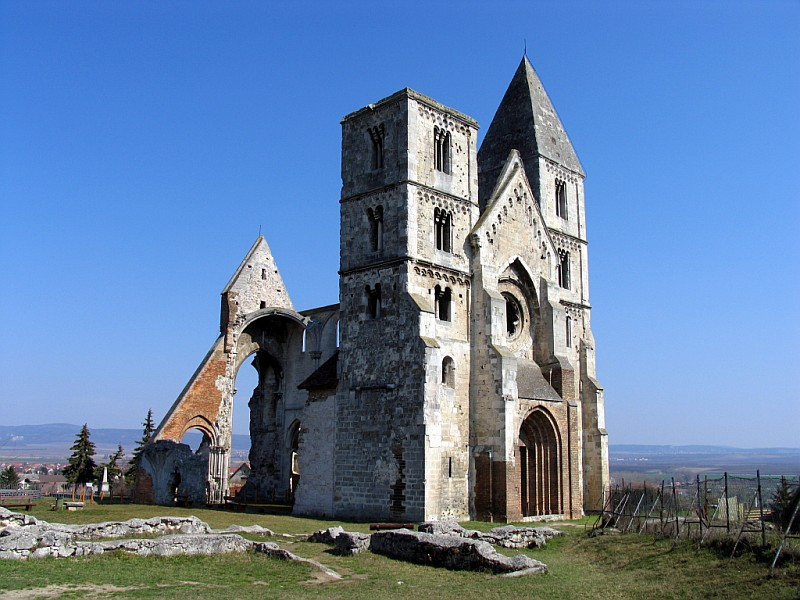
Los restos de la iglesia del monasterio premonstratense de Zsámbék, construida entre 1220 y 1235

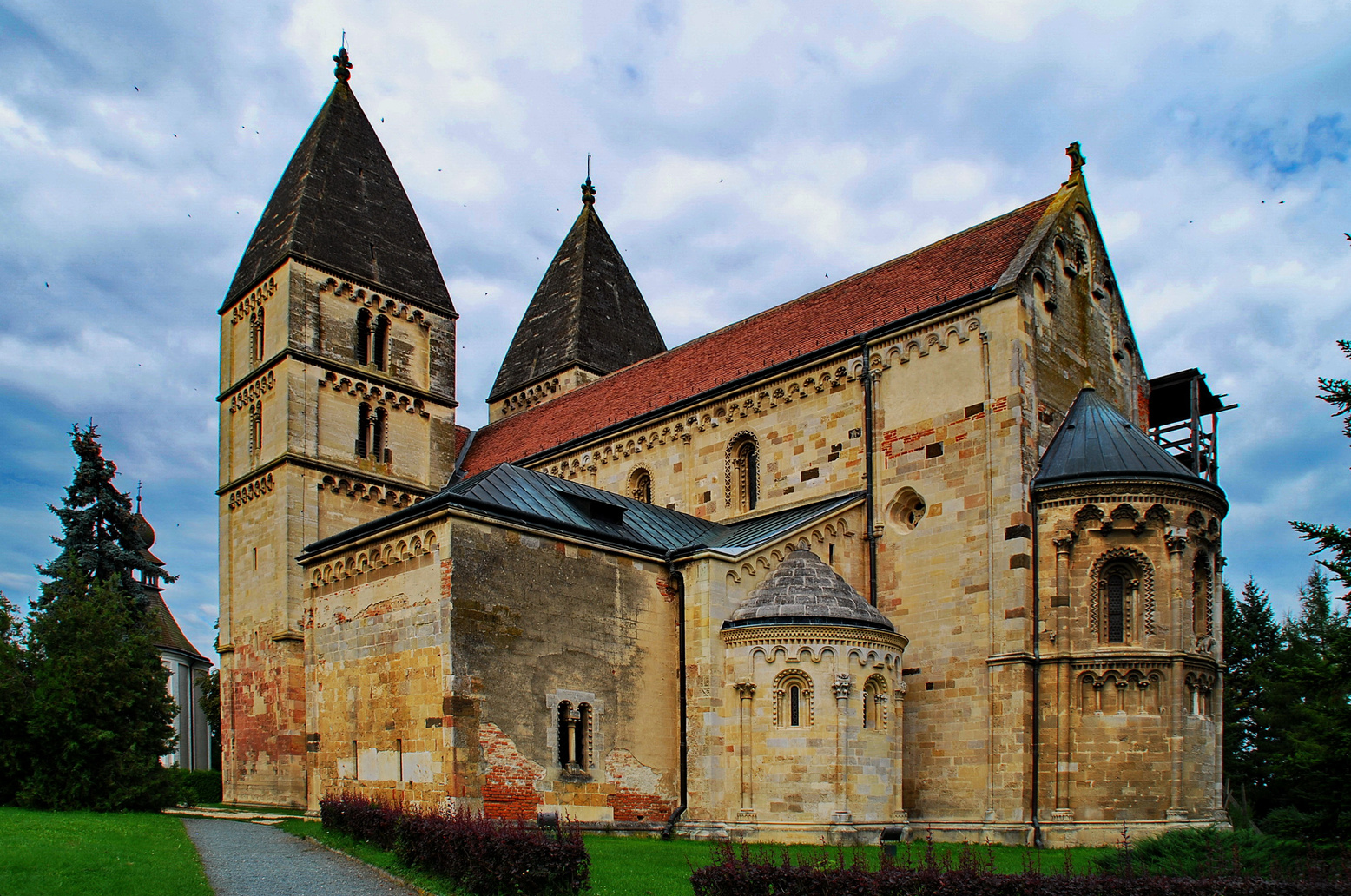
Iglesia abacial de San Jorge de Ják, construida entre 1220 y 1256, considerada la iglesia románica más bella de Hungría

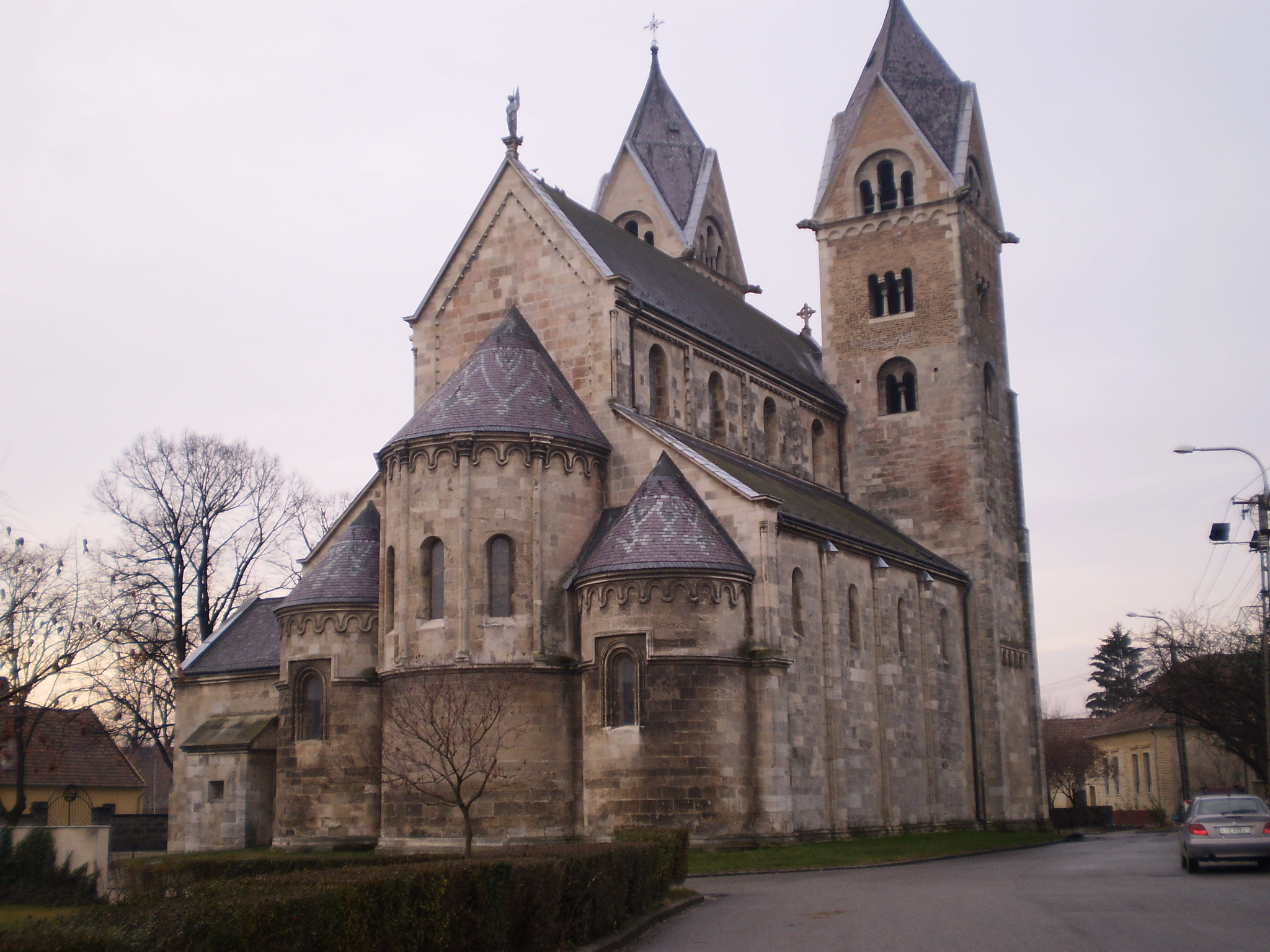
Antigua iglesia abacial de Santiago de Lébény, construida a principios del.

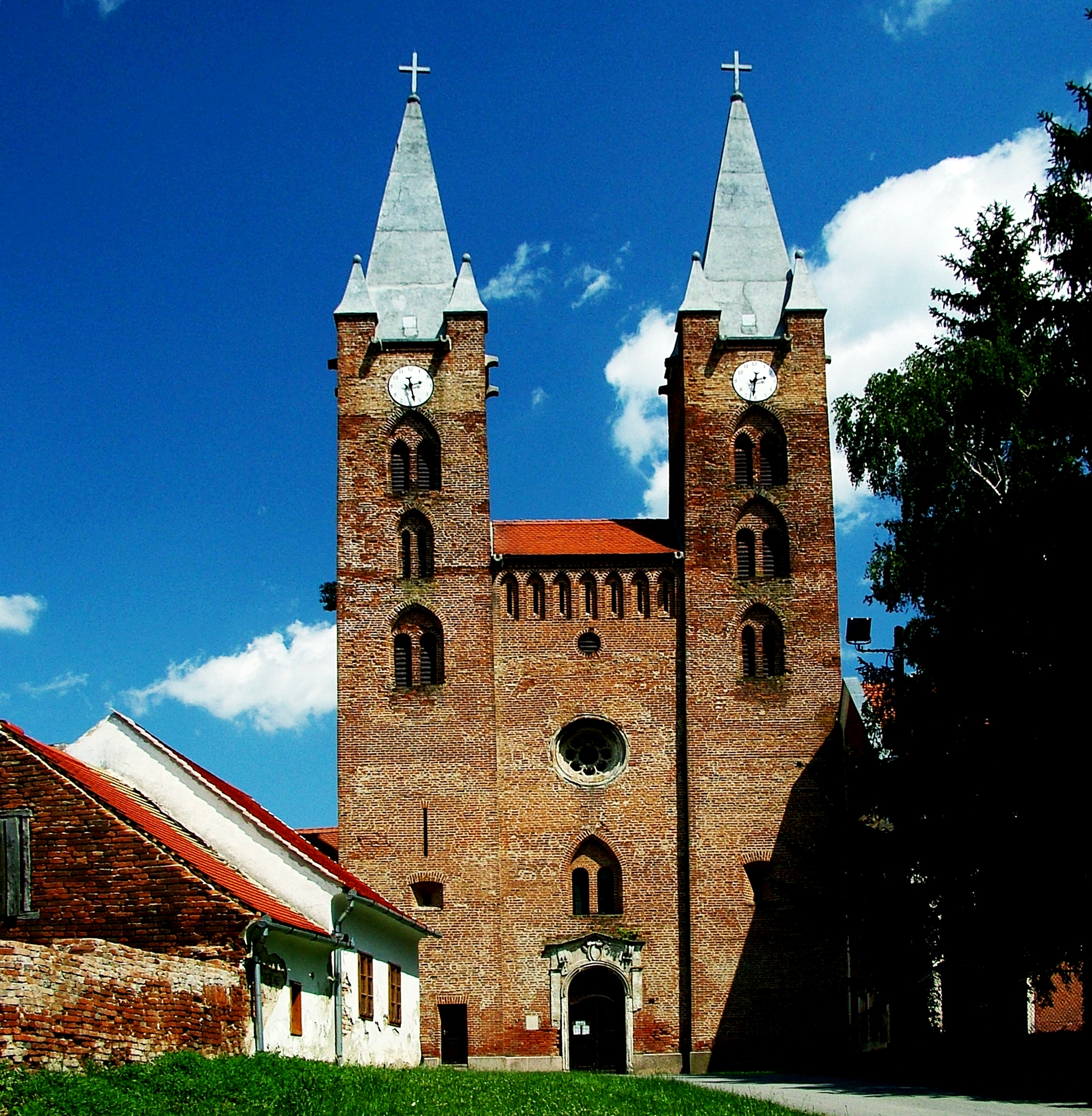
Iglesia premonstrense de Türje construida en el, formaba parte de un monasterio.

La uniformidad resultante fue sustituida por un arte más complejo en la época del rey Béla III  (r. 1172-1196). En la época de este rey que pasó su juventud en el Imperio bizantino, se esperaba que tras casarse en segundas nupcias en 1186 con Margarita de Francia, hija del rey Luis VII, hubiera una importante influencia francesa junto a la bizantina. Esto fue más evidente en la capital Esztergom (de 1000 a 1256), donde quería crear un centro similar a Constantinopla con la unión de la arquitectura secular y la eclesiástica. La catedral de San Adalberto y el palacio de Esztergom, quemado en 1181, fueron el primer ejemplo de esto. El arzobispo Jób construyó un magnífico templo, un palacio real al sur de la catedral y una capilla. Aunque Béla III no realizó su plan, el edificio recién terminado fue entregado al arzobispo. Sin embargo, las obras de construcción de Székesfehérvár en ese momento continuaron siguiendo el patrón de Pécs. El estilo mixto desarrollado en Esztergom se manifestó de muchas maneras a principios del siglo XIII. Este tipo de puerta se hizo especialmente popular, como lo demuestra la puerta sur de la catedral de Alba Iulia, en la actual Rumanía. Los detalles individuales también se extienden como la cabeza de una cuchilla giratoria en el monasterio premonstrense de Ócsa. El rito de Esztergom se muestra con mayor claridad en la iglesia Reformada de Kisbény.

#### La llegada de los cistercienses
La orden del Císter se estableció por primera vez en Eger en 1142. pero fue con la invitación de Bela III, que les concedió los mismos privilegios de los que gozaban en suelo francés, cuando los monjes cistercienses llegaron de Francia y establecieron nuevas abadías cistercienses en Egres (Igriș), Zirc, Szentgotthárd y Pilis entre 1179 y 1184.
El sistema cisterciense trajo consigo un fuerte programa artístico, incluida la falta de ornamentación, la carencia de elementos superfluos y la adusta desnudez de los paramentos; nada debía haber que pudiera distraer a los monjes; ni pinturas murales, ni esculturas figurativas, ni cromáticas vidrieras, con una arquitectura coetánea a la de Borgoña cuando se comenzaba a aplicar el gótico. Solo han sobrevivido los fragmentos de las iglesias de la abadía de Zirc y la abadía de Pilis que se formaron en esa época y la abadía cisterciense de Bélapátfalva, pero al final permanecieron casi intactas después de la invasión mongola. La influencia cisterciense también se refleja en la iglesia inferior de la archiabadía de Pannonhalma, fundada durante el reinado del gran príncipe Géza (r. 972-997), y en este estilo se construyó el castillo Real de Óbuda.
En los años 1180, Bela III también inició la construcción de un castillo real imponente y una nueva catedral en Esztergom.
Hacia 1190 —después de un incendio que arrasó Esztergom—, Bela III invitó a albañiles franceses a reconstruir el palacio real y la catedral. Los albañiles introdujeron nuevas técnicas arquitectónicas; las fachadas de los nuevos edificios fueron los primeros ejemplos de arquitectura gótica en Europa Central.

#### El impacto de los premonstratenses
Según la tradición, el primer monasterio de los canónigos de la Orden Premonstratense en Hungría fue fundado en 1130 en Váradelőhegy (cerca de la actual Oradea) y su presencia antes de 1135 está atestiguada documentalmente. En la época de Árpád se crearon 30 prebostes, entre ellos Adony, Csorna, Hatvan, Kaposfő, Majk, Türje, la isla Nyulak (hoy isla Margarita de Budapest) y Zsámbék y también funcionó el monasterio de Santiago Apóstol de Mórichida en Somlóvásárhely y Szeged. Los monjes ajenos a la vida monástica y pastoral se ocuparon de las actividades de autentificación y asumieron un papel importante en la difusión de la cultura del manuscrito en Hungría. Durante la ocupación turca, la operación doméstica de los premonstratenses casi cesó. Sus propiedades pasaron a ser propiedad de las provincias austriacas en el siglo XVIII.

### Monasterios nacionales

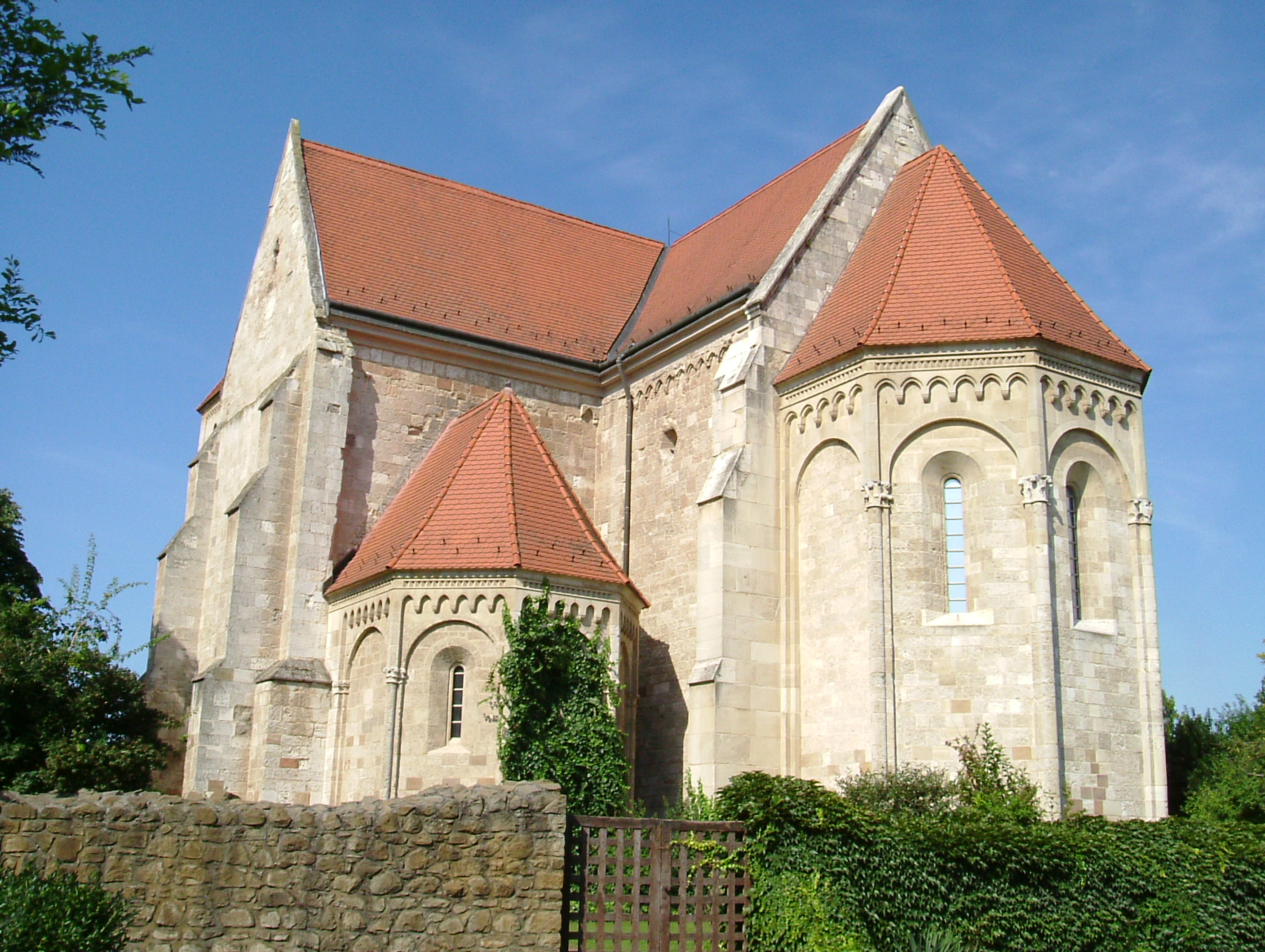
monasterio premonstrense de Ócsa, constrído en 1234 y muy reformado

El siglo XIII también quiso expresar su conciencia en la construcción de una capa de terratenientes, que había crecido mucho a finales de siglo. En el centro de sus fincas, se construyeron iglesias que servían como lugares de enterramiento, generalmente con un pequeño número de monasterios. El primer monasterio nacional fue construido en el siglo XI, pero el tipo de construcción tuvo una época de florecimiento en el siglo XIII. Su forma básica es el sistema de tres naves establecido en la catedral de Pécs, que está cerrado por un ábside semicircular, pero la ubicación de las torres varía. En Boldva había un par de torres con orientación oriental, pero en Acâș (actual Rumanía) ya se abandonó su construcción oriental y se construyó una occidental. En el espacio interior, siempre hay una sala para el coro del Señor. Los recuerdos más maduros de los monasterios nacionales —formando una Escuela— permanecieron en Transdanubia. En primer lugar se construyó la iglesia abacial de Santiago de Lébény en 1208, luego la Iglesia abacial de San Jorge de Ják en 1220. La construcción fue interrumpida por la invasión mongola de Europa. El tipo fue seguido por la iglesia premonstratense de Türje, el monasterio premonstrense de Ócsa, el Arača en la actual Serbia, la iglesia parroquial de Sopronhorpács, la iglesia del monasterio premonstratense de Zsámbék y la iglesia del castillo superior de Felsőörs. La iglesia de Zsámbék ya muestra marcas góticas en su forma.
Las iglesias clericales se construyeron en una versión más modesta. Según la ley de san Esteban sobre la construcción de diez iglesias, los pueblos quedaban unidos. Sin embargo, sus templos no estaban hechos de material duradero, sino de madera, entramados y caña. A partir de estas iglesias se conoce el centro de los pueblos, porque la ley también estipulaba que el pueblo no debía estar alejado de la iglesia (como Himesháza o Kiskunfélegyháza). Entre las iglesias restantes, también hay tipos centrales y de largo plazo. Común en el exterior con una pared circular, en el interior con una solución perlada (Горяни en la actual Ucrania, Karcsa, Pápoc). Esta disposición puramente circular fue solo una solución para los tratamientos de los cementerios. No hay mucho que se pueda saber sobre la arquitectura secular en esta época. El lugar de residencia debe haber sido una tienda de campaña o una casa de madera, la casa de piedra solo aparece como una rareza. Tampoco se sabe mucho sobre la construcción del castillo. El cronista Anónimo habla de motas con elementos de origen eslavo, fortificaciones hechas de ramas y barro. La torre de Esztergom, que formaba el núcleo del castillo, sugiere que este tipo de construcción ya existía.

### Aparición del gótico

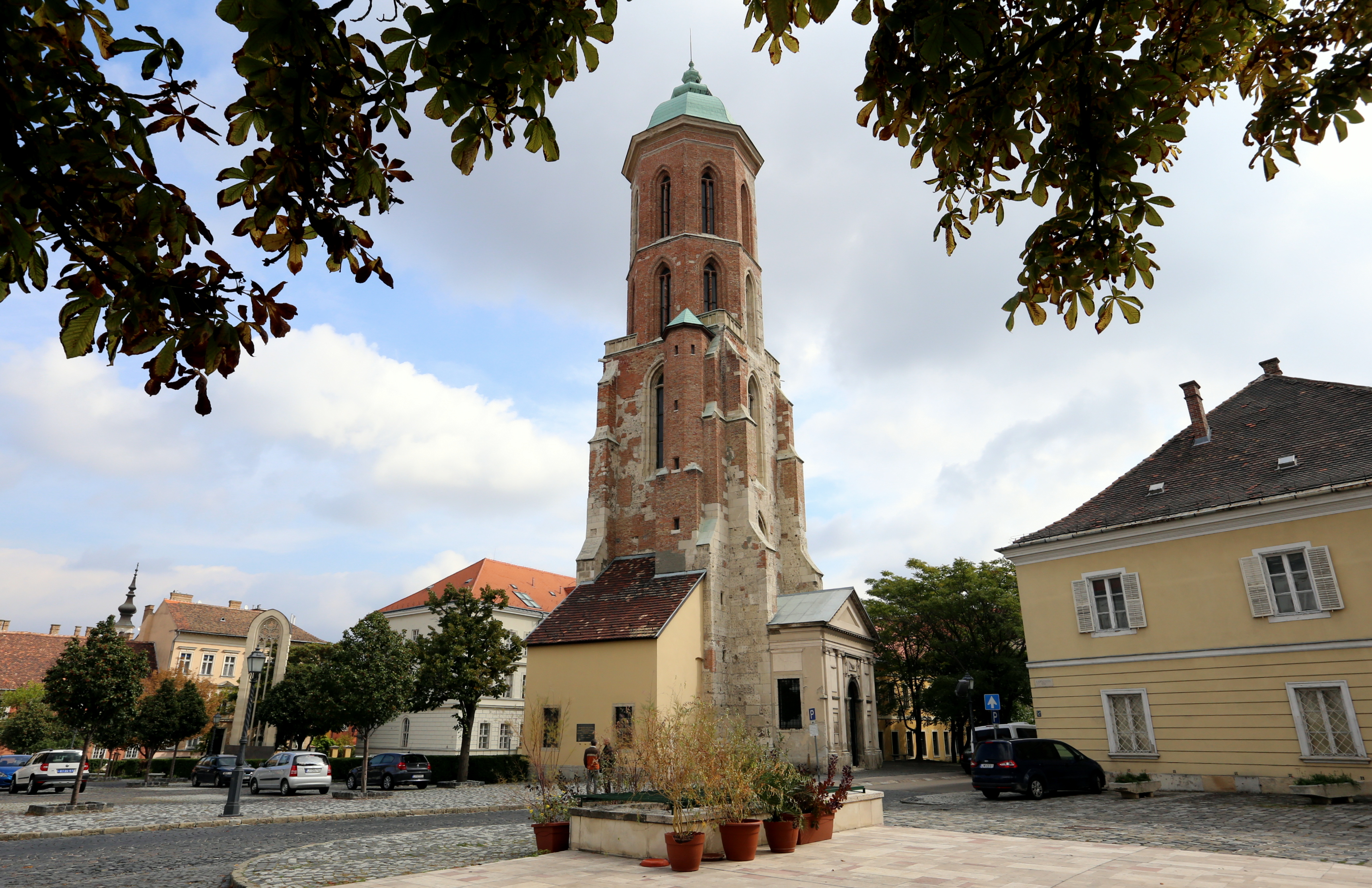
Torre reconstruida de la iglesia de María Magdalena de Budapest

A partir de la segunda mitad del siglo XIII, apareció una nueva clase social como comitente de obras de arte: la burguesía. El arte de la burguesía tenía muchas características en común con el arte de los centros reales. Desde la ley del rey Béla IV de Hungría (r. 1235-1270), que protegía los asentamientos urbanos, se erigieron murallas de piedra, se construyeron torres y puertas. Además del arte eclesiástico, se desarrolló un importante arte profano (edificios residenciales, pozos, carreteras y caminos). Los artesanos urbanos no influyeron en la arquitectura de los pueblos. La construcción de edificios residenciales y castillos se convirtió en una tarea artística independiente y surgió el arte gótico, que jugó un papel importante en el desarrollo de la arquitectura gótica. Después de la ley de Béla IV, comenzaron grandes proyectos de construcción. Béla IV comenzó la construcción de la nueva sede real, Buda. Aunque el centro real ya había sido trasladado a Óbuda, la ubicación resultó inadecuada desde una perspectiva militar, por lo que la construcción comenzó en el lado sur de la colina del castillo. En ese momento, las obras de construcción en Buda eran todavía de un nivel modesto y la principal preocupación era la defensa. Además del castillo, también se fundó una ciudad en el lado norte del castillo. Entre las obras de construcción del rey se encuentran la iglesia franciscana de San Nicolás y la más sencilla iglesia de María Magdalena de Budapest, el monasterio dominico de Buda y el monasterio dominico de la isla Margarita. En estos edificios ya se ha comenzó a utilizar la bóveda de crucería con nervaduras.
En todo el país se estaban realizando obras de construcción (castillo inferior de Visegrád, la torre situada también en Visegrád y llamada erróneamente en honor a Salomón torre de Salomón, torre residencial en Sárospatak, etc.). El rey Béla IV ayudó a los nobles ricos con donaciones y los alentó a participar en actividades similares. Los clanes y los obispos casi competían en la construcción. La torre residencial central de esos castillos se construyó sobre un acantilado o pico escarpado, y se le añadían habitaciones, muros y puertas adicionales según el terreno. El patio del castillo era estrecho, y cisternas y pozos proporcionaban el agua. Las enormes torres antiguas solían ser lúgubres y sólo satisfacían las necesidades más modestas (castillo de Csesznek, castillo de Sümeg, castillo de Trenčín (este último en la actual Eslovaquia)).

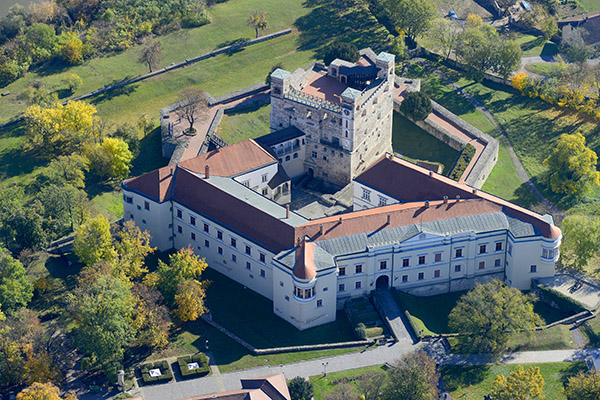
Vista de la antigua torre residencial en Sárospatak
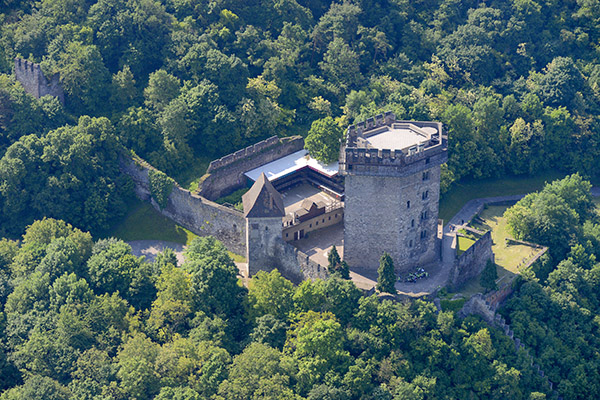
Torre de Salomón en Visegrád
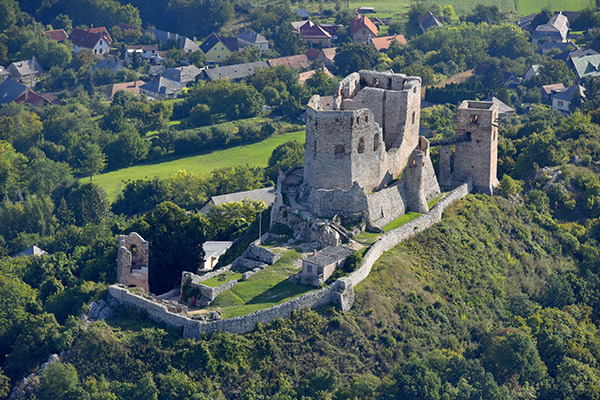
Castillo de Csesznek
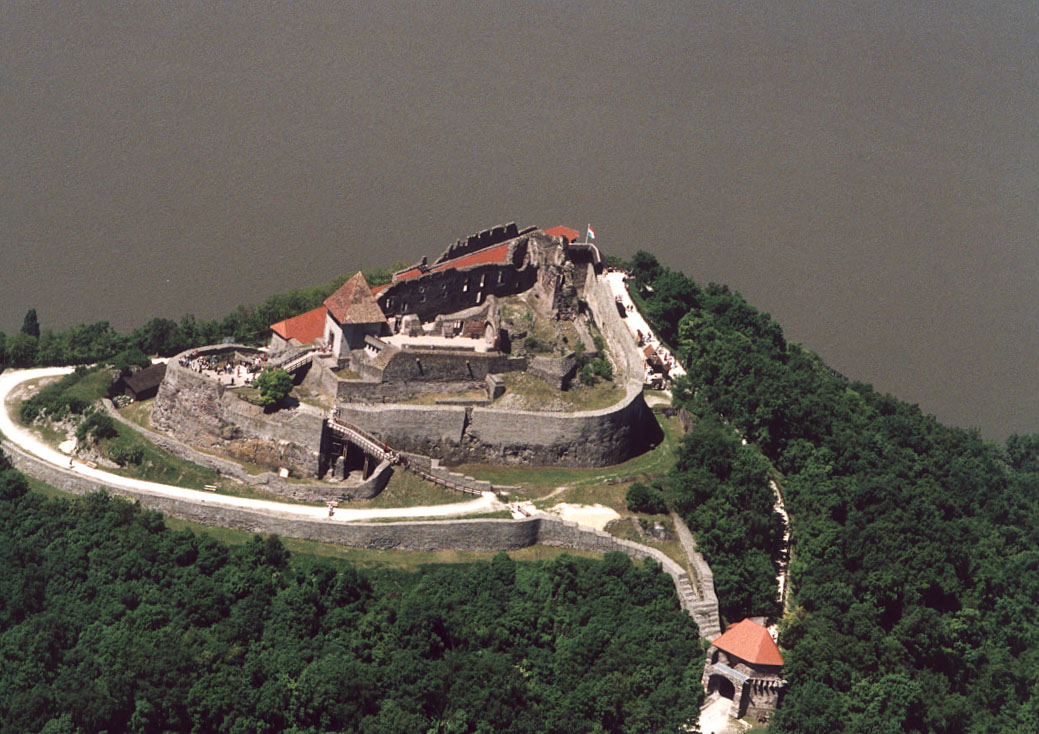
Restos del castillo inferior de Visegrád
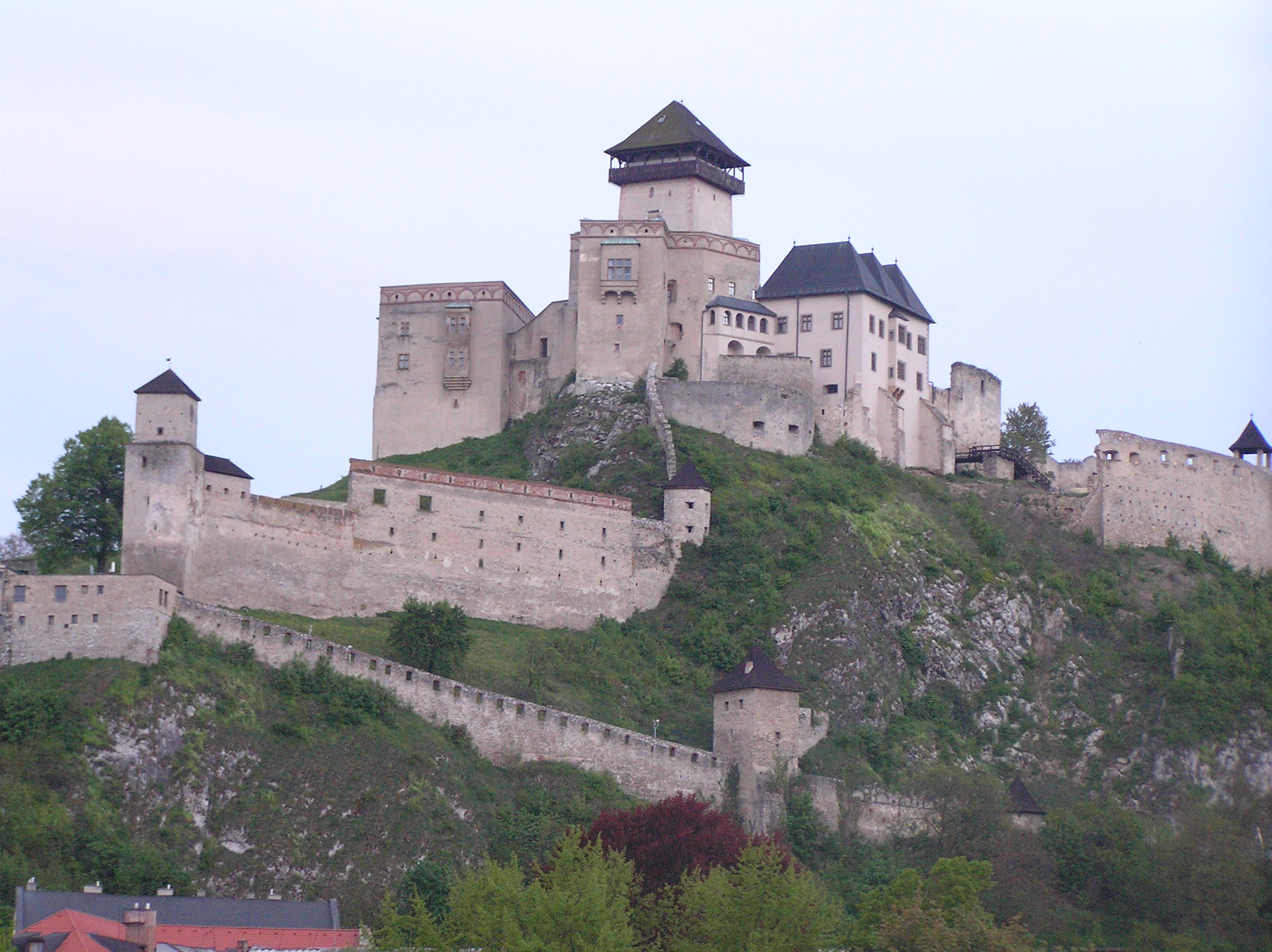
Castillo de Trenčín ( Eslovaquia)
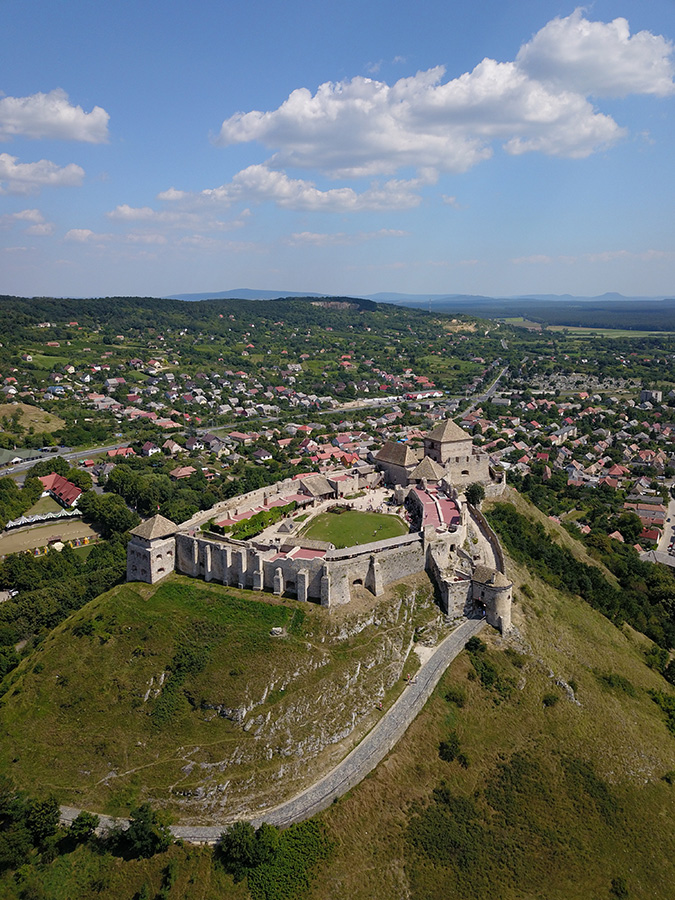
Castillo de Sümeg

### Arquitectura urbana
El desarrollo de las ciudades comenzó en el siglo XIII. Fuentes de esa misma época ya presentan a Sopron, Buda y Esztergom como asentamientos urbanos. La influencia de la arquitectura de Buda se puede sentir en esas ciudades, como el santuario de la iglesia franciscana de Sopron y la ampliación del santuario de Alba Iulia (este último en la actual Rumanía). El arte gótico de la época de Anjou se basa en ellos.

## Las épocas de los Anjou (r. 1308-1386) y de Segismundo (r. 1387-1437)

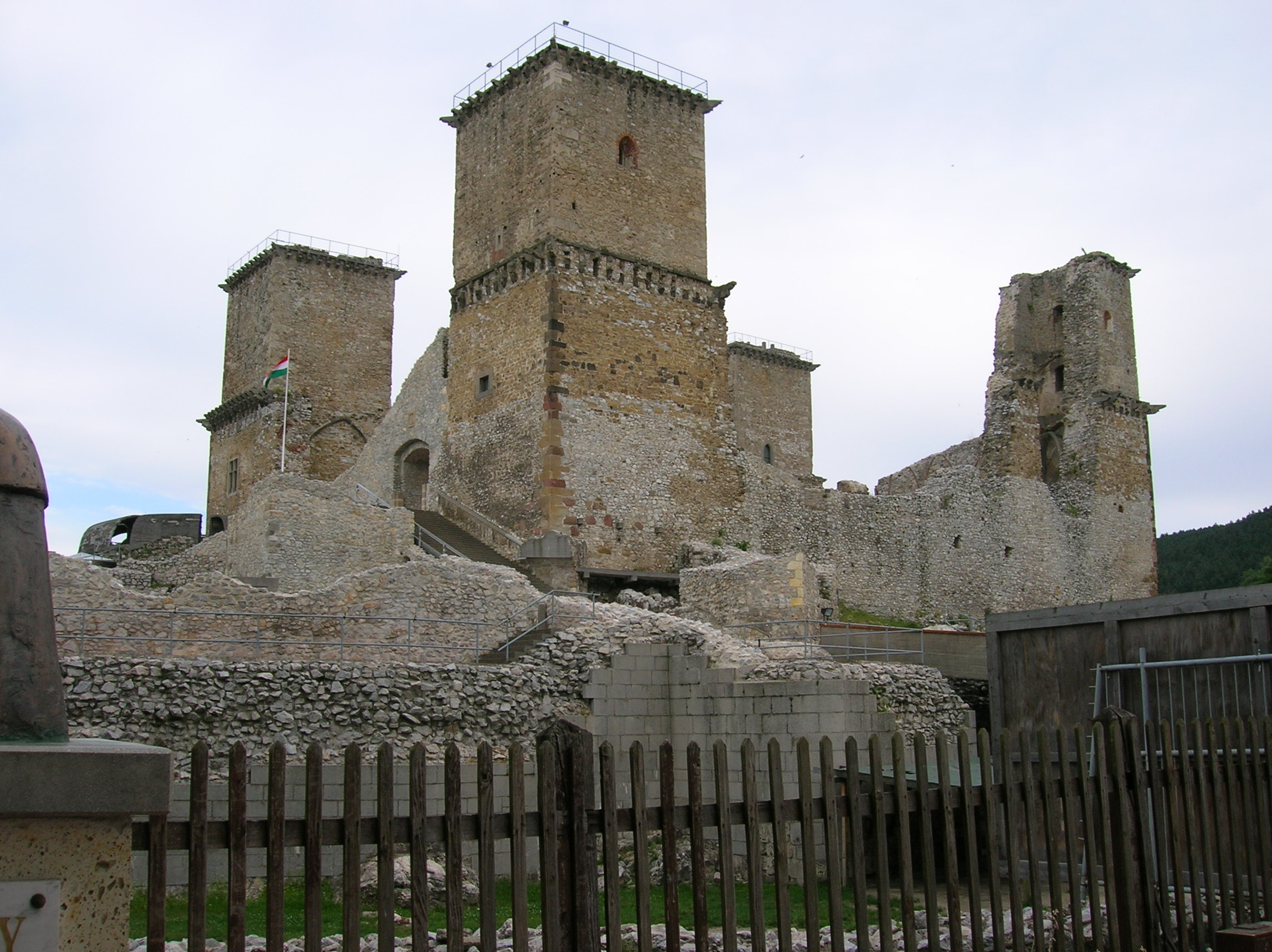
Castillo de Diósgyőr, en Miskolc

Los reyes de la dinastía Anjou (r. 1308-1386) —Carlos I Roberto (r. 1308-1342),  Luisel Grande (r. 1308-1342), María I (r. 1382-1385), Carlos III el Breve (r. 1385-1386)—, pusieron los cimientos de la ciudadela de Visegrad y del palacio real. Al mismo tiempo se estaba construyendo el castillo de Buda y en la época del rey Luis I de Hungría ya se habían colocado los cimientos del actual castillo de Buda (la Torre de Esteban). Tras la subida al trono de Segismundo (r. 1387-1437), que llegóa a ser emperador del Sacro Imperio Romano Germánico, la construcción del Palacio de Fresno se conectó directamente con el centro real de Praga. Segismundo construyó la nueva ala del palacio de Fresno y la torre de los Huesos, que se alza sobre la ciudad.
Fue la Edad de Oro de la arquitectura gótica en Hungría. El castillo de Diósgyőr, ahora en la ciudad de Miskolc, fue construido durante el reinado de Luis I de Hungría y fue la creación más temprana del típico tipo de castillo rectangular con torres en las cuatro esquinas. Ejemplos de este tipo son también el castillo Real de Tata y el castillo de Bratislava de la época de Segismundo (actual Eslovaquia). Además de la arquitectura del castillo real, también hubo un lugar significativo en la arquitectura de los castillos principescos. Había cruces de nervaduras, formas variadas de ventanas y puertas. Puertas de castillo con escudos de armas familiares, torres con chimeneas. Los mejores ejemplos son de la Alta Hungría : castillo de Trenčín, el castillo de Mateo III Csák; castillo de Beckov, el castillo de la familia Stibor; castillo de Hollókő. Clan de la familia Kačić; castillo de Nógrád, el castillo del obispo de Vác; Además, son importantes los alrededores de Veszprém (el castillo de Csesznek de la familia Garai, el castillo del obispo de Veszprém) y la Gran Llanura Húngara (Gyula, el castillo de Kisvárda y el castillo de Esteban Várdai). El castillo de Jurisics y el castillo de Siklós pertenecían a la familia Garai. El castillo de Hunyadi es la creación más magnífica de la época.

### Arquitectura eclesial del gótico primitivo

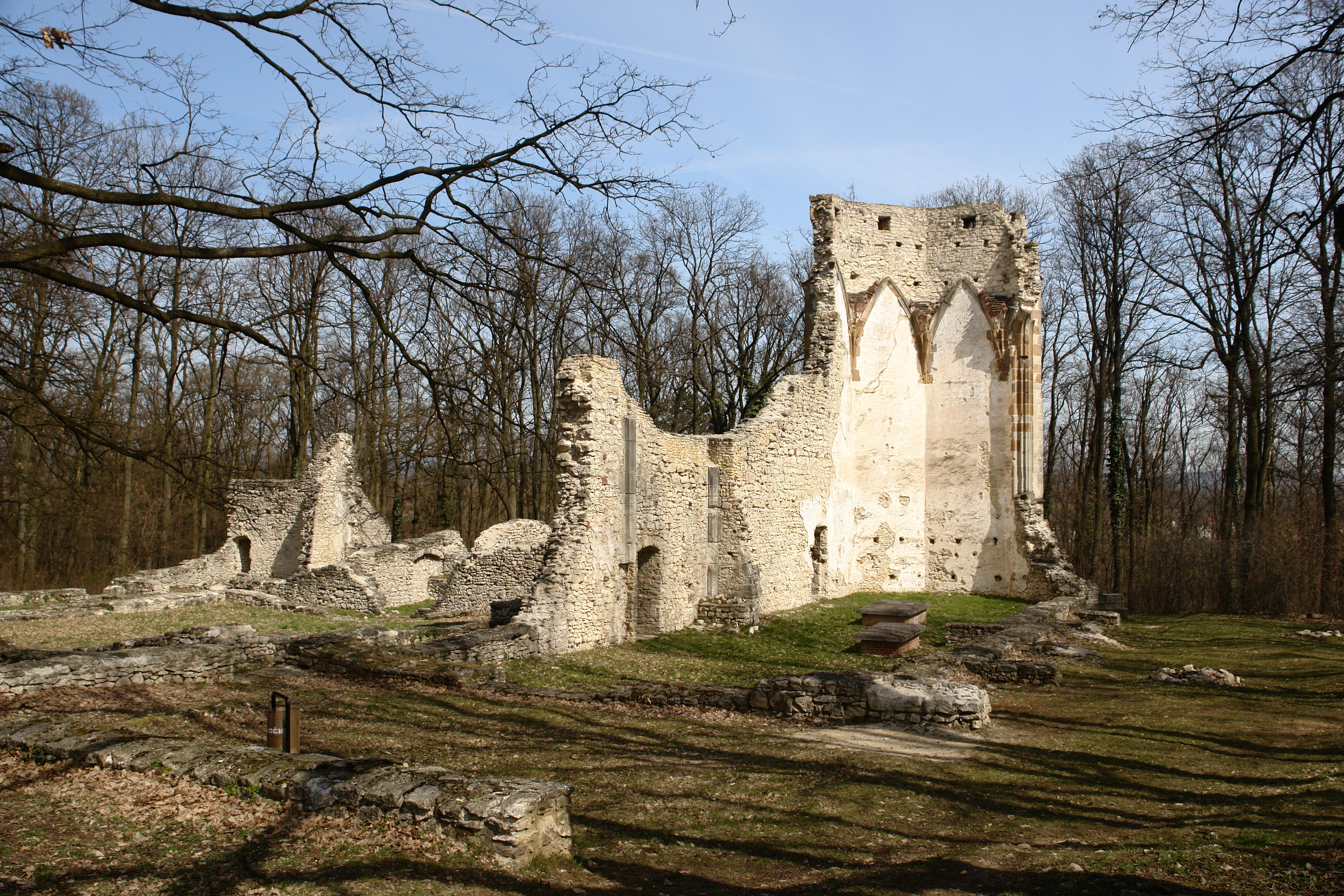
Ruinas del monasterio paulino de Nagyvázsony

Durante los siglos XIV y XV casi todas las catedrales episcopales fueron ampliadas o reconstruidas (la capilla de Gisela en Veszprém, la capilla de Hédervár en Győr, el santuario circundante en Eger). En el campo, los señores feudales construyeron iglesias monacales y parroquiales. El monasterio franciscano de Szécsény fue construido por Thomas Szécsényi. John Hunyadi construyó la iglesia franciscana de Teiuș (actual Rumania), Pál Kinizsi fundó el monasterio paulino de Nagyvázsony y la familia Báthory estuvo activa en Nyírbátor. También existía el tipo de iglesia de la creación, cuyo preludio había sido la Sainte-Chapelle de París erigida en 1361 a través de la capilla del evangelista de Juan. La capilla de Bratislava fue también una imagen previa de la capilla principal de la iglesia (la capilla Gara de la iglesia de la Virgen María, la capilla Zapolya de Szepeszely).

### Florecimiento de la arquitectura popular

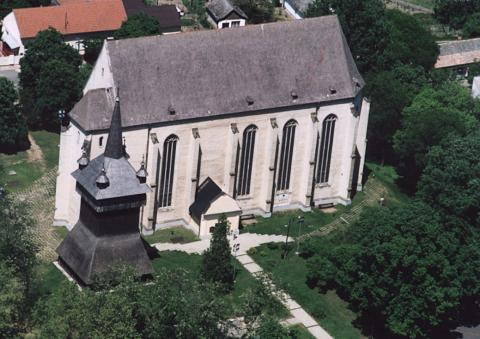
Iglesia reformada de Nyírbátor

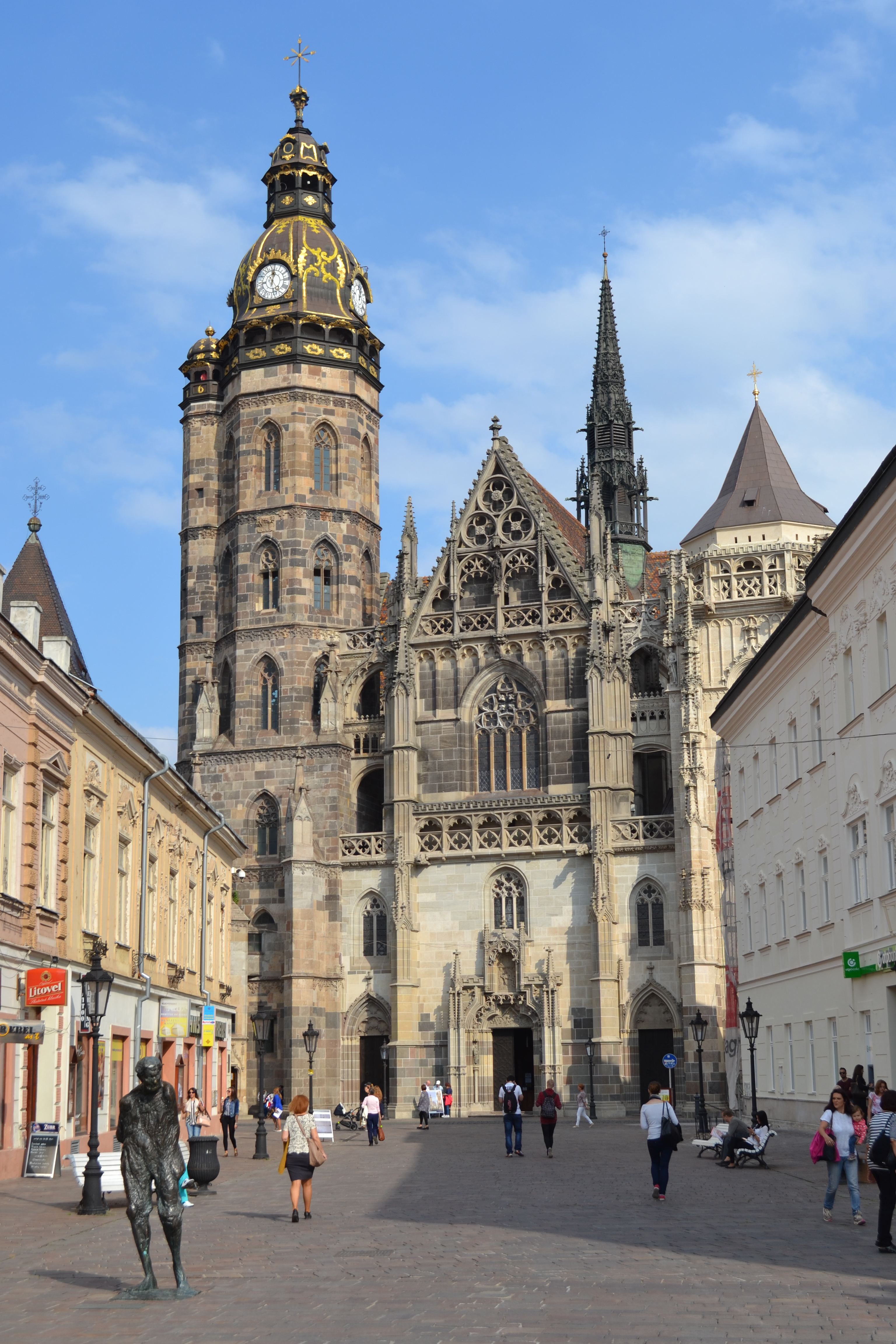
Catedral de Santa Isabel en Košice (1378-1508)

En el siglo XIV, la arquitectura popular se desarrolló más ampliamente. El papel de la capital se desempeñaba en Buda, que se construyó rápidamente cerca del castillo, fuera de la ciudad. El tipo de casa típico de Buda se estableció en los siglos XIV y XV, que da a las calles en estilo balcánico con su larga fachada. Representativas de este tipo son la Casa Nacional de la calle número 2 en Budapest, la casa número 14 de la calle Tarnok de Budapest y el número 31 de la calle Uri de Budapest. También se conservaron viviendas góticas en el campo: calle Kátalántalán número 2 en Pécs, Székesfehérvár, Sopron. Sin embargo, muchas de estas casas fueron construidas en madera y fueron destruidas por el fuego. Las fuentes de la misma época sobre las obras de madera sugieren un alto nivel de carpintería. Fue importante el trabajo del maestro carpintero Dénes Gyarmati en Esztergom, que llevó a cabo encargos de alto rango. 
La mayoría de los otros tipos de edificios de la ciudad (ayuntamiento, casa gremial, baños, hospital) se conocen solo a partir de fuentes de la misma época. Los restos del antiguo ayuntamiento de Buda se encuentran en el edificio del museo. También los encontramos en el antiguo ayuntamiento de Bratislava (actual Eslovaquia). 
Sin embargo, la arquitectura eclesiástica siguió siendo decisiva en el diseño de la imagen de la ciudad. Las iglesias parroquiales eran iglesias de salón de tres naves, sin transepto, ubicadas en la plaza del mercado o cerca de ella. Las parroquias de la ciudad a menudo se creaban con el apoyo real; el escudo de armas de Luis I de Hungría se encuentra en el ayuntamiento de Sebeș (actual Rumanía), el escudo de armas de Segismundo está en la iglesia de San Miguel en Cluj-Napoca (actual Rumanía), el escudo de armas de Matías Corvino está en la parte superior de la iglesia de la Santísima Virgen en Buda. En estas iglesias se mantuvo el tipo de fachada de dos torres de las iglesias étnicas, salvo que sólo una de las torres se construyó completamente (Cúpula de Košice (actual Eslovaquia), Iglesia de Matías de Budapest, Biserica Neagră (actual Rumanía)). Las cúpulas de las torretas se diseñaban normalmente con cuatro antorchas. En las ciudades aparecieron también las iglesias monásticas de las órdenes mendicantes. La orden mendicante también se construyó sobre la base de principios uniformes (estructura de una sola nave, torre junto a la nave del ábside). Un buen ejemplo de ello son los dormitorios de la calle Ulița Lupilor en Cluj-Napoca (actual Rumanía), la iglesia-monasterio franciscana de Szeged y la iglesia reformada de Nyírbátor. Las construcciones de la orden mendicante se realizaban generalmente cerca de las murallas de la ciudad, por lo que los edificios estaban incluidos en el sistema de protección de la ciudad. La construcción de las murallas de la ciudad ya estaba establecida. Béla también la ordenó, pero se construyeron en masa de Segismundo de 1405. Comenzó después del decreto anual. Las murallas de la ciudad estaban coronadas por una fiesta, detrás de ella había corredores de protección de madera (murallas de Buda, Pest y Cluj-Napoca). La arquitectura de las ciudades de mercado no era significativa, aunque la arquitectura de las iglesias a veces se acercaba al nivel de las ciudades reales libres (iglesia protestante gótica de Avas en Miskolc, iglesia de San Andrés de Debrecen, iglesia-monasterio franciscano de Gyöngyös e iglesia-monasterio franciscano de Szombathely). La disposición de las iglesias del pueblo no ha cambiado, la estructura de dos pisos (nave del ábside y nave central) permanece. El tamaño de los edificios ha aumentado, la nave del ábside tiene una bóveda de crucería de base poligonal. Torre conectada a la fachada oeste. En la región de Székely, a menudo estaba provista de fortificaciones y almenas ((Neszmély, Vörösberény). En las tierras sajonas de Transilvania, la conversión gótica de iglesias románicas era común. Existen fuentes escritas de finales del siglo XV, además de artistas civiles, que comienzan a hablar de señores de ciudades rurales y de aldeas. Un recuerdo único de la arquitectura de las aldeas es la casa señorial gótica de Alsóörs.

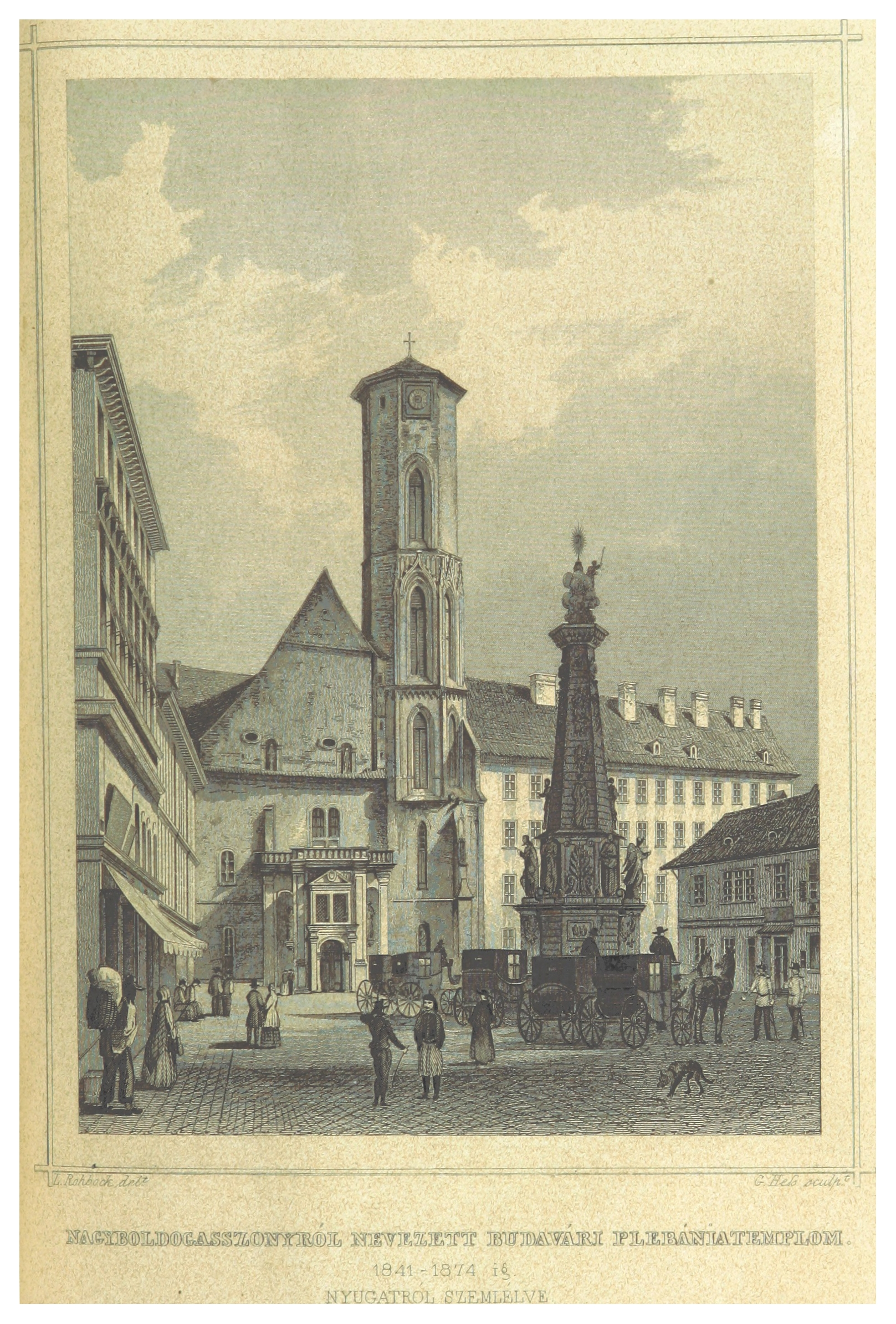
Iglesia de Matías en Budapest (siglos XIV-XV), antes de la modernización neogótica
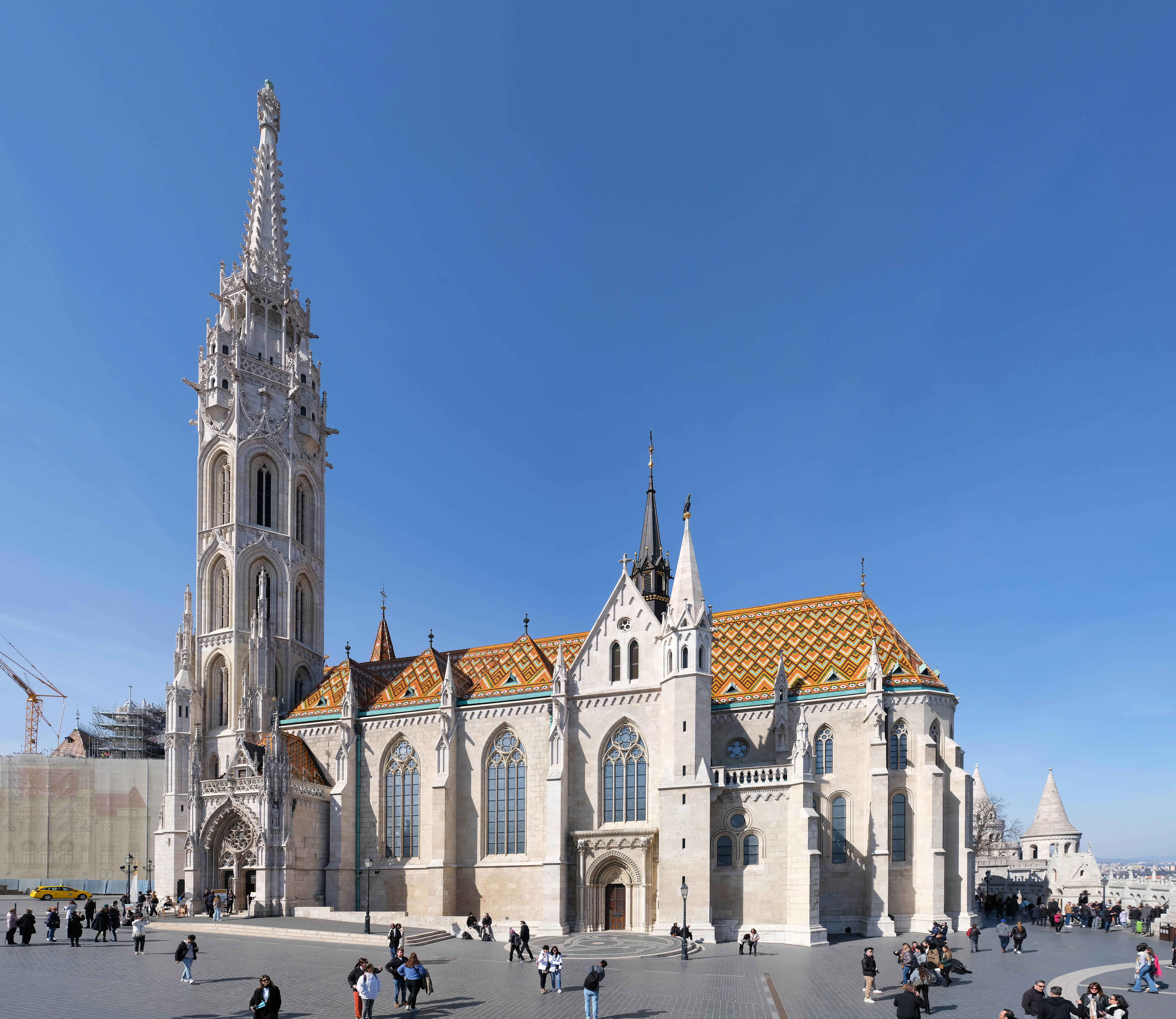
Iglesia de Matías en Budapest después de la modernización neogótica (1874-1896)
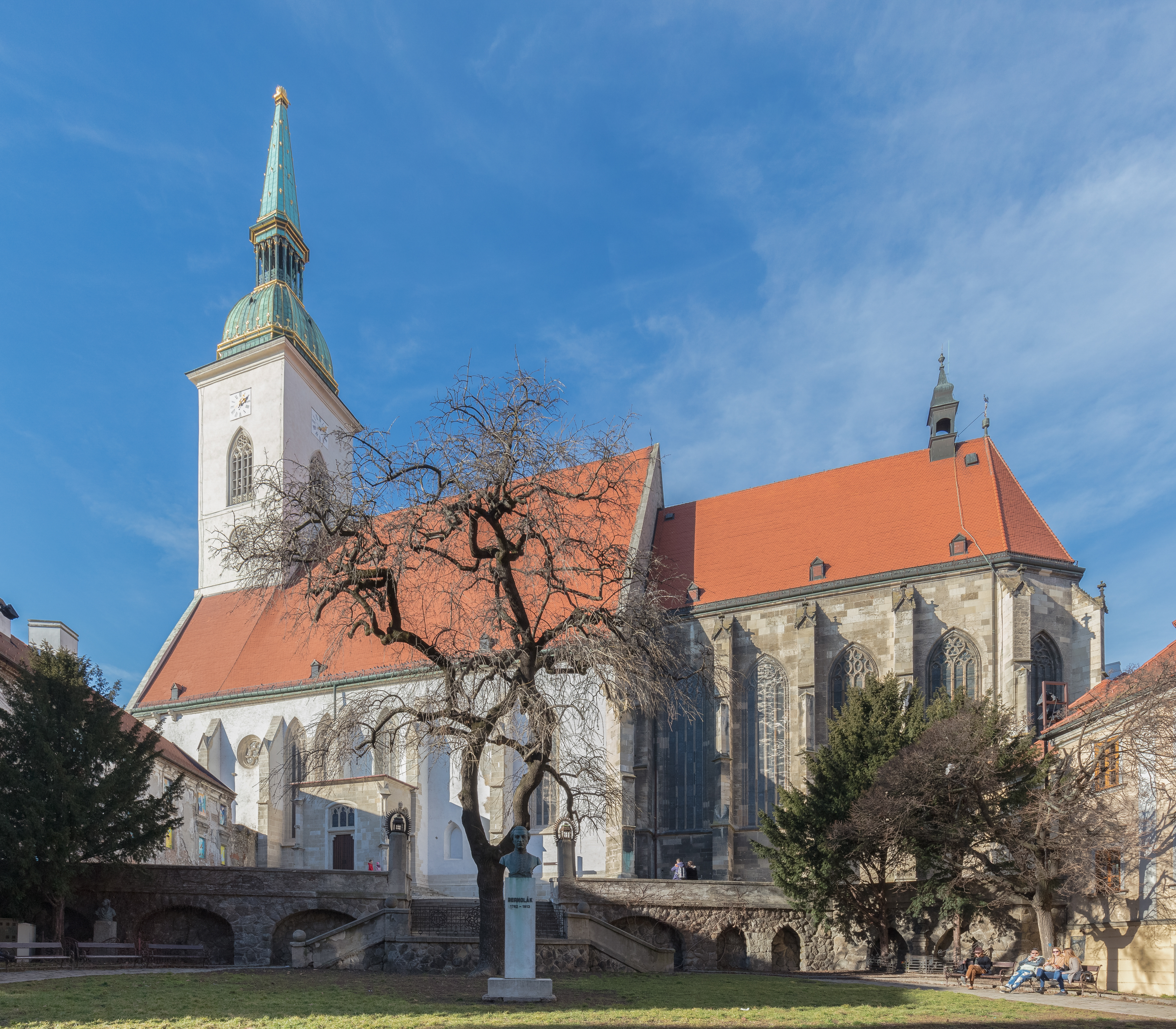
Catedral de San Martín (1311-1510) en Bratislava ( Eslovaquia). Fue el lugar de coronación del Reino de Hungría entre 1563-1830.
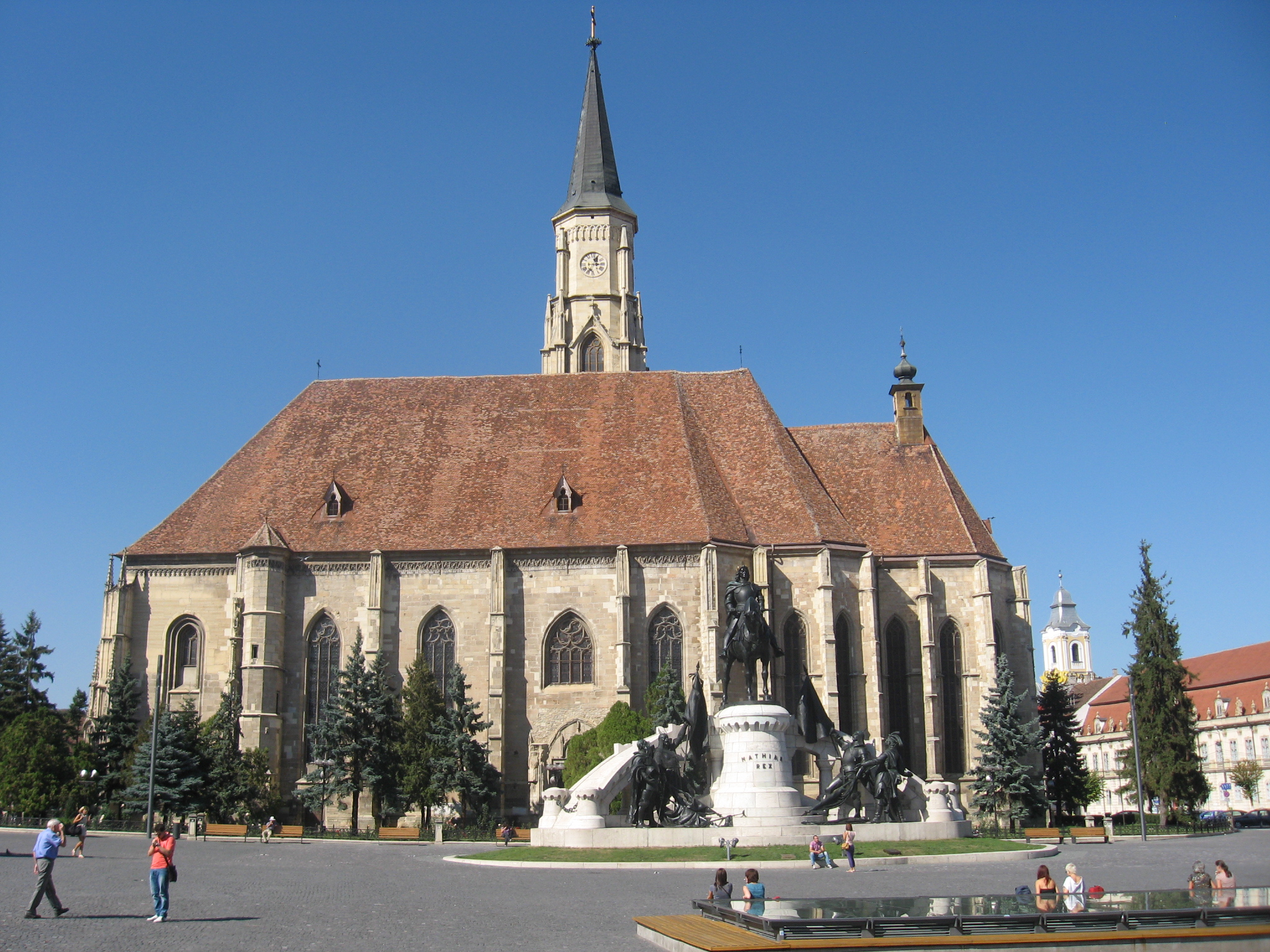
Iglesia de San Miguel en Cluj-Napoca (siglos XIV-XV) ( Eslovaquia)
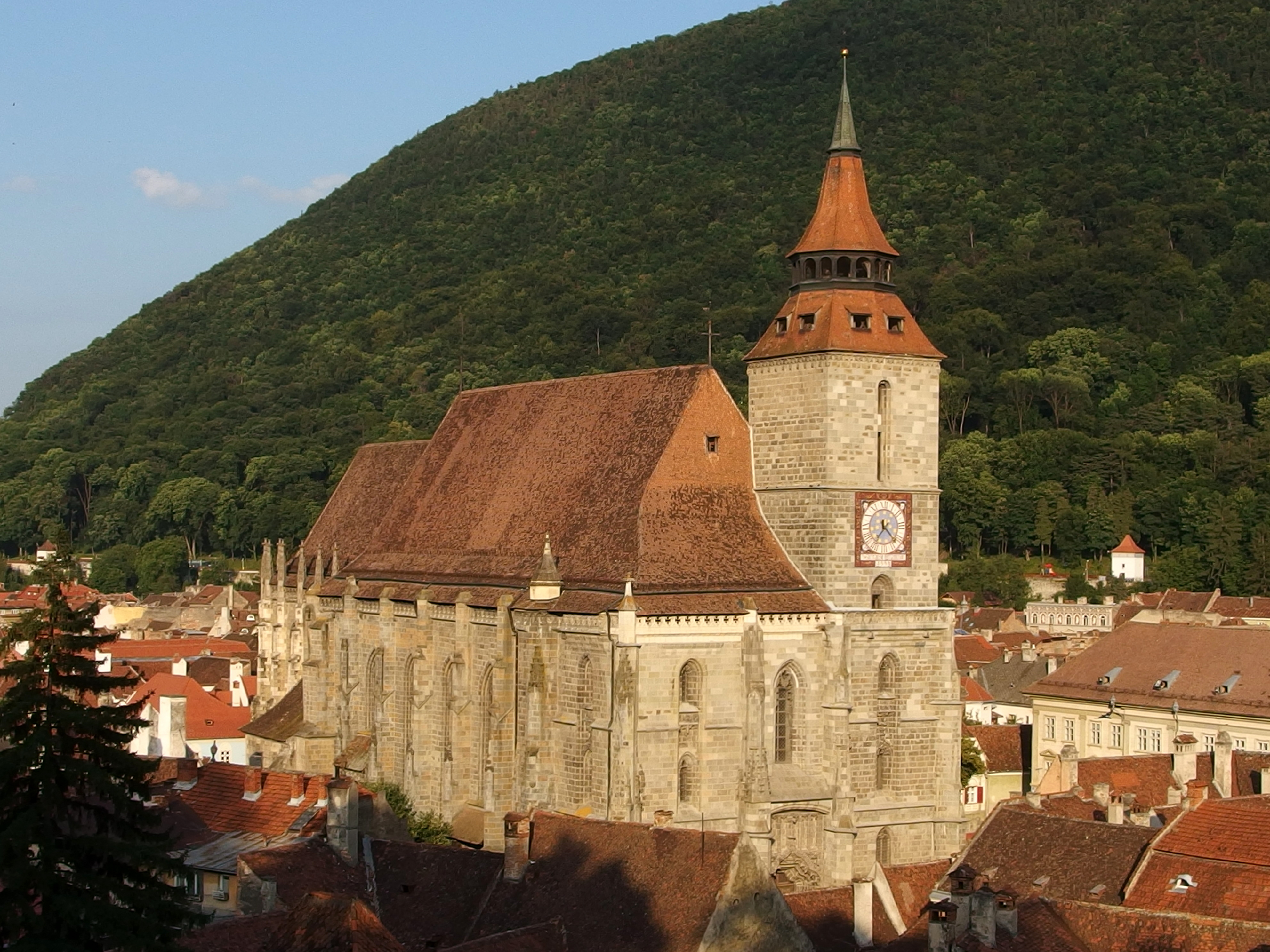
Iglesia Negra de Braşov (siglos XIV-XV) ( Rumania)
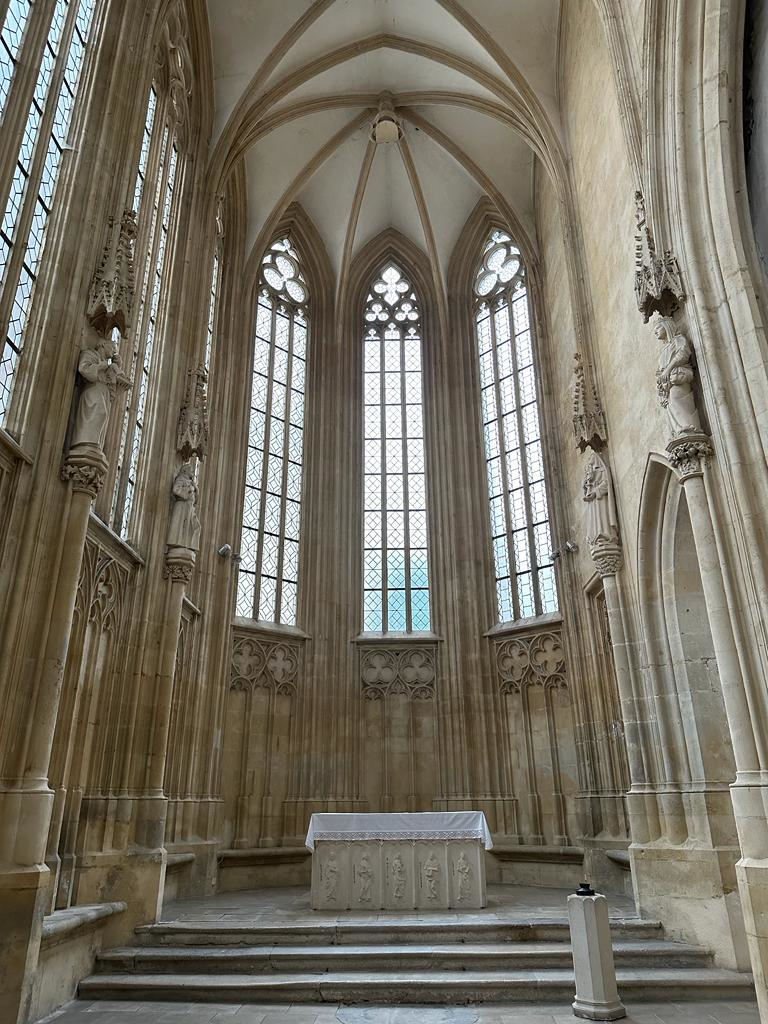
Capilla de San Juan Evangelista en la iglesia de los Franciscanos de Bratislava (segunda mitad del siglo XIV) ( Eslovaquia)
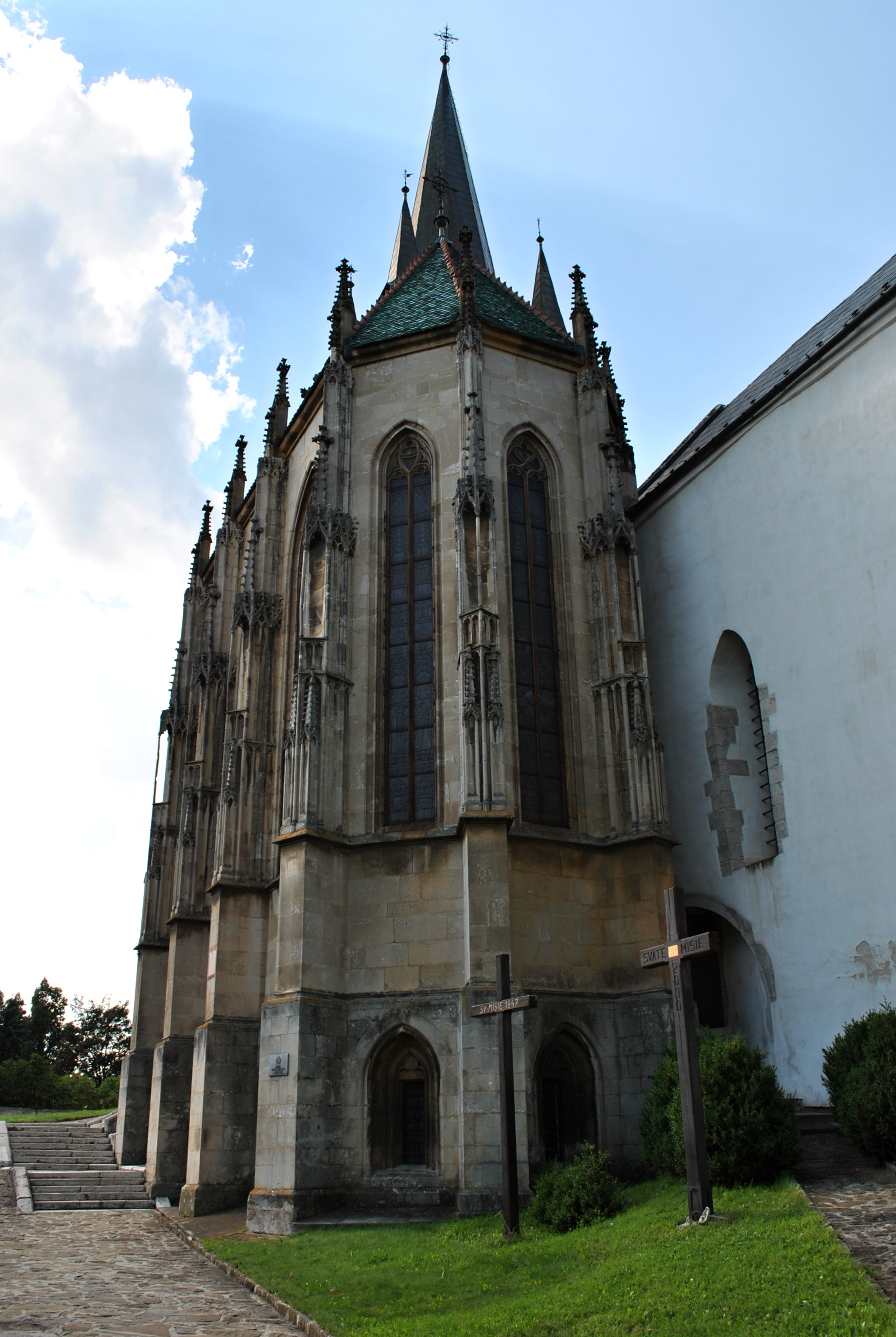
Capilla Zápolya en la iglesia de San Ladislao (1473-1487) en Spišský Štvrtok ( Eslovaquia)
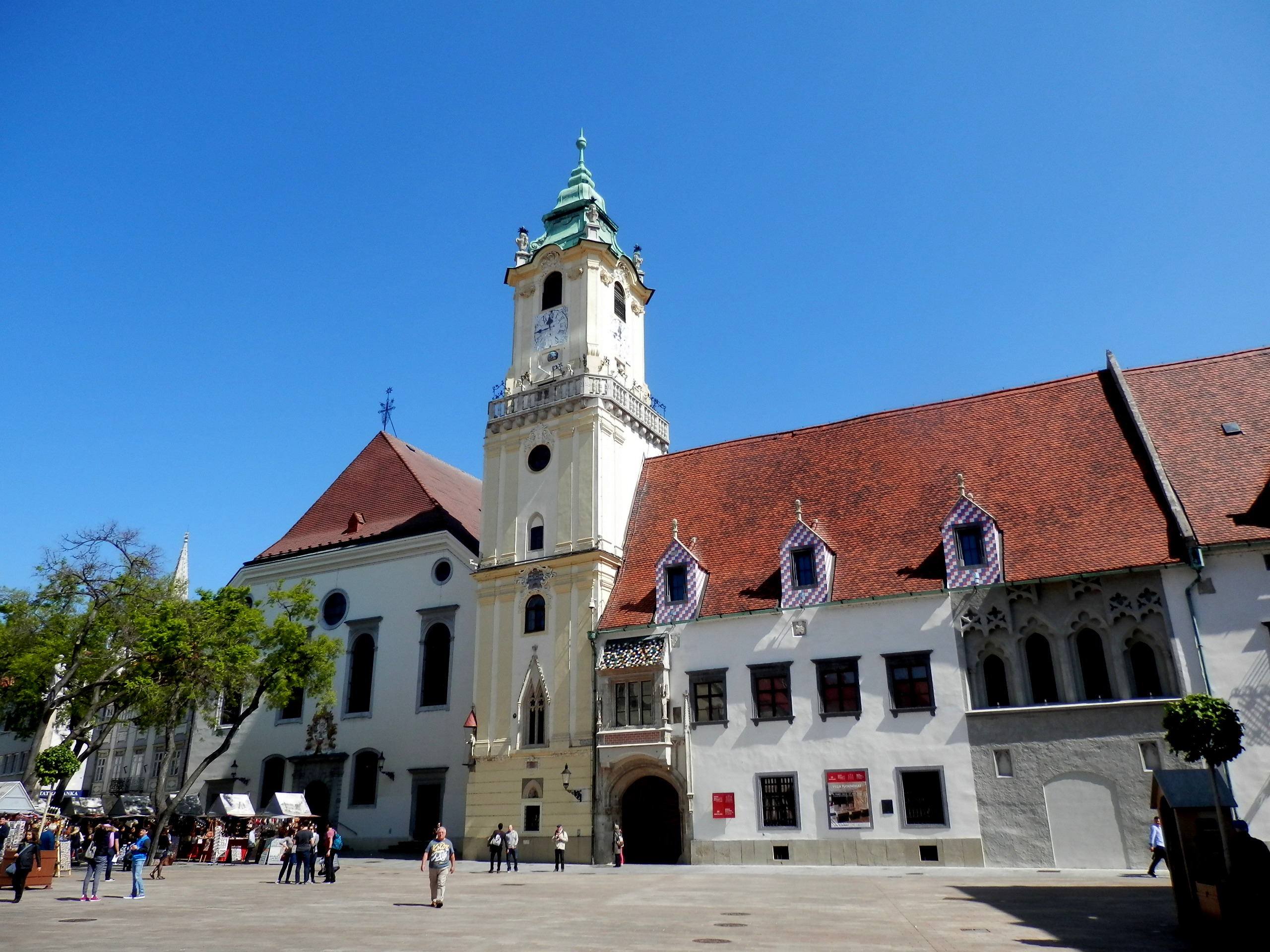
Antiguo Ayuntamiento de Bratislava (siglo XV) ( Eslovaquia)
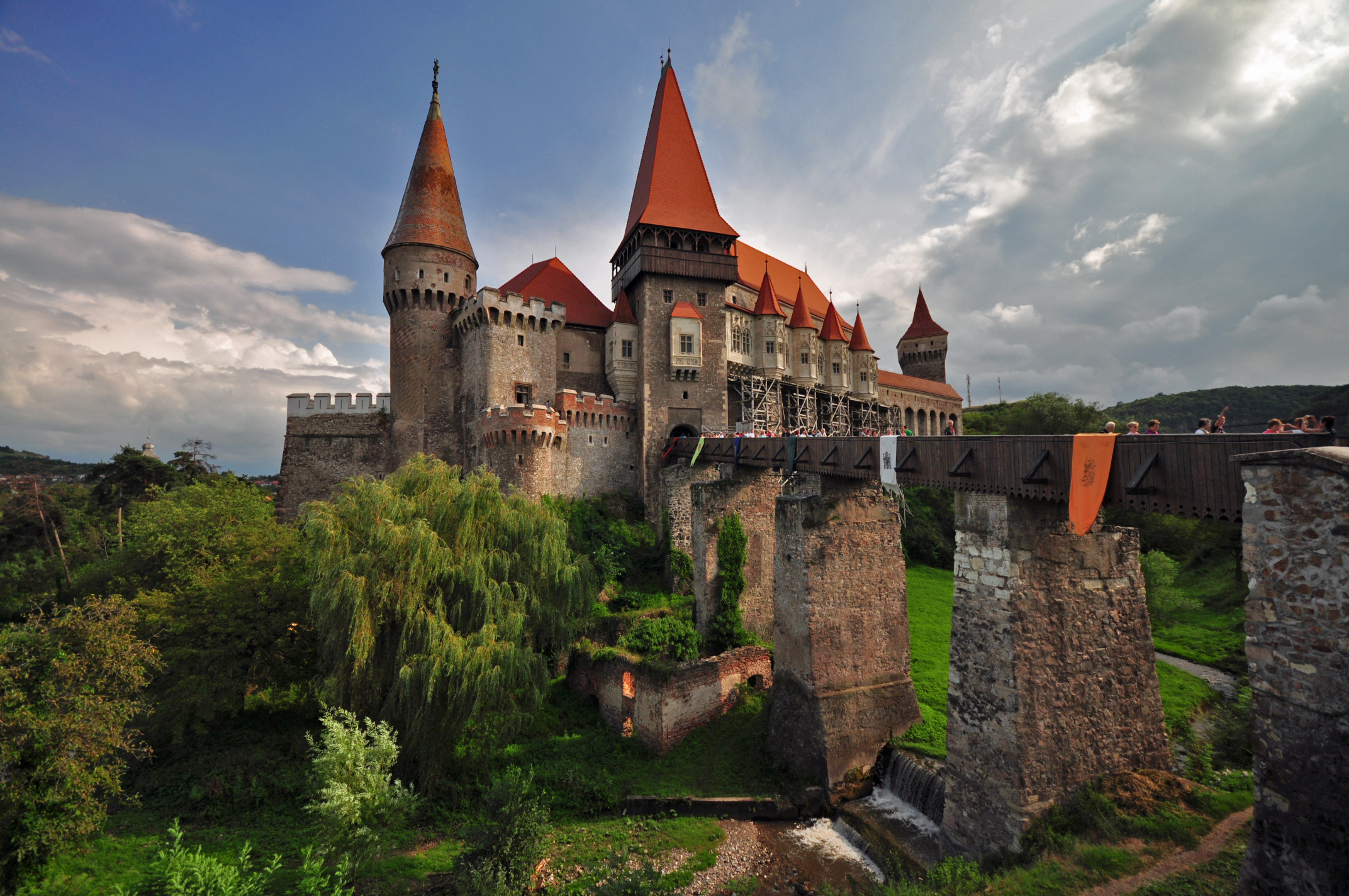
Castillo de Corvin en Hunedoara (1440-1480) ( Rumania)
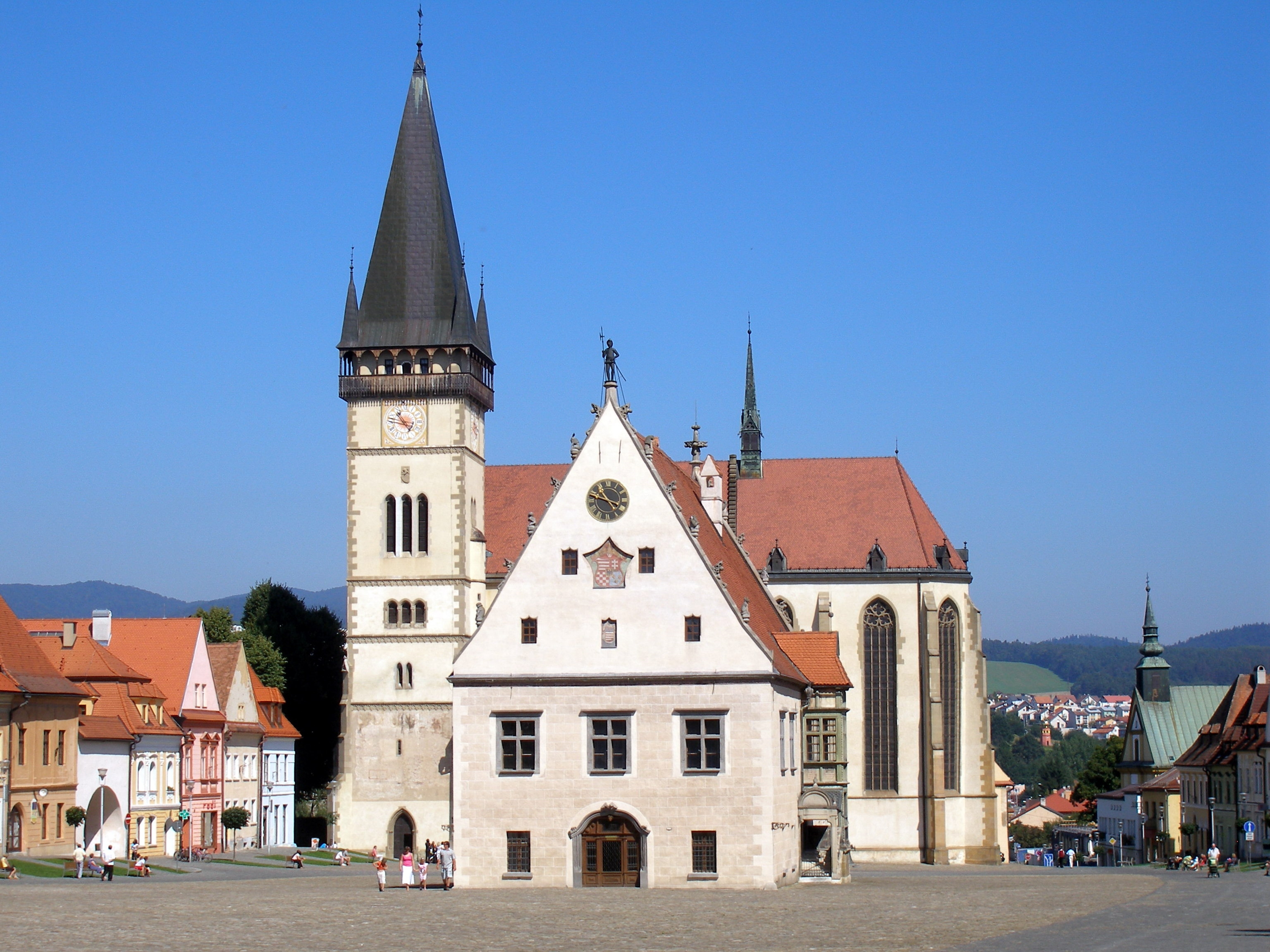
Ayuntamiento (1505-1511) y basílica de San Gil (siglos XIV-XV) en Bardejov ( Eslovaquia)

## Renacimiento

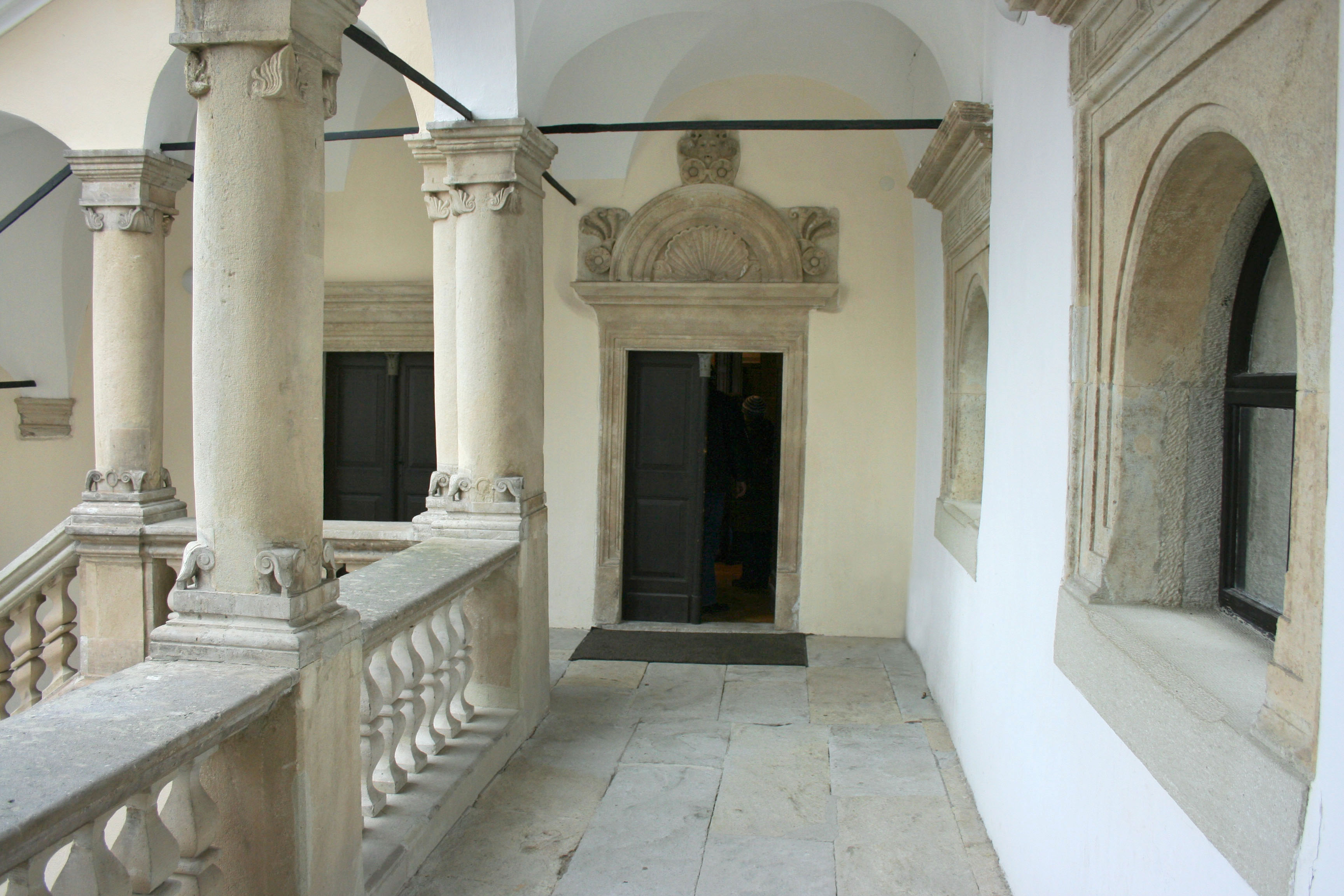
Una de las partes mejor conservadas del castillo de Sárospatak

En la segunda mitad del siglo XV, el gótico comenzó a ser reemplazado por el Renacimiento, y la influencia franco-germana fue sustituida por la italiana. Los cambios también fueron facilitados por razones políticas. El primer cambio de estilo se produjo en la sede de Buda gracias al rey Matías Corvino. El Renacimiento se difundió por mediación de la nobleza y los altos cargos de la Iglesia. El Renacimiento húngaro se puede dividir en tres períodos estilísticos.
- Renacimiento temprano (1460-1541)
- Renacimiento maduro (1506-1570)
- Renacimiento tardío (1570-1690 o 1750)

Es característico que se desarrollaran variantes locales y algunos fenómenos renacentistas coexistieran en paralelo.

### Renacimiento temprano

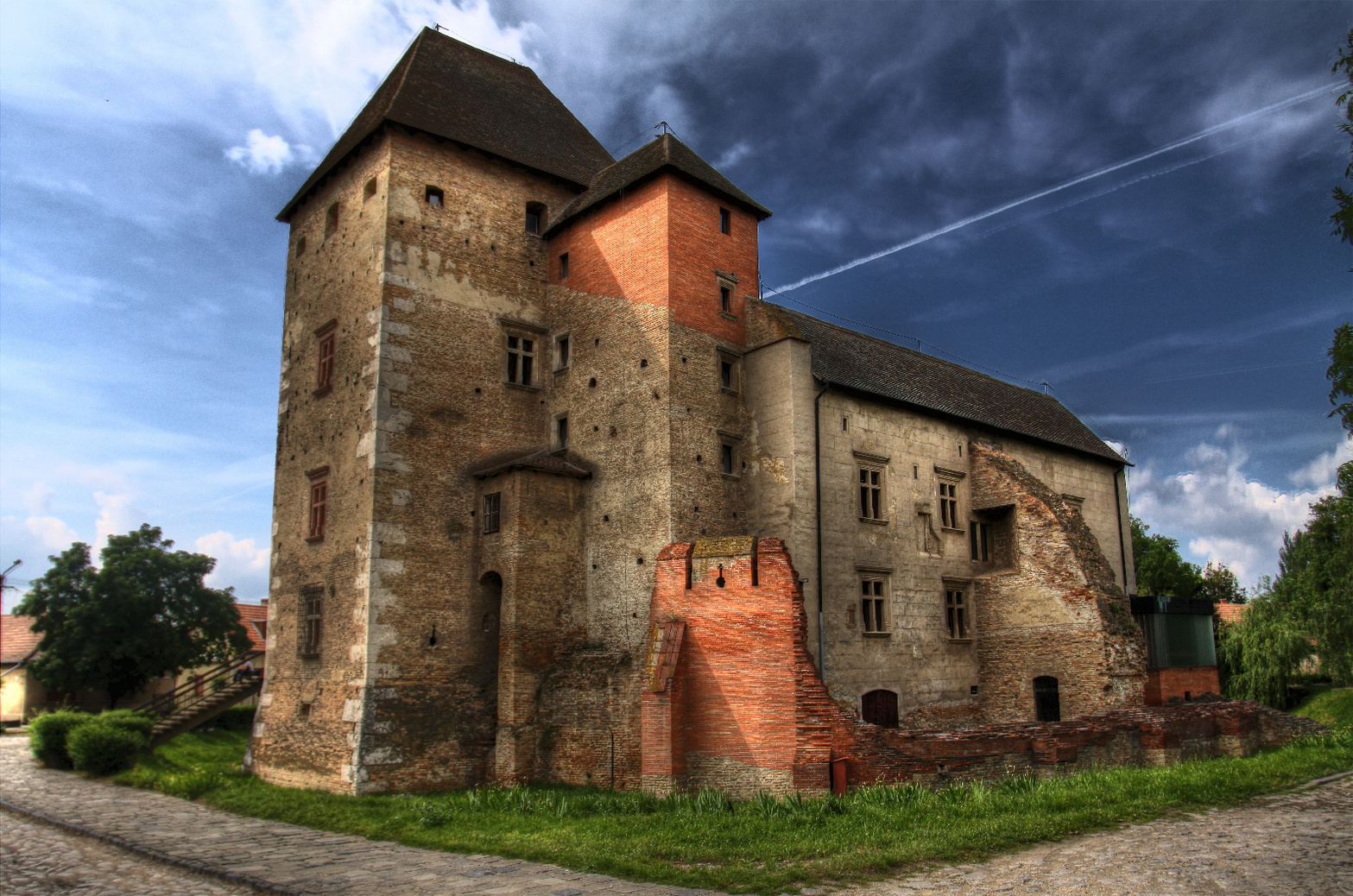
El castillo renacentista de Simontornya, terminado en el por Matthias Corvinus

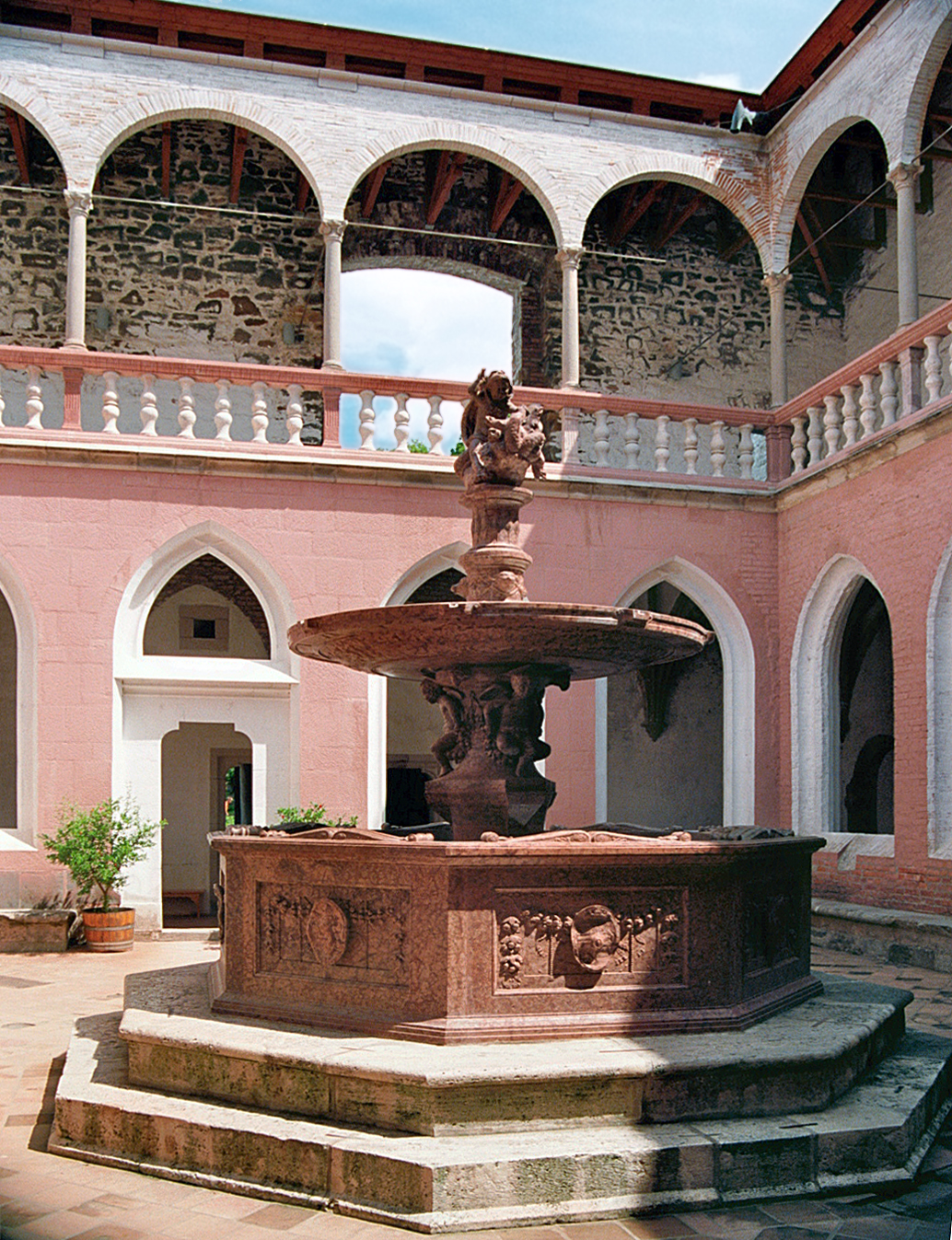
Palacio Real de Visegrád

Los primeros edificios renacentistas fueron los palacios de Matías Corvino (r. 1458-1490), el ala oriental del castillo de Buda y su patio, el palacio real de Visegrád y la villa de Nyék. Su estilo siguió el renacimiento toscano. Fue entonces cuando se desarrolló el orden de la fachada (columnas unidas por arcos de medio punto o vigas rectas), los tipos de ventanas y puertas, los motivos decorativos, que tuvieron una influencia modélica en las construcciones posteriores. El arquitecto de Matías fue Chimenti Camicia, nacido en Florencia. En Buda se desarrolló un importante taller de tallado de piedra, donde los canteros aprendieron los motivos italianos y los transmitieron posteriormente a otras áreas. Las construcciones de Matías fueron seguidas inmediatamente por las del arzobispo de Esztergom (1480-1500), las de Juan de Aragón, las de Ippolito d'Este, las de Tamás Bakócz en Esztergom, las de Miklós Báthori en Nógrád (1483) y Vác (1485-1495), las de András Báthori en el castillo de Ecséd, las de Segismundo Ernest Csaktornyai en Zagreb (actual Croacia) (1488) y Pécs (1498), las del obispo László Geréb en Gilău (actual Rumania) (1480-1490), las del arzobispo de Kalocsa Péter Váradi en la fortaleza de Bač (actual Serbia) (década de 1490), las de Balázs Ráskai en Csővár y las de Pál Kinizsi en Nagyvázsony.
En la segunda mitad del Renacimiento temprano, el nuevo estilo apareció no solo en Transdanubia y los centros más importantes, sino también en el distrito de Sălaj, en las montañas Ciuc (actual Rumania), en el condado de Zemplén y en Syrmia (actual Serbia). La mayoría de los monumentos siguieron las tradiciones del período de Matías: tabernáculos en Pest, tallas en Nyírbátor, fragmentos en Pécs, detalles en el castillo de Siklós también en el número 2 de la calle Kátalántalán en Pécs, la puerta abovedada del palacio papal de 1515. En Transilvania, además de la influencia toscana, se puede detectar la influencia lombardo (la capilla de Johannes Lazo en el lado norte de la catedral de Alba Iulia (actual Rumania).

### Renacimiento maduro y tardío

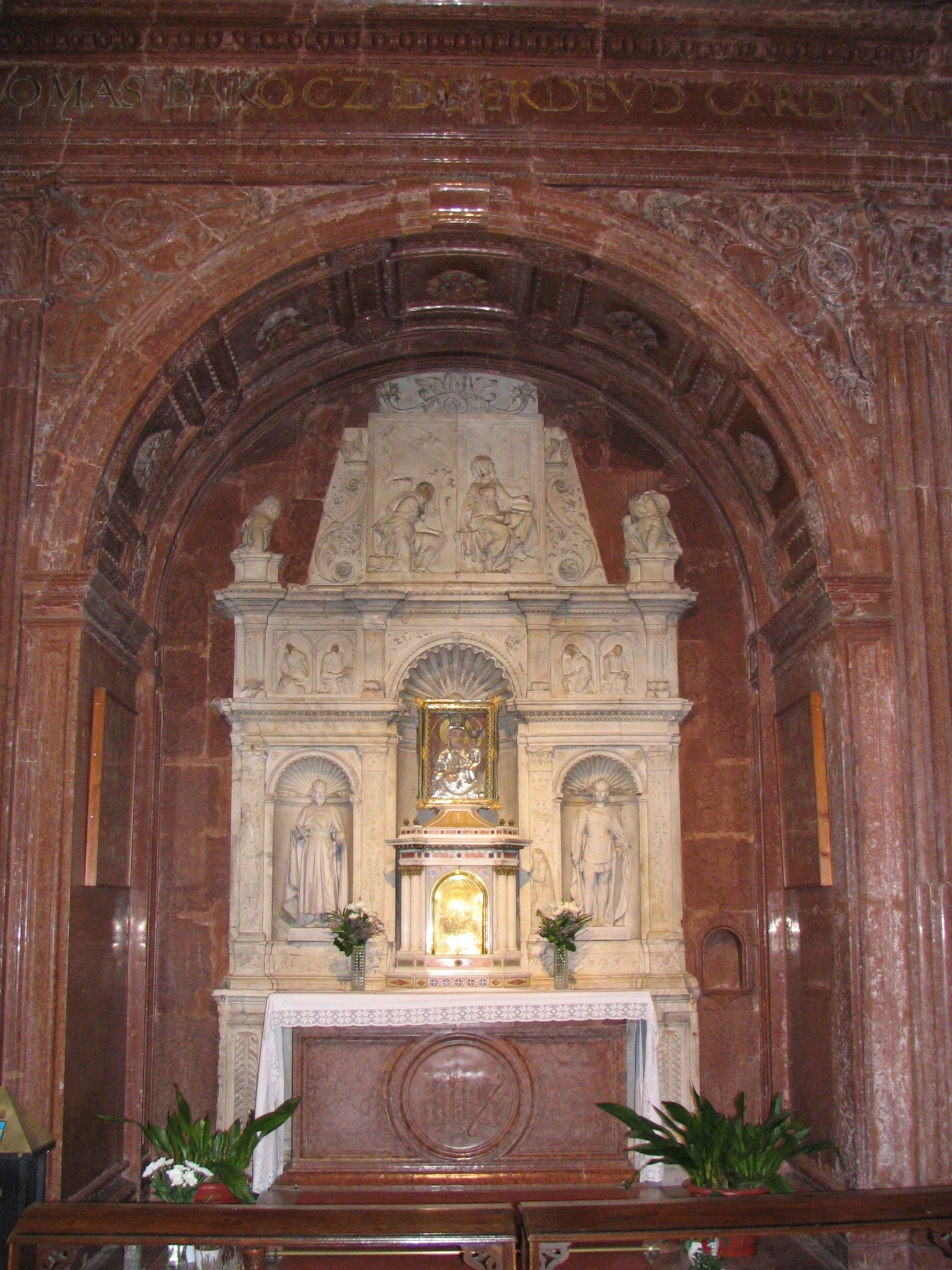
Capilla Bakócz de la catedral de Esztergom

Los signos del Renacimiento maduro se pueden ver a partir de 1506, en la construcción de la capilla de Bakócz, un importante ejemplo de la arquitectura húngara del siglo XVI. La misma tendencia está representada por las tallas de Joannes Fiorentinus y el tabernáculo del arzobispo George Szatmári en Pécs.
Tras la batalla de Mohács en 1526 y la posterior caída de Buda, el reino quedó dividido en tres partes —Transdanubia, Alta Hungría y Transilvania— en las que la arquitectura siguió un rumbo muy diferente con lenguajes formales claramente diferenciados.
Sin embargo, la influencia italiana todavía prevaleció: toscana hasta 1526, luego del norte de Italia y, desde los años 1570-1580, el cinquecento fue el principio rector, nuevamente con influencia toscana, especialmente en Transilvania, mientras que en Transdanubia continuaron adaptándose a los patrones del alto italiano.
Para la época del Renacimiento tardío, el carácter húngaro se volvió dominante y no había ningún elemento que fuera puramente italiano, a pesar de que muchos maestros italianos siguieron trabajando en el país.

#### Transdanubia

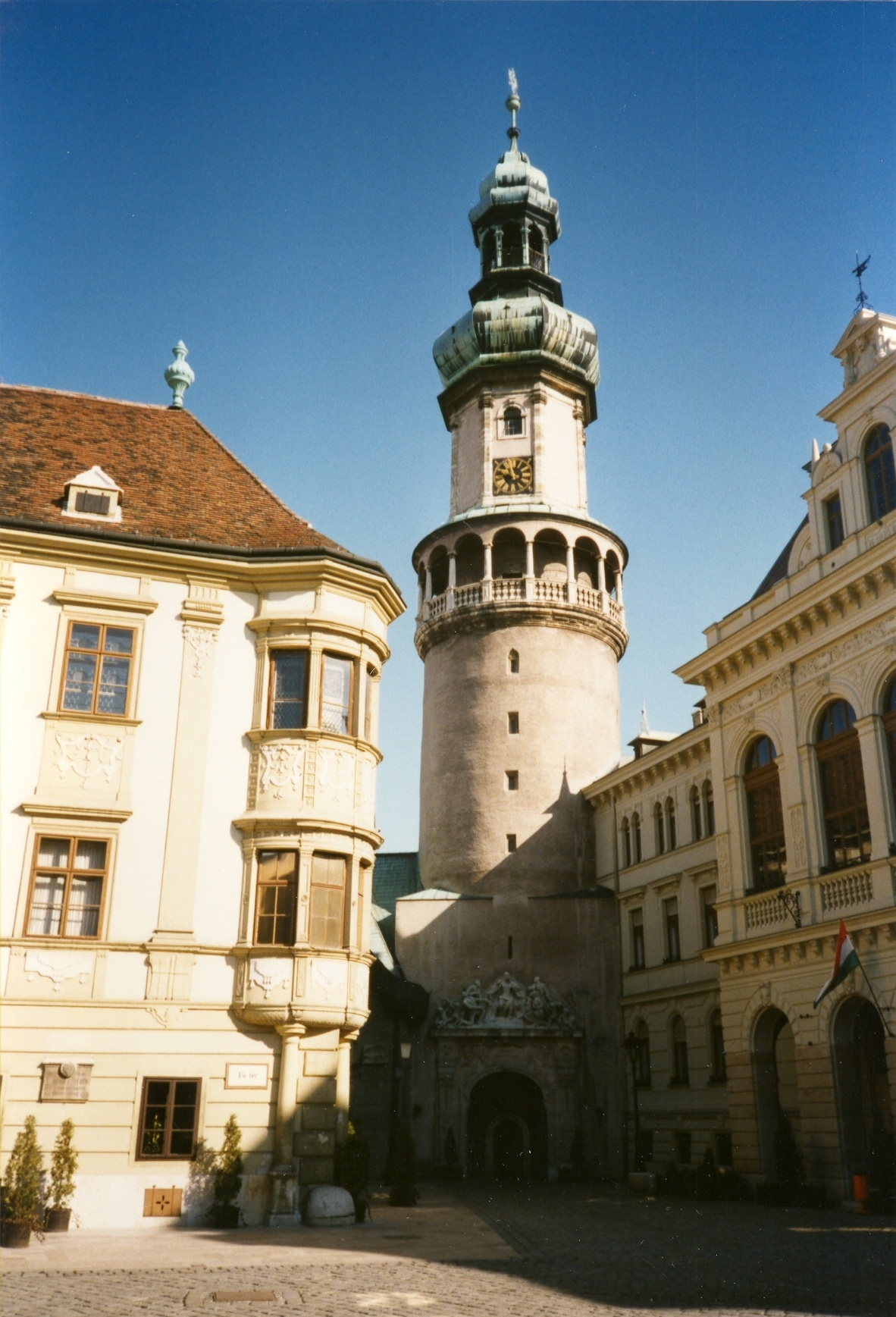
Torre de vigilancia contra incendios de Sopron

Las tradiciones de la época anterior se conservaron más claramente en la Transdanubia. Los ingenieros militares italianos introdujeron el sistema de bastiones italiano y también aparecieron las formas del Cinquecento. Hasta la primera mitad del siglo XVI se continuó con el arte anterior a 1526, en la segunda mitad del siglo se consolidaron las formas del final del Cinquecento y apareció también el Renacimiento tardío. Se establecieron nuevos tipos de edificios, como el tipo de castillo con planta rectangular y patio porticado, como la destruida fortaleza de Kanizsa, obra de Pietro Ferrabosco, y el castillo de Egervár.
Los monumentos del Renacimiento tardío en Transdanubia son principalmente los castillos, como el de Deutschkreutz (actual Austria), cuyo elemento formal dominante es la logia (torre de Vigilancia contra Incendios de Sopron, que también apareció en los edificios residenciales.

#### Alta Hungría

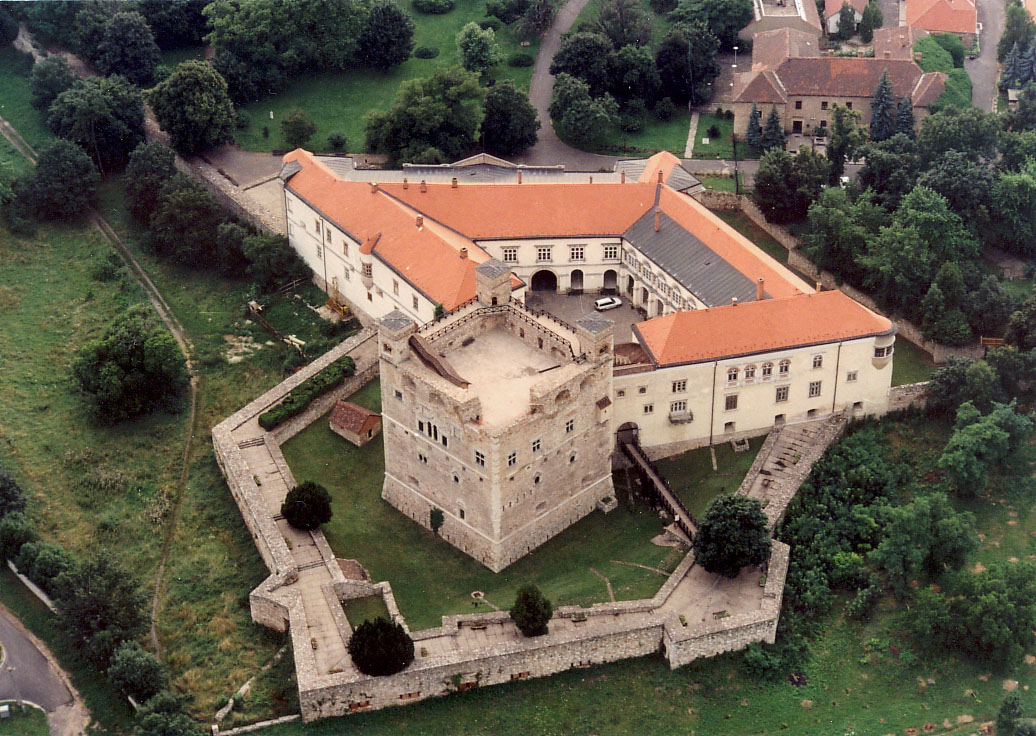
Castillo de Sárospatak

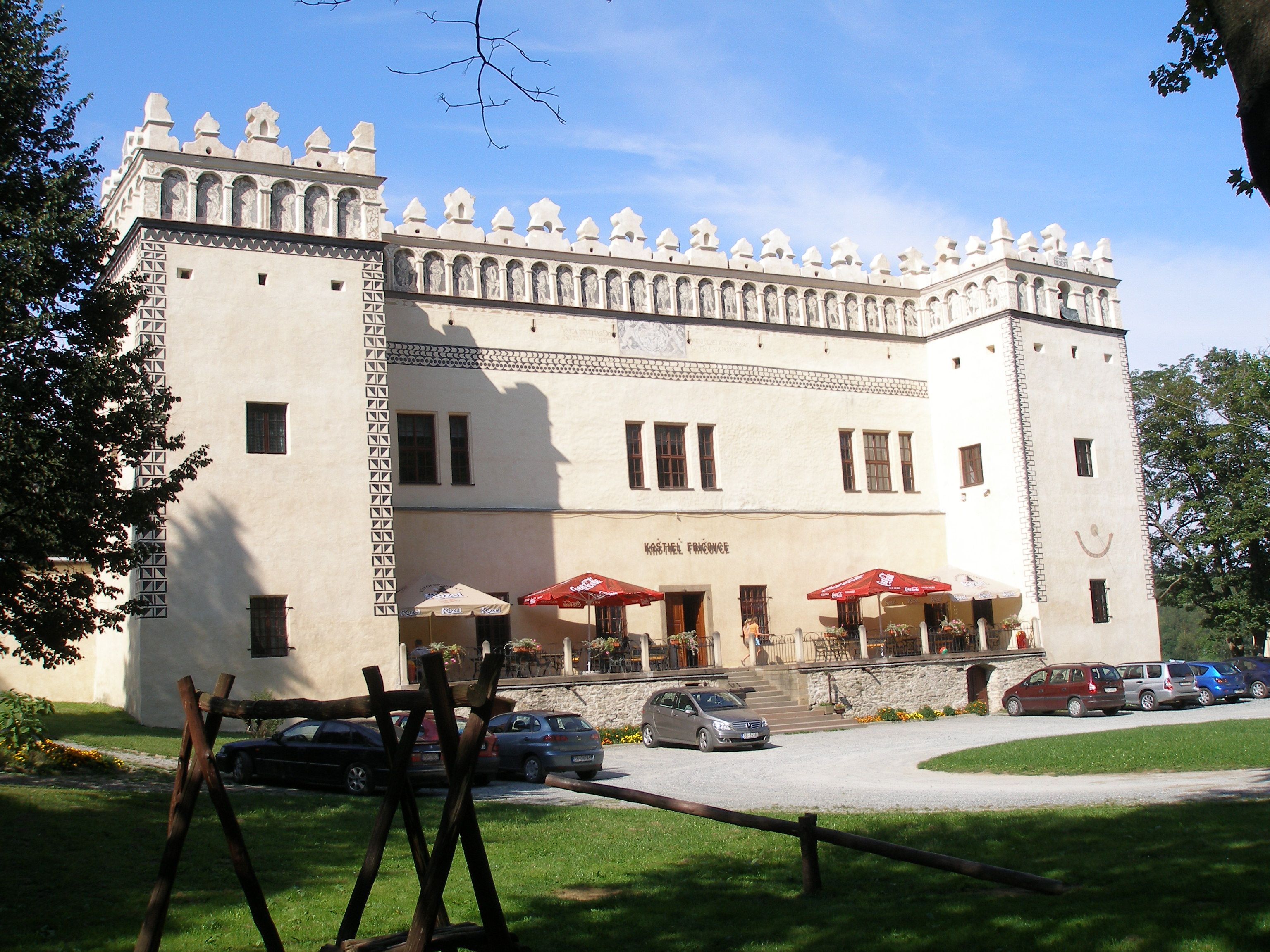
El castillo de Frits

El estilo característico de la Alta Hungría se desarrolló bajo la influencia de la Alta Italia y tuvo una diversidad extraordinaria. El inicio de su desarrollo se remonta al castillo de Sárospatak. A las construcciones de los Perényis les siguieron numerosas construcciones en la segunda mitad del siglo XVI, inicialmente en estilo lombardo y luego en estilo renacentista tardío (castillo de Trenčín (actual Eslovaquia), 1540; Markušovce (actual Eslovaquia), 1567; castillo de Orava (Eslovaquia), 1561-1611; ayuntamiento de Banská Bystrica (Eslovaquia), 1564-1565; puerta del castillo de Nitra (Eslovaquia), 1582-1587; castillo de Ugruțiu (Rumania), 1589; castillo de Bytča (Eslovaquia), 1571-1605).
El Renacimiento tardío prevaleció en el siglo XVII, y esto se reflejó en la construcción y forma de los castillos (castillo de Budatín (Eslovaquia), castillo de Beniczky en Dolná Mičiná (Eslovaquia), 1667; castillo de Topoľčianky (Eslovaquia), 1662; casas en Levoča y Prešov (Eslovaquia)). La arquitectura del antiguo condado de Szepes y del condado de Sáros, que fue llamado el «Renacimiento partisano », representa un color particular, y debido a su carácter local, se distingue fácilmente de las casas partisanas polacas, austriacas y checas. Sus monumentos más bellos son el castillo de Betlanovce de Thurzó (Eslovaquia) (1564), el campanario de Kežmarok (Eslovaquia) (1591), la torre de la iglesia de Svinia (Eslovaquia) (1628), el castillo de Kežmarok (Eslovaquia) de Emeric Thököly, el castillo de Fričovce (1623-1630) (Eslovaquia) y varias casas de Levoča y Prešov (Eslovaquia).
- Edificios renacentistas entonces húngaros y hoy en Eslovaquia ()

Edificios renacentistas entonces húngaros y hoy en Eslovaquia
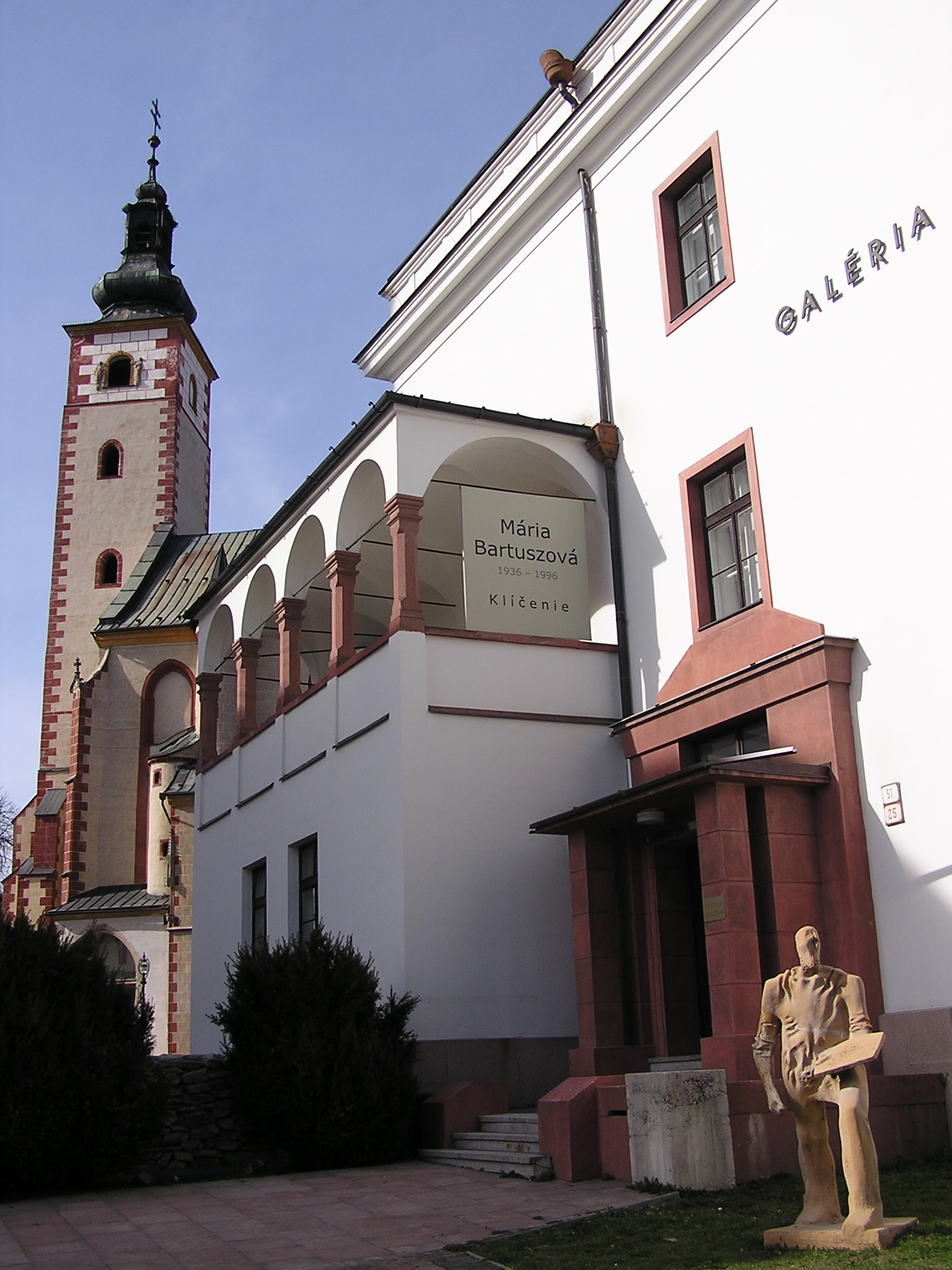
Antiguo Ayuntamiento de Banská Bystrica (1564-1565)
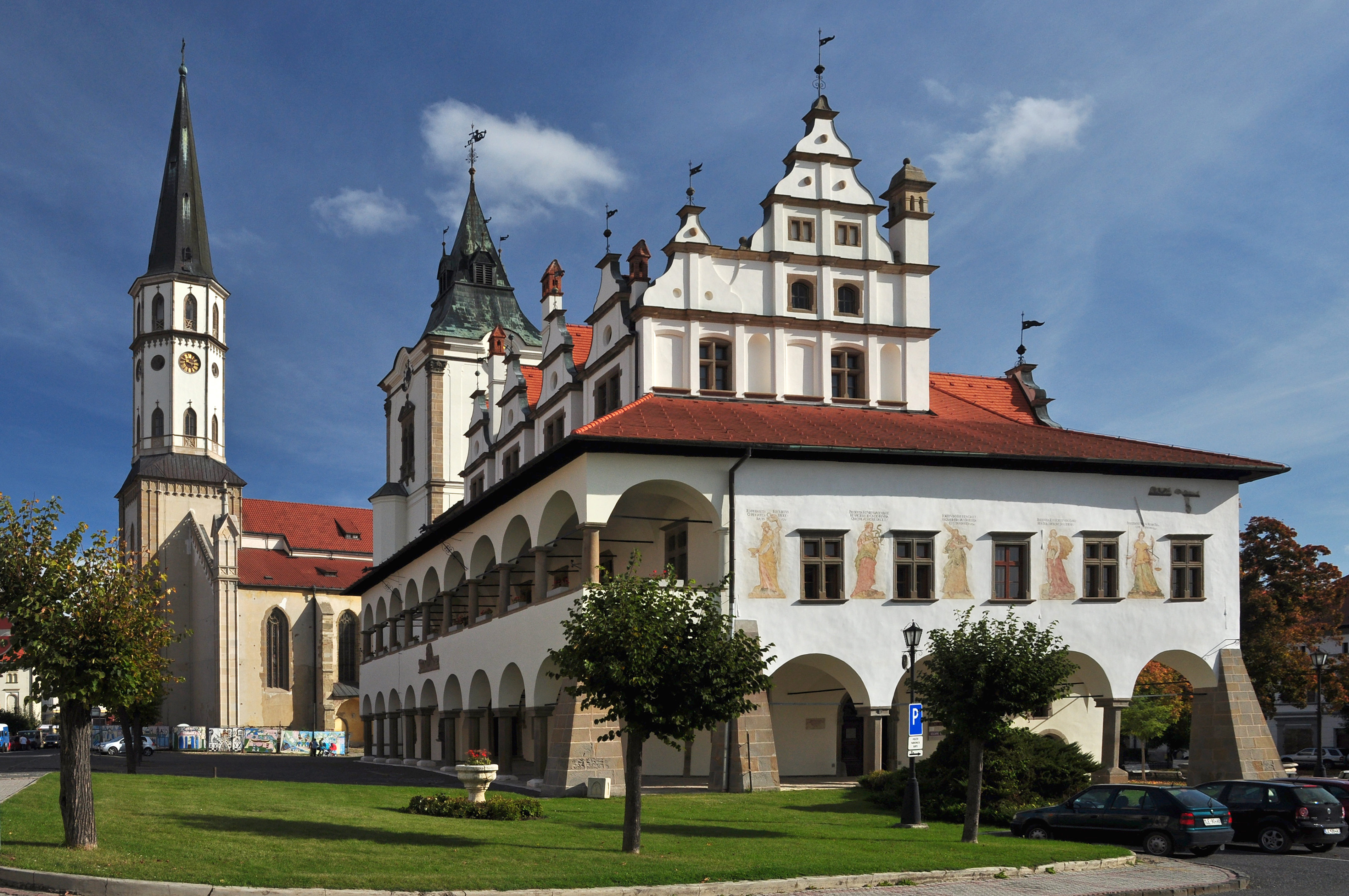
Antiguo Ayuntamiento de Levoča
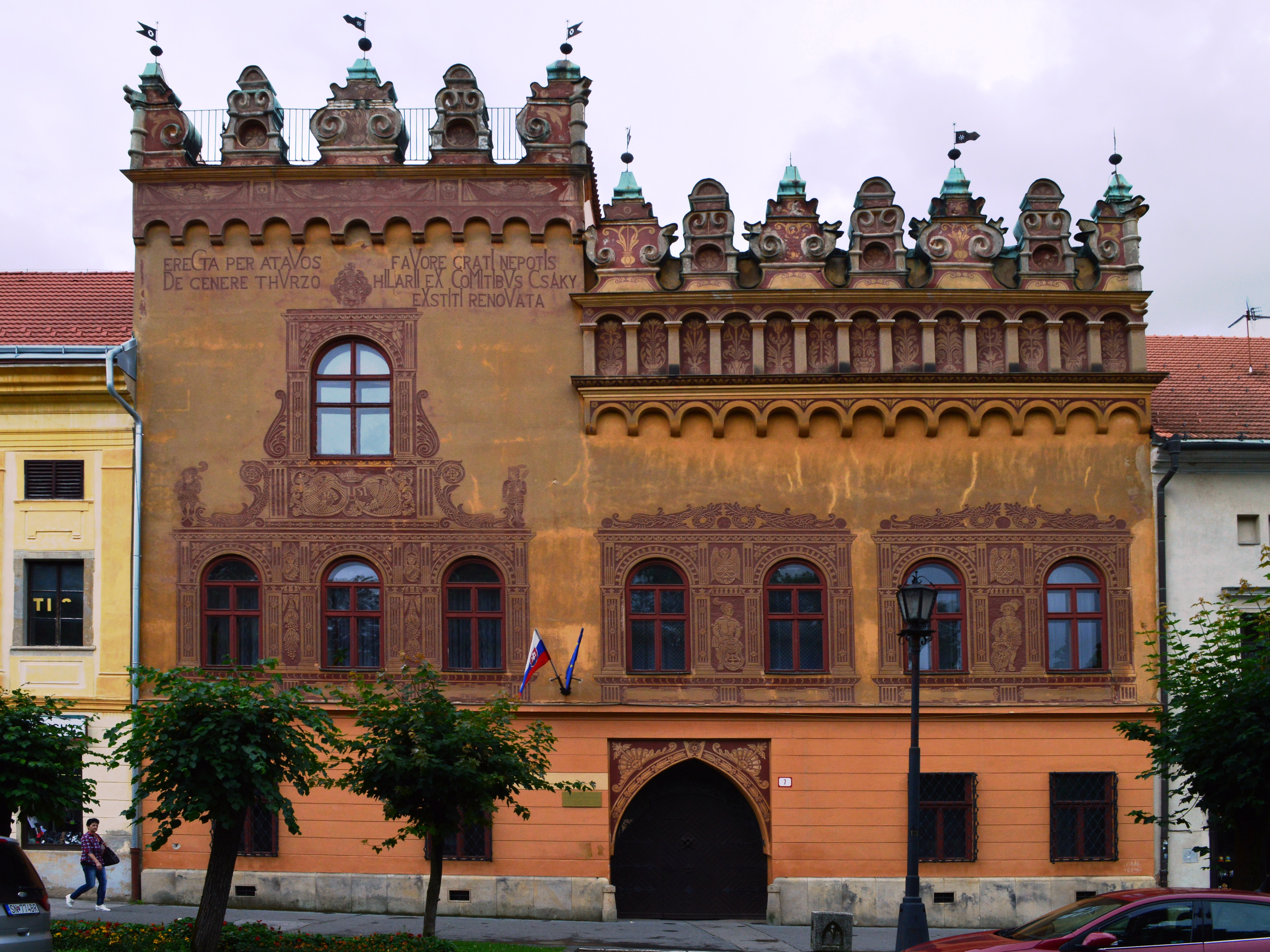
Casa Thurzo en Levoča
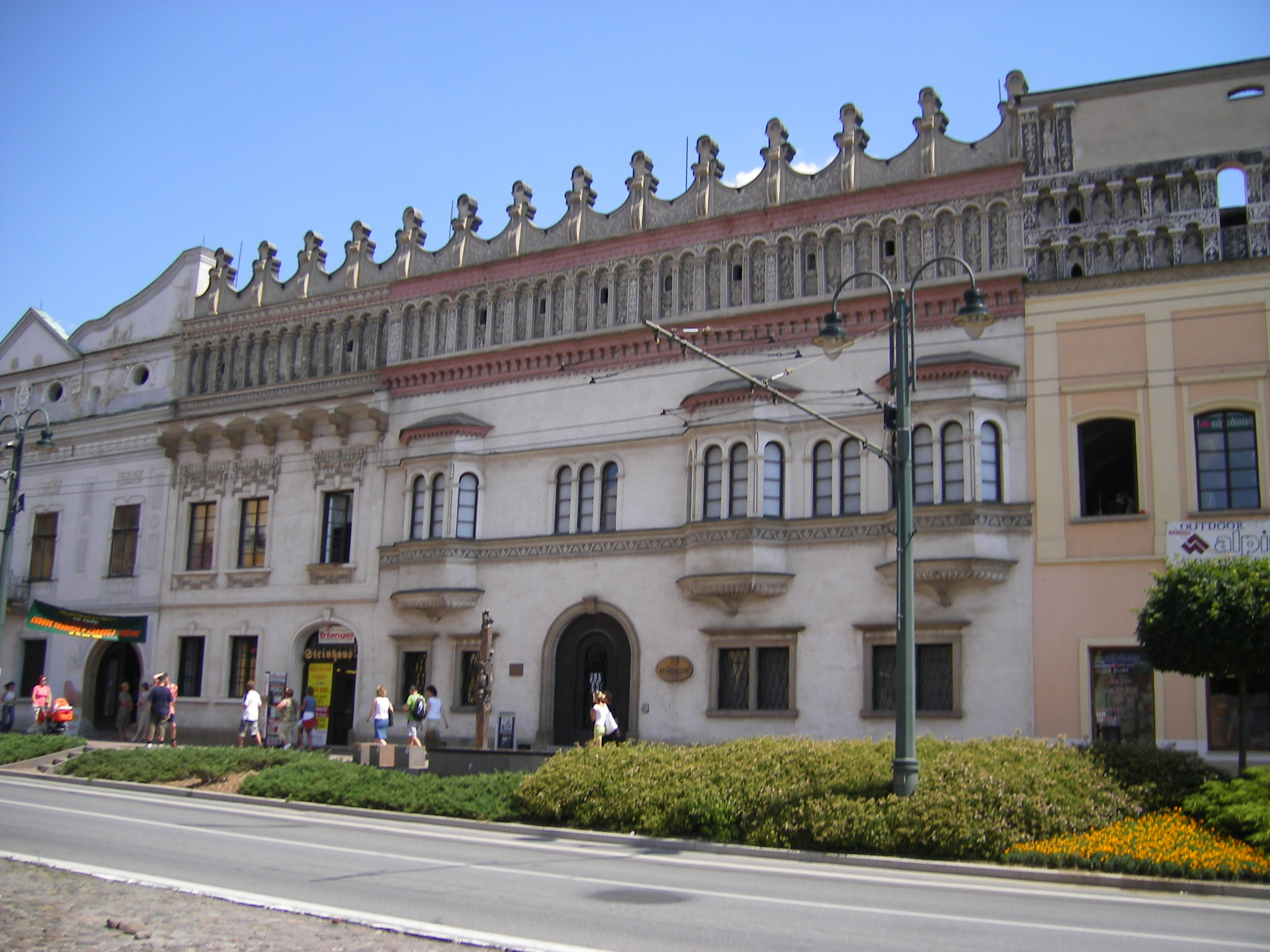
Casa Rákóczi en la plaza principal de Prešov

#### Transilvania (actual Rumanía)

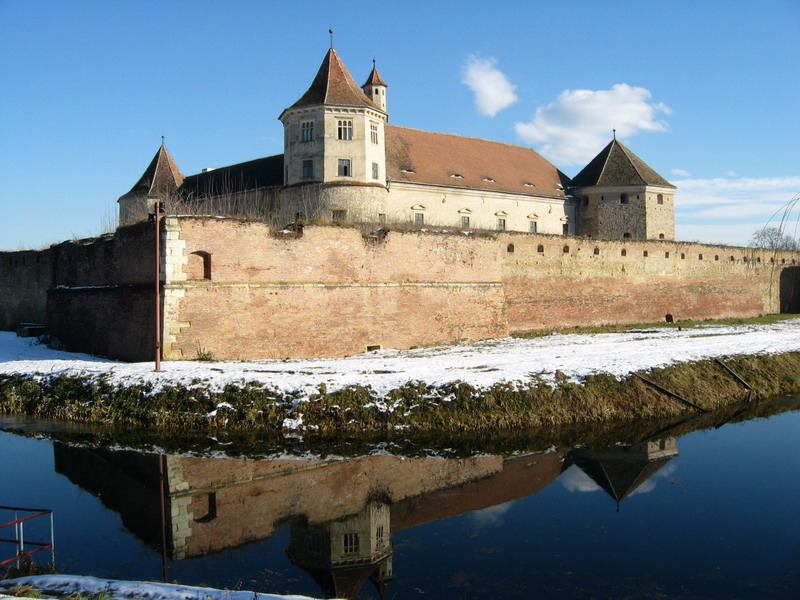
El castillo de Fagaras

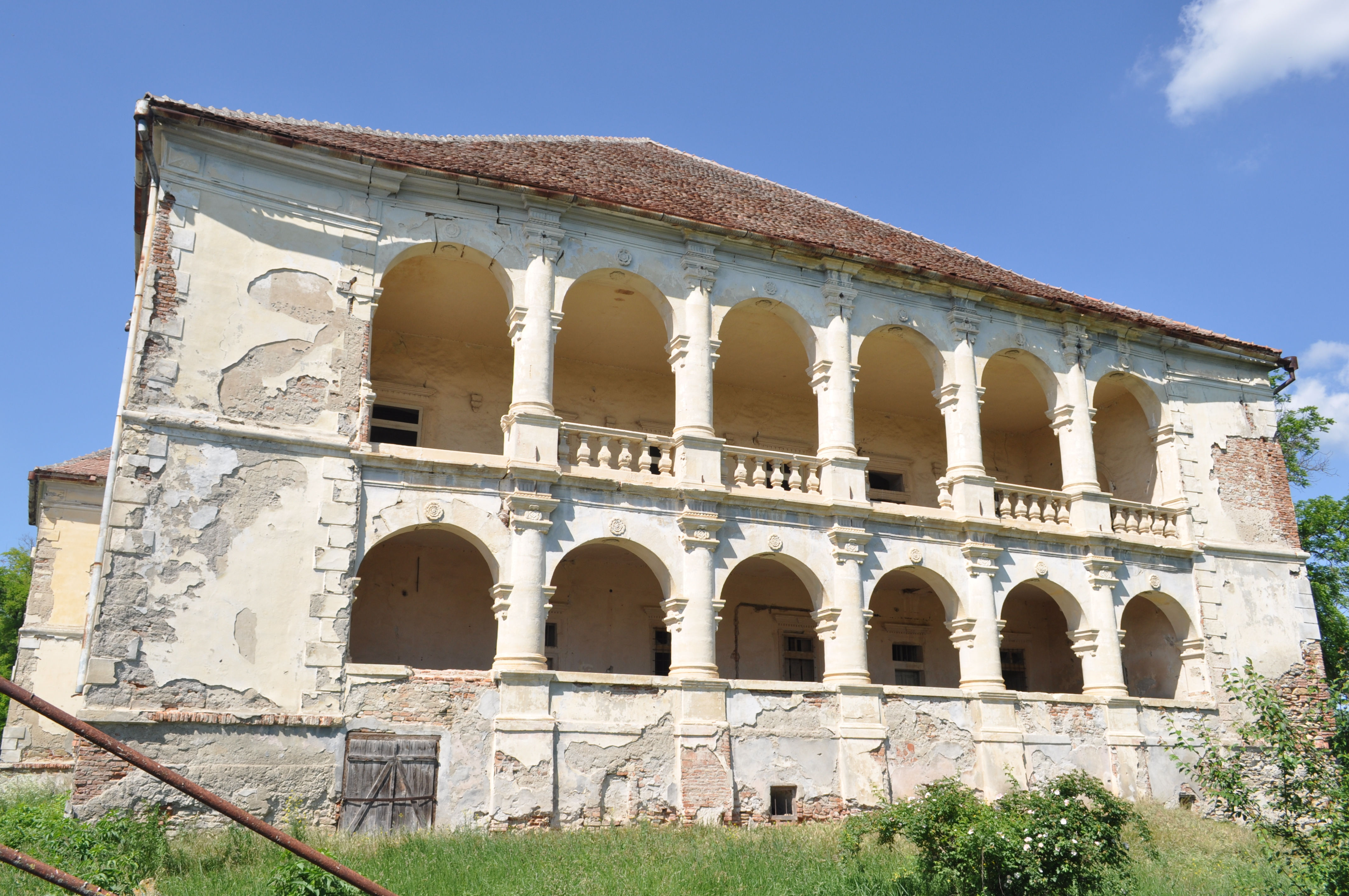
Castillo de Bethlen en Sânmiclăuș

Aquí es donde el Renacimiento desarrolló su imagen más peculiar, siguiendo modelos italianos bajo el control del centro principesco. El mecenazgo aumentó el entusiasmo por la construcción. El Cinquecento dejó sentir sus efectos entre 1530 y 1570; de esta época datan el castillo de Gherla, la residencia del humanista Adrianus Wolphard en Cluj-Napoca, el ala sur del castillo de Bethlen en Vințu de Jos y el palacio de Mănăstirea.
A partir de la segunda mitad del siglo XVI se inicia el Renacimiento tardío, que comienza con la construcción de castillos (el castillo de Oradea, el castillo de Făgăraş, el castillo de Şimleu Silvaniei, la casa de István Kokas en Cluj-Napoca). Se estableció escuela de cantería de Cluj-Napoca, que se puede seguir durante 150 años por los encargos y operaciones en toda Transilvania.
La arquitectura del siglo XVII coincide con el florecimiento de Transilvania, se construyeron enormes castillos y palacios principescos, que también sirvieron de modelo (el castillo interior pentagonal de Várad, el castillo de Medieșu Aurit, el castillo de Iernut y el castillo de Ineu).
En la segunda mitad del siglo XVII se paralizaron las obras de construcción de importancia nacional y en lugar de los castillos se construyeron palacios de gran importancia, como el castillo de Bethlen (1559-1598, 1668-1675) en Sânmiclăuș, que se basó en los diseños propios de Miklós Bethlen. La antigua torre del castillo de la familia Bethlen fue construida en la segunda mitad del siglo XVI, con detalles sencillos. Un siglo más tarde, Elek Bethlen amplió significativamente el castillo familiar: en ese momento se construyó la escalera con balaustrada y la logia, así como el piso superior decorado con estuco de la antigua torre. Dos de sus bastiones han sobrevivido hasta hoy.
A finales del siglo XVII se fundó el Renacimiento floral de Transilvania, que se manifestó principalmente en el diseño decorativo. La mayor parte se produjo en el siglo XVIII, el último apareció en la obra de talla de piedra de Dávid Sipos en Chidea.

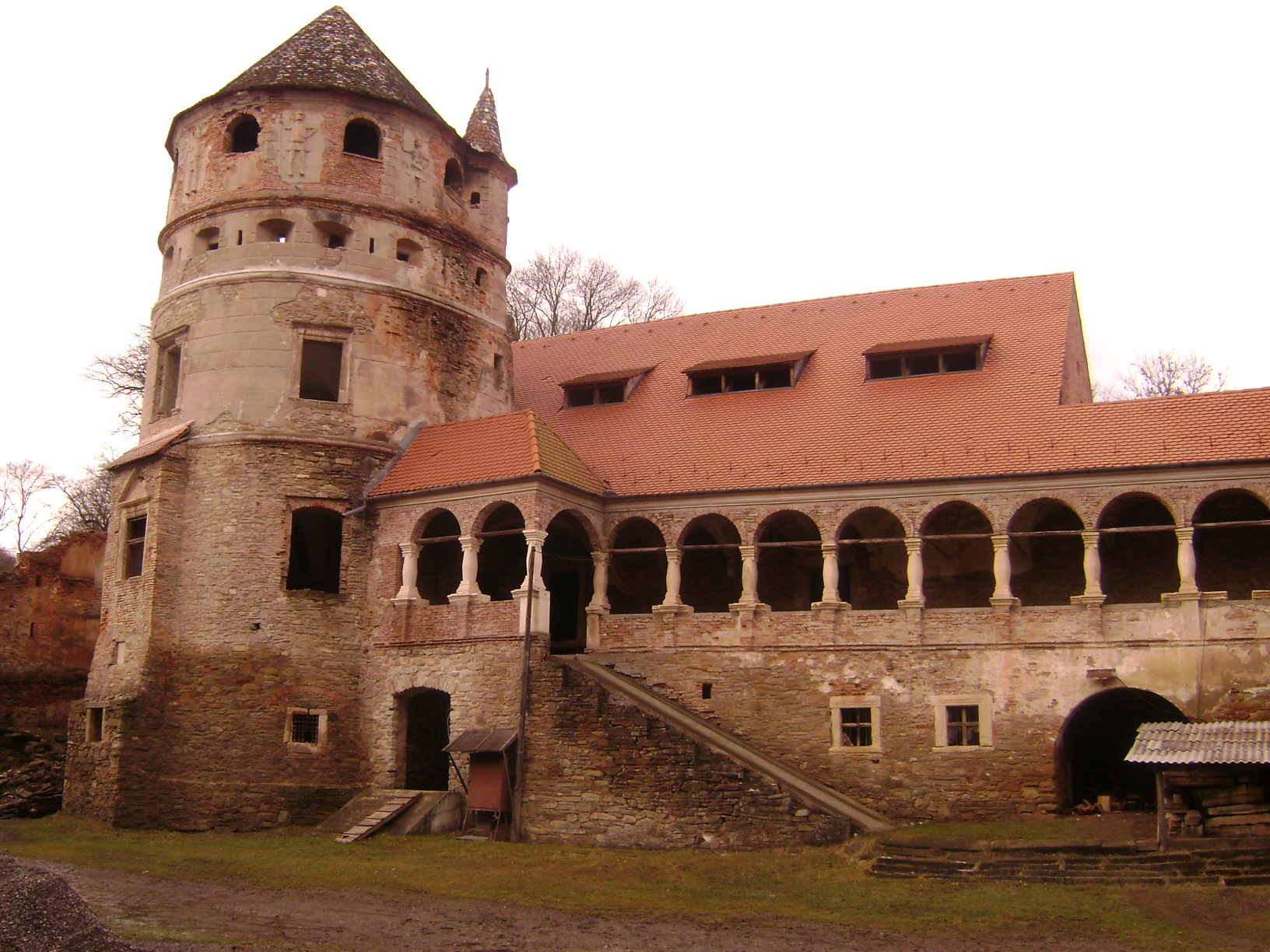
Castillo de Bethlen, Keresd
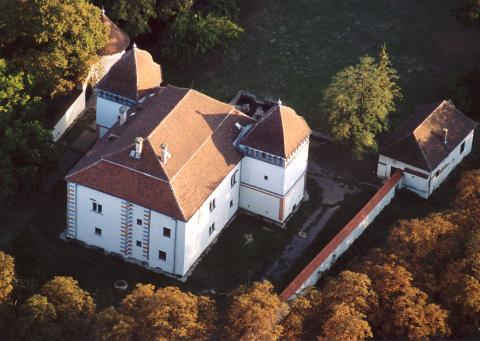
Vista aérea del el castillo de Pácin
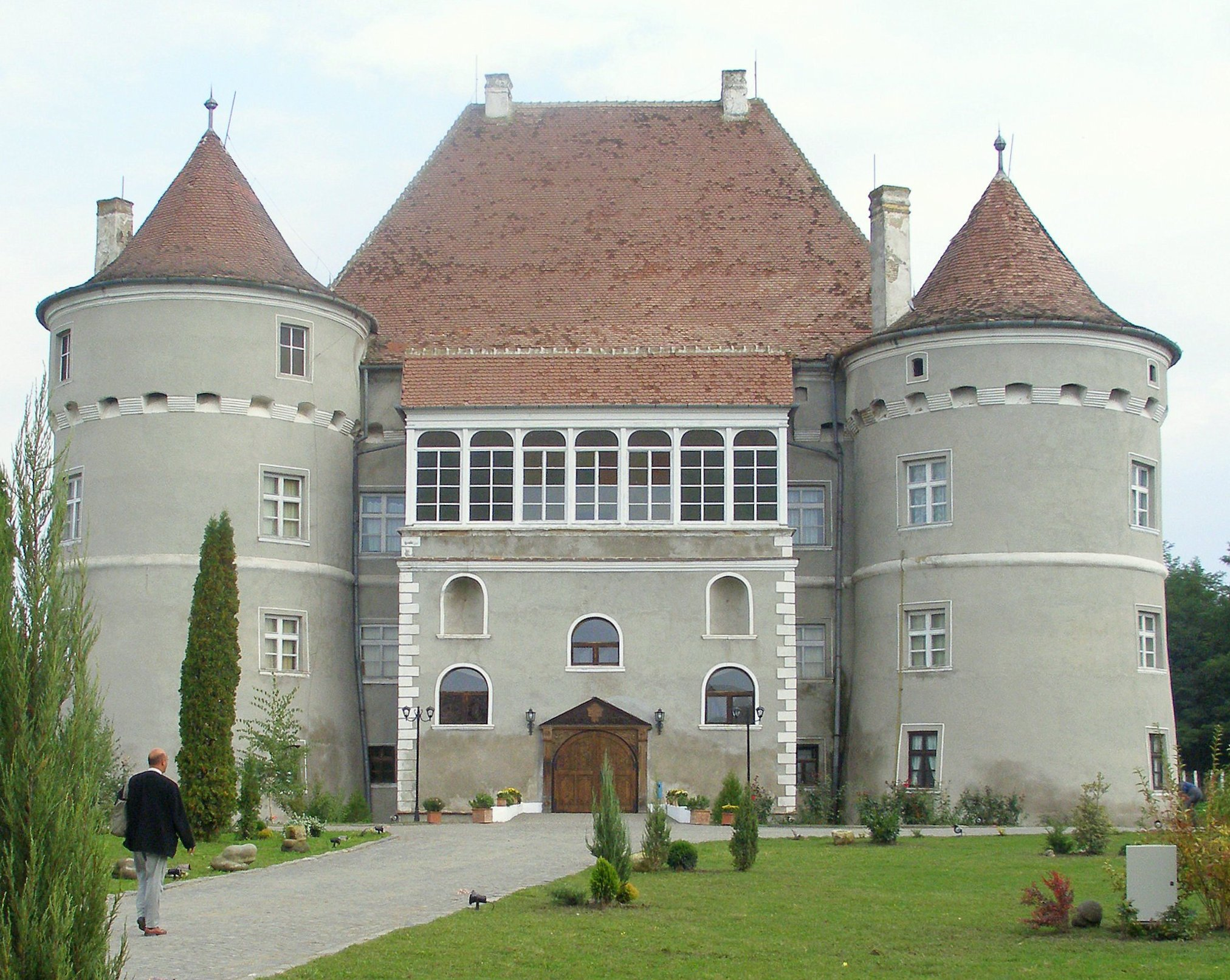
Castillo de Küküllővár (1615-1624), edificio de planta cuadrada, ampliado con cuatro bastiones enormes y redondeados en las esquinas. Su fachada ahora está destruida.
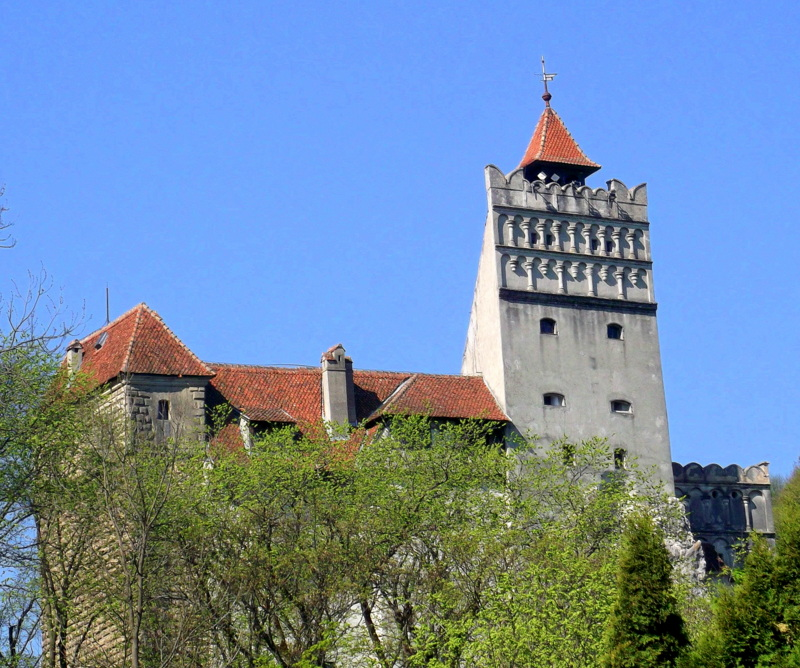
Törcsvár, castillo construido en el siglo XIV en origen propiedad real, fue rediseñado por Gábor Bethlen entre 1615 y 1625.
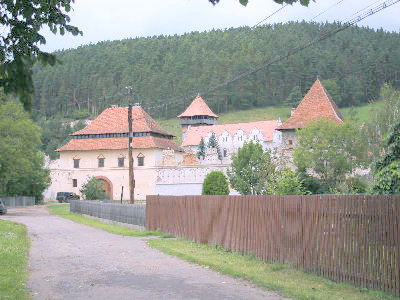
Castillo de Lázár (antes de 1630), Gyergyószárhegy, construido por István Lázár, un conjunto de alas con fachadas palaciegas renacentistas en un patio cuadrado rodeado por una muralla
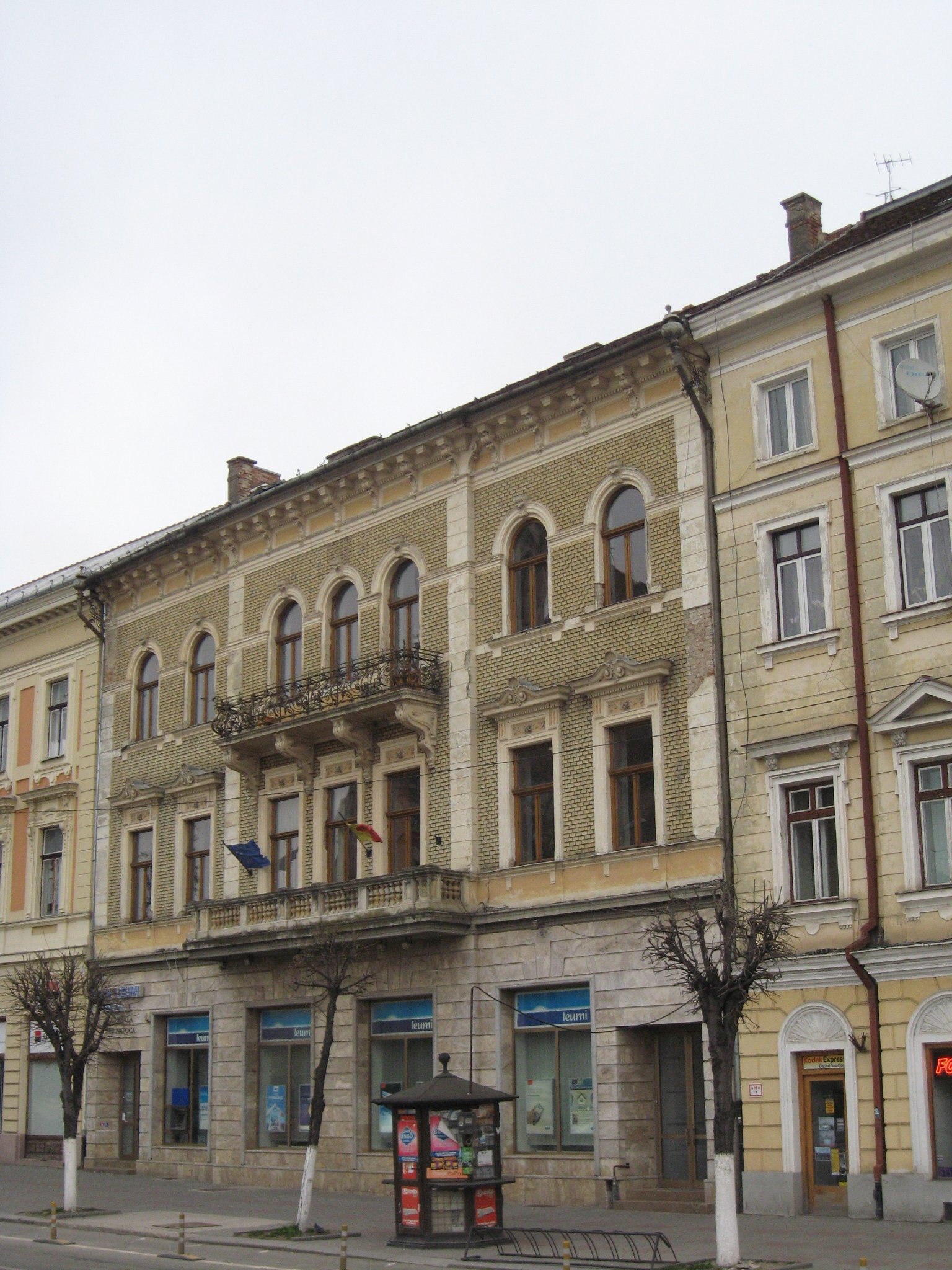
Residencia de Adrianus Wolphard en Cluj-Napoca

## Arquitectura otomano-islámica en Hungría

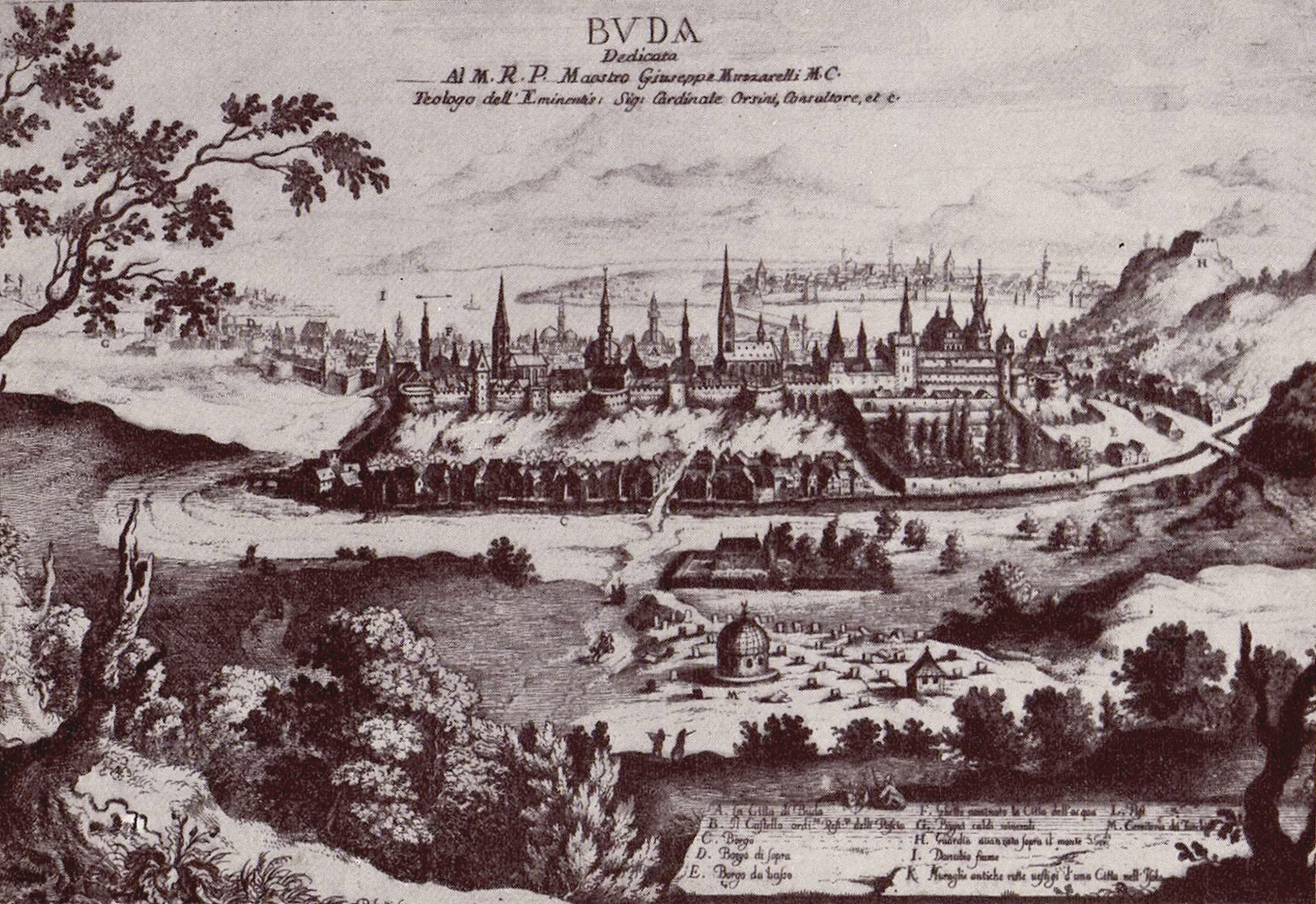
Buda en el (Math. Merian)

Aparte de España y los países balcánicos, prácticamente no hay ningún otro país europeo donde los monumentos musulmanes complementen la gama de estilos arquitectónicos. Por eso, merecen especial atención aquellas obras de calidad artística del periodo turco, aunque no de un valor excepcional, que aún se pueden encontrar en Hungría. Las historias del arte húngaras, en su mayoría, ignoran o sólo abordan los recuerdos de los ocupantes turcos sin ninguna visión general particular.
La cultura turco-islámica no pudo estimular la escultura y la pintura húngaras, ya que la religión islámica prohibía la representación de seres humanos. Por eso se destruyeron los altares y los muebles decorados con figuras de las iglesias cristianas que se habían utilizado y se blanquearon las pinturas murales, incluso en los casos en que el edificio se mantuvo en uso. También causaron una destrucción significativa al descuidar por completo el mantenimiento de los monumentos culturales. Los tributos e impuestos de guerra causaron tal miseria que incluso paralizaron la supervivencia de las tradiciones artísticas locales y las oportunidades de construcción
Así como las ciudades rápidamente adquirieron un aspecto oriental con los minaretes construidos repentinamente, ese efecto de silueta resultó ser igualmente efímero con el fin de la ocupación ya que toda la cultura islámica desapareció casi sin dejar rastro, representando sólo un intermezzo fugaz. Esto es completamente diferente de la situación después de la liberación de los territorios balcánicos al sureste (por ejemplo, las regiones de Bosnia, Serbia y Bulgaria) ya que en ellas la religión islámica y sus influencias espirituales se integraron más profunda y permanentemente en las culturas locales. Además de la espiritualidad cultural contemporánea, fundamentalmente de Europa occidental, también influyeron lla despoblación de las zonas conquistadas, la destrucción causada por las constantes luchas en los "confines" y la actitud fundamentalmente hostil de la población.
Los turcos sólo construyeron allí donde no había ningún edificio antiguo adecuado y utilizable o allí donde era necesario establecer un nuevo tipo de edificio derivado de su cultura, como las mezquitas, alcázares, minaretes y türbes (lugares de enterramiento) . No fueron muchas las nuevas edificaciones. Sin embargo, como evidencian los paisajes urbanos y los grabados contemporáneos, algunas siluetas urbanas si cambiaron por completo, como Pest, Buda, Eger, Vac, Pecs, Timişoara. En las representaciones del siglo XVII, aparecen sus cúpulas fuertemente resaltadas y sus esbeltos minaretes, crearon paisajes urbanos con un sabor oriental completamente diferente de los occidentales.

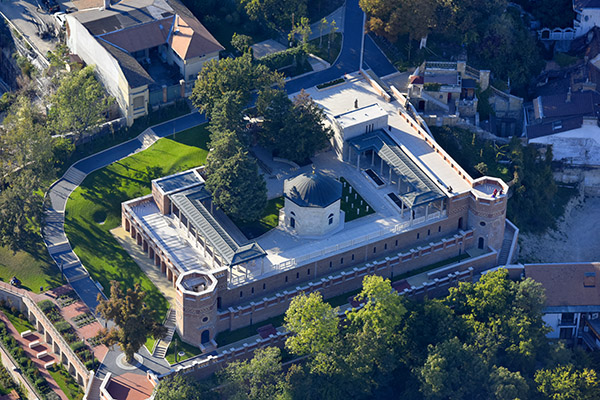
Vista aérea de la tumba de Gül Bab (1543-1548), Budapest
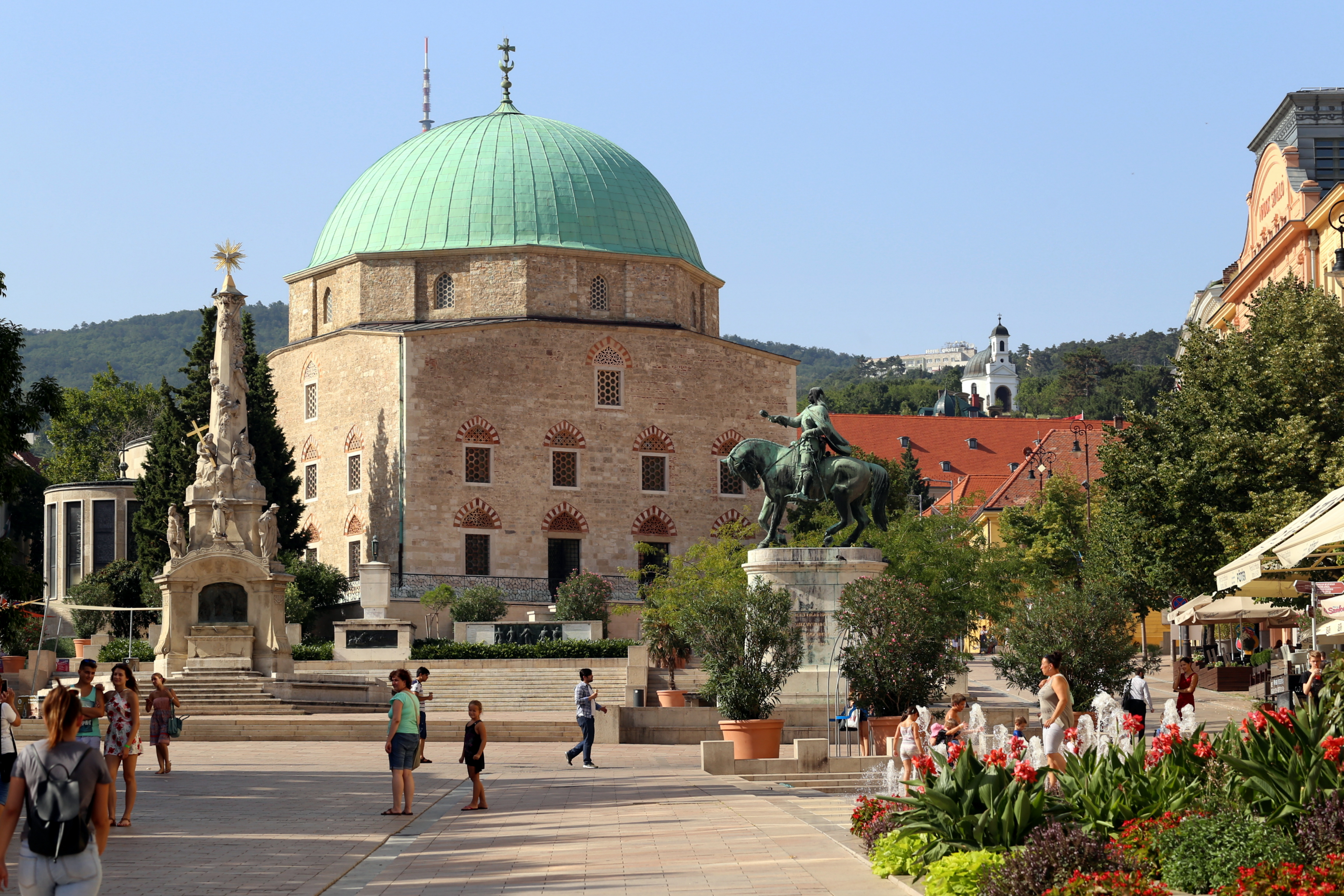
Mezquita de Pasha Qasim en Pécs
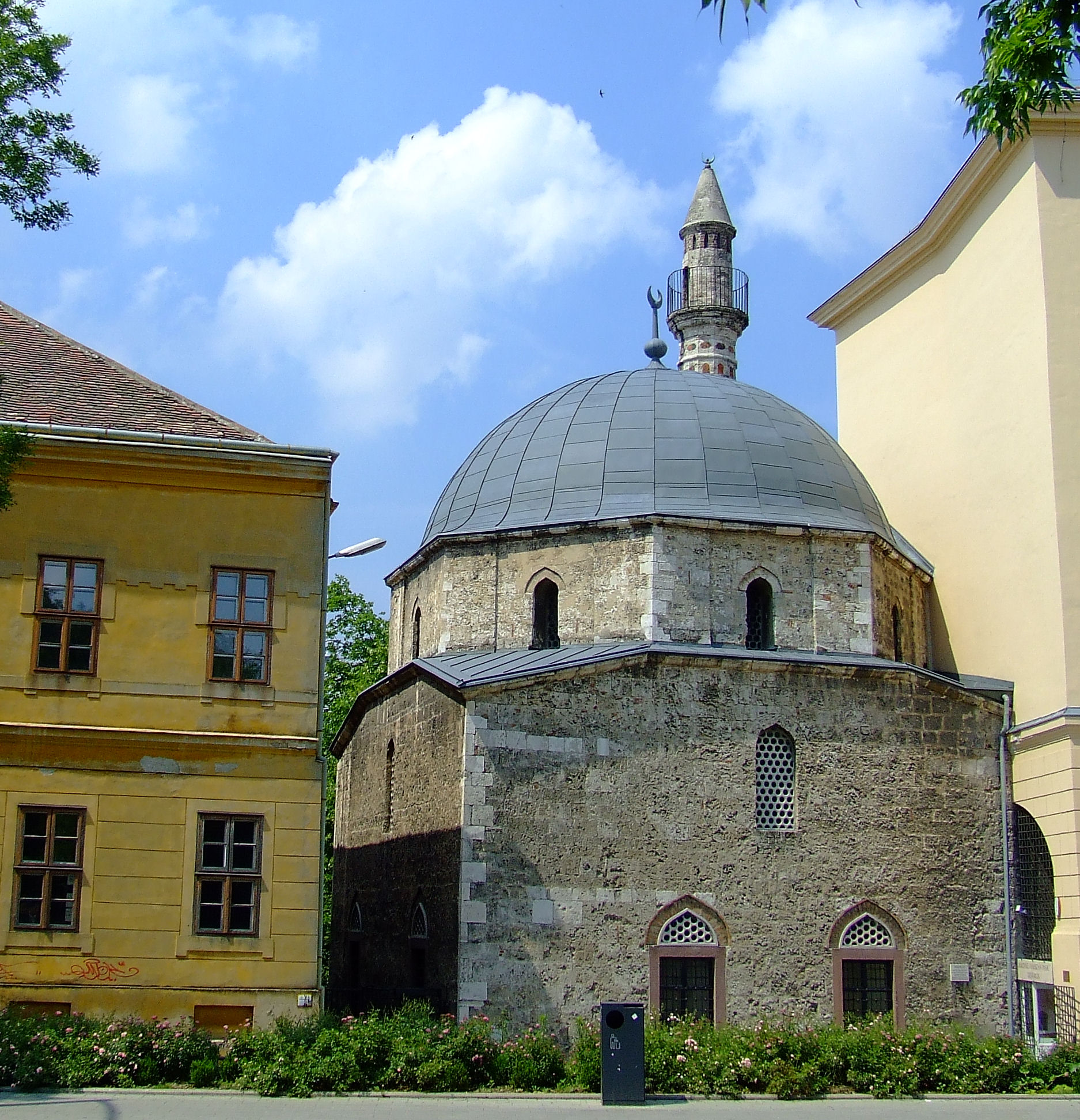
Mezquita Yakovalı Hasan Paşa en Pécs
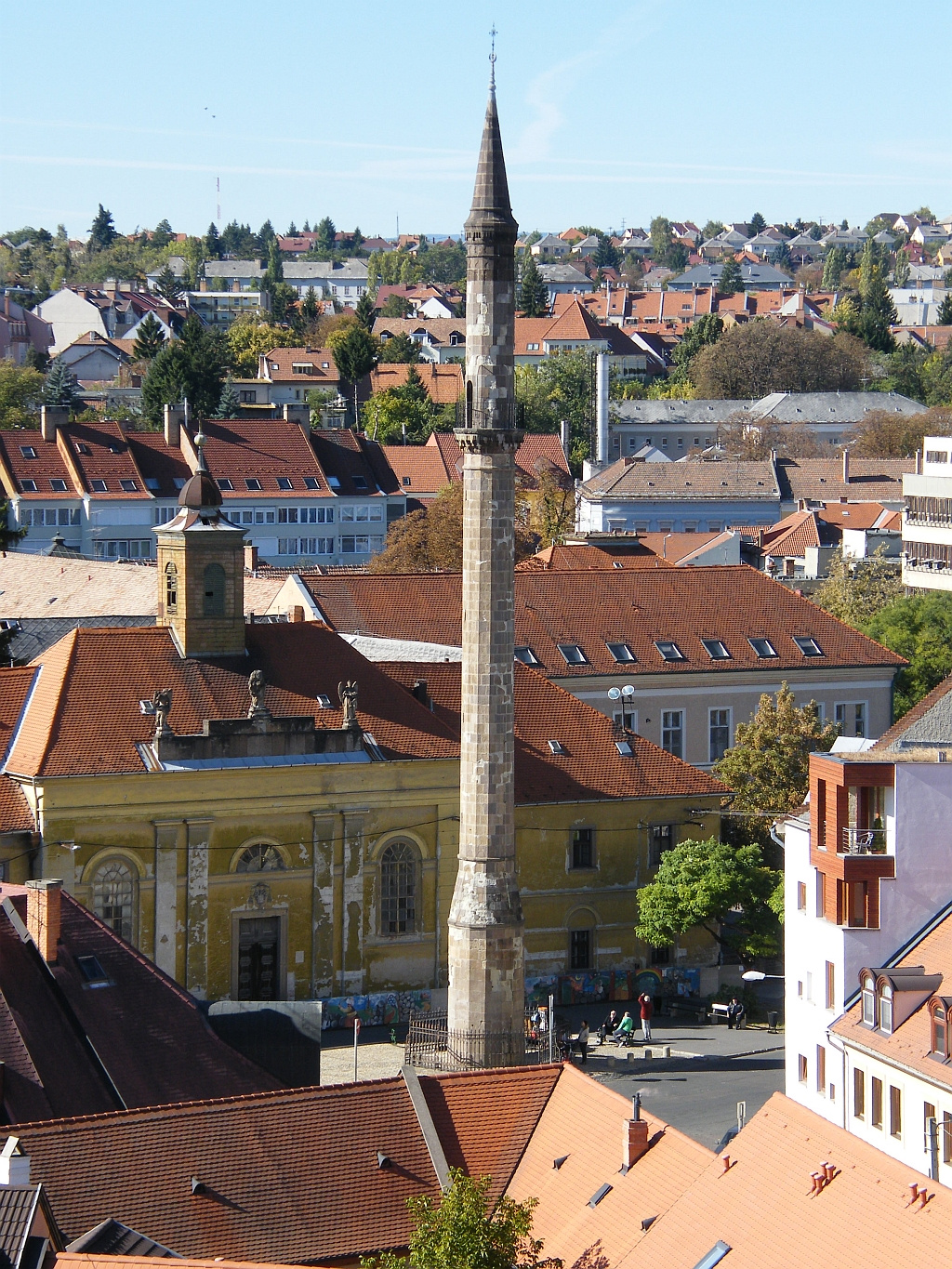
Minarete de Eger
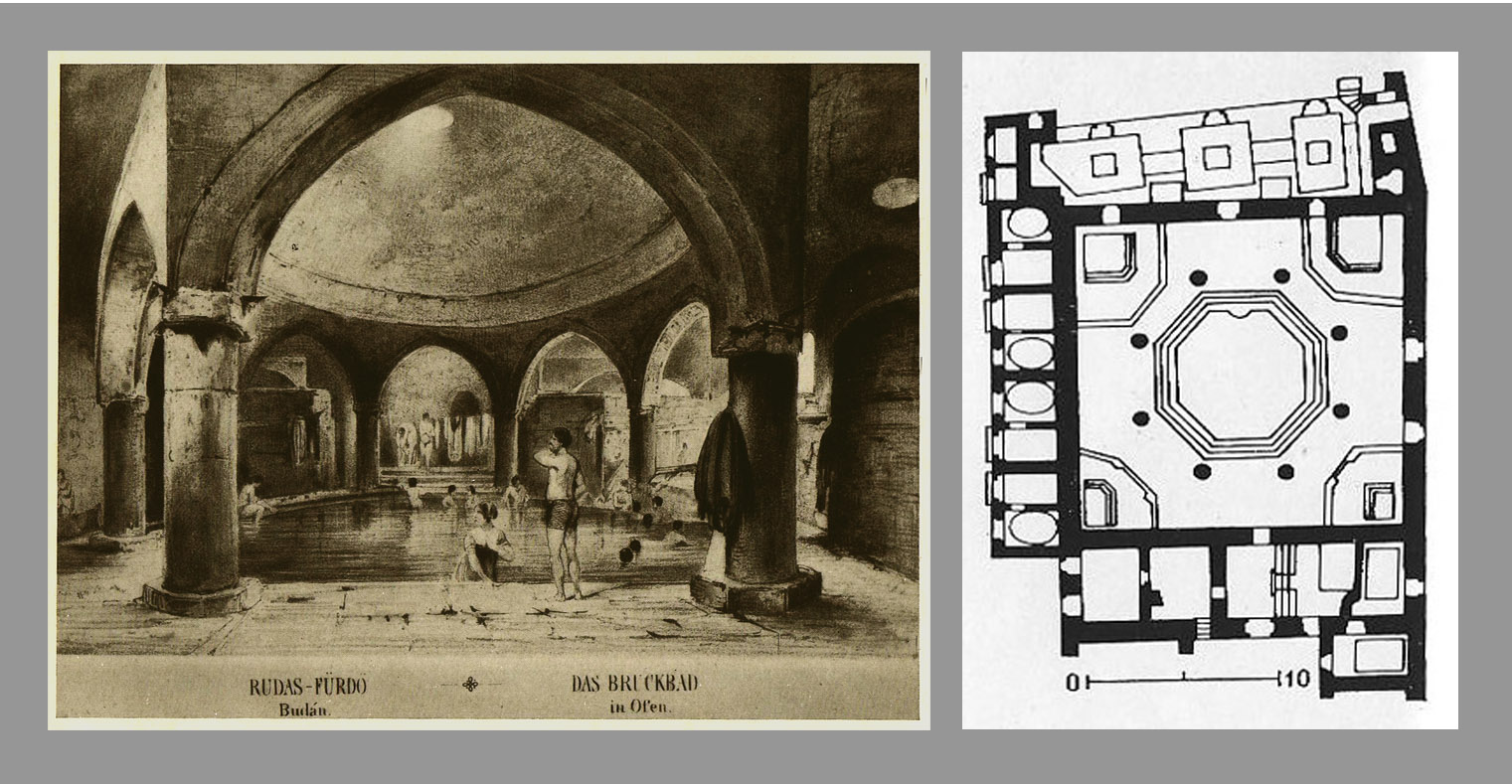
Los Baños Rudas en el momento de la invasión turca

## Arquitectura barroca
El arte barroco de Hungría convivió durante mucho tiempo con el Renacimiento tardío. Llegó con las corrientes europeas y se estableció por primera vez en la literatura a raíz de la obra de Péter Pázmány. Comenzó a extenderse de oeste a este y se estableció en todo el país después de la expulsión del Imperio otomano.

### Arquitectura barroca temprana

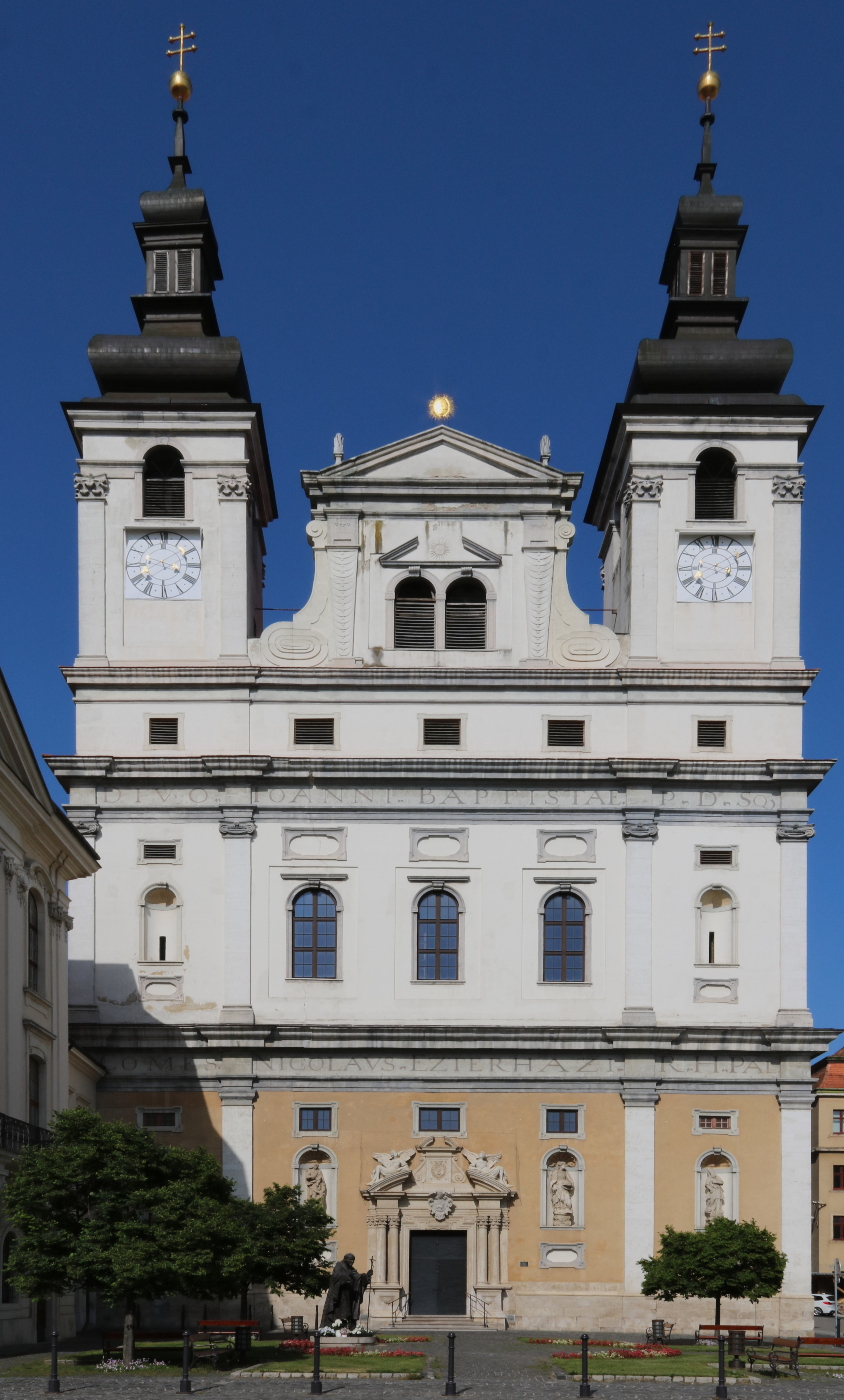
Catedral de San Juan Bautista (1629-1637) en Trnava, primer edificio barroco en el reino de Hungría

El trasfondo intelectual de la arquitectura del siglo XVII fue la Contrarreforma. Los trabajos para satisfacer las necesidades del sumo sacerdote católico y de la aristocracia comenzaron en la década de 1620. El primer monumento de la arquitectura barroca en el reino de Hungría fue la iglesia jesuita de Trnava (1629-1637), ahora catedral de San Juan Bautista (actual Eslovaquia) diseñada por Pietro Spazzi. En su disposición sigue la iglesia principal de los jesuitas, la iglesia del Gesù de Roma. Algunos de los monumentos que comenzaron en la estela de los jesuitas fueron la iglesia benedictina de San Ignacio de Loyola, en Győr y la basílica catedral de Győr, la reconstrucción de la iglesia de San Jorge en Sopron y la antigua iglesia jesuita en Košice (Eslovaquia). Los arquitectos de la época fueron generalmente maestros italianos, como Carlone (1616-1667), Martinelli (1684-1747). La arquitectura de las iglesias barrocas húngaras se caracteriza por sus prominentes torres y puertas, con ventanas iluminadas en las naves laterales.
La arquitectura palaciega siguió las tradiciones del siglo anterior (Markušovce, Rechnitz, Deutschkreutz). El primer castillo barroco fue construido para el príncipe Pablo I Esterházy en Eisenstadt (actual Austria) por el arquitecto italiano Carlone. Sin embargo, la arquitectura palaciega solo surgió después de la guerra turca. El palacio de Saboya en Ráckeve (1702-1722) fue construido por primera vez según los planos del arquitecto austriaco Johann Lukas von Hildebrandt. Su planta en forma de U, que será el centro del castillo (cour d'honneur), fue completamente diferente de los tipos de castillos anteriores. La línea principal de la arquitectura de los castillos siguió esto, pero el modelo francés se siguió desde la década de 1720 hasta la de 1730.

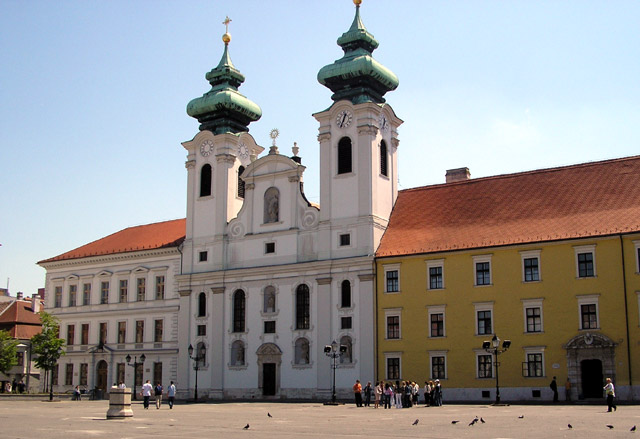
Iglesia benedictina de San Ignacio de Loyola en Győr
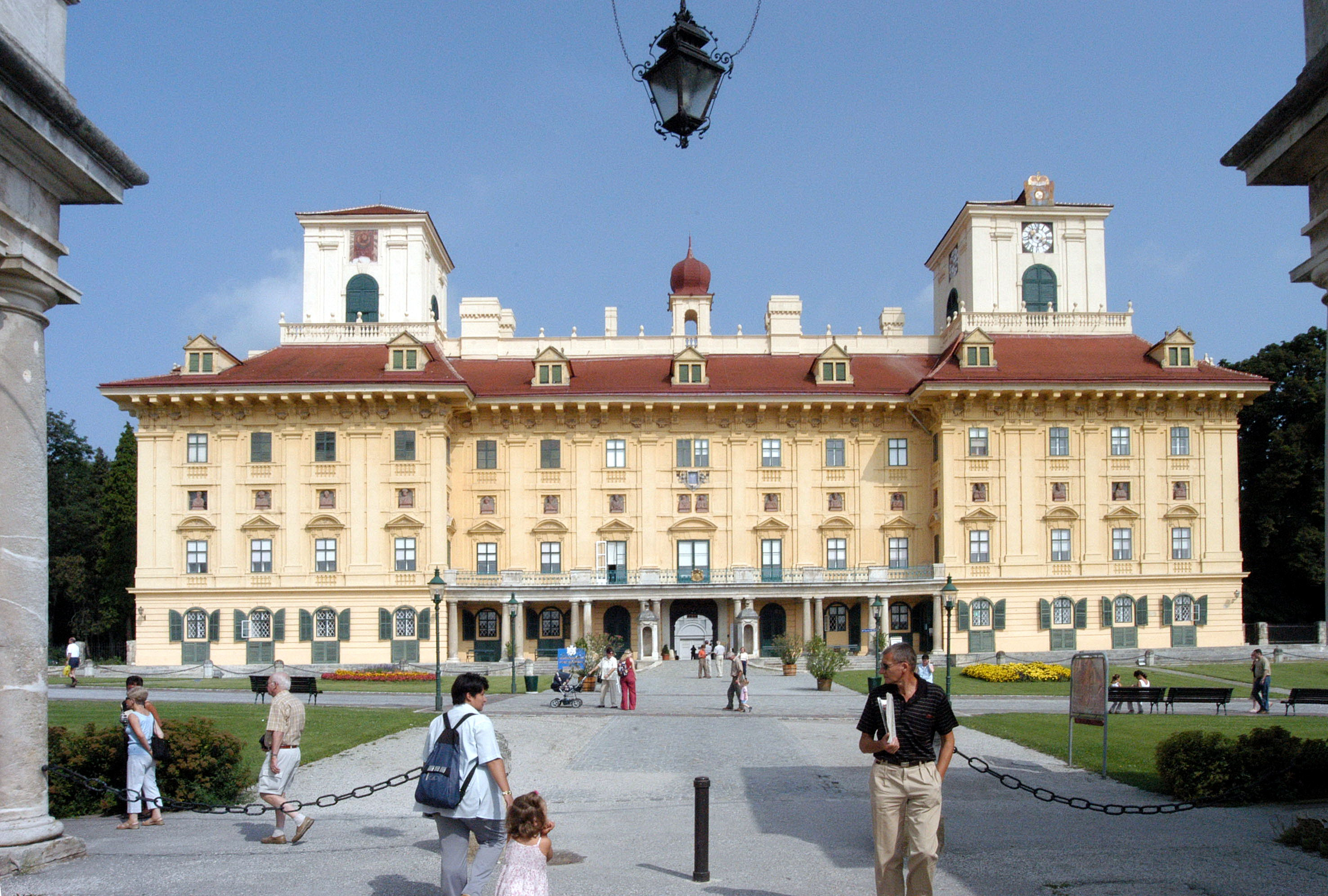
Palacio Esterházy en Eisenstadt ( Austria)
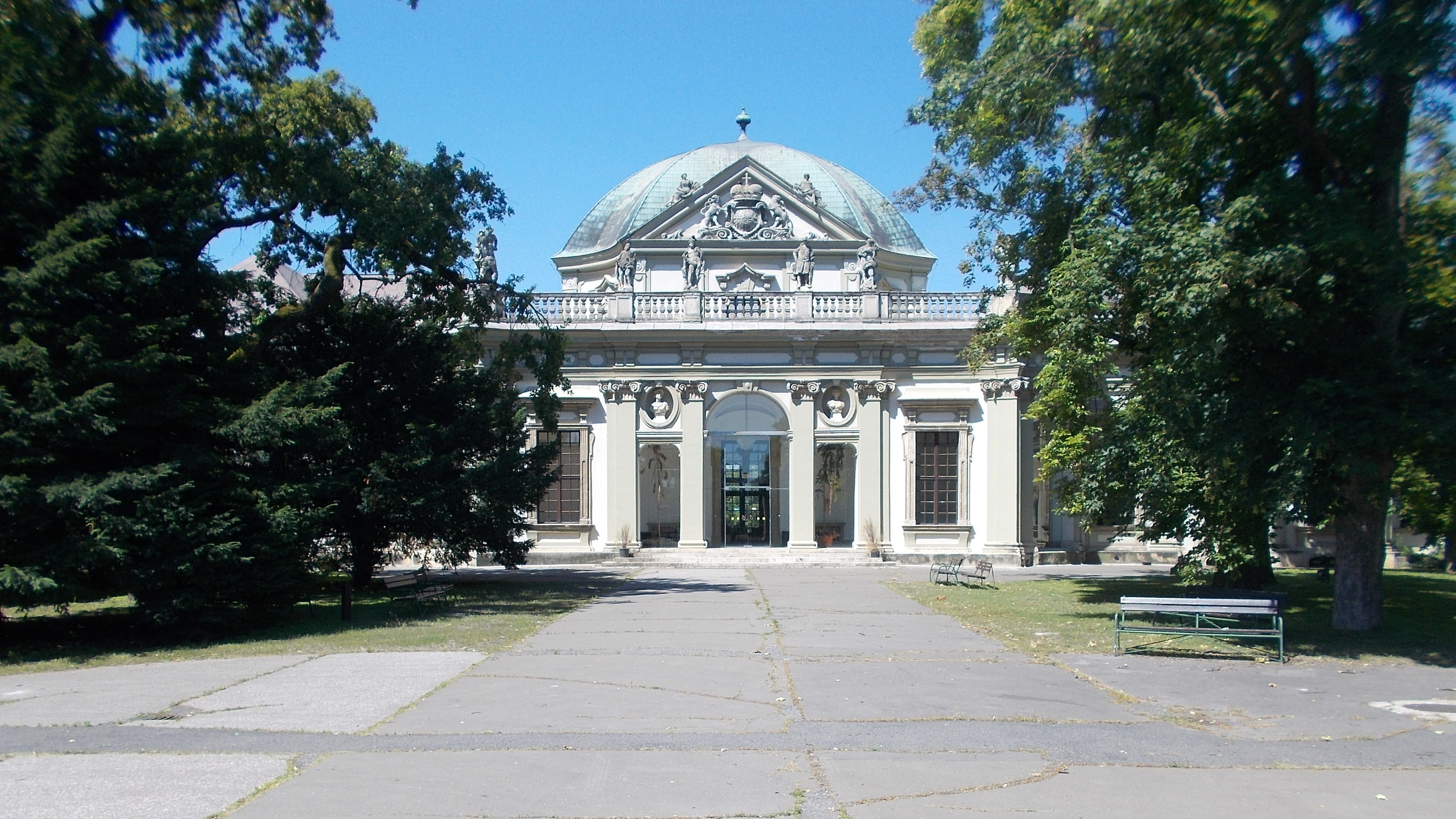
Palacio de Saboya en Ráckeve (1702-1722), según los planos del arquitecto austriaco Johann Lukas von Hildebrandt
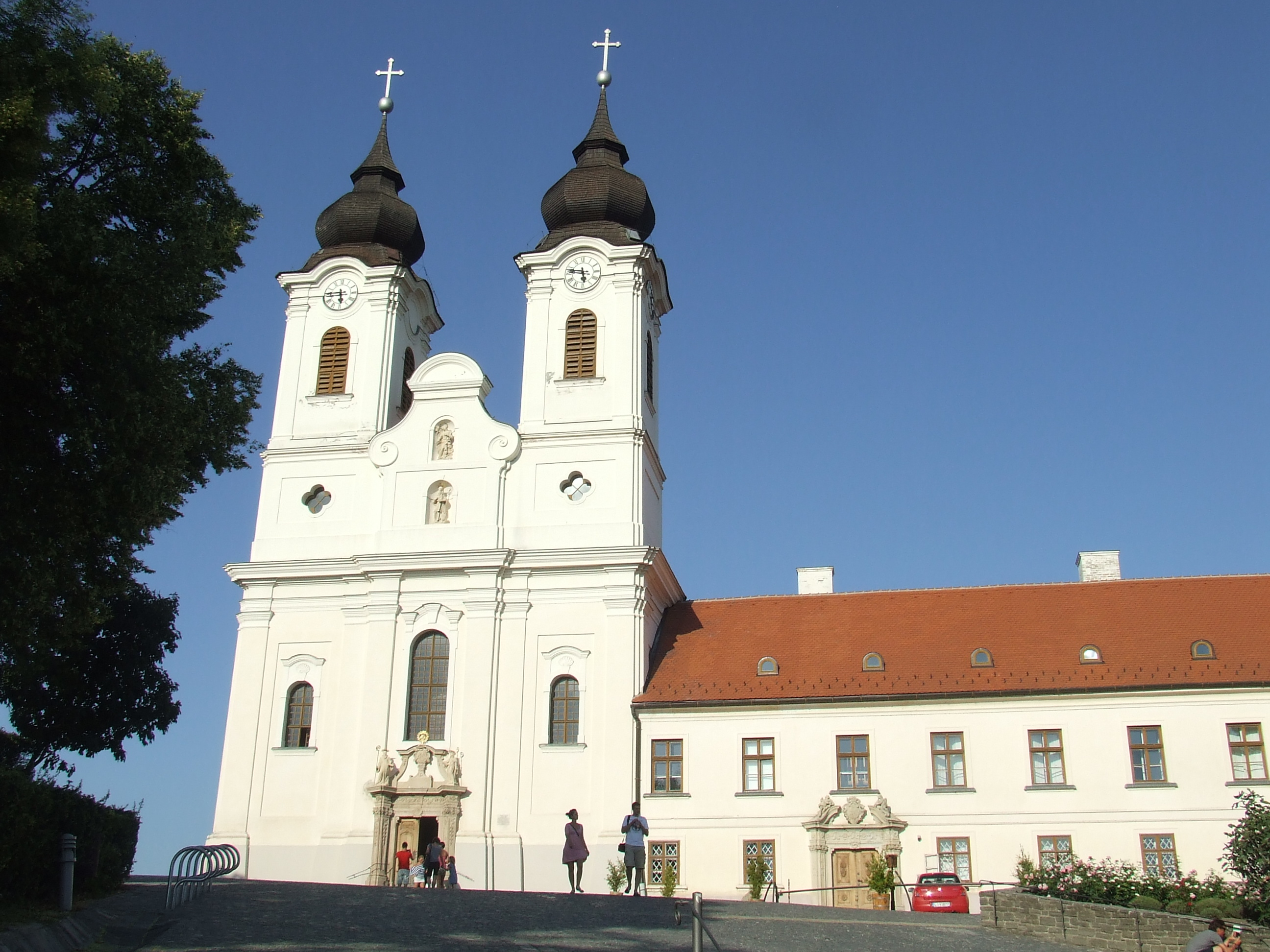
Abadía de Tihany (1719-1754)

### Arquitectura barroca delsigloXVIII

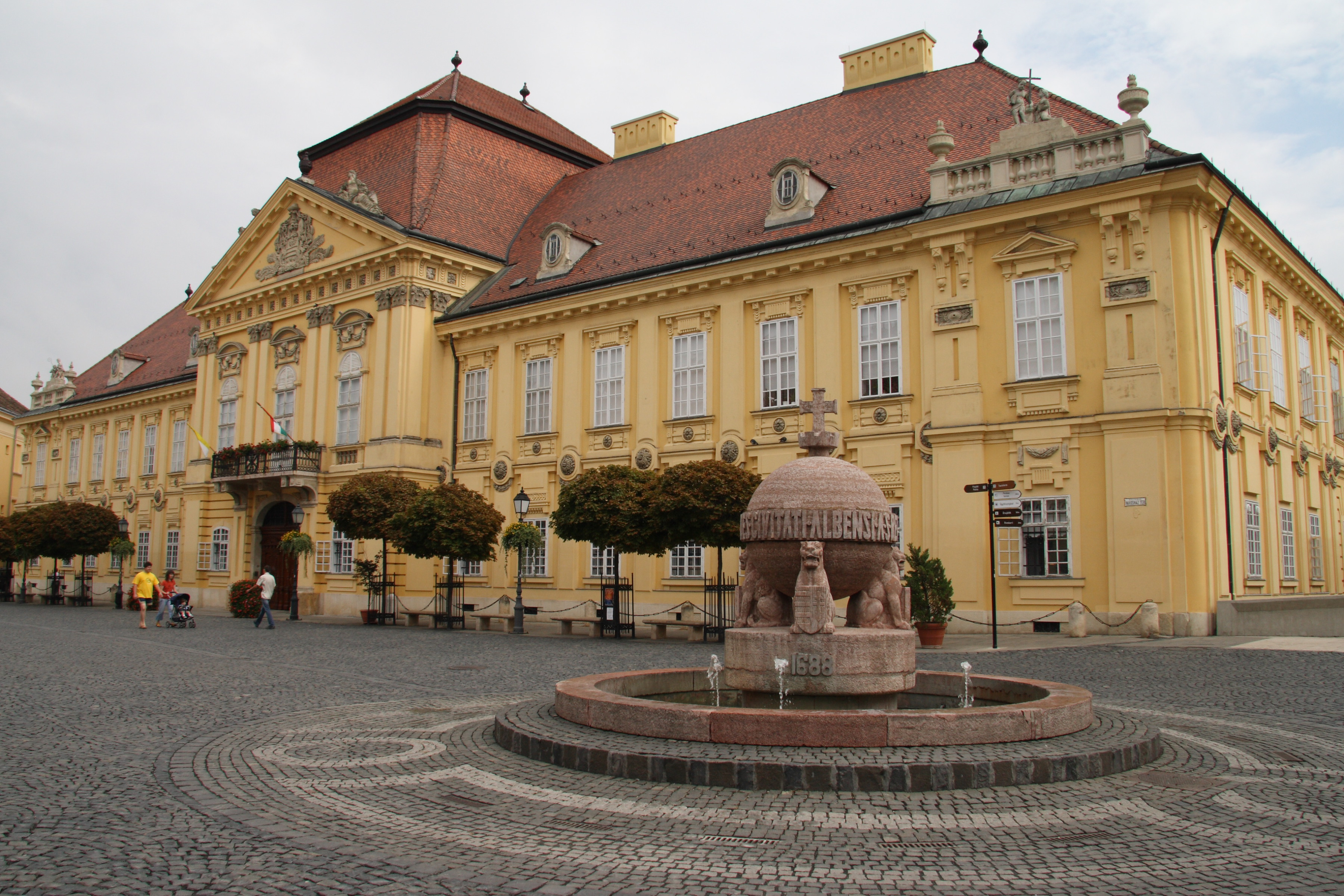
Palacio episcopal de Székesfehérvár

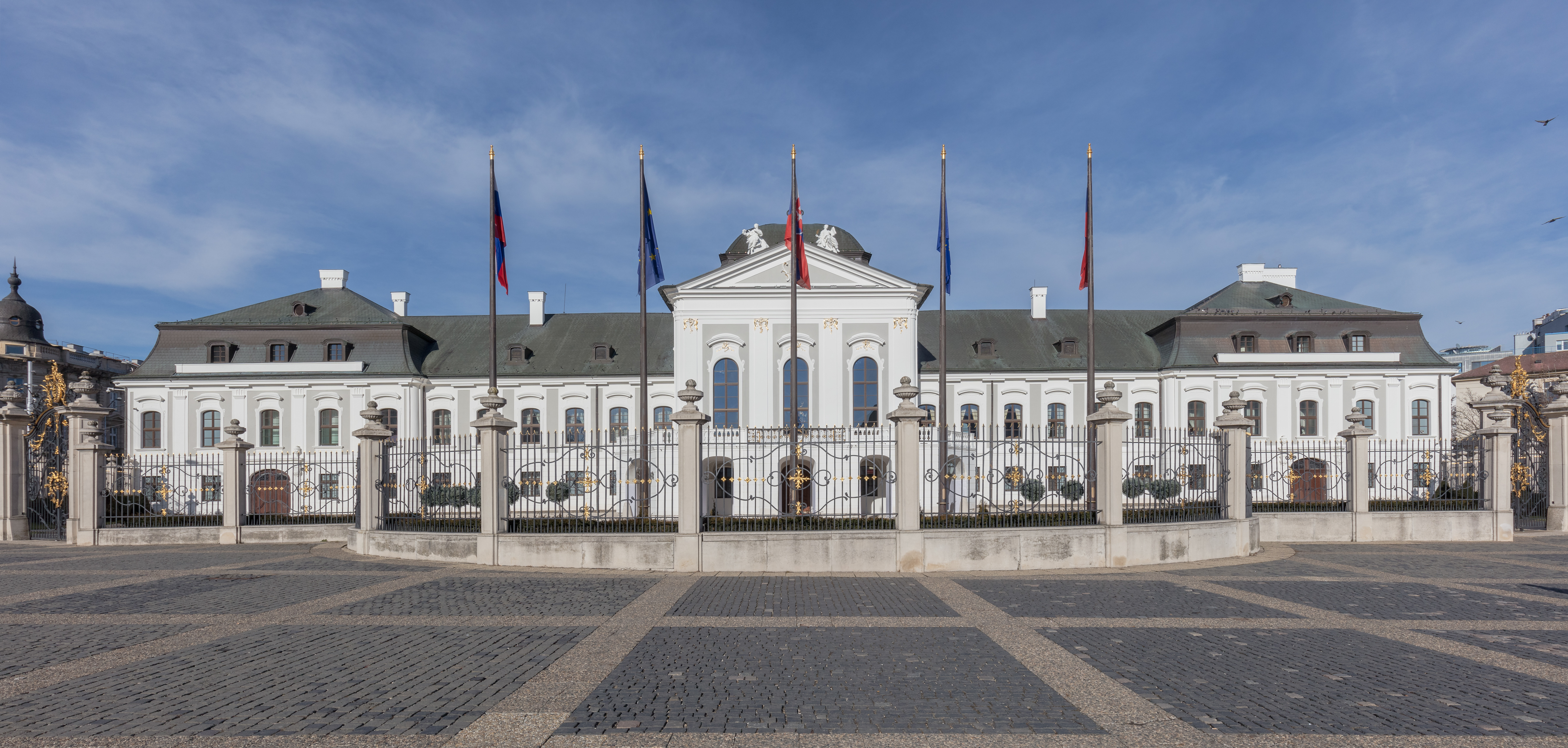
Palacio Grassalkovich en Bratislava

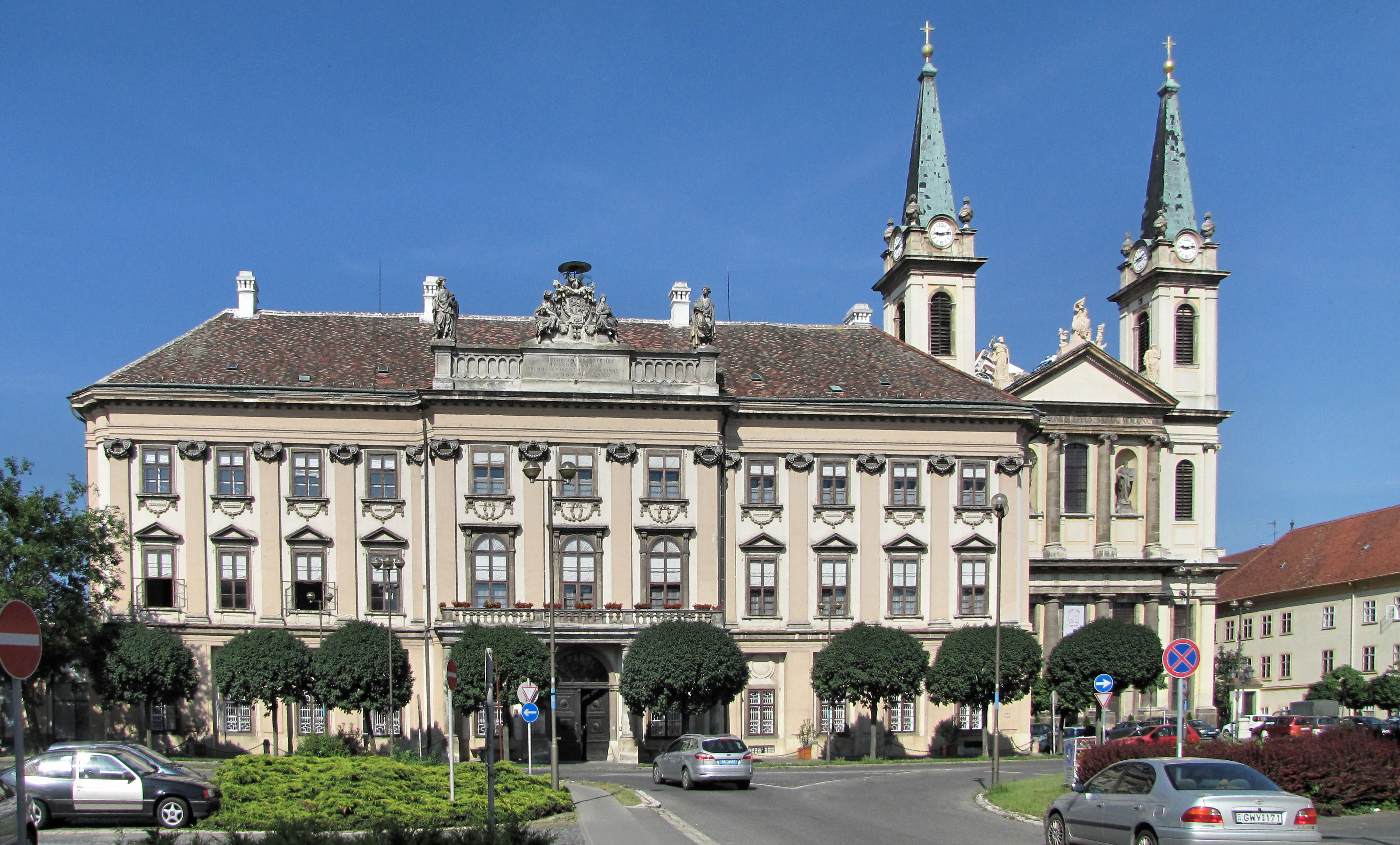
Palacio Episcopal de Szombathely y catedral

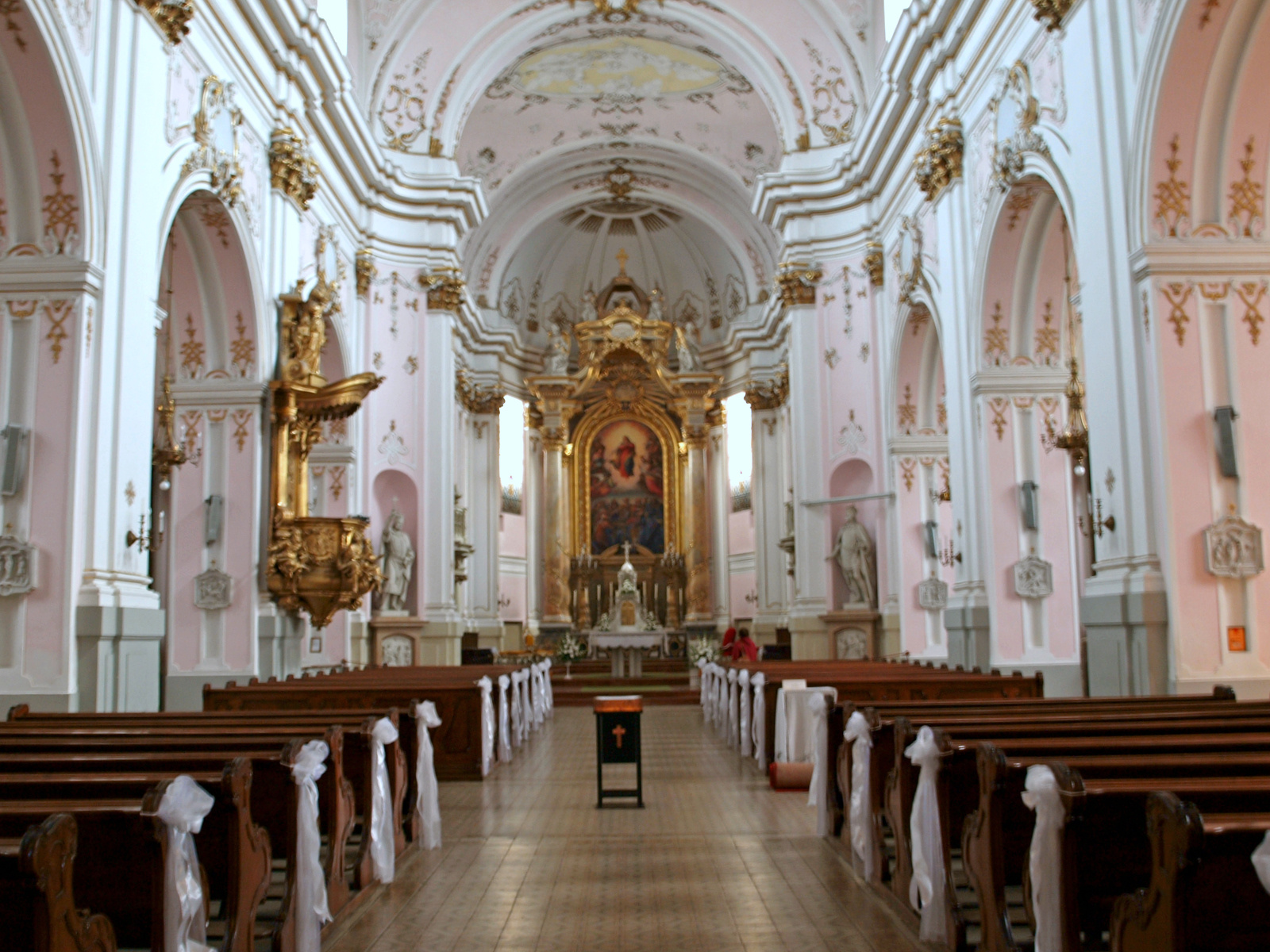
Catedral de Kalocsa (1735-1774), de autor incierto

En sus inicios, la arquitectura secular se vio superada por la construcción de iglesias, como la iglesia de los Carmelitas en Győr, la iglesia jesuita de Trenčín (actual Eslovaquia), la iglesia universitaria de Pest, la iglesia de Santa Ana (1721-1746) en Debrecen, obra del milanés Giovanni Battista Carlone, etc.. Además, la mayoría de las iglesias de la Gran Llanura Húngara se construyeron sobre los restos de iglesias anteriores (Kiskunfélegyháza, Kecskemét). El apogeo de la arquitectura secular barroca tuvo lugar en la segunda mitad del siglo XVIII. A petición de la reina María Teresa (r. 1740-1780), se inició la reconstrucción del palacio real de Buda con la ayuda de Jadot (1710-1797), Ignác Oracsek (1750-1770) y Franz Anton Hillebrandt (1719-1797). Los palacios episcopales se construyeron con dinero de la iglesia, entre ellos en Oradea (Rumania), Vác, Szombathely, Székesfehérvár y Kalocsa.
Entre las iglesias más conocidas construidas bajo el barroco maduro se encuentran la iglesia de Franz Anton Pilgrim diseñada por Jászó, la iglesia de los Minoritas en Eger y la parroquia de Santa Ana en Buda. La iglesia cisterciense de Székesfehérvár fue construida hacia 1756, con el mobiliario rococó en la sacristía más valioso de Hungría. Al mismo tiempo, la riquísima basílica de San Esteban, reconstruida por la reina María Teresa, fue terminada en 1771, convirtiéndose en catedral de la diócesis de Székesfehérvár a partir de 1777. En la construcción de la iglesia, hay principalmente una influencia meridional, mientras que en la arquitectura secular fue en aumento la influencia francesa, esto se puede ver en la Eszterháza en Fertőd, que es el esplendor del palacio de Versalles, donde el rococó ya está presente. Uno de los ejemplos más destacados y bellos de la arquitectura de castillos del barroco tardío en Hungría es el palacio Real de Gödöllő. El efecto del castillo está bien ilustrado por el hecho de que desde entonces también se habla del estilo del palacio real de Gödöllő, que ha afectado, entre otras cosas, a los palacios señoriales de la ciudad. Se conservan casas barrocas en Eger, el barrio de Buda, Sopron yVeszprém. En esta época, los constructores ya eran en su mayoría maestros húngaros. El barroco comenzó a afectar a la arquitectura de las aldeas, y se formó el barroco campesino de estilo popular. El estilo de cola de caballo del barroco tardío se refleja en las obras de Melchior Hefele y Jakab Fellner, como el palacio arzobispal de Veszprém, la catedral y el palacio Episcopal de Szombathely, el palacio episcopal de Székesfehérvár, la Iglesia de San Esteban en Pápa (obra conjunta con el austriaco Franz Anton Pilgram) o el Líceum de Eger. Comenzaron a difundirse elementos clásicos como el tímpano y la columna jónica.

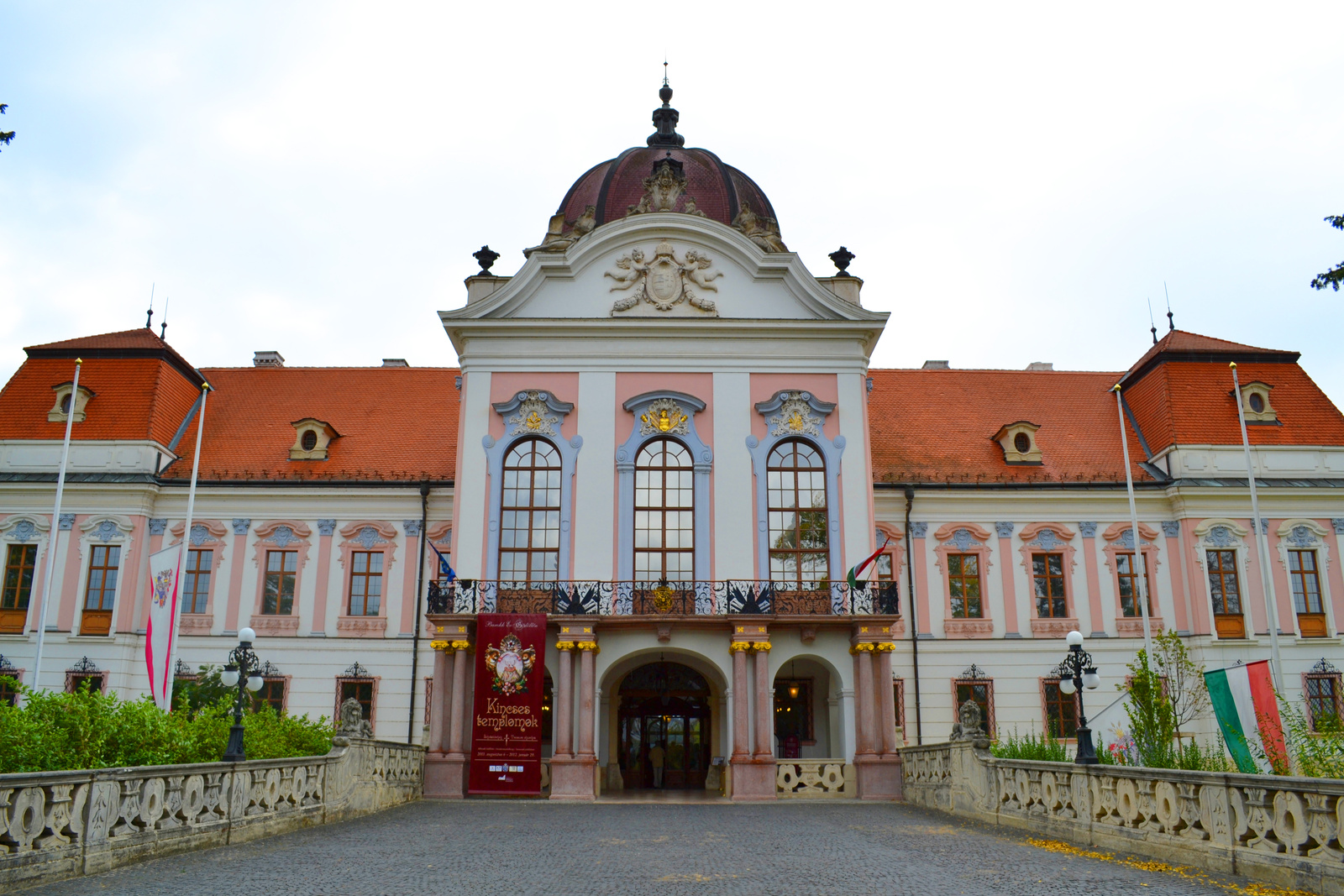
Palacio Real de Gödöllő (1733-1760), famoso por ser el lugar favorito de la emperatriz Sisi.
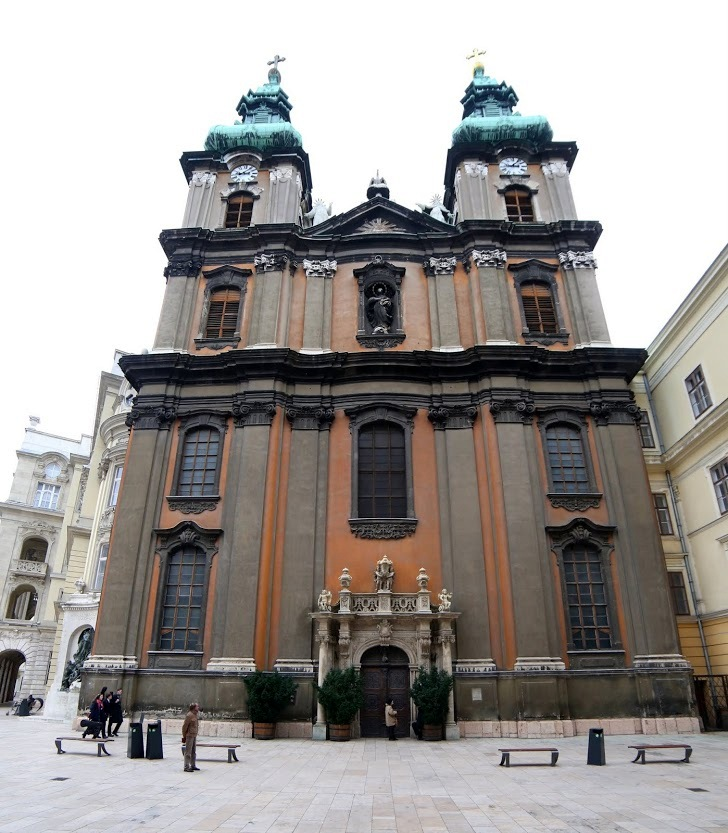
Iglesia Universitaria de Pest
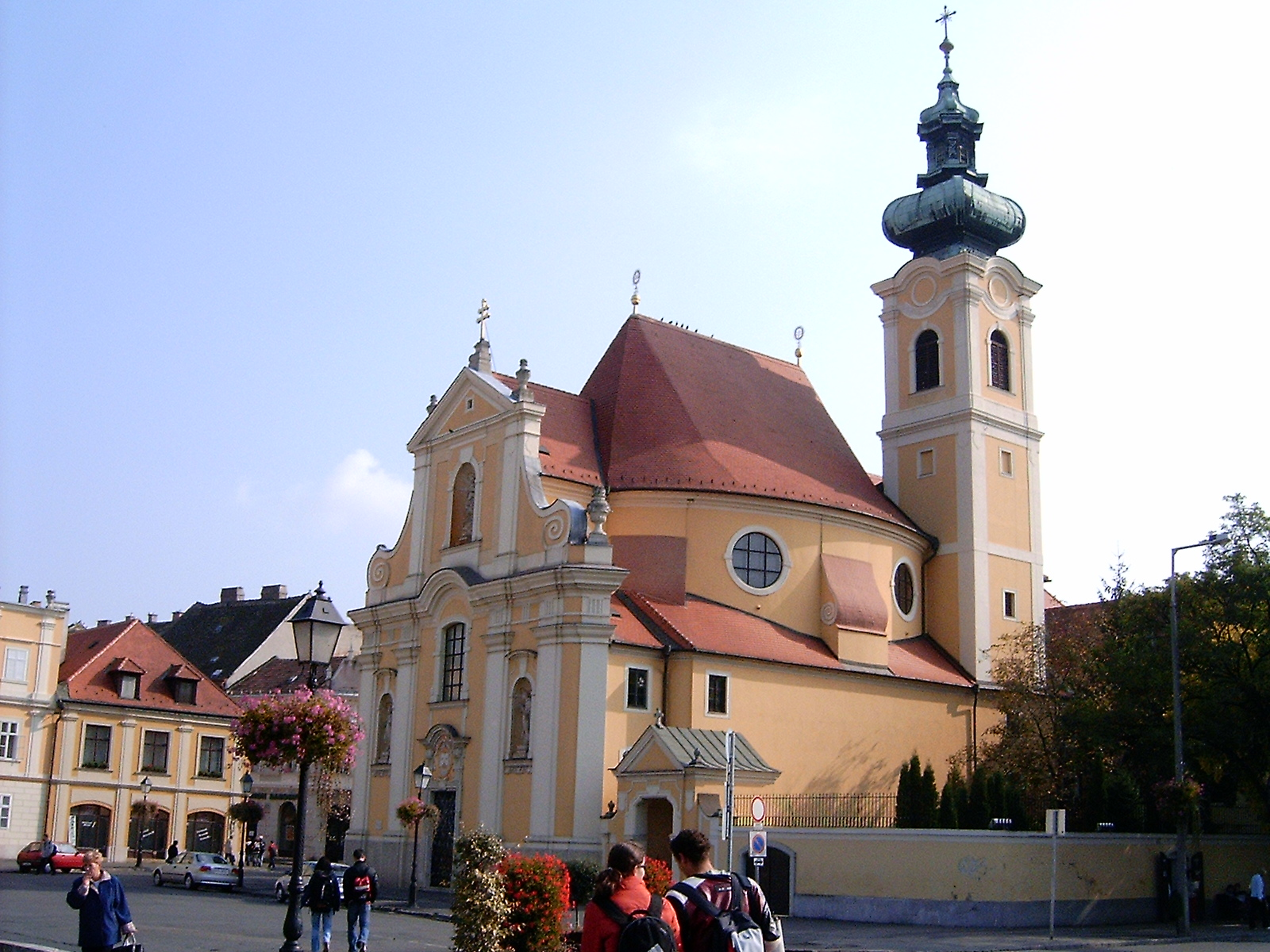
Iglesia carmelita de Győr
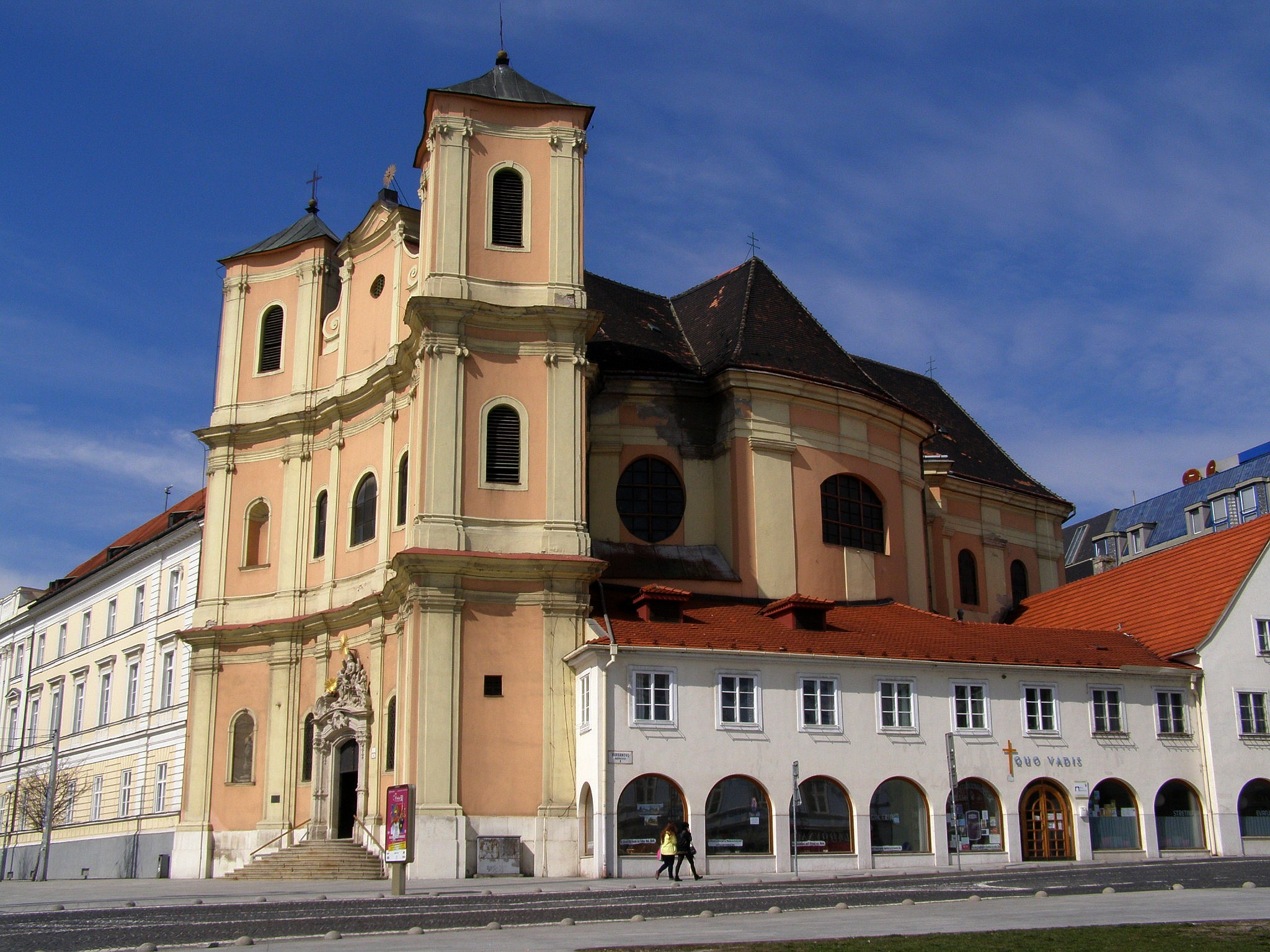
Iglesia Trinitaria en Bratislava ( Eslovaquia)
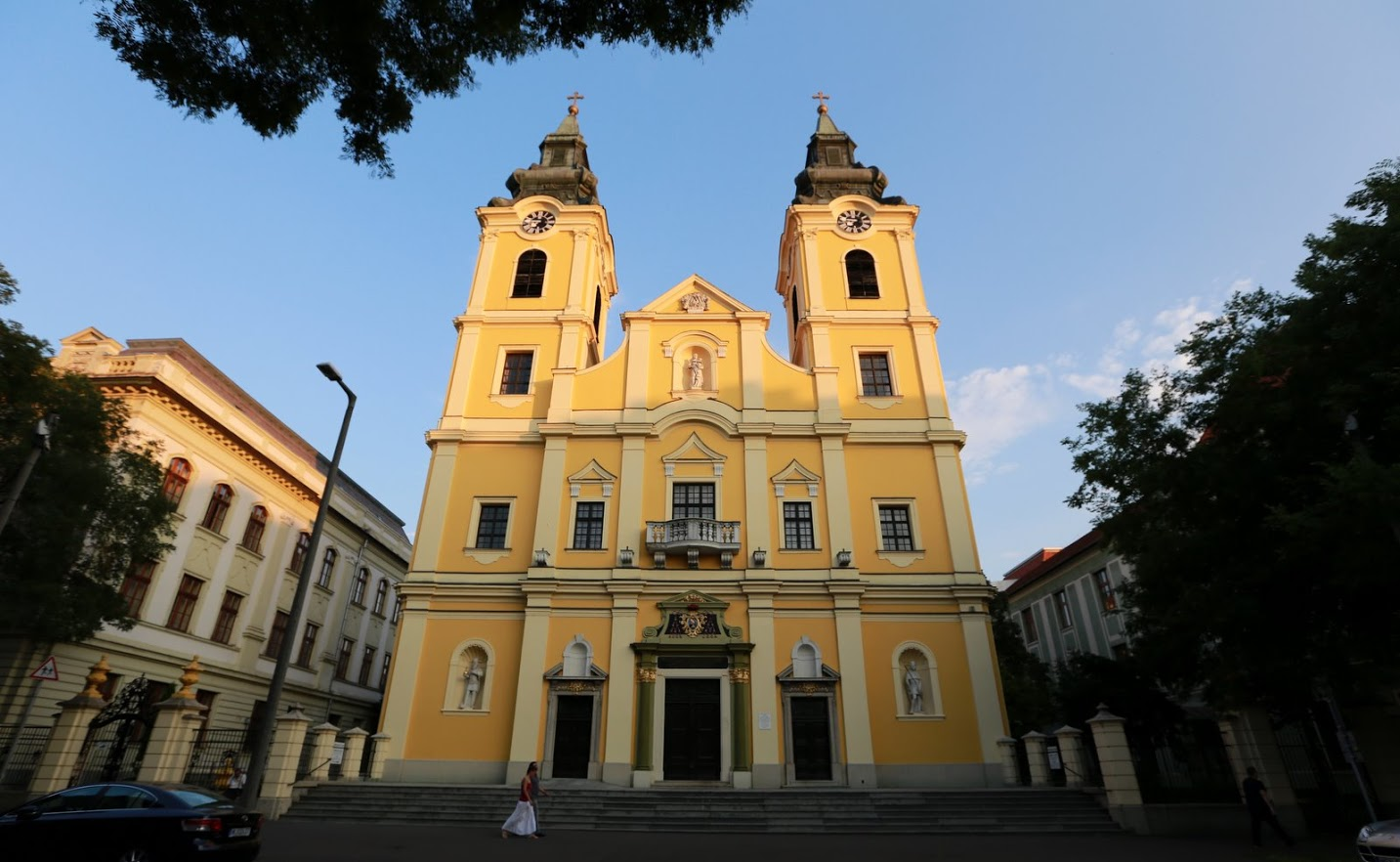
iglesia de Santa Ana (1721-1746) en Debrecen, obra del milanés Giovanni Battista Carlone. Desde 1993 es la catedral de Debrecen.
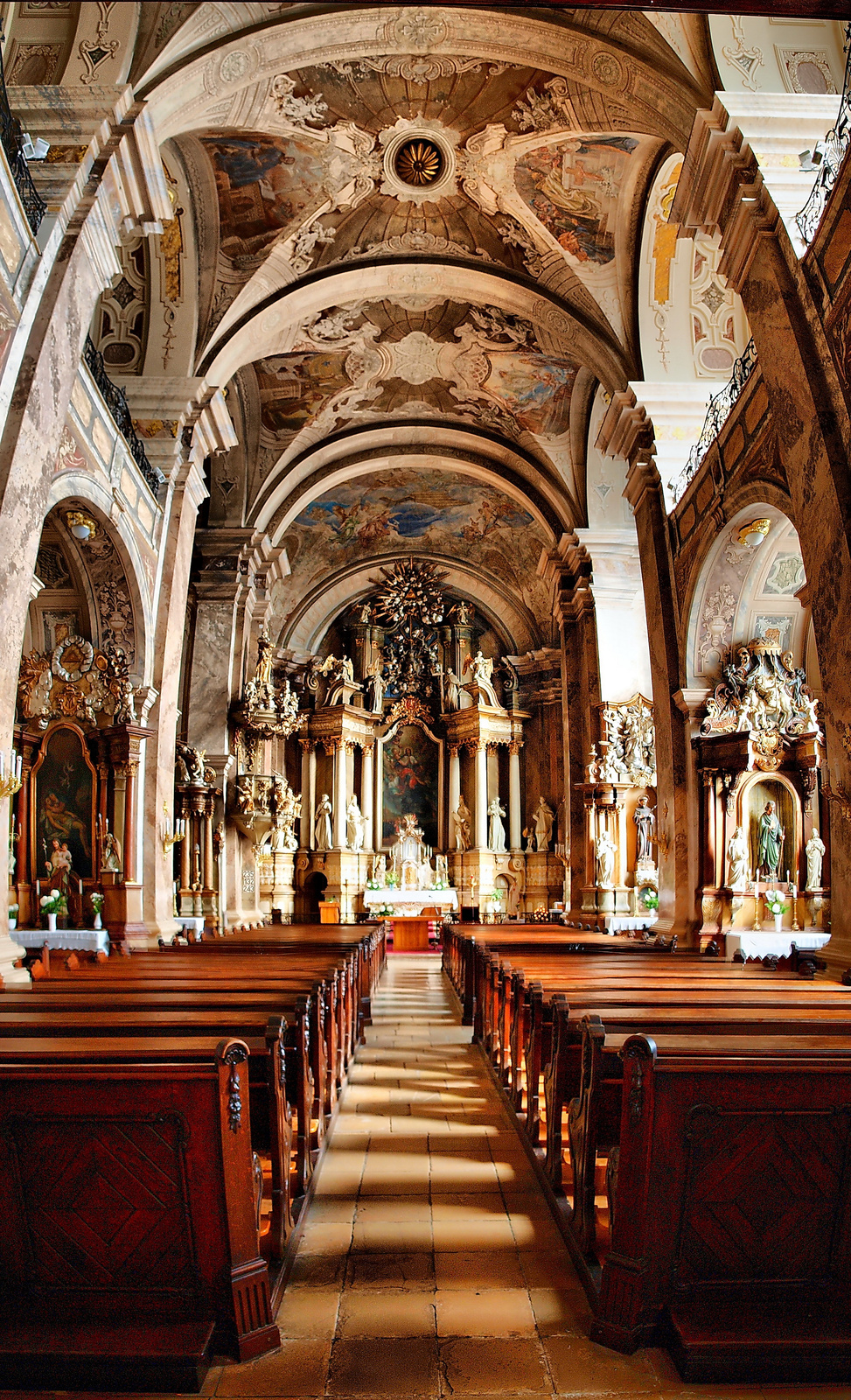
Interior de la Iglesia de San Emeric de Székesfehérvár de Székesfehérvár
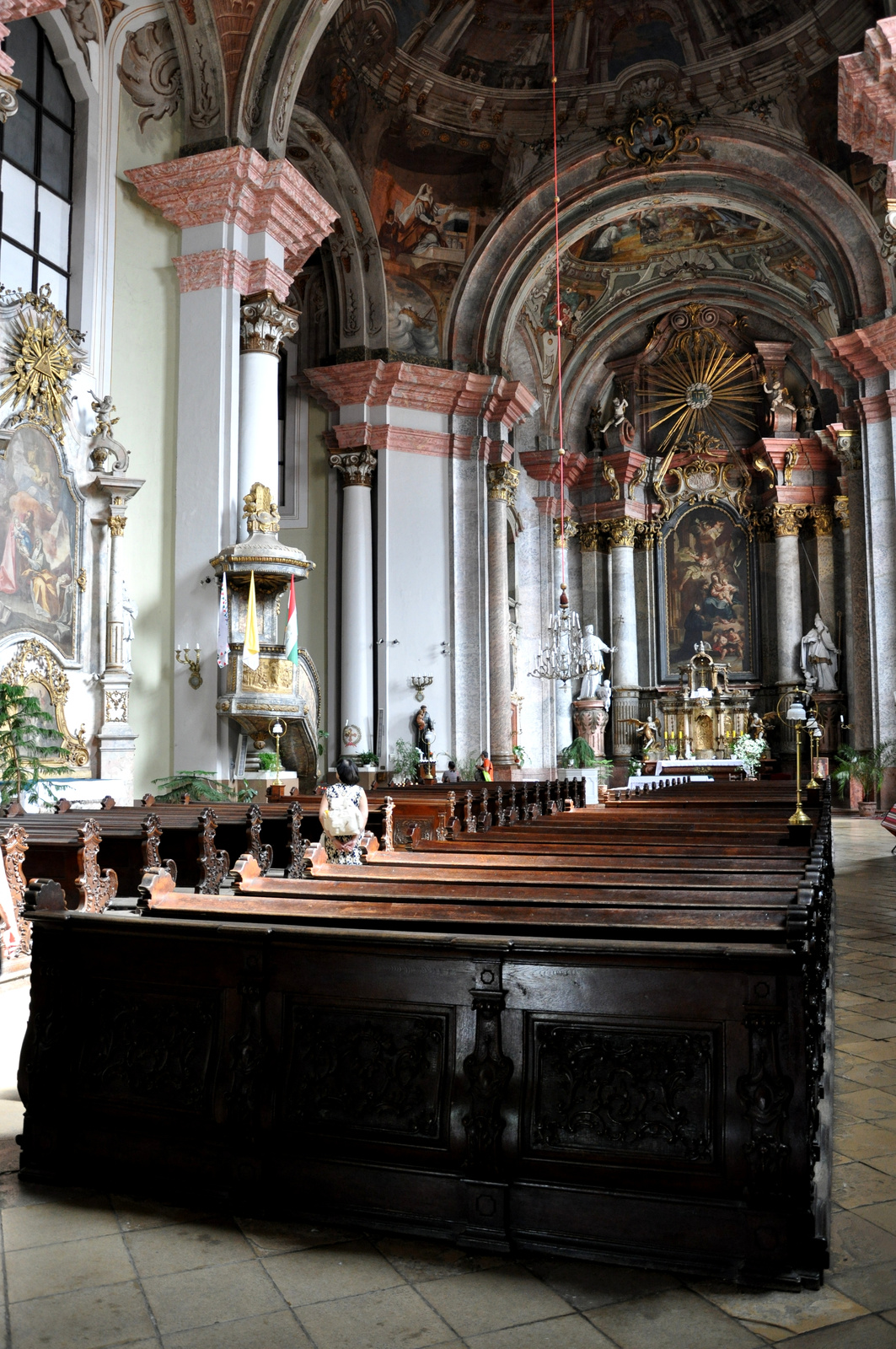
Interior de la Iglesia de los Minoritas de Eger
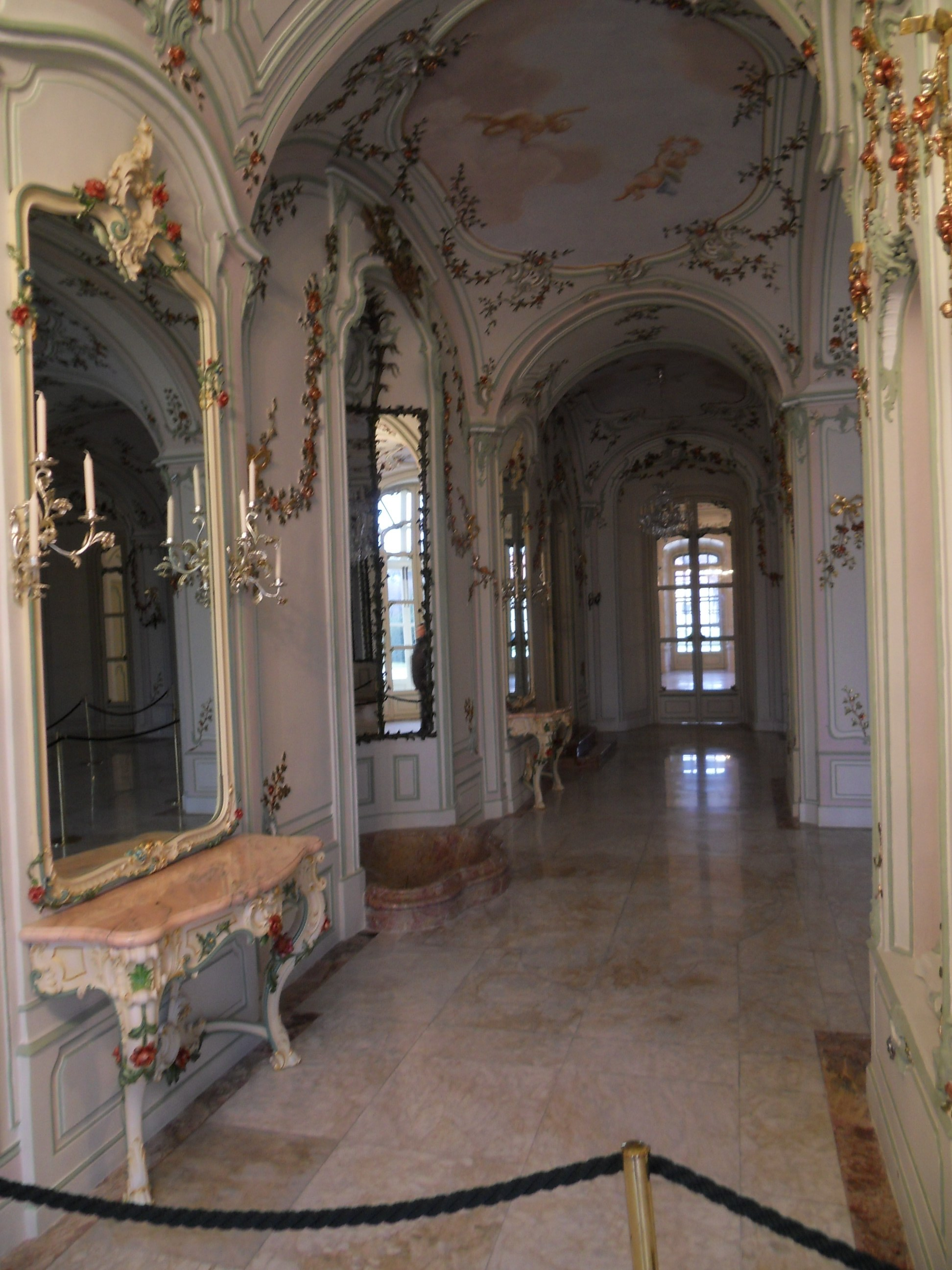
Los interiores del Eszterháza (1720-1766) en Fertőd, de estilo rococó
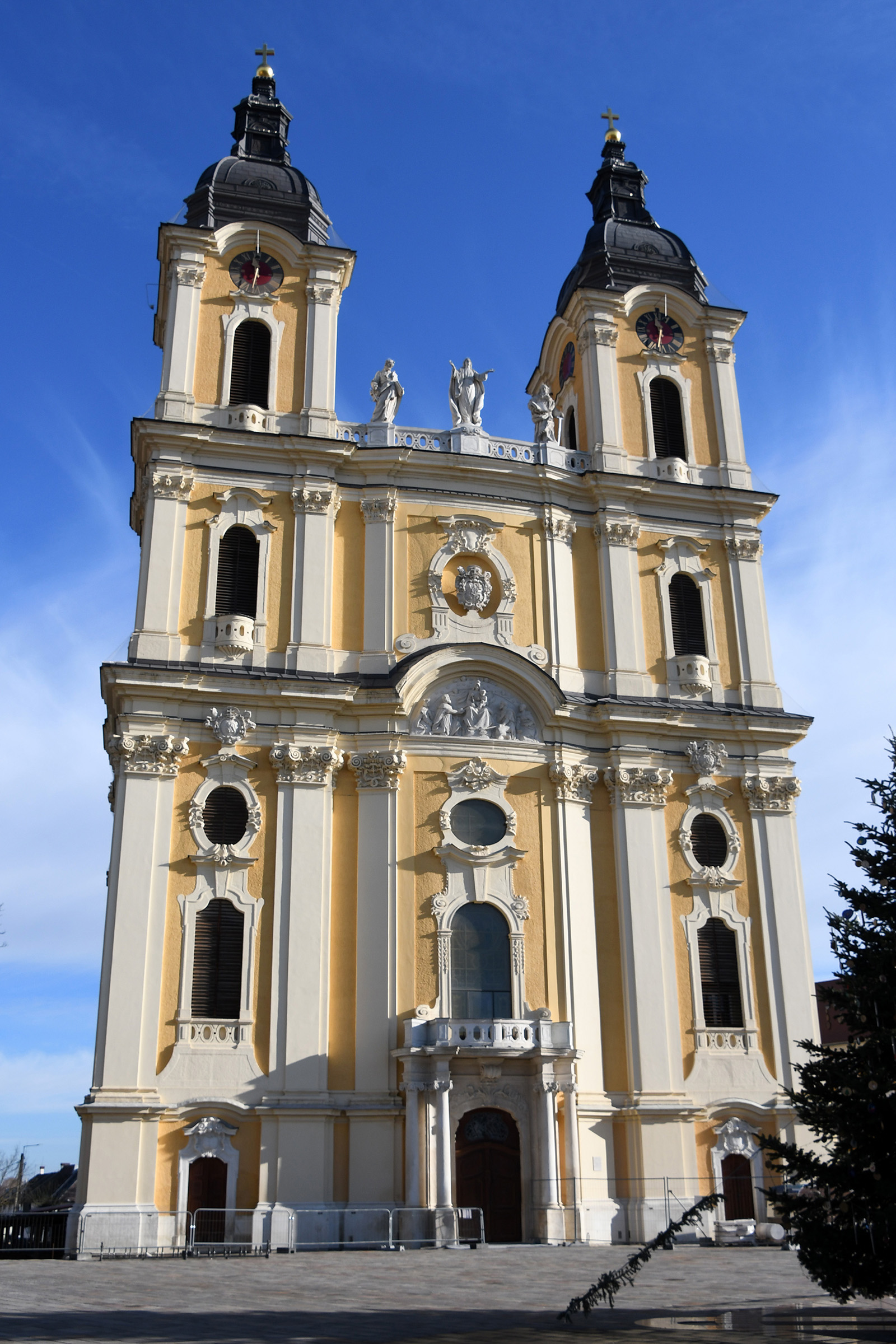
Catedral de Kalocsa (1735-1774), de autor incierto
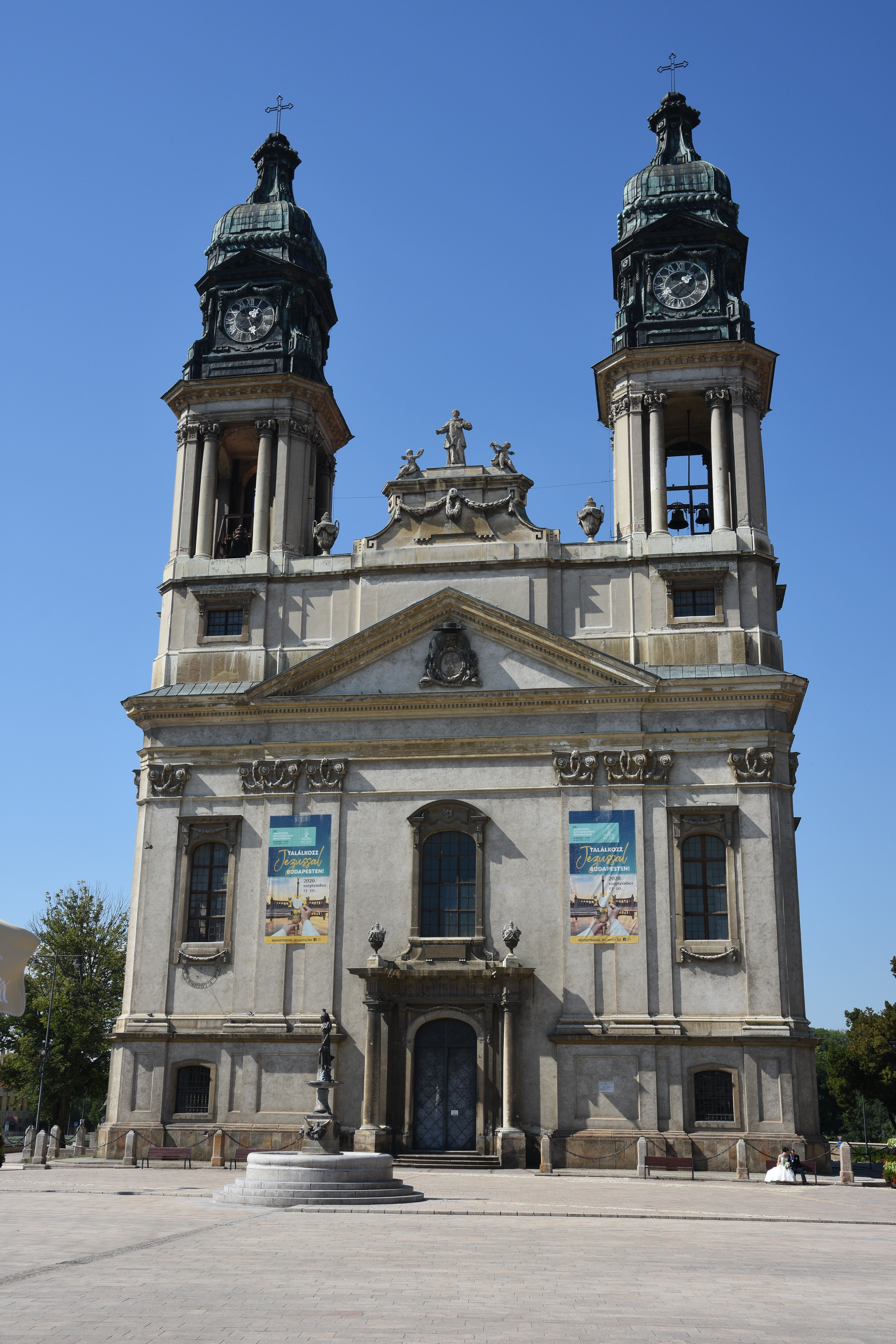
Iglesia de San Esteban (1774-1794) en Pápa, proyecto de Jakab Fellner
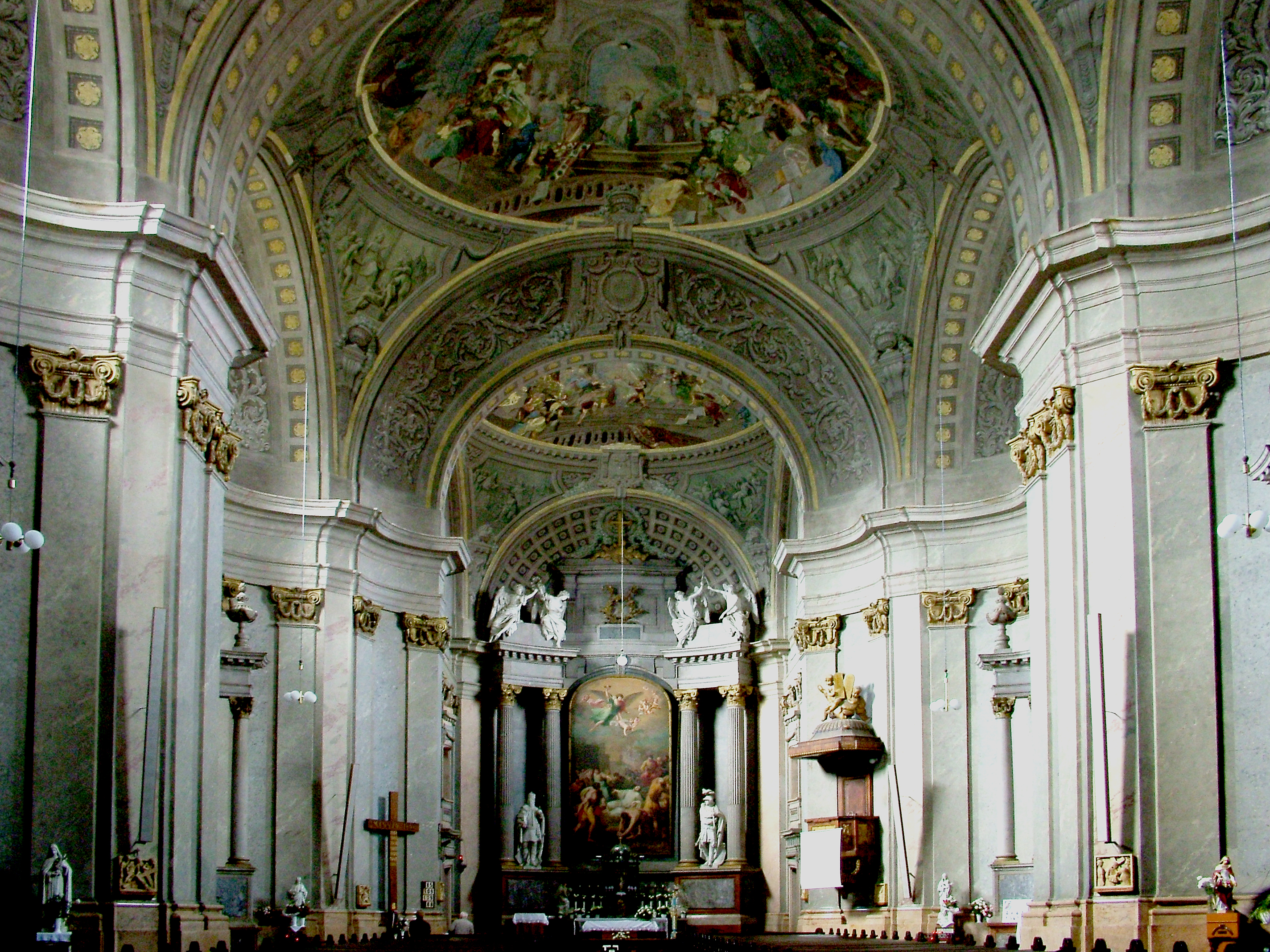
Interior de Iglesia de San Esteban (1774-1794) en Pápa, proyecto de Jakab Fellner

## Arquitectura neoclásica (final del s. XVIII-1.ª mitad del s. XIX

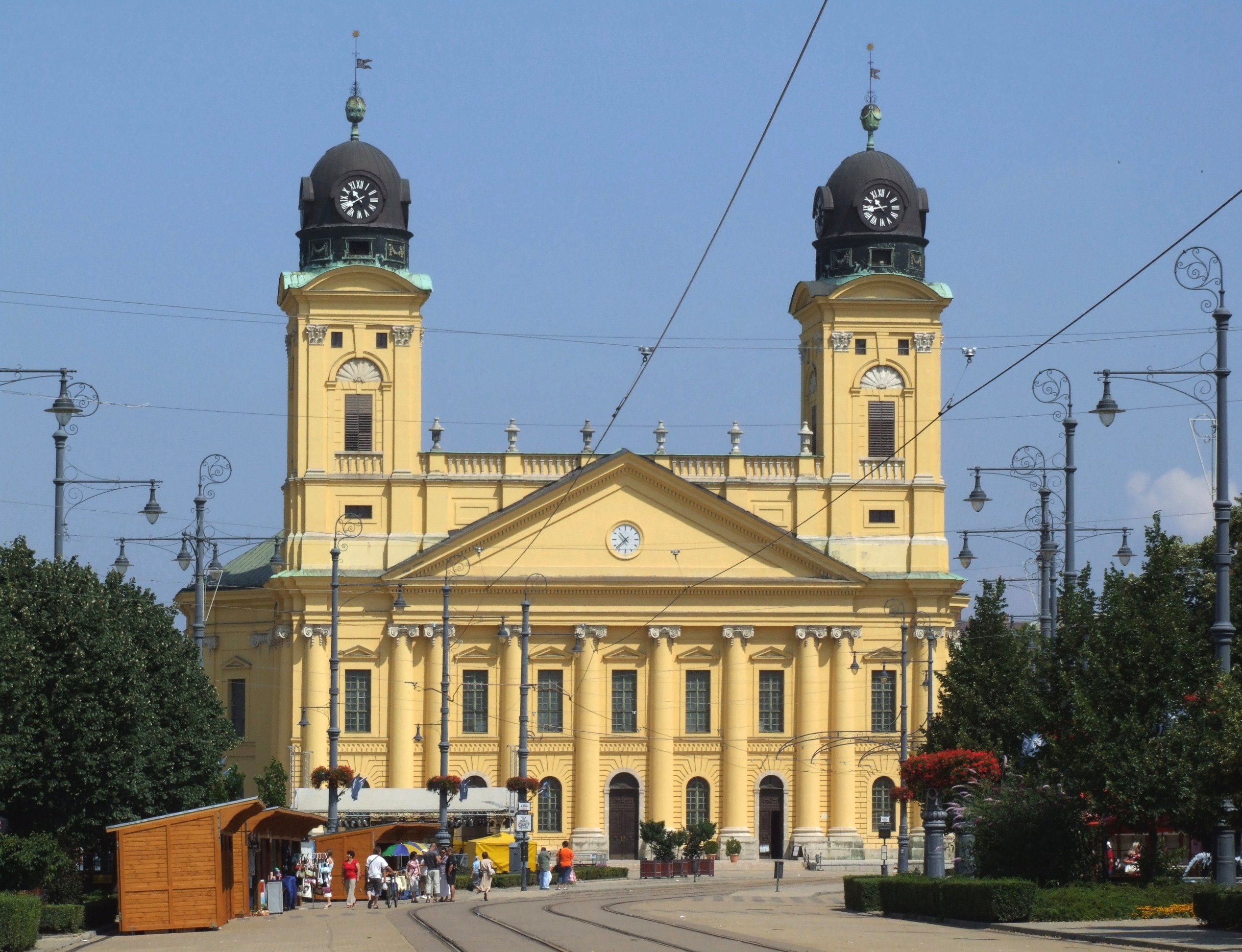
Gran Iglesia Reformada de Debrecen (1805-1824), obra de Mihály Péchy (1755-1819)

János Packh (1796-1839) – Esztergom : San Iglesia de Santa Ana
La arquitectura húngara de finales del siglo XVIIIy  primera mitad del XIX se caracterizó por la forma clasicista, en una versión nacional particular. La conciencia nacional en desarrollo tomó forma en este estilo. La obra de Ferenc Kazinczy se difundió y se convirtió en un estilo popular en el mundo de las tabletas. Después del desarrollo de Pest como ciudad, en 1808, el archiduque José Palatino de Hungría creó el Comité de Embellecimiento. El comité, que funcionó hasta 1857, garantizaba el diseño urbano de los nuevos sitios de construcción y la unidad de estilo, facilitando así el enfoque civil de la música clásica. Los edificios se caracterizaron por el puritanismo, la sobriedad y la moderación en las formas. Comenzó el aumento de edificación de mansiones, casas adosadas y edificios públicos. 
El primer edificio importante fue la Gran Iglesia Reformada de Debrecen (1805-1824), así como el colegio anexo (1804-1818), diseñados por el gneral, ingeniero militar y arquitecto Mihály Péchy (1755-1819), que se había formado en Viena en la Academia de Ingeniería y en la Academia de Bellas Artes. Debido a la falta de recursos y de un maestro de obras adecuado, se vieron obligados a rediseñar la iglesia varias veces, y finalmente se construyó según los planos del arquitecto de cámara József Thaler, que también usó los planos de Péchy.
En las décadas anteriores a la reforma, dos maestros destacados ocuparon su lugar, el vienés Mihály Pollack (1773-1855) y József Hild (1789-1867), desempeñarando ambos un papel destacado en la era de la reforma húngara. 
Pollack se trasladó a Pest en 1798, donde en 1808 tomó un papel relevante al formar parte de la Comisión de Embellecimiento de la ciudad, convirtiéndose en una figura clave de la arquitectura húngara. Entre 1810 y 1830 diseñó muchos edificios residenciales, varios grandes palacios y algunos edificios públicos. Su obra arquitectónica muestra los progresos técnicos desde el Barroco hacia la arquitectura neoclásica. La primera obra en solitario de Pollack fue la iglesia luterana en la plaza Deák de Budapest y su obra más importante fue la construcción del Museo Nacional Húngaro, que ocupa un lugar destacado en Europa. 

Obras de Mihály Pollack (1773-1855)
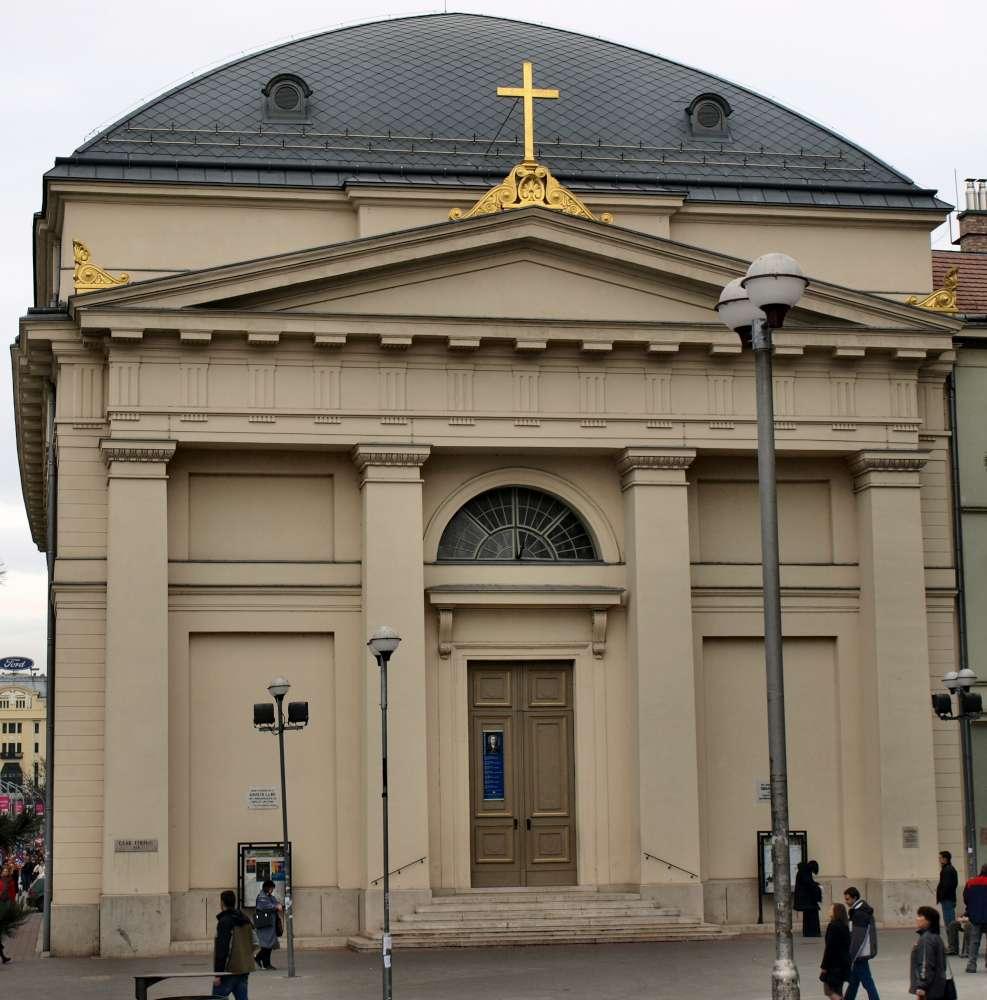
Iglesia luterana de la plaza Deák (1799-1808), Budapest, primera obra de Pollack
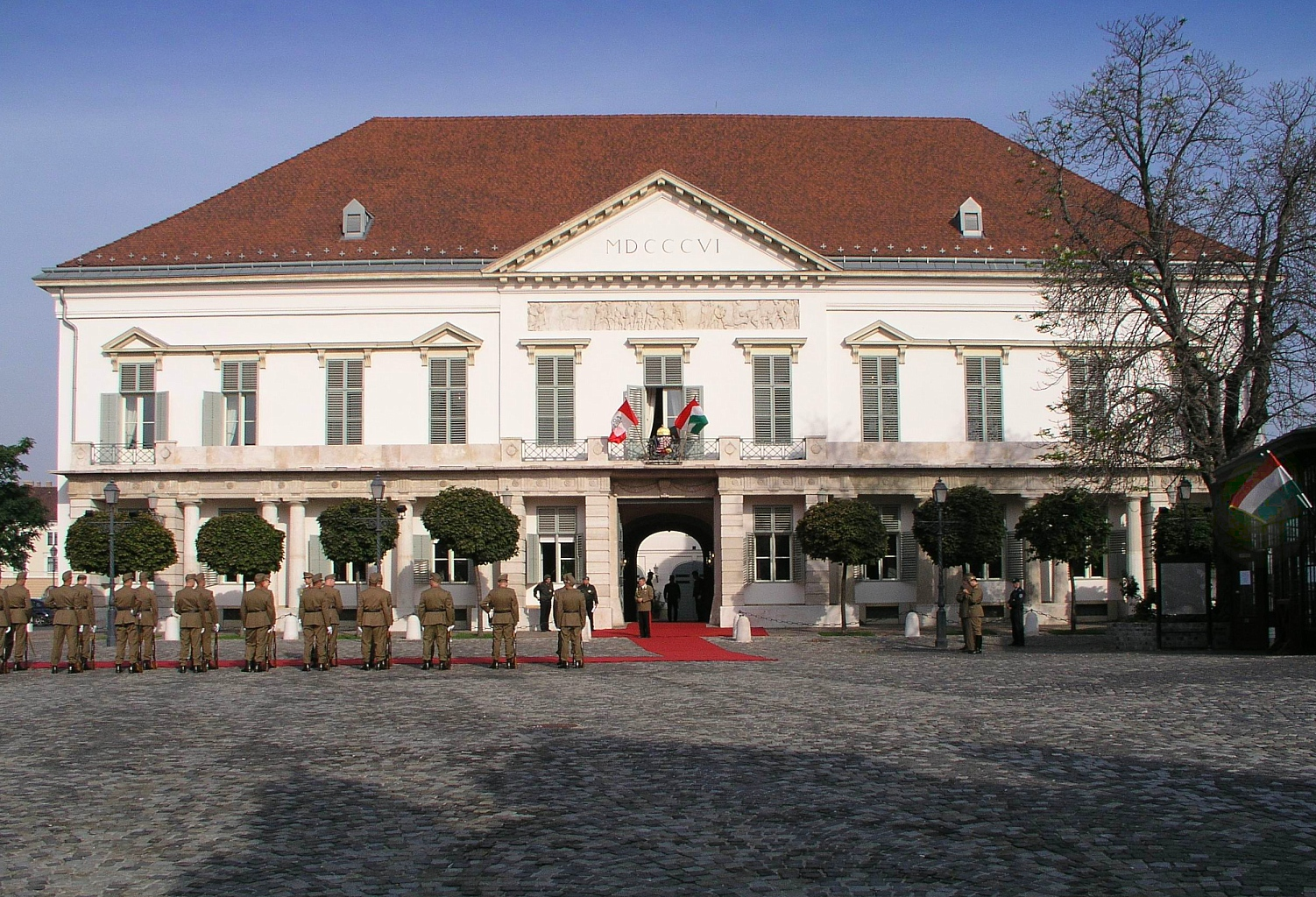
Palacio Sándor (1803-1806)  en Buda
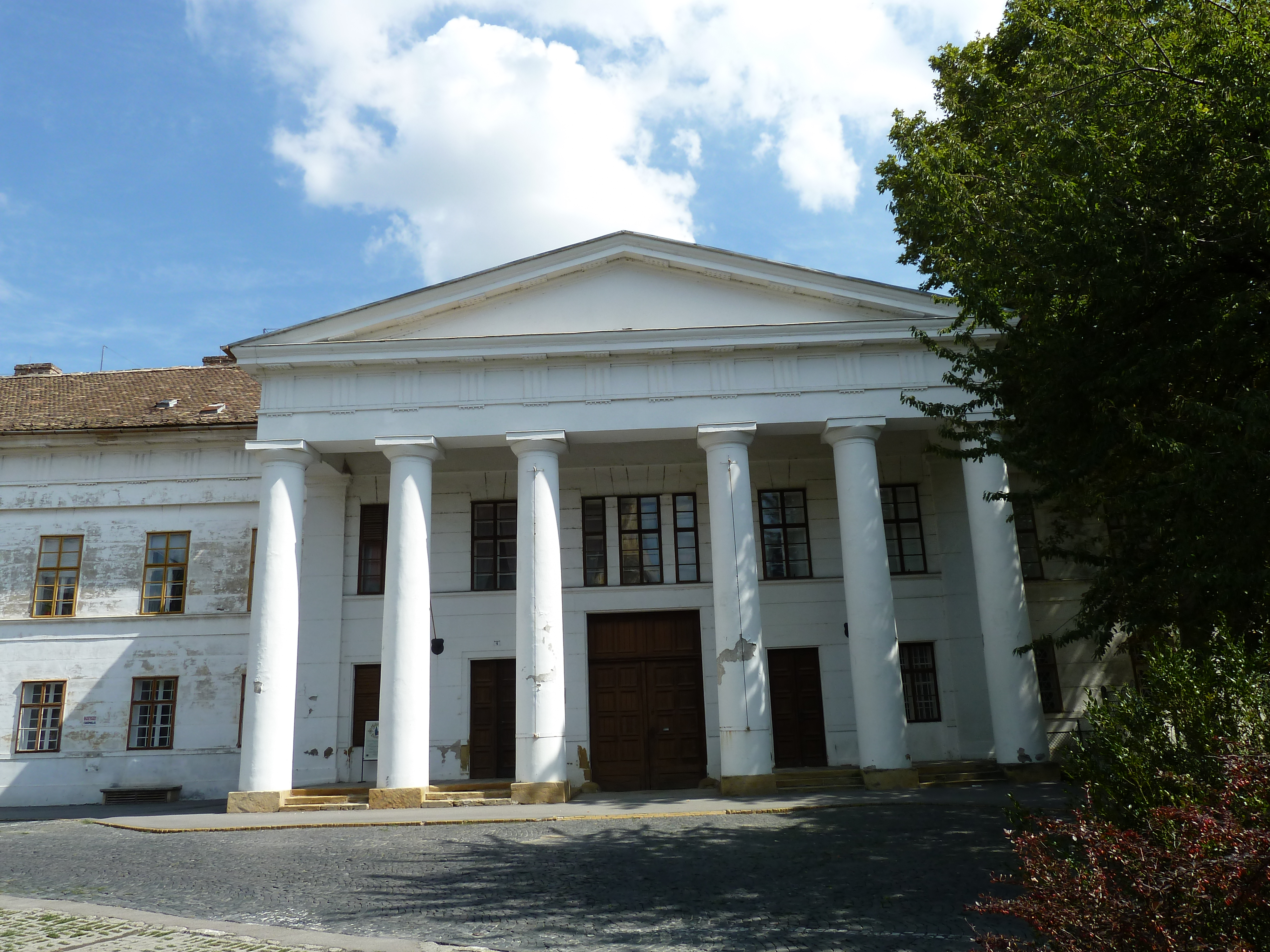
Remodelación del antiguo ayuntamiento de Szekszárd (1828-1833)
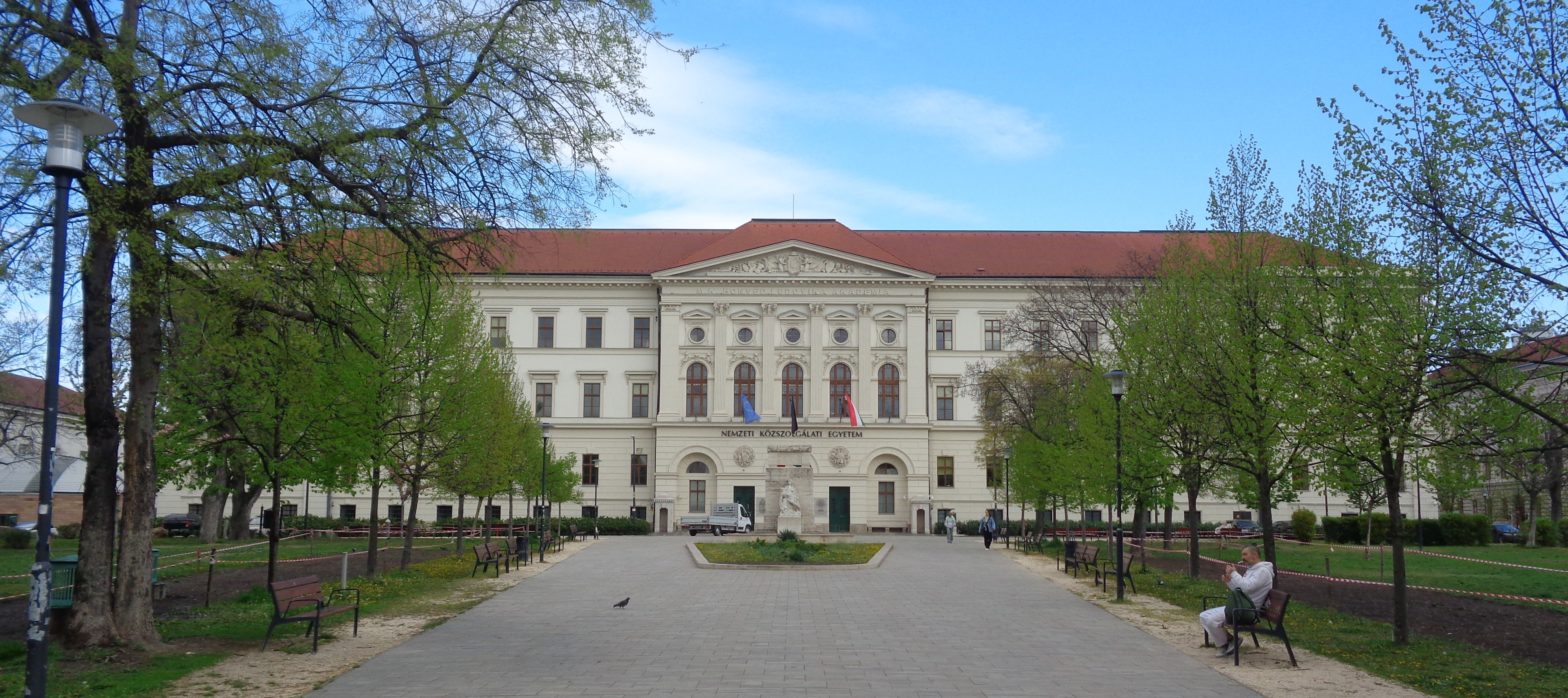
Ludoviceum/Ludovika (1829-1835), originalmente academia militar real (hasta 1945), alberga ahora la Universidad nacional de la administración pública
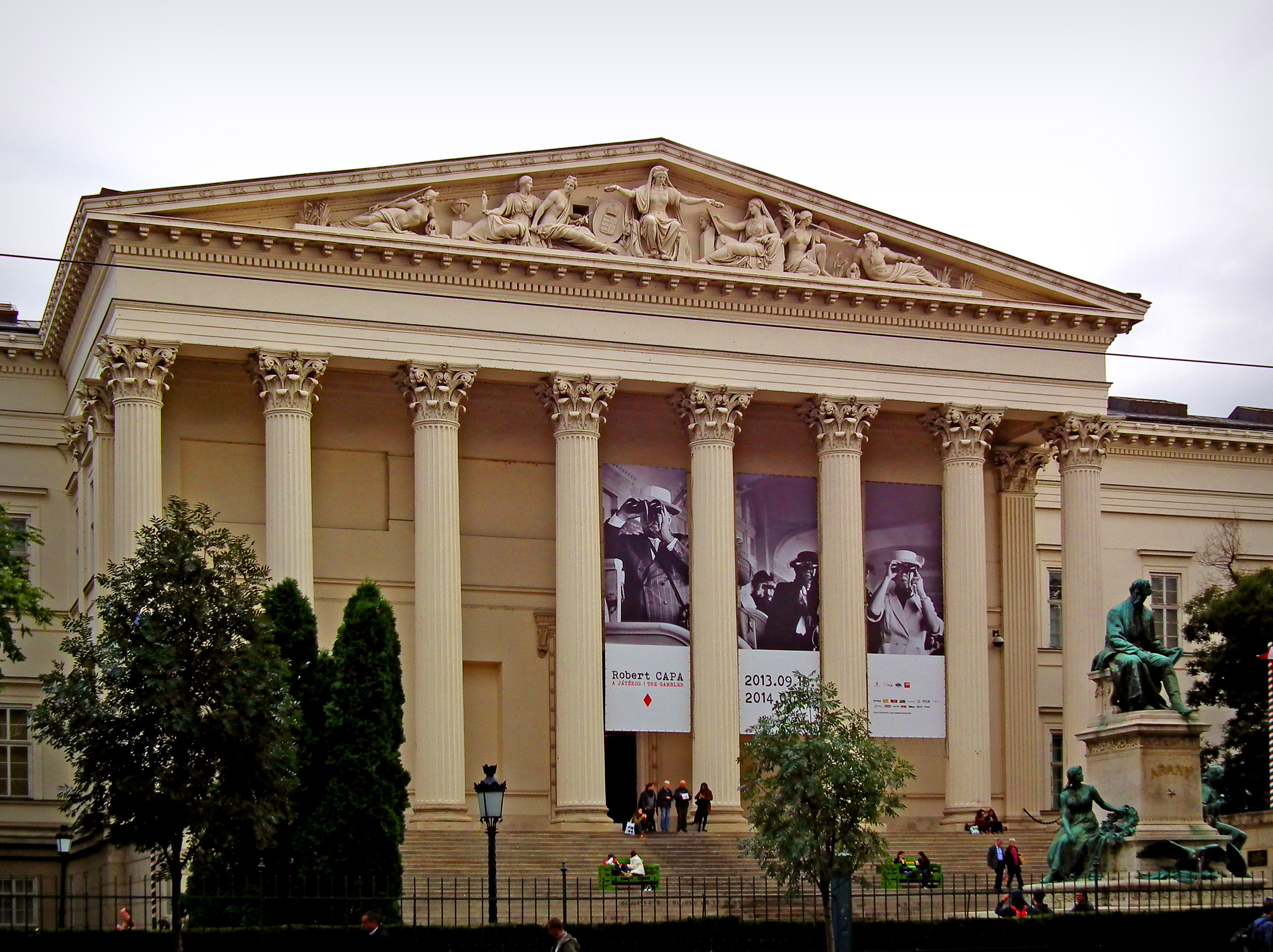
Museo Nacional Húngaro (1837-1847), el museo más antiguo del país, con una rica colección de historia húngara.

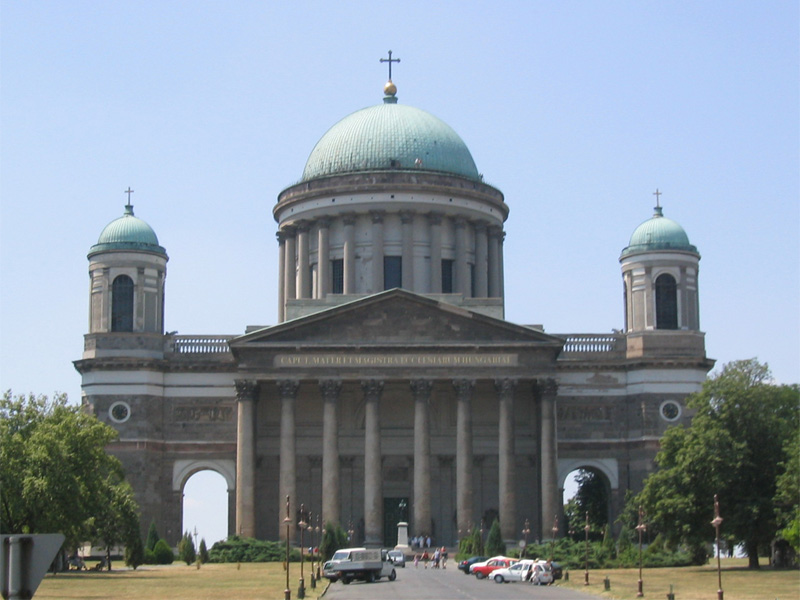
Basílica de Esztergom (1822-1869), construida por cuatro arquitectos, entre ellos János Packh y József Hild (1838-1846)

Hild se formó también en Viena y realizó luego estudios en Italia. Tras su regreso a Pest, su actividad floreció en la década de 1820, y aunque ya había alcanzado reconocimiento en esa época, sus obras más significativas fueron construidas después de la devastación de la inundación de Pest de 1838. En 1854, fue nombrado arquitecto de la ciudad de Pest. Fue el maestro de obras húngaro más prolífico de su época; sólo en Pest recibió autorización para realizar unos 900 proyectos, de los cuales un número considerable se realizó.
Las obras de Hild definieron la imagen neoclásica de la emergente capital Pest-Buda en la primera mitad del siglo XIX. Aunque en la última década de su vida se inclinó hacia el historicismo romántico, sus obras definitorias son  los edificios eclesiásticos construidos en estilo neoclásico: la basílica catedral de Eger (1831-1836), las iglesias reformadas de Cegléd (1834) y Kunhegyes  (1839) («las catedrales de la Gran Llanura»). Según sus ideas también se inició la construcción de la basílica de San Esteban en Budapest, aunque fueron revisadas posteriormente por Miklós Ybl. Diseñó la fachada principal de la iglesia luterana en la plaza Deák en 1856, obra primeriza de Pollack. También realizó muchos inmuebles residenciales, como el ya desaparecido palacio Lloyd o la casa Tänzer.

Obras de József Hild (1773-1855)
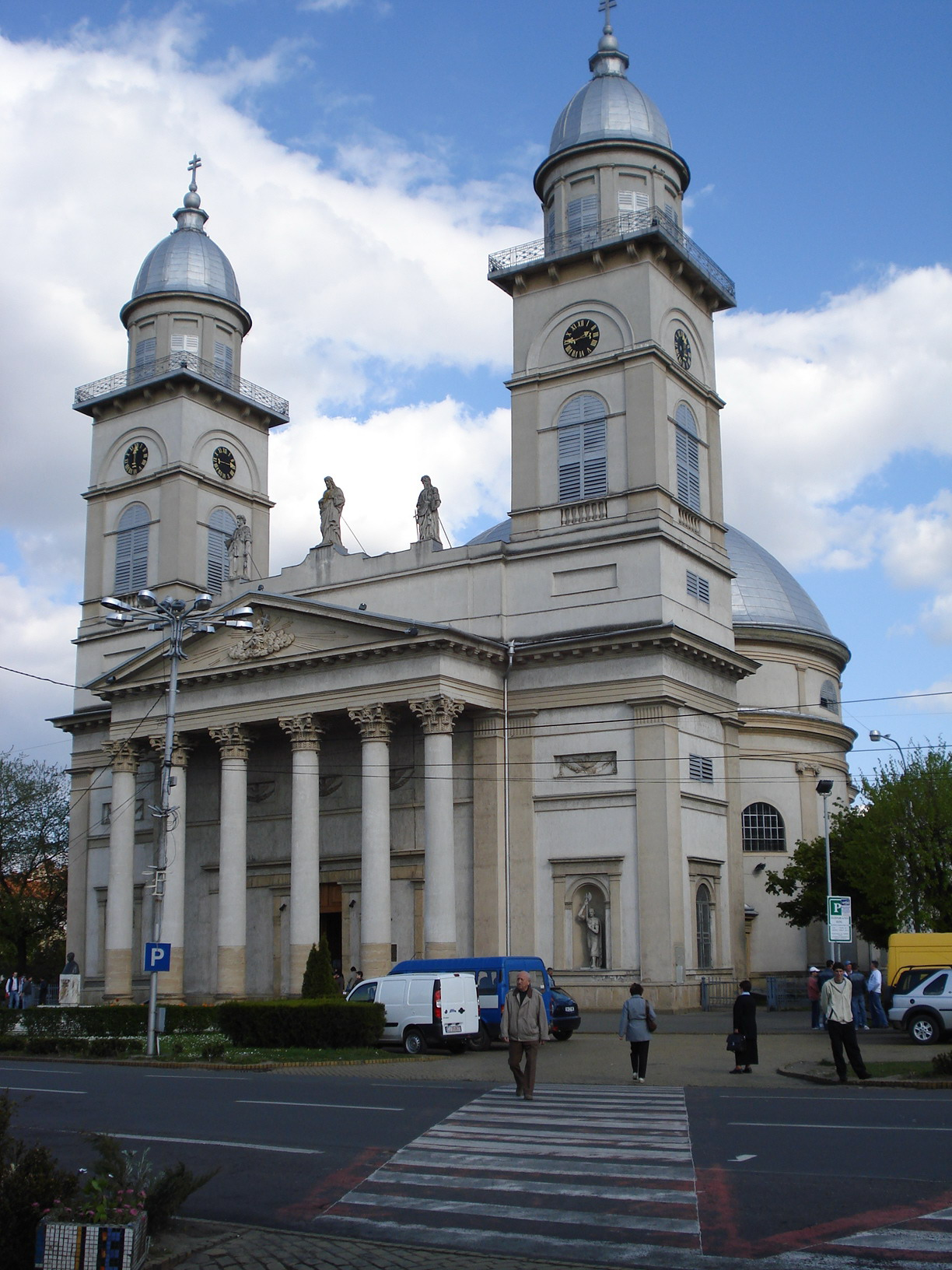
Reforma de la catedral de Satu Mare (1830-1837) (hoy  Rumania)
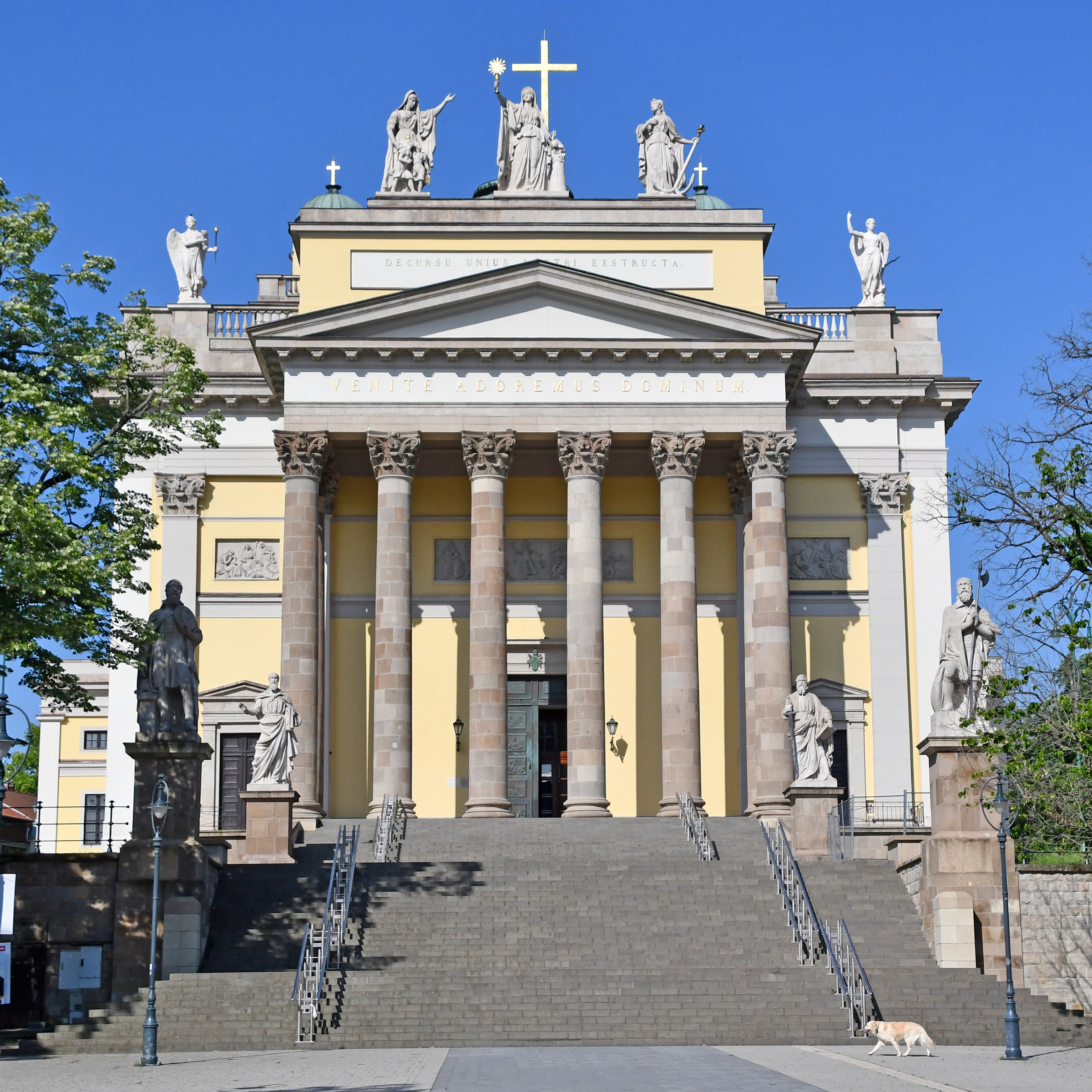
Basílica Catedral de Eger (1831-1836)
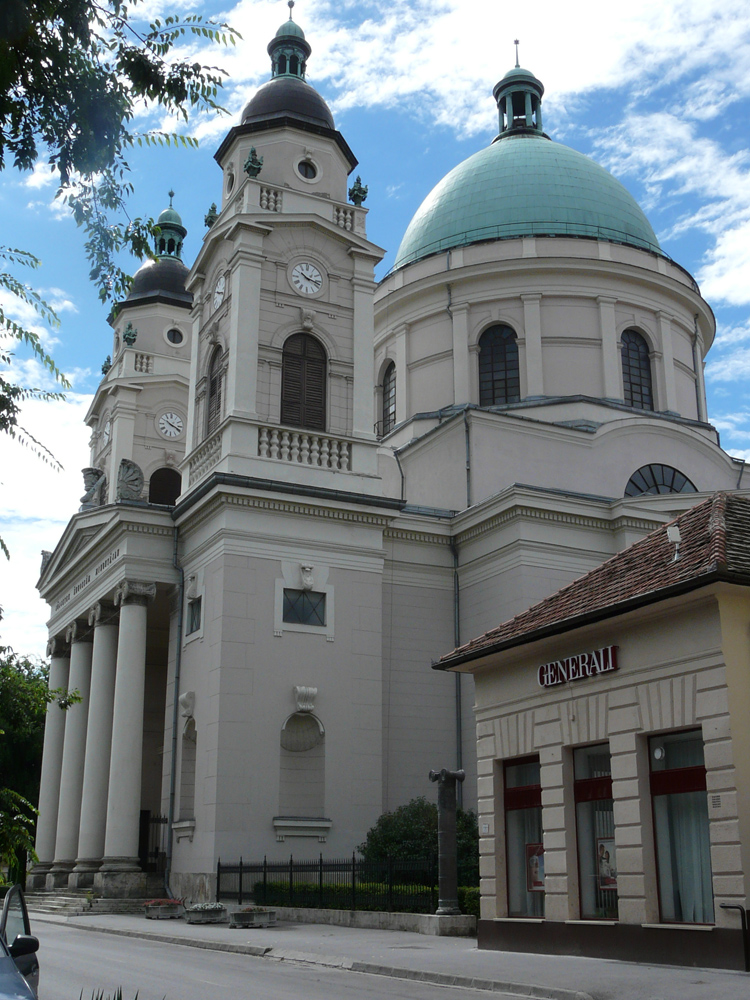
Iglesia reformada de Cegléd (1834)
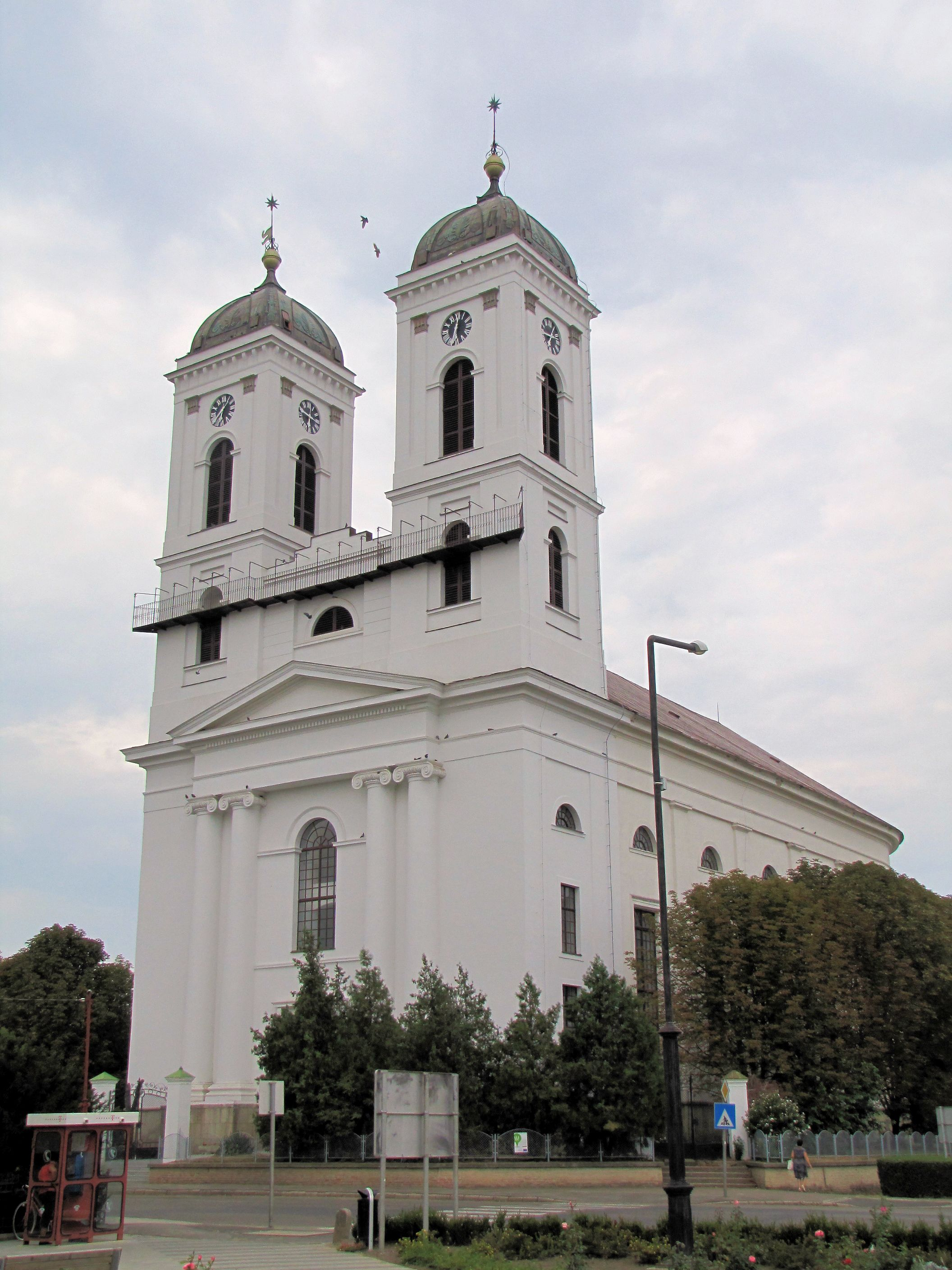
Iglesia reformada de Kunhegyes (1839)
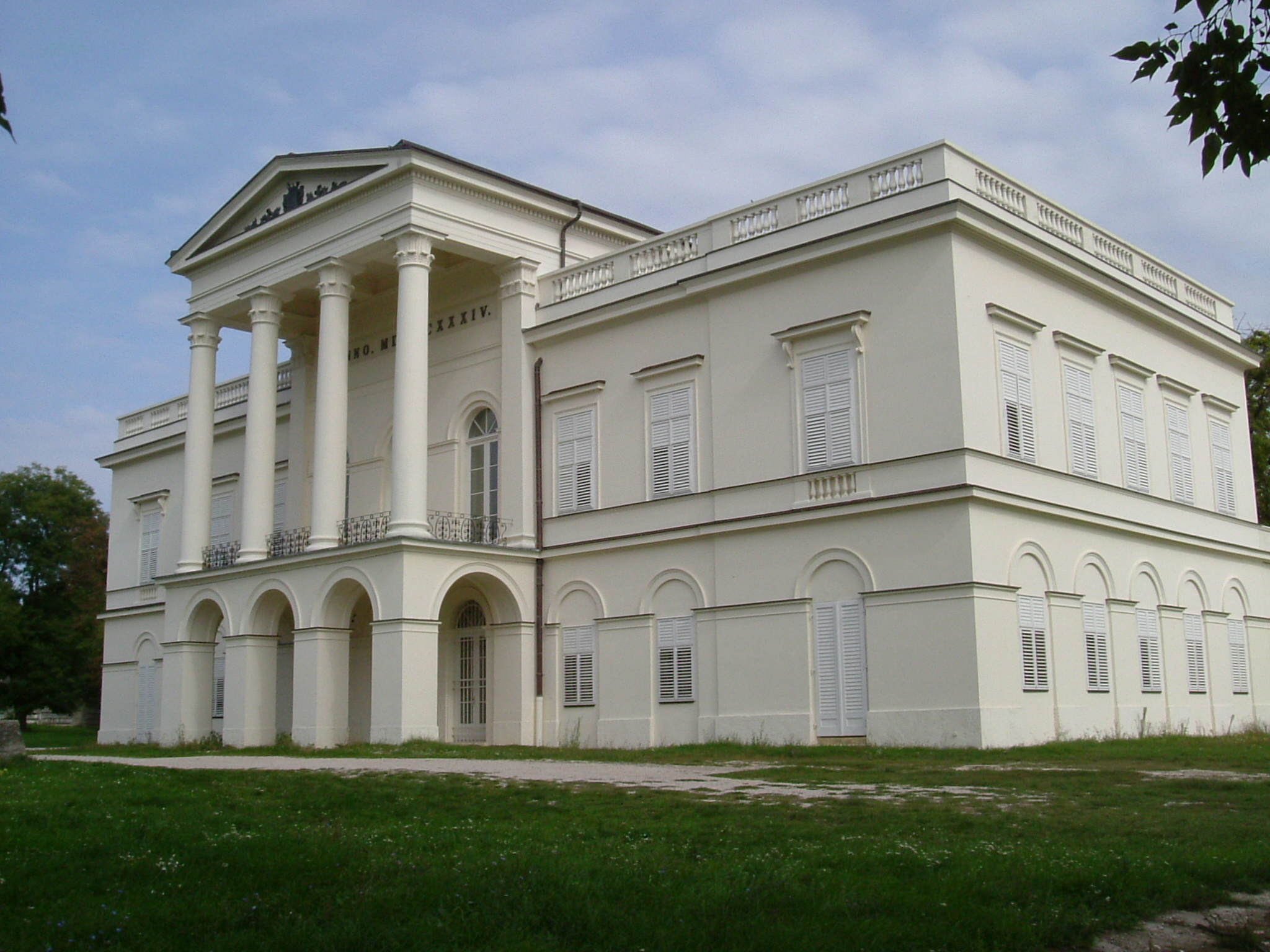
Bajna. Sándor–Metternich-kastély, 1834
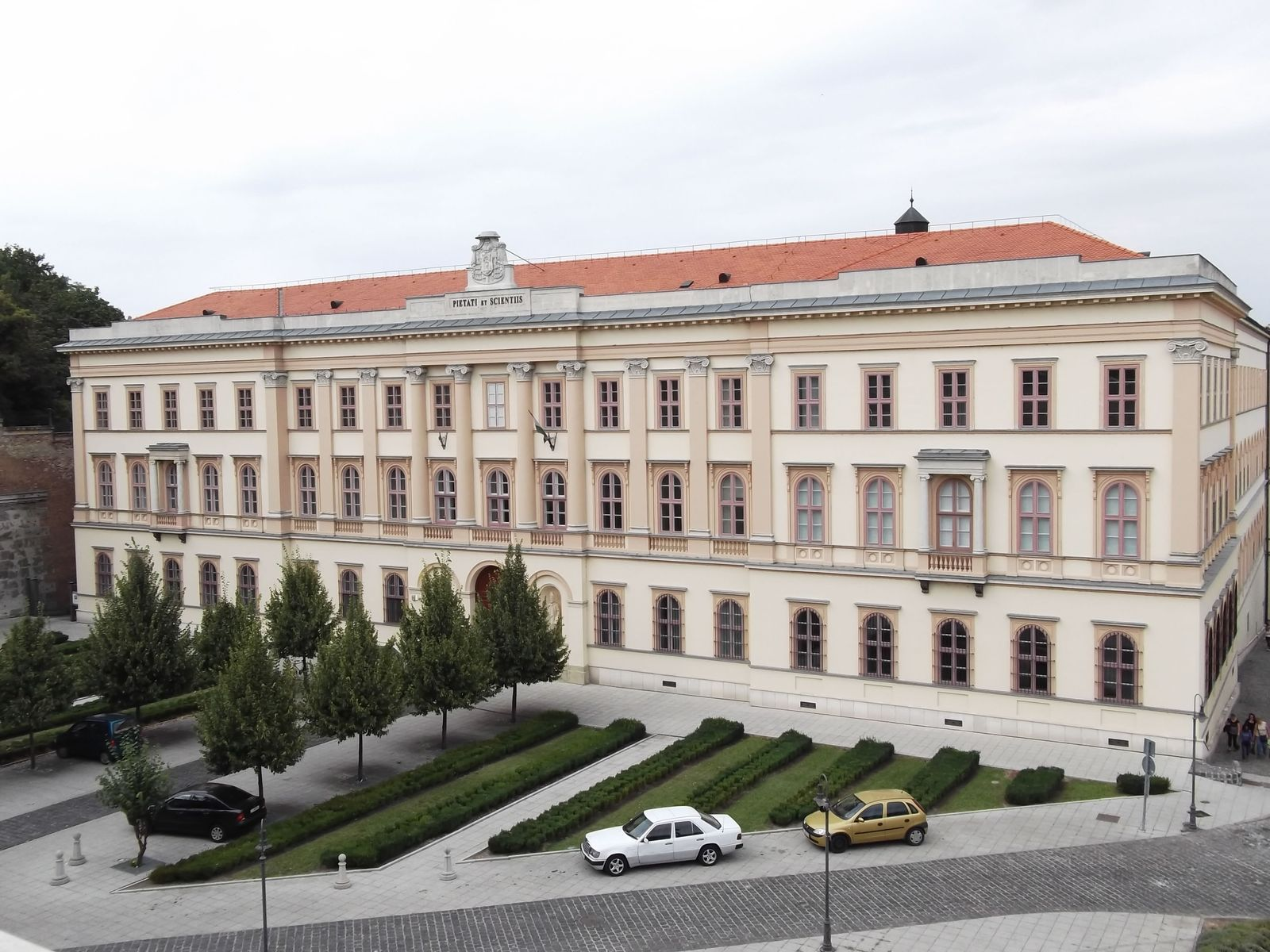
Antiguo Seminario de Esztergom (1820-1865), iniciado por János Packh (1820-1821) suspendio a nivel de cimentación y acabado tras cuarenta años de suspensión por Hild  (1861-1865)
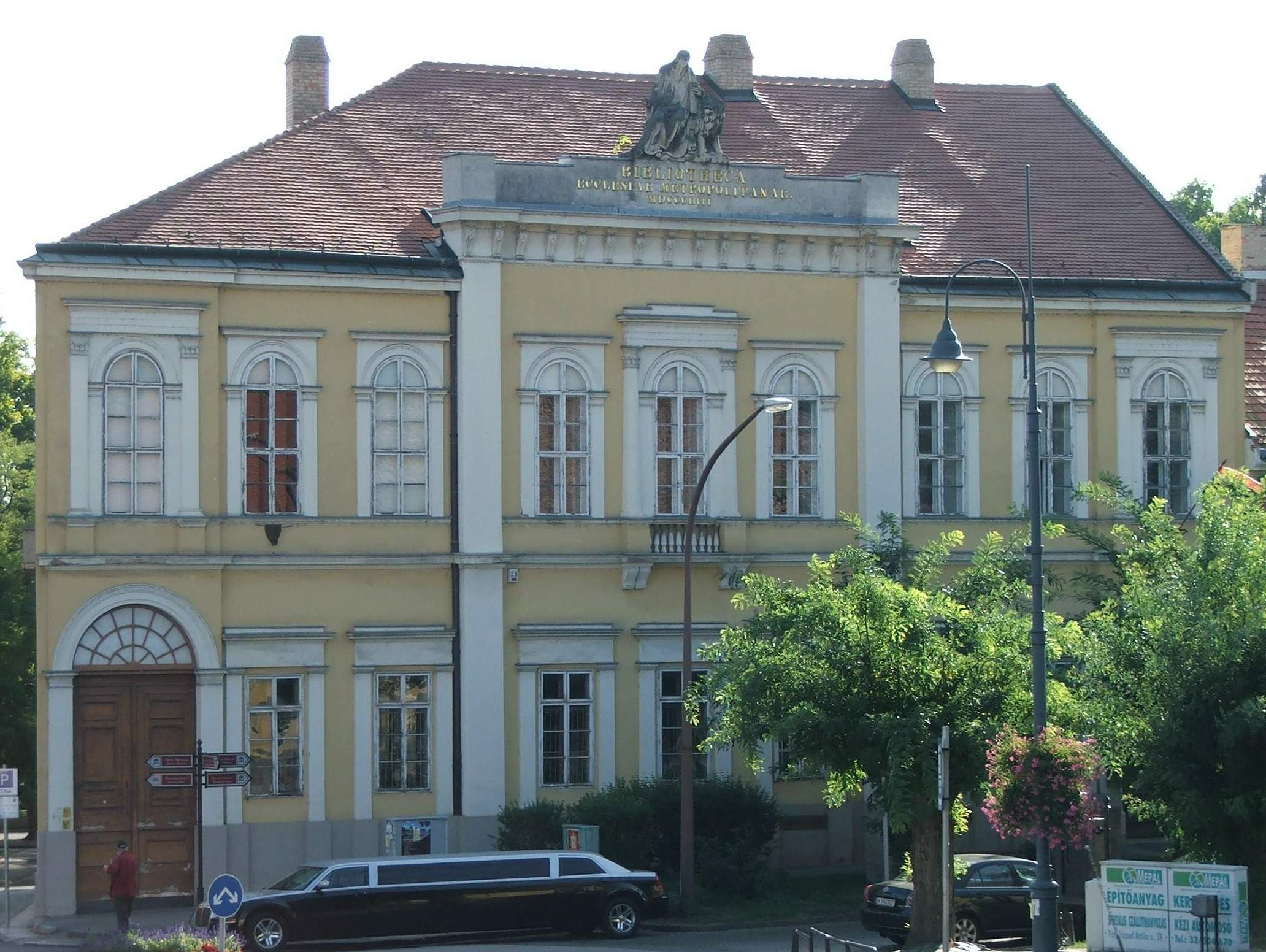
Biblioteca eclesiástica metropolitana de de Esztergom (1853)

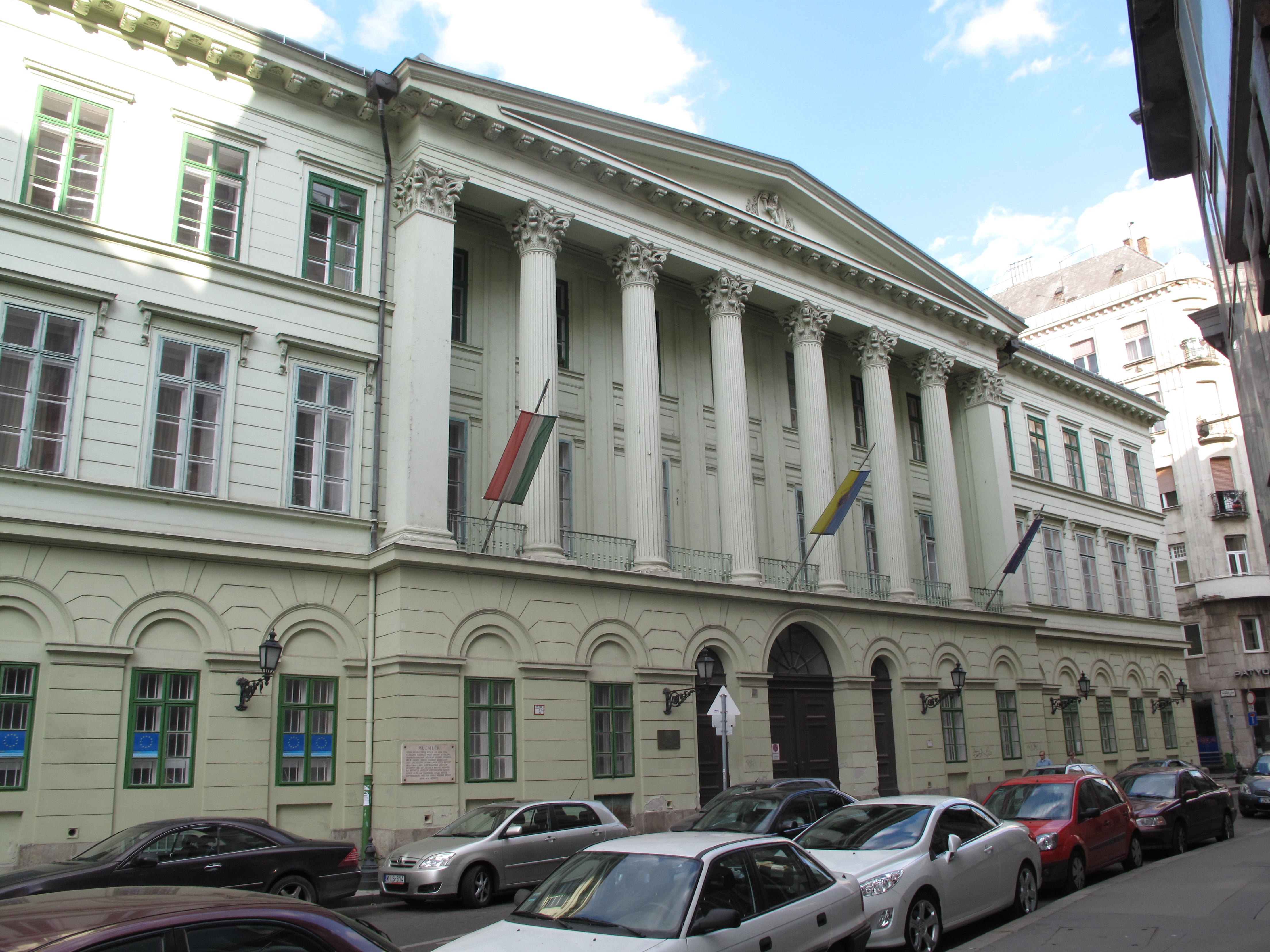
Sede del condado de Pest, obra de József Hofrichter y Mátyás Zitterbarth

También importante fue la construcción en Pest de algunos maestros menores como Mátyás Zitterbarth (1803-1867), Ferenc Kasselik (1795-1884) y József Hofrichter (1779-1835). El principal centro de construcción neoclásica fue Esztergom, cerca de Pest y Buda. La basílica de Esztergom se construyó inicialmente según los planos de János Packh (1796-1839), que finalmente terminó József Hild. En todo el país se construyeron casas de estilo neoclásico, algunas de ellas provinciales.
Desde mediados del siglo XIX, se mantuvo la influencia del Romanticismo, que ya utilizaba elementos orientales. Su principal maestro fue Frigyes Feszl (1821-1884), que intentó crear por primera vez la arquitectura nacional húngara, utilizando elementos moriscos y bizantinos. Su obra principal fue Vigadó de Pest, que también es una obra destacada del Romanticismo europeo.

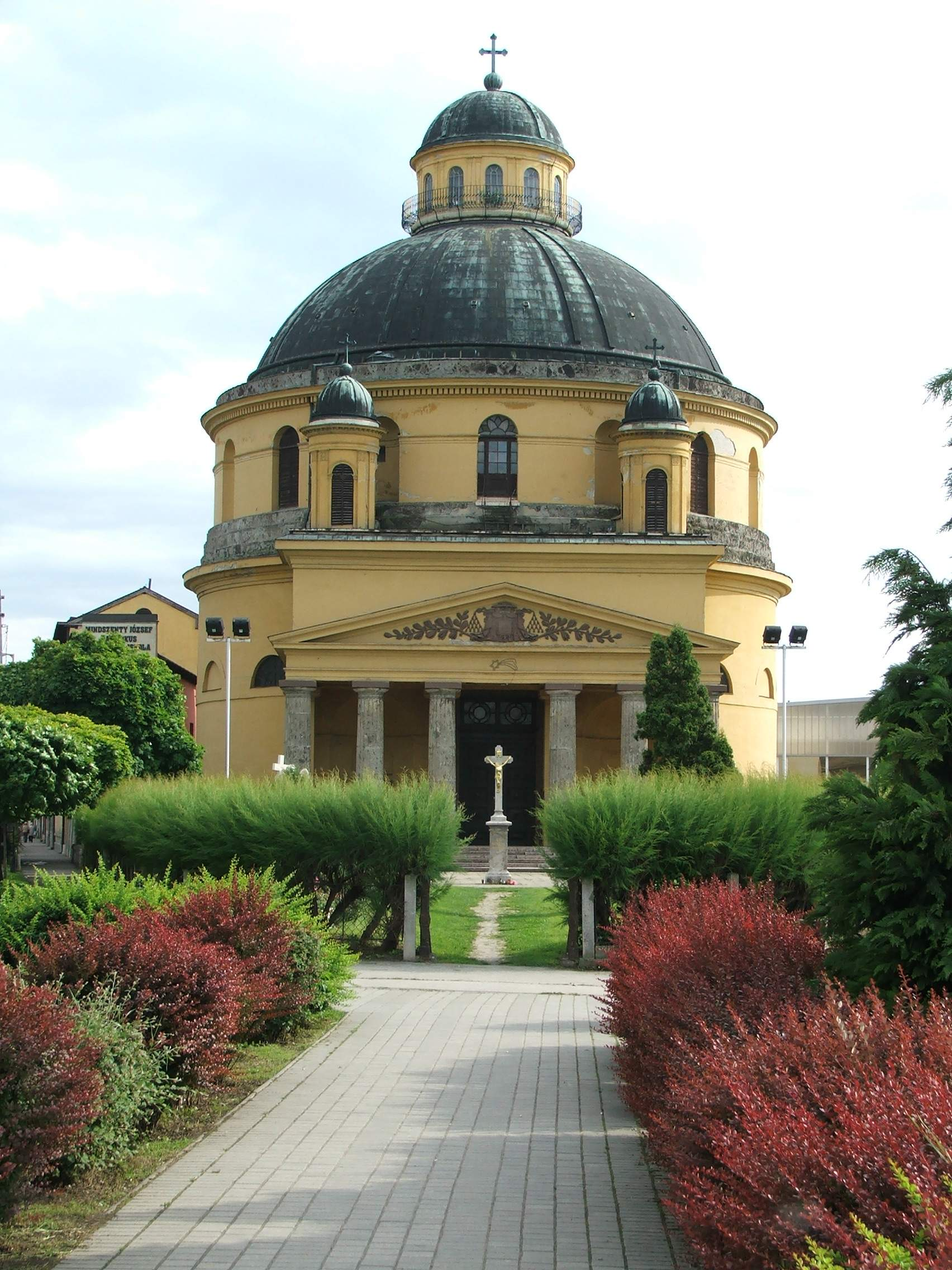
Iglesia de Santa Ana (1828-1837) en Esztergom, obra de János Packh
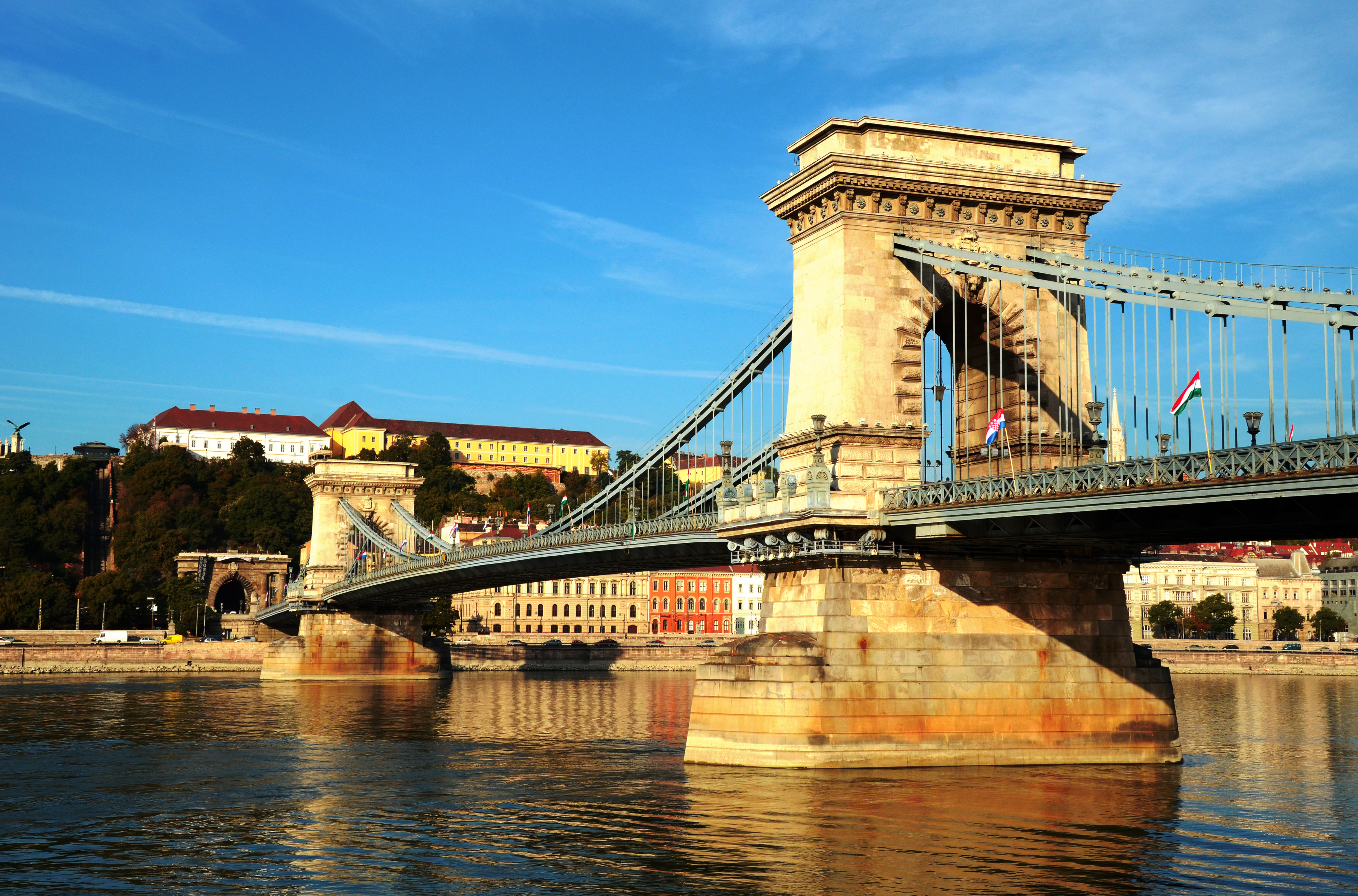
Puente de las Cadenas (1839-1849), símbolo de la ciudad, obra neoclásica de William Tierney Clark (1783-1852), ingeniero inglés, fue el primer puente permanente que conectó Buda y Pest, sufragado por el conde Esteban Széchenyi
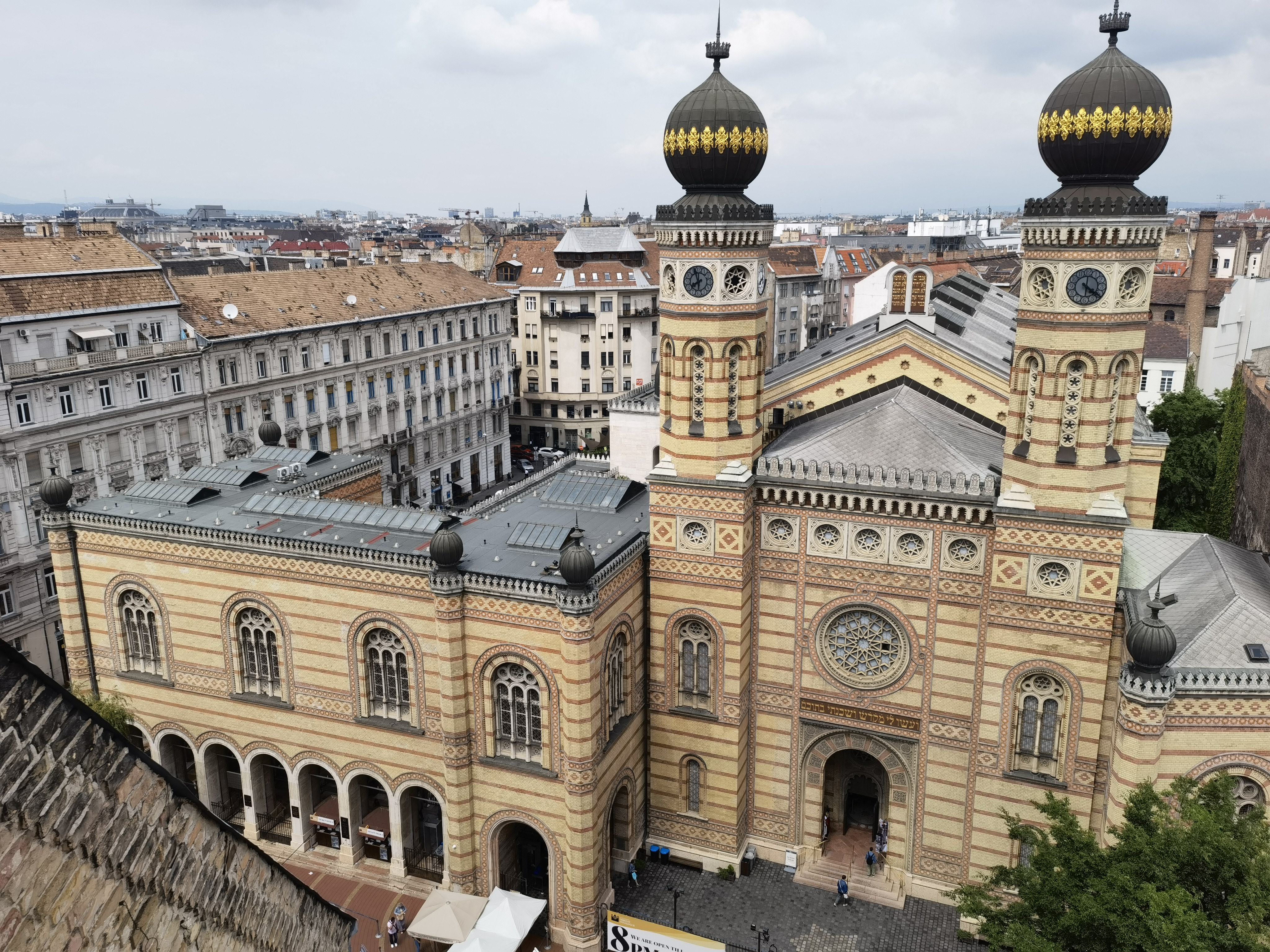
Gran Sinagoga de Budapest (1854-1959), obra neoárabe del austriaco Ludwig Förster (1797-1863), la sinagoga más grande de Europa y un importante centro cultural judío
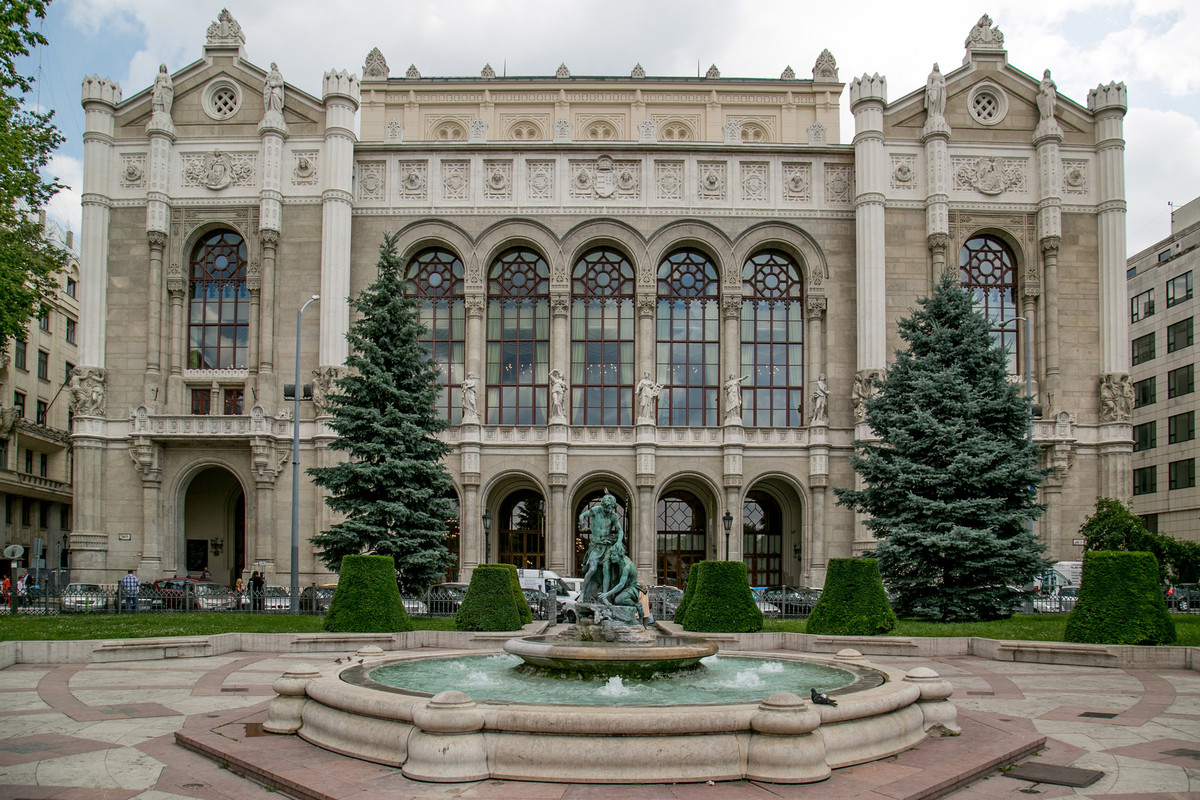
Vigadó (Pest) (1859-1865), obra del romanticismo
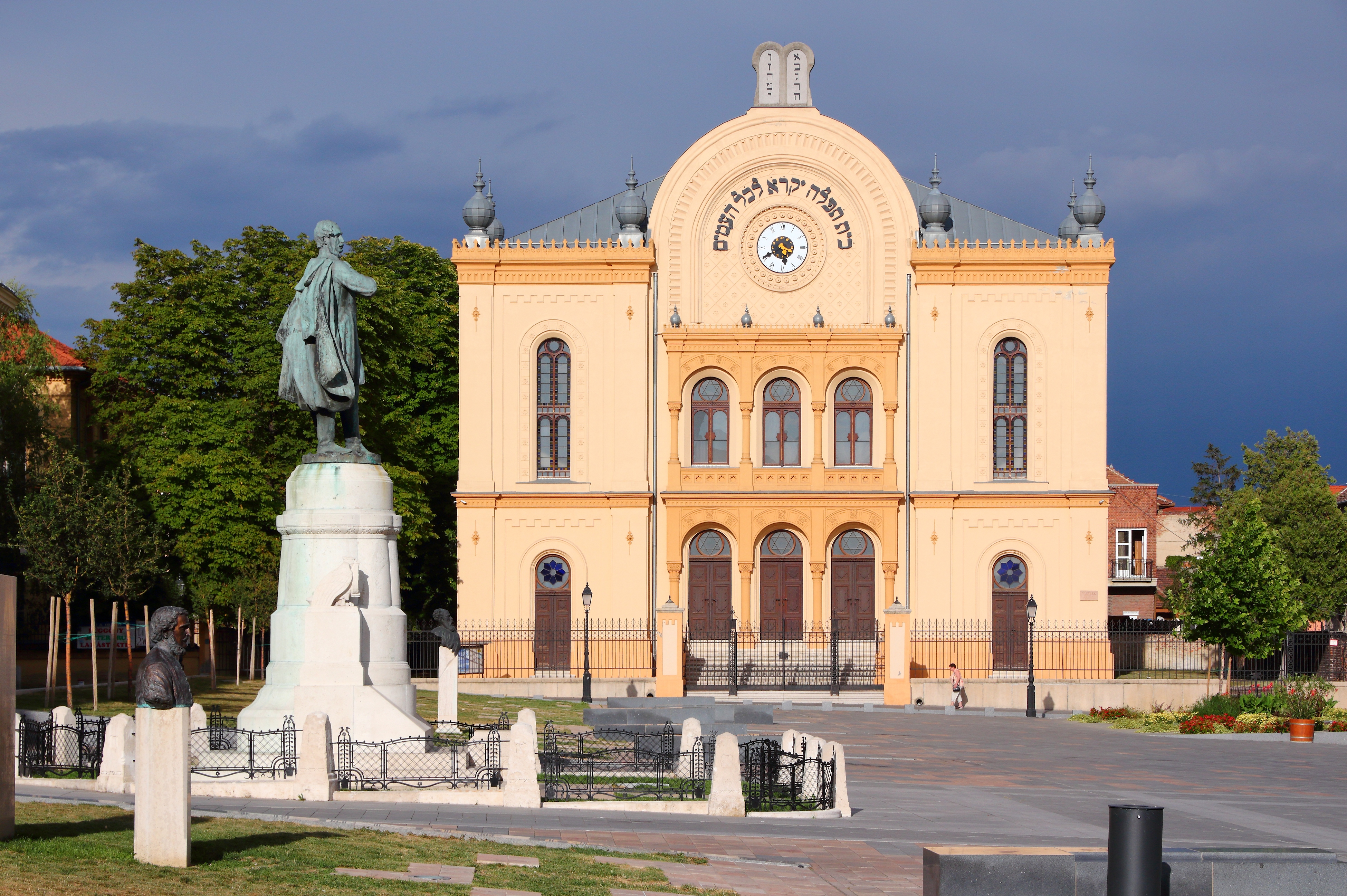
Gran Sinagoga Romántica de Pécs (1869)
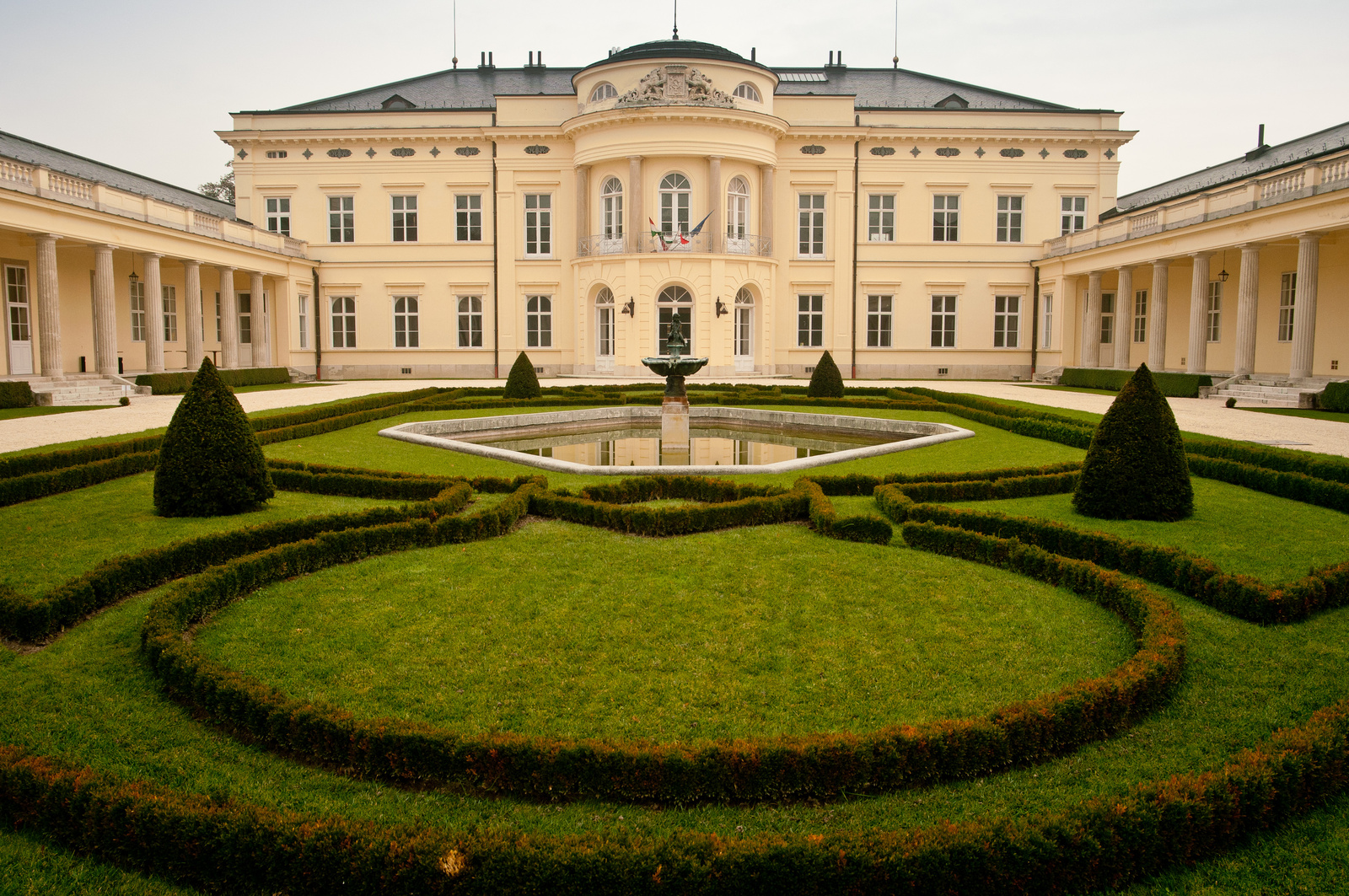
Palacio de Károlyi (1844-1851) en Fehérvárcsurgó, obra de Henrich Koch y Miklós Ybl (hoy un hotel)

## La era del dualismo

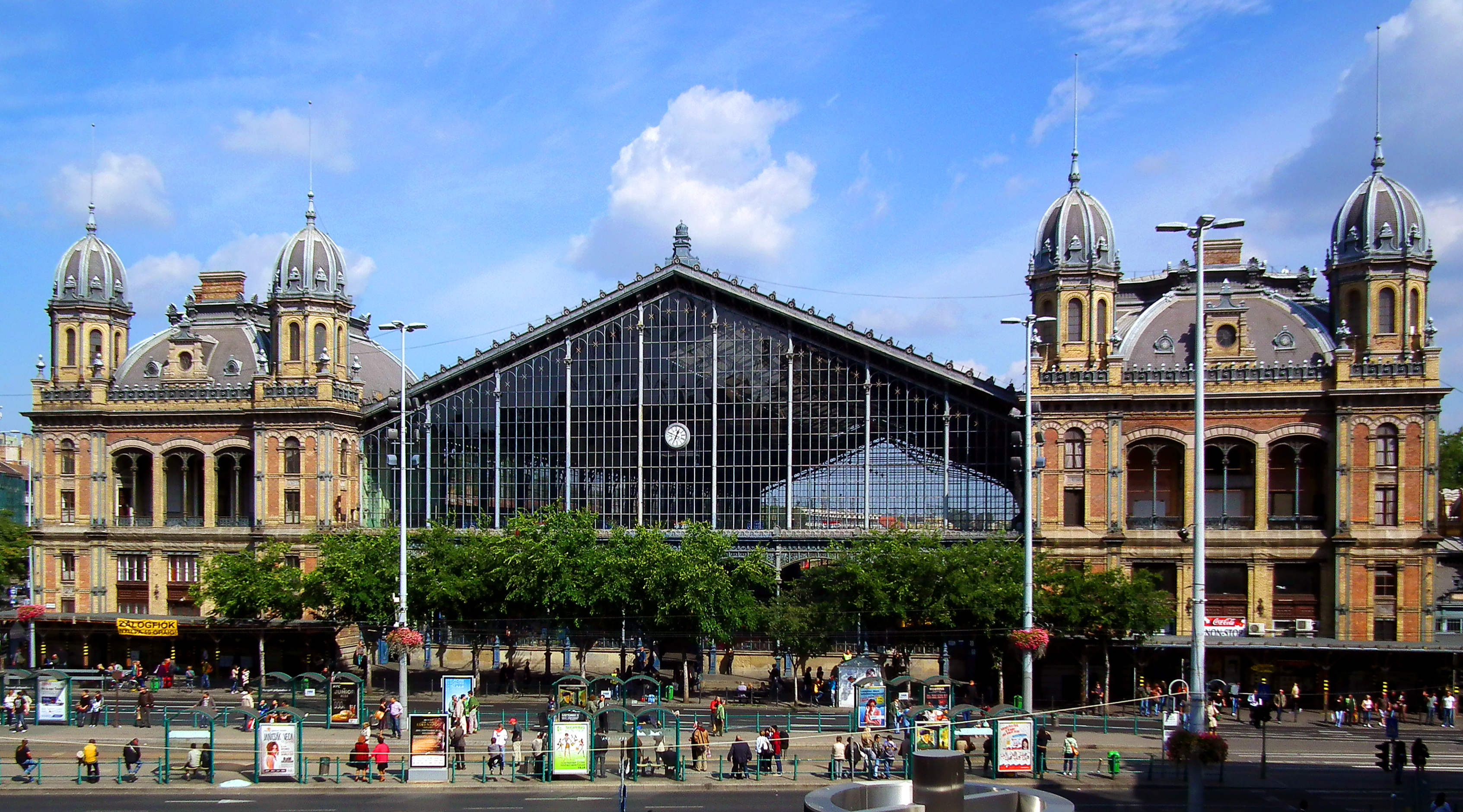
Fachada de la estación Budapest-Nyugati (1874-1877), diseñada por Auguste de Serres y construida por la sociedad Eiffel.

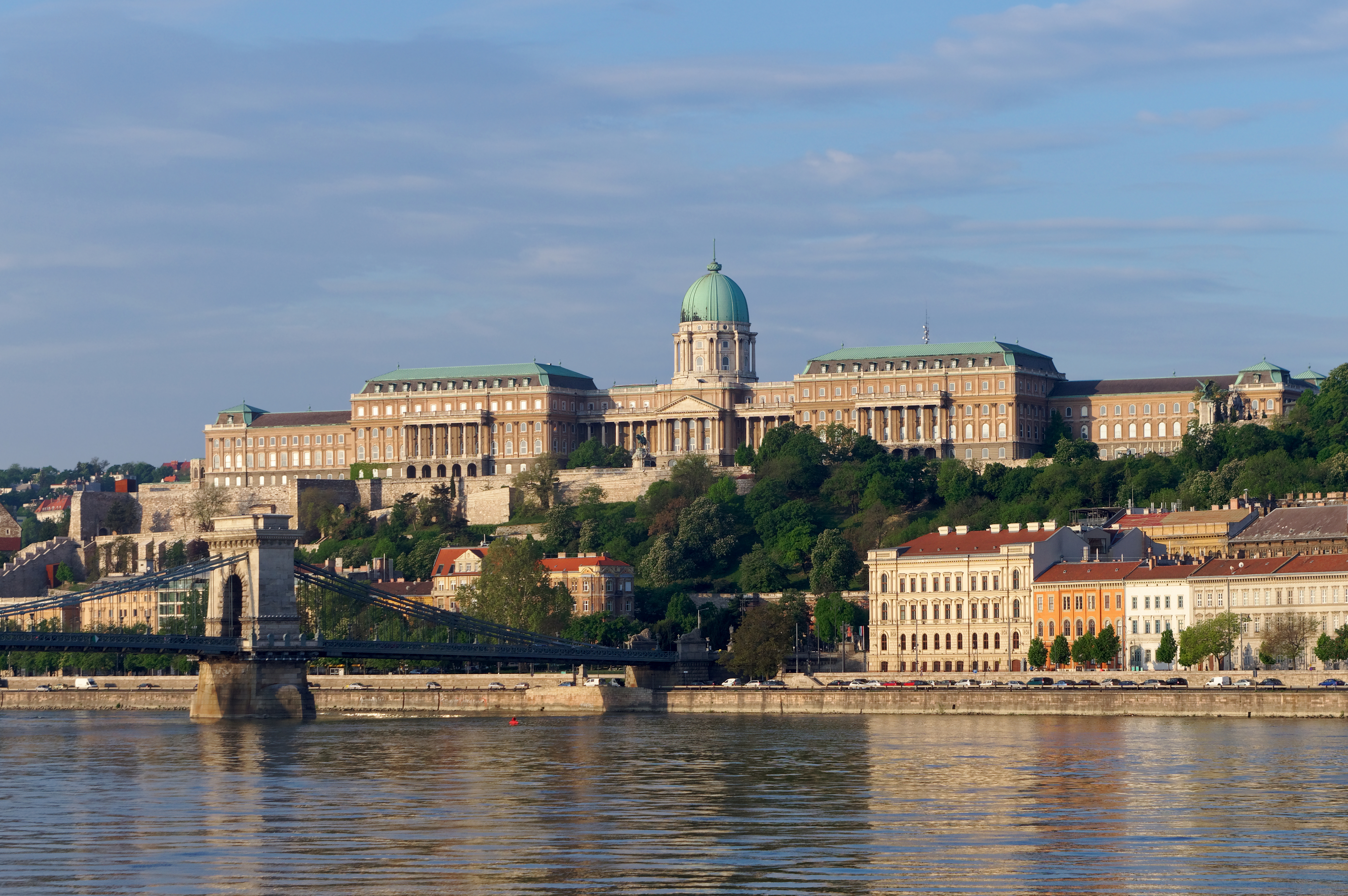
Castillo de Buda, reconstruido en 1875-1912

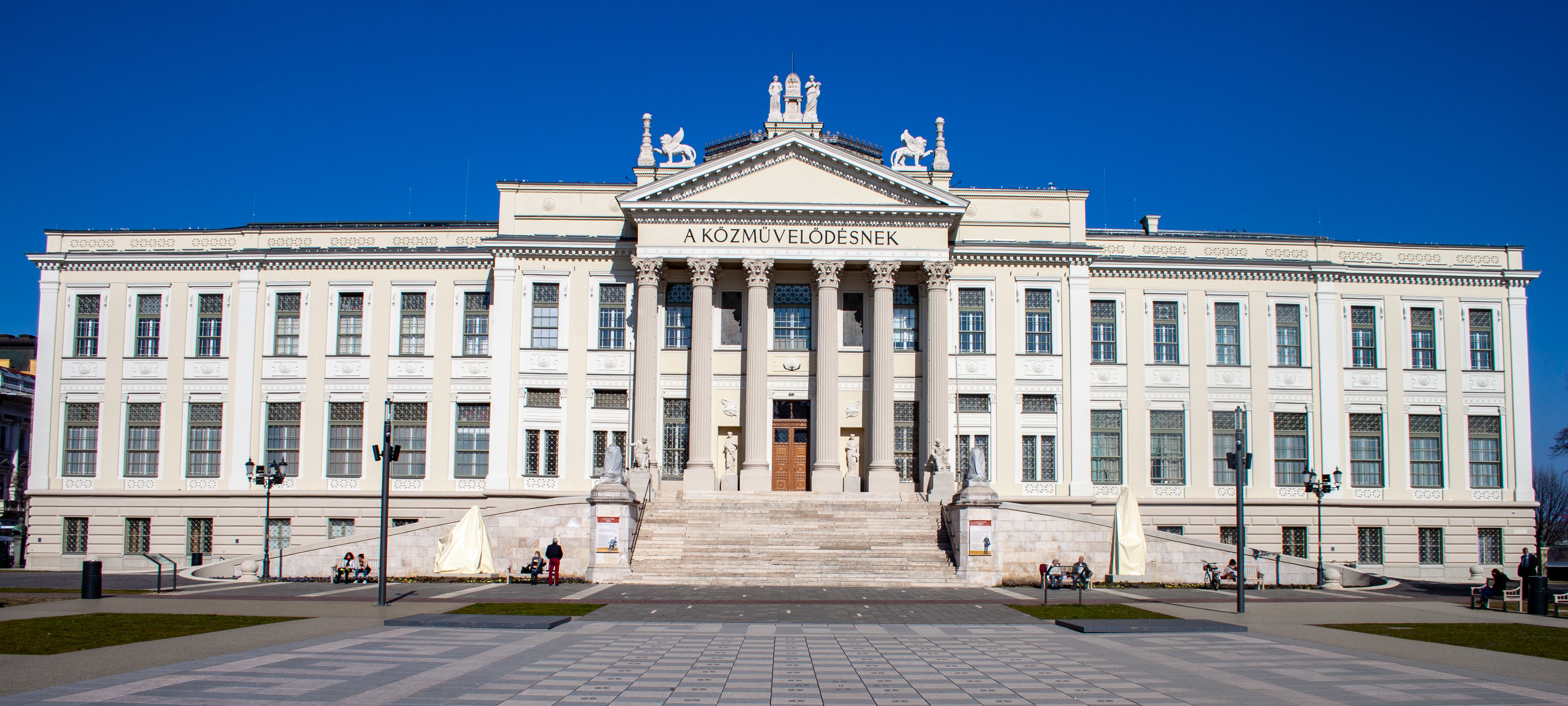
Museo Ferenc Móra (1893-1896), en Szeged, obra neoclásica de Antal Steinhardt y Adolf Láng

El arquitecto más importante de la segunda mitad del siglo XIX fue Miklós Ybl (1814-1891), que partió del Romanticismo. Sus primeros proyectos fueron realizados en estilo romántico, influenciado por motivos orientales. Aunque usó formas románicas en edificios posteriores, después de un segundo viaje de estudios a Italia desde 1860 se interesó por la el Renacimiento y comenzó a diseñar en estilo neorrenacentista. Muchos de sus edificios se convirtieron, y de hecho lo siguen siendo hoy en día, en elementos determinantes del paisaje urbano de Budapest, como el antiguo Palacio de la Aduana (1871-1874, ahora edificio principal de la Universidad Corvinus), el bazar del jardín del Castillo (1875-1883) y el Teatro de la Ópera Nacional de Hungría (1875-1884). También participó en la remodelación de los baños termales Rác (1865-1870) y del Palacio Real  (sala del trono y  ala Krisztinaváros), además de en la catedral basílica de San Esteban (1867-1891). Fue seguido por Gusztáv Petschacher y Alajos Hauszmann (1847-1926).
Después de 1860, aparecieron las aspiraciones historicistas en el país, e Imre Steindl (1839-1902) y Frigyes Schulek (1841-1919) se dedicaron a resucitar los estilos gótico (neogótico) y románico (neorrománico) (Bastión de los Pescadores, Edificio del Parlamento húngaro (1885-1904)). Samu Pecz (1854-1922) fue el autor del Mercado Central de Budapest (1894-1897).

Edificios neorrenacentistas en Hungría
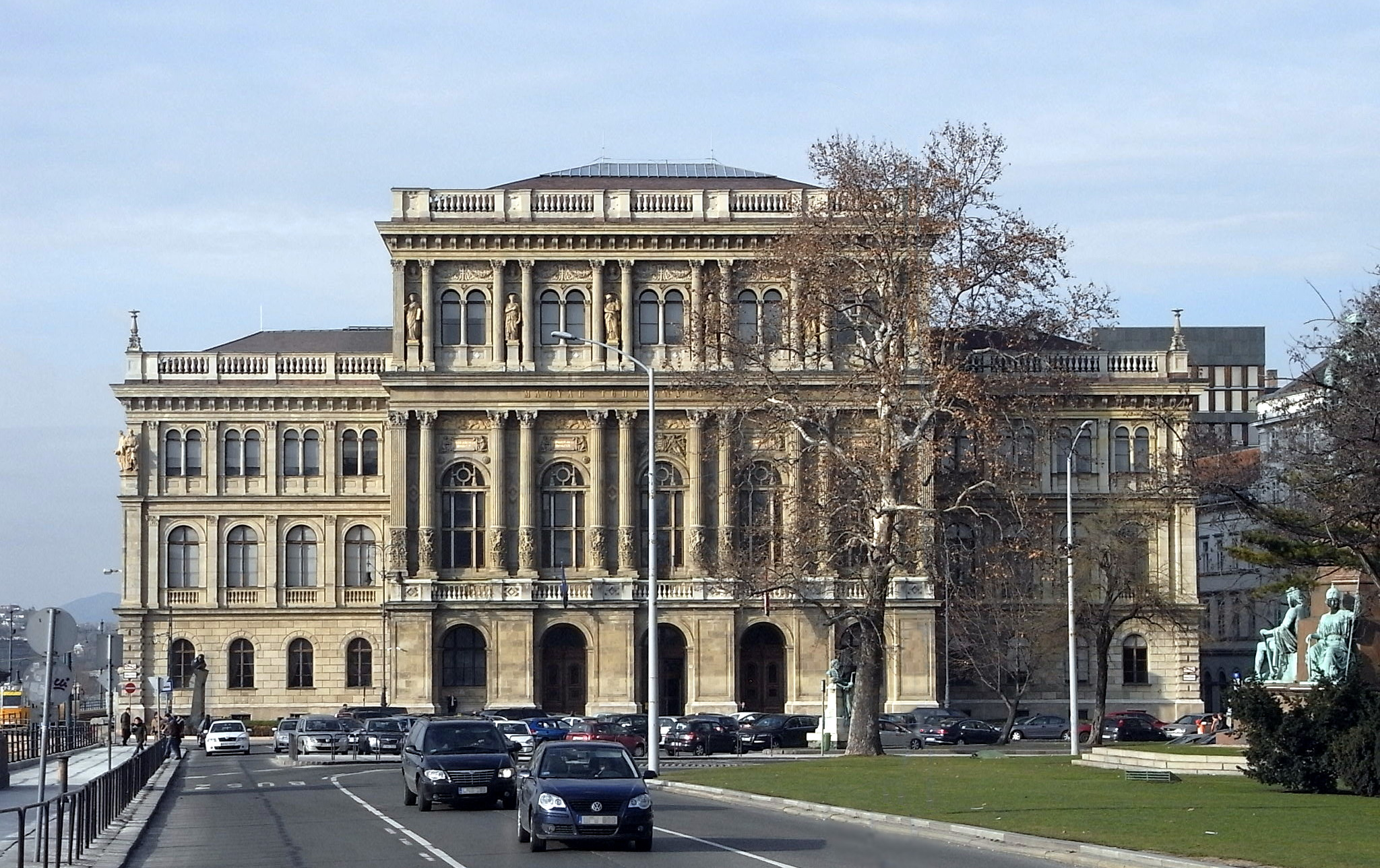
Academia Húngara de Ciencias (1862-1865), Budapest, obra del prusiano Friedrich August Stüler
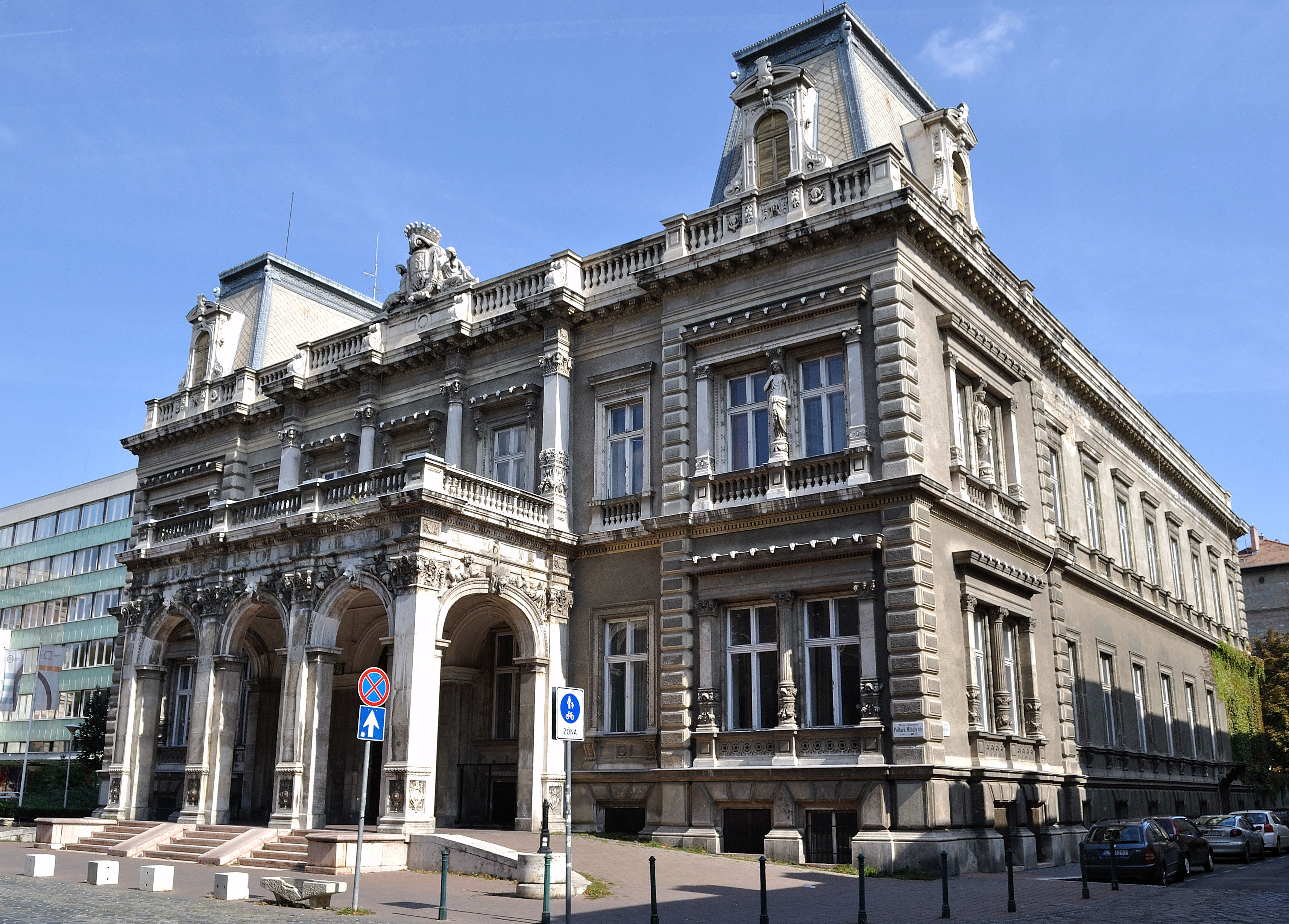
Palacio Károlyi (1863-?), Budapest, obra de Miklós Ybl
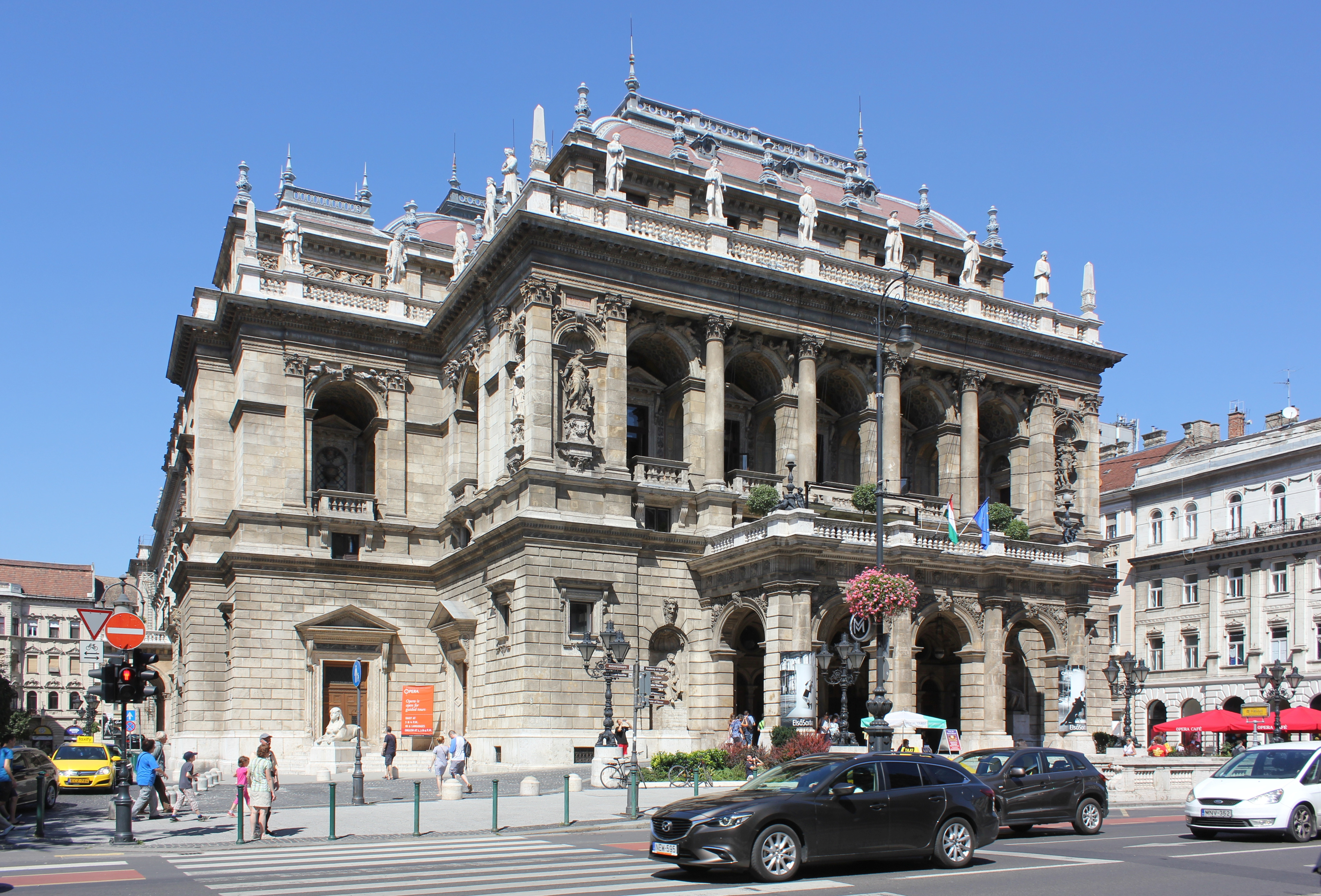
Ópera Nacional de Hungría (1875-1884), Budapest, obra de Ybl reconocida por su acústica excepcional
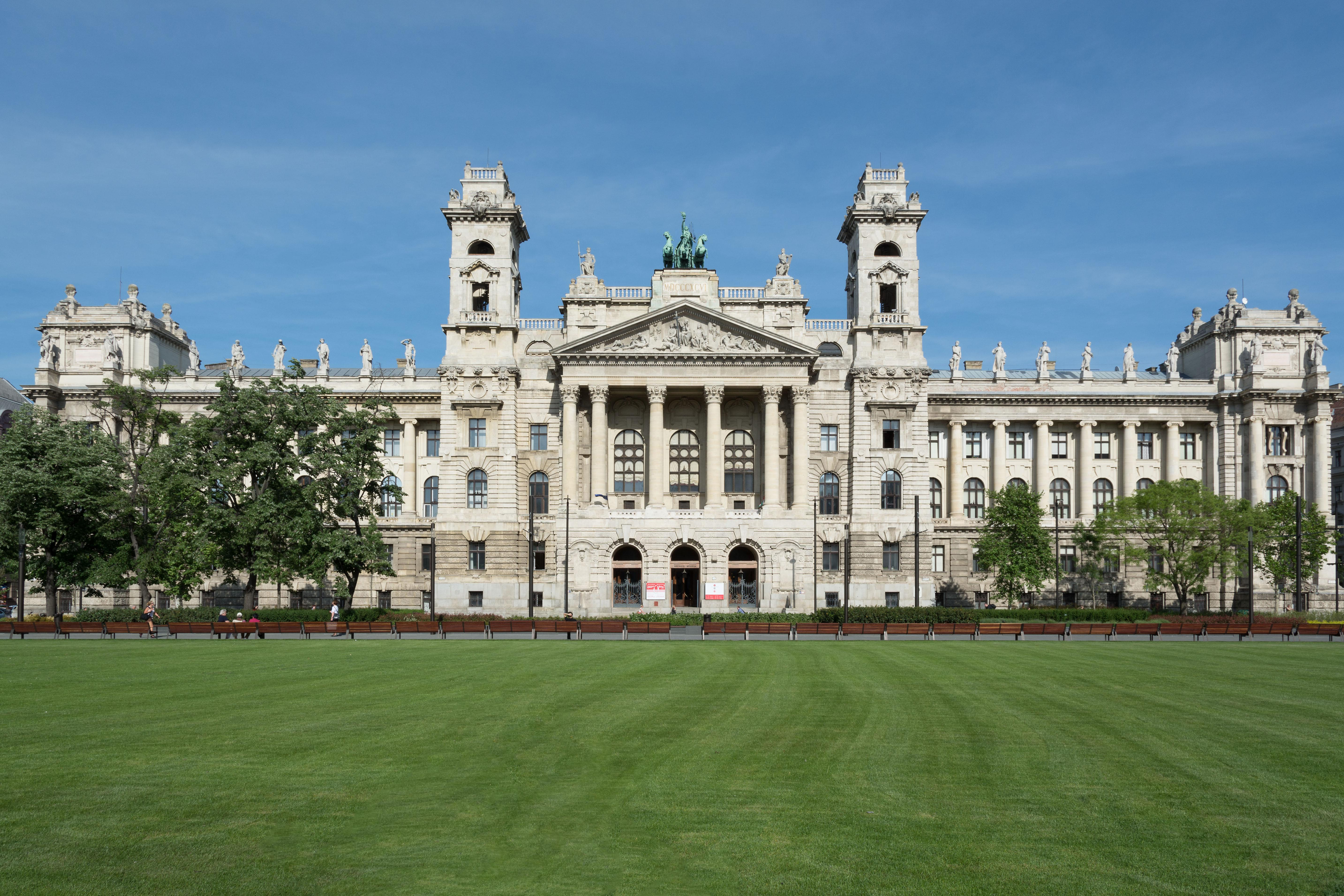
Palacio de Justicia (1893-1896), Budapest, obra de Alajos Hauszmann
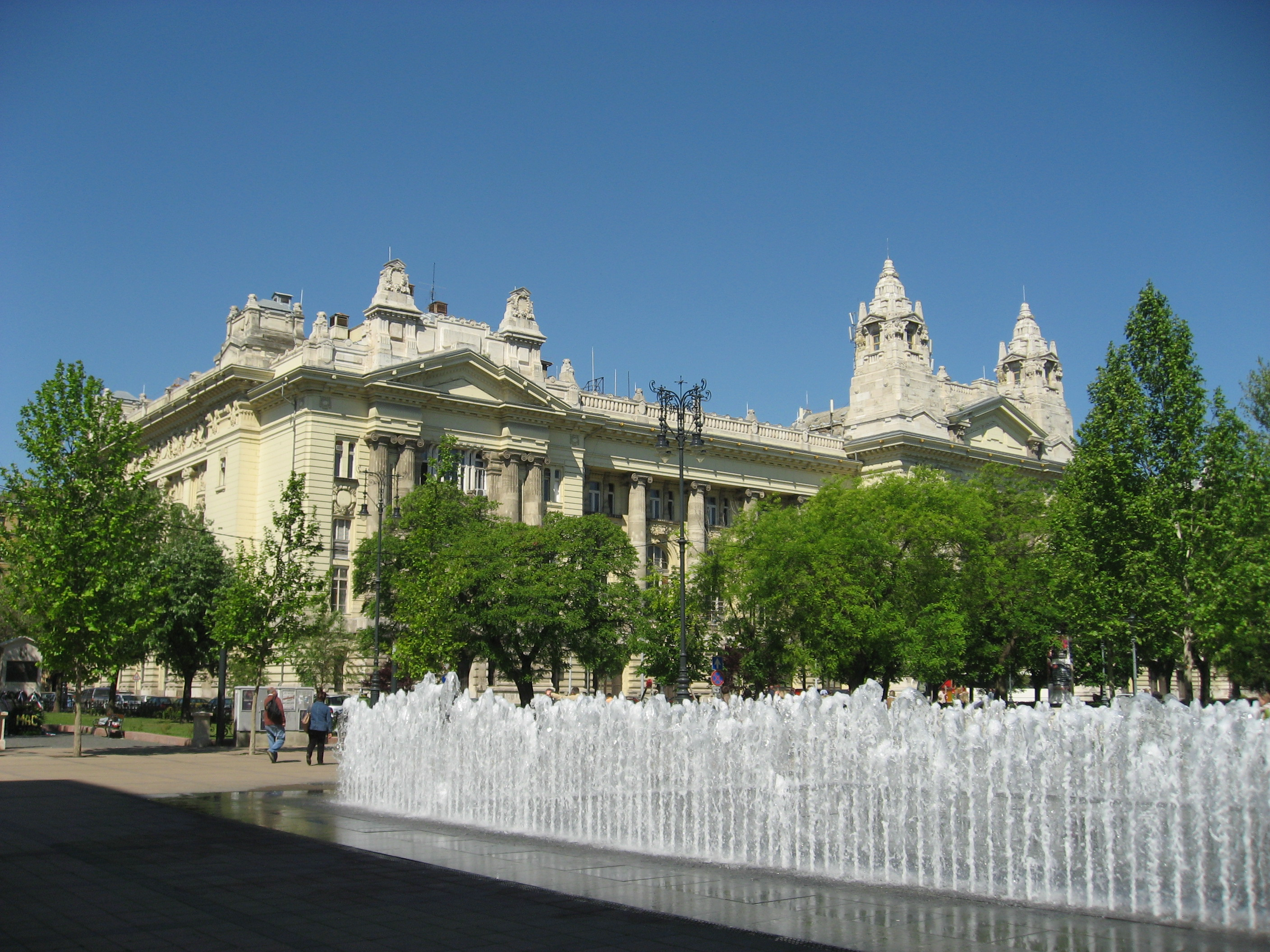
Palacio de la Bolsa (1902-1907), Budapest, obra de Ignác Alpár

Edificios neogóticos en Hungría
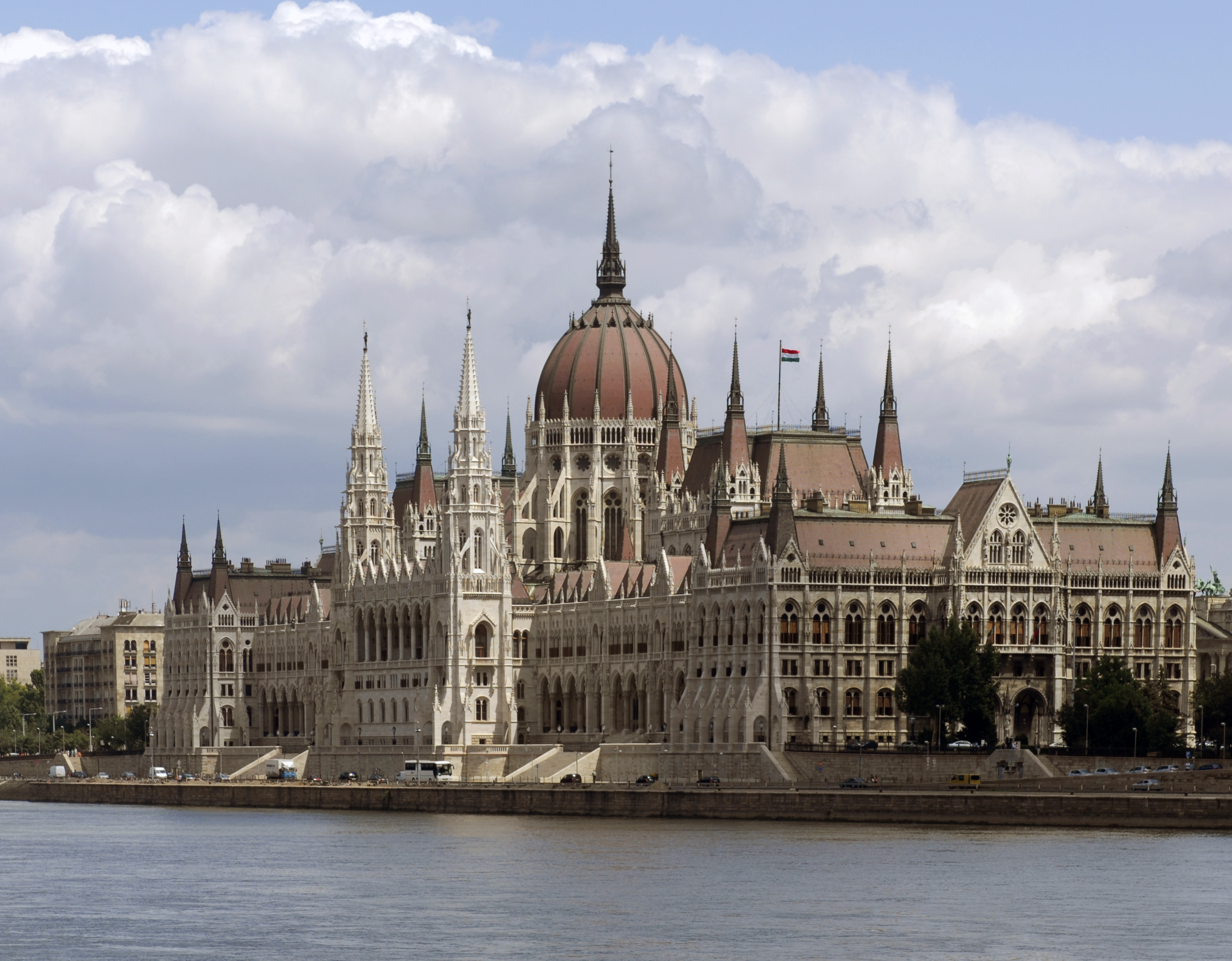
Parlamento de Hungría (1885-1904), Budapest, de Imre Steindl
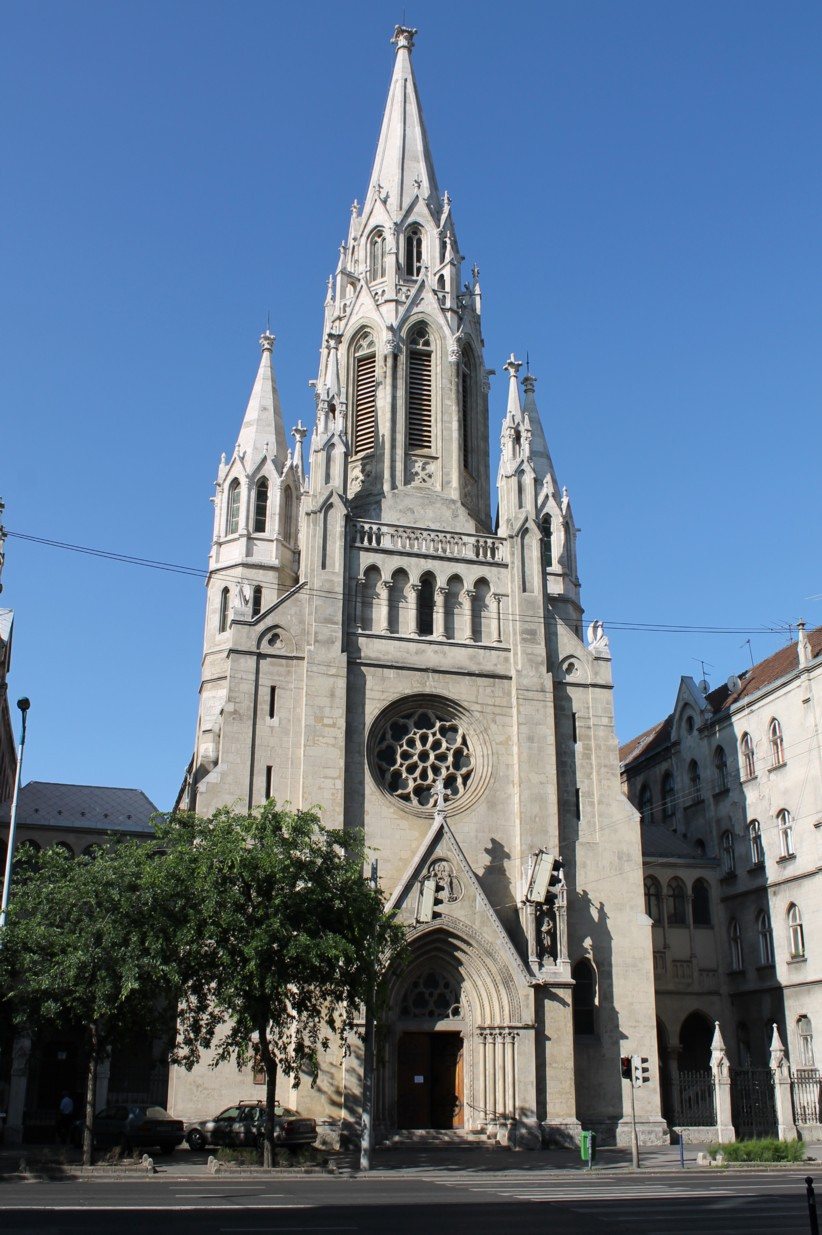
Iglesia de la Adoración Perpetua (Örökimádás templom) (1903-1908), Budapest, obra de Aigner Sándor (1854-1912)
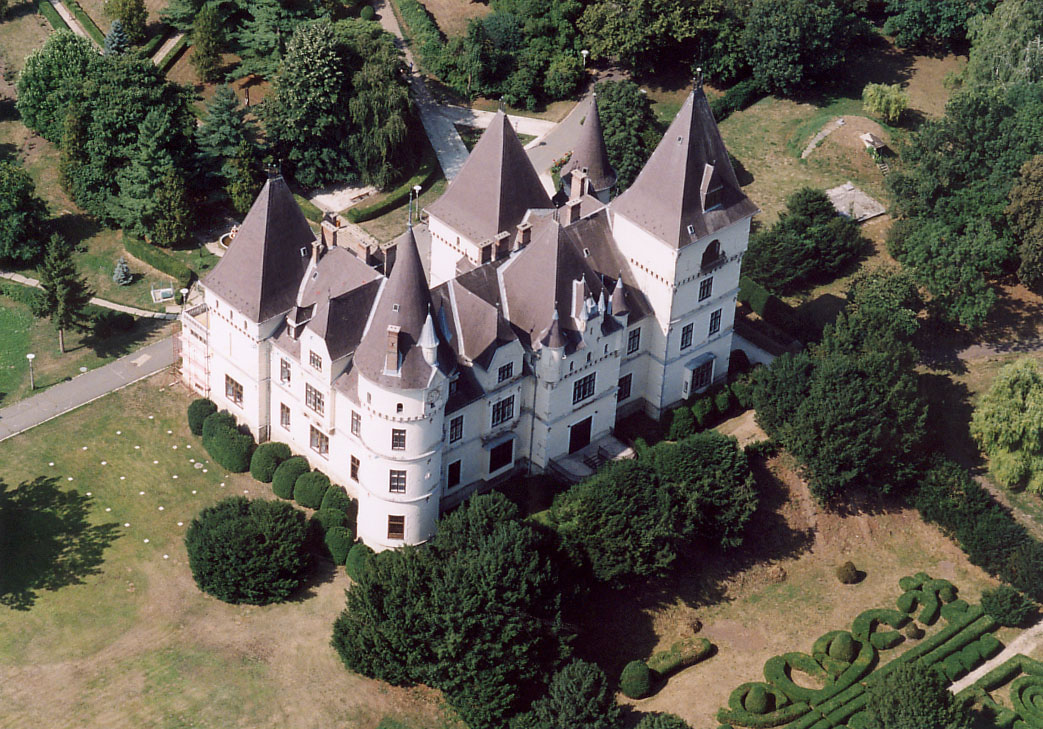
Palacio de Andrássy (1880-1885) en Tiszadob, obra de Artúr Meinig (1853-1904)
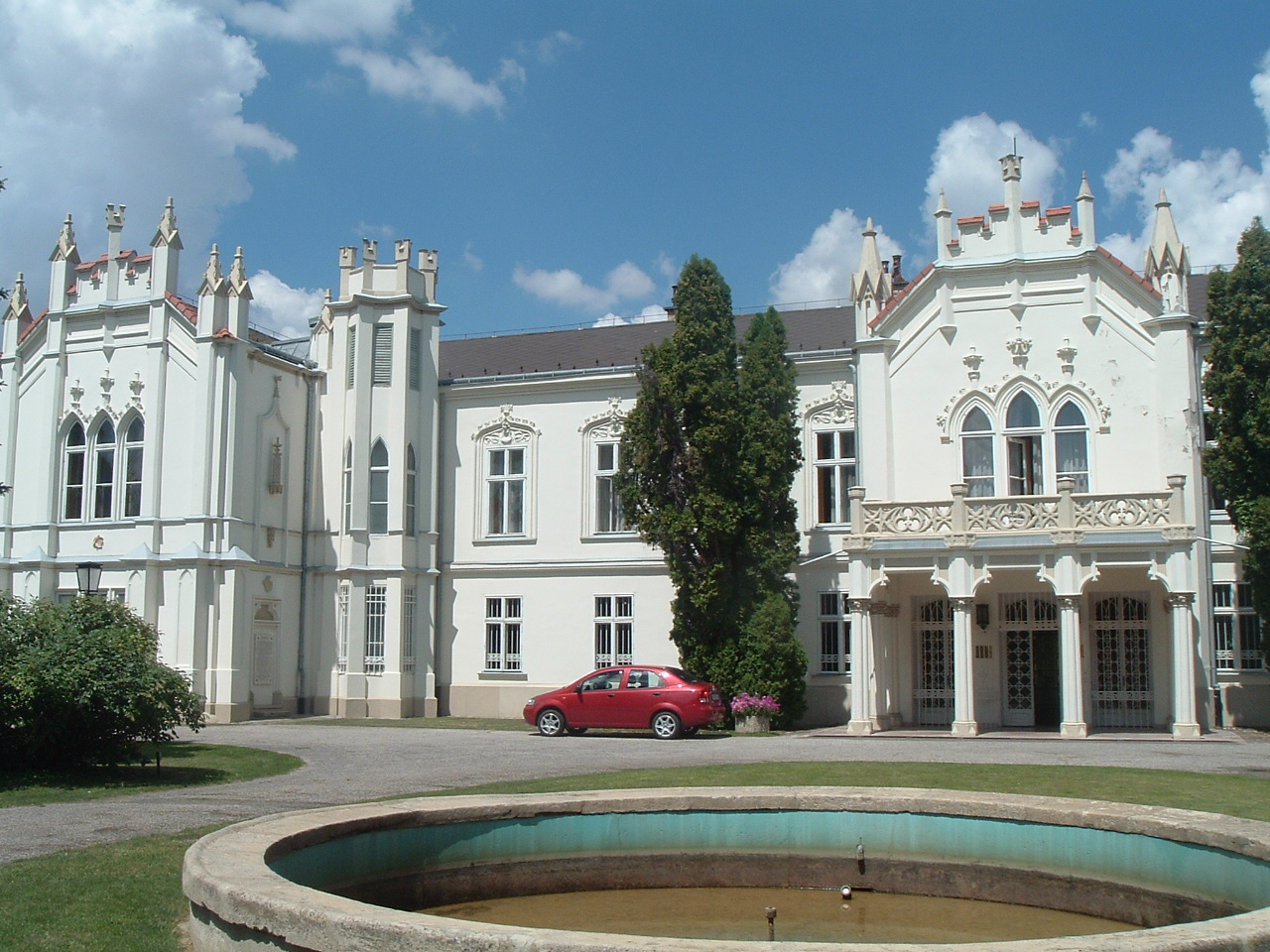
Palacio de la condesa Teréz Brunszvik de Korompa en Martonvásár
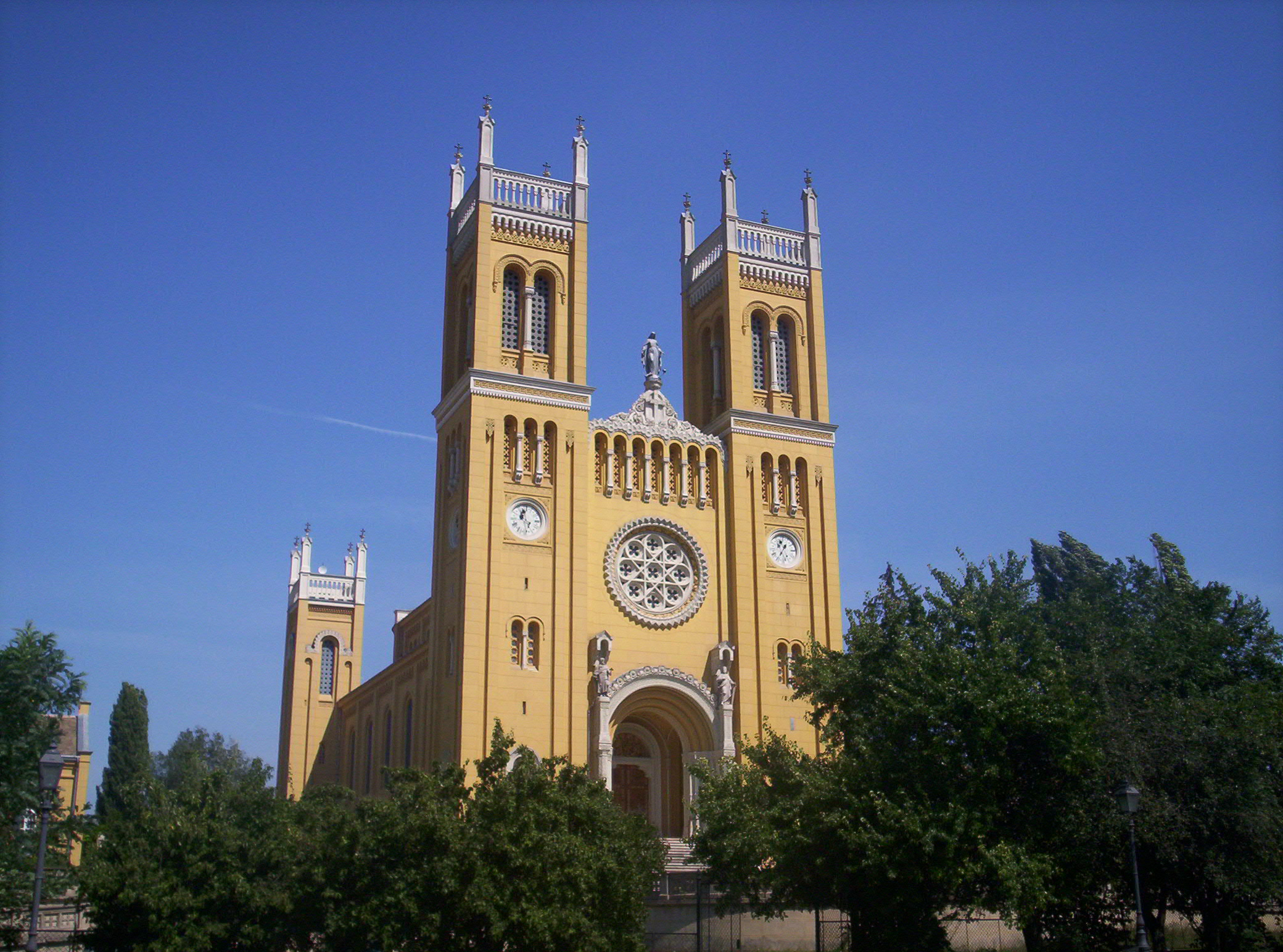
Iglesia de la Inmaculada Concepción (1845-1855) de Fót, de Miklós Ybl, con elementos islámicos y bizantinos
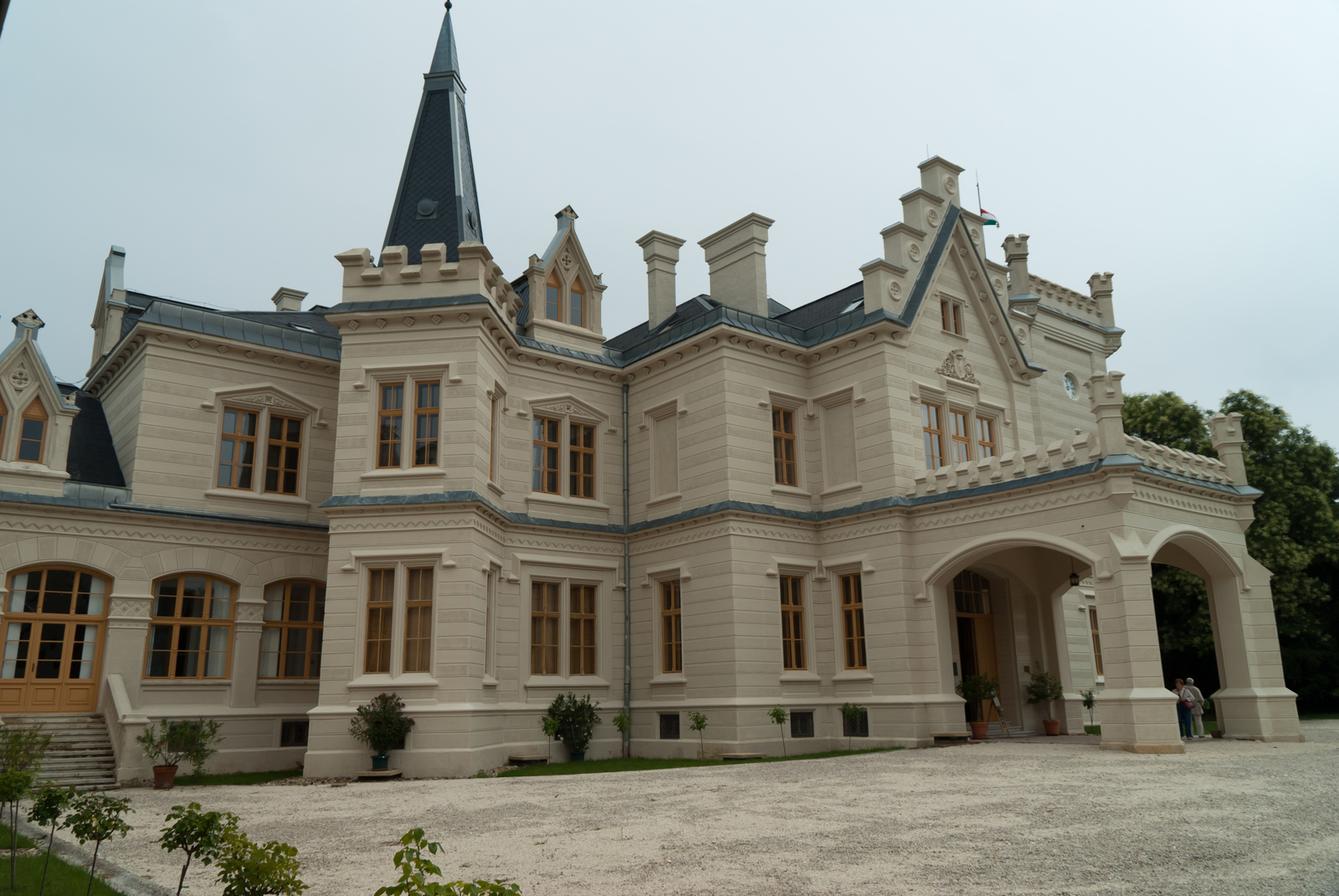
Mansión Nádasdy en Nádasdladány

En el siglo XIX, varios palacios y edificios eclécticos y neobarrocos se utilizaron para definir las vistas de la ciudad.

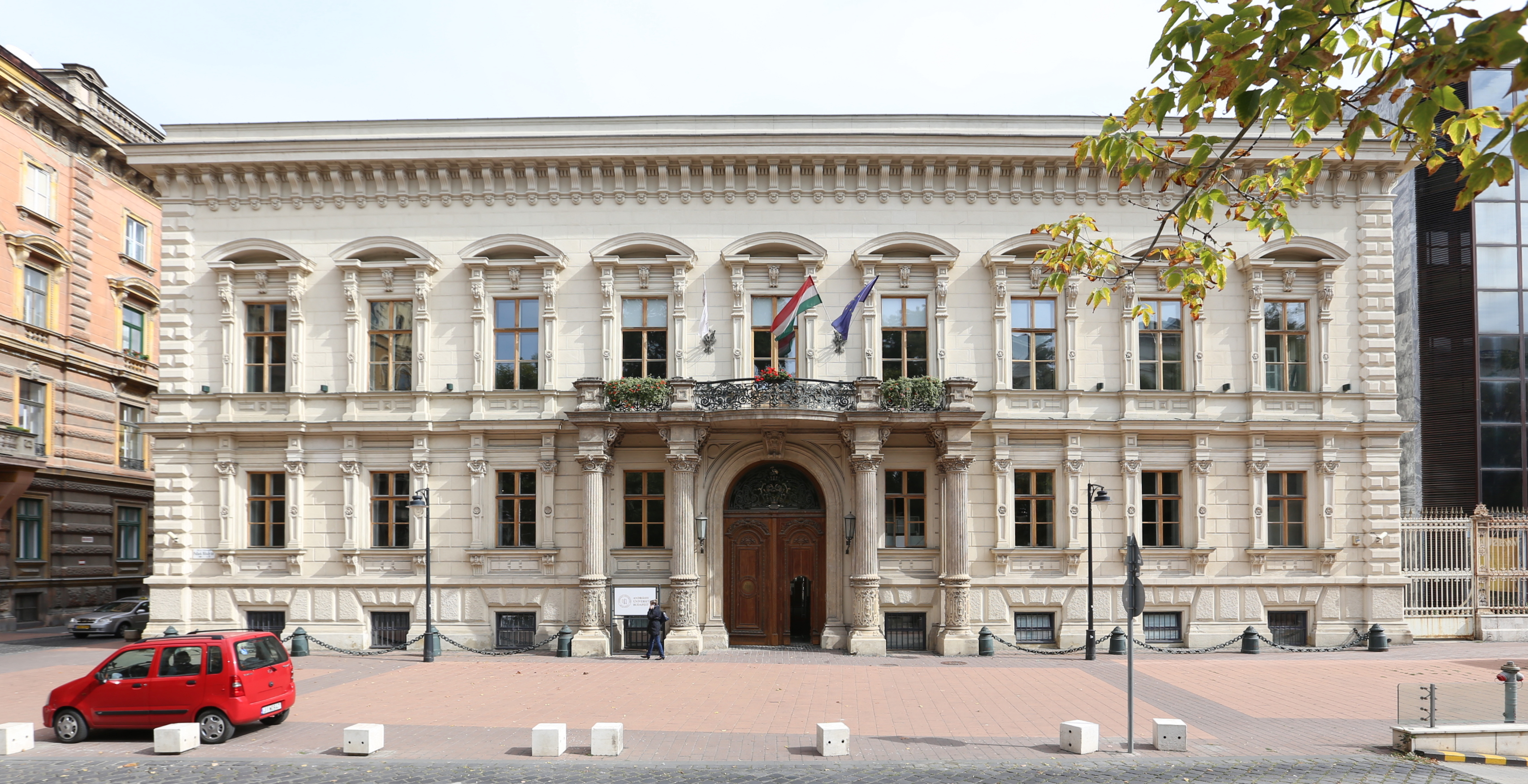
Palacio Festetics (Budapest) (1862-1865), obra neorrenacentista de György Festetic
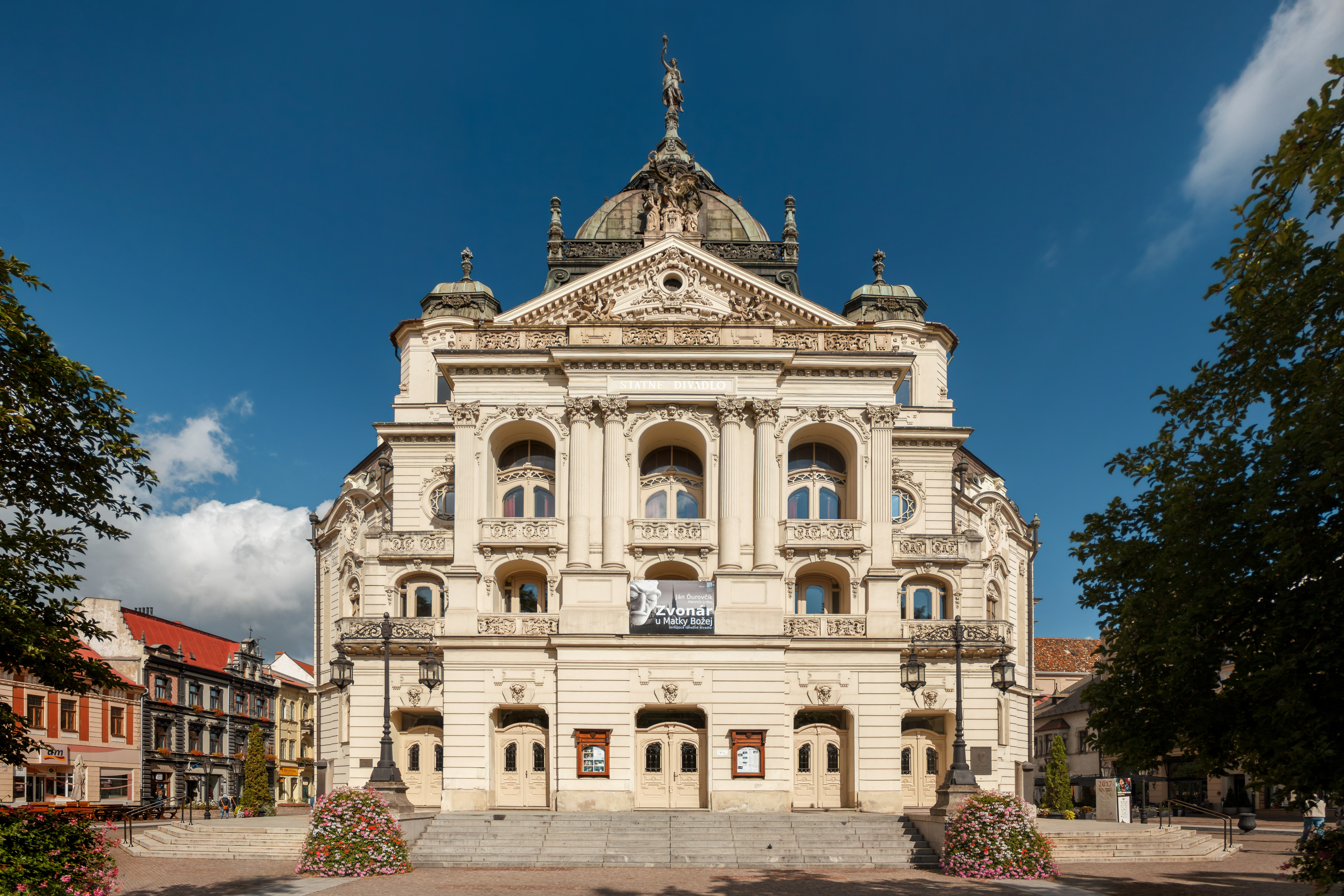
Teatro estatal de Košice (1879-1899), obra neobarroca de Adolf Lang y Antal Steinhardt
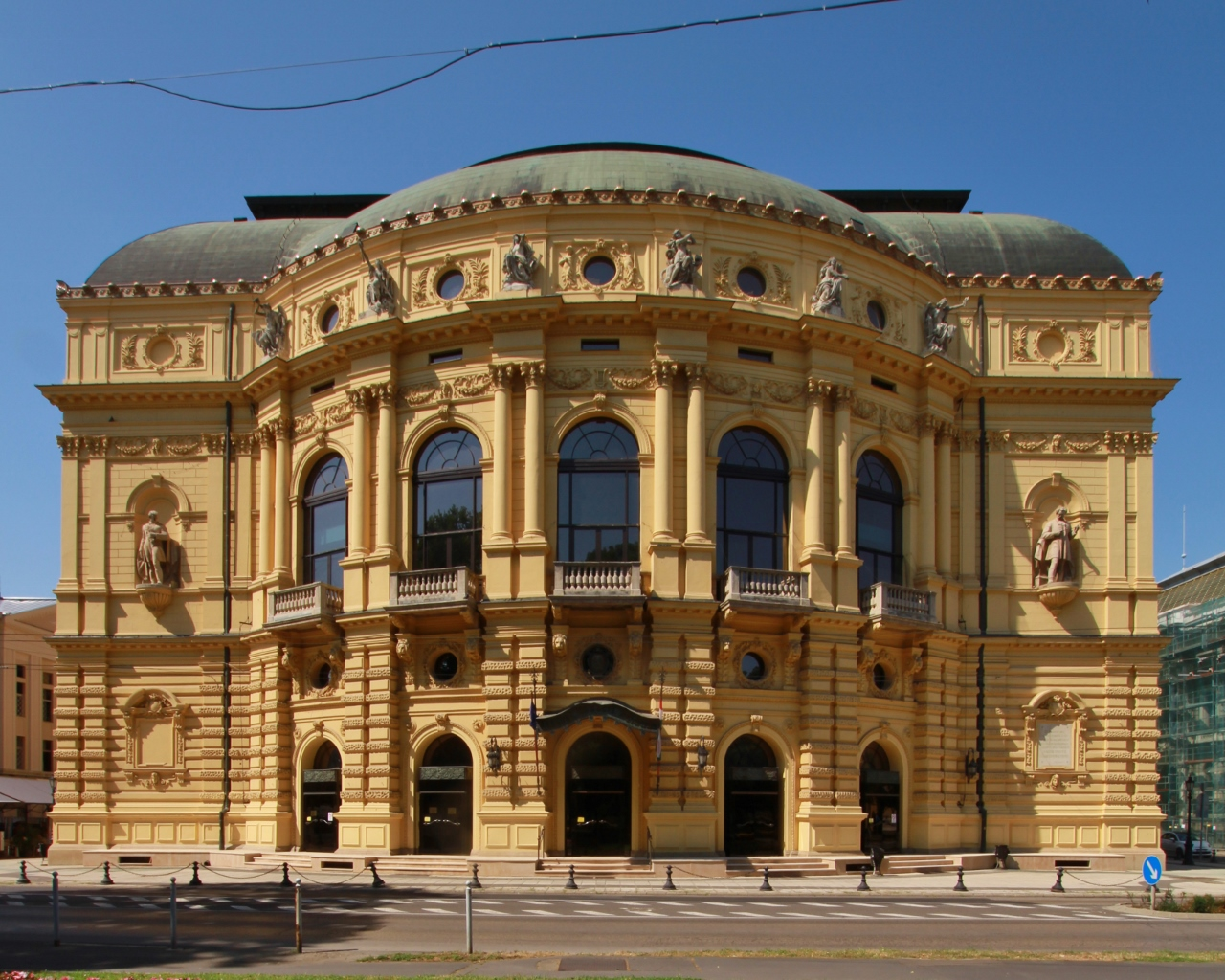
Teatro Nacional de Szeged (1881-1883), reconstruido en 1885-1886 tras quedar arruinado por un incendio, obra neobarroca de Ferdinand Fellner y Hermann Helmer
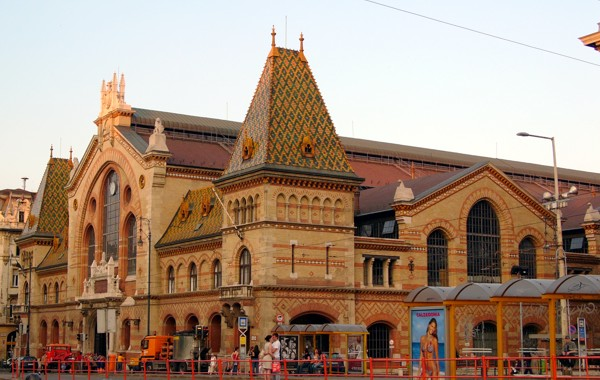
Mercado Central de Budapest (1894-1897), obra de Samu Pecz (1854-1922)
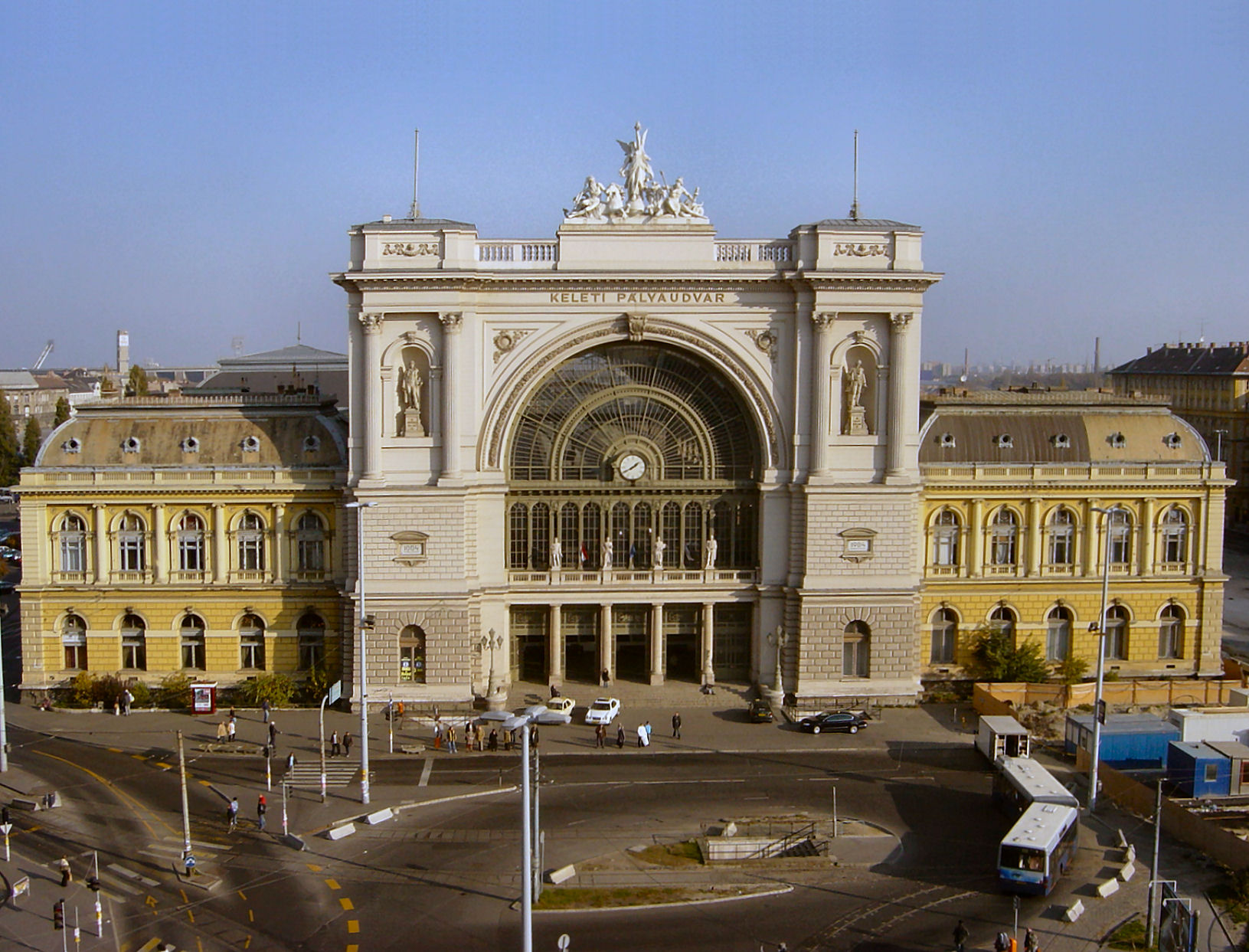
Estación de Budapest-Keleti (1881-1884), obra de Gyula Rochlitz y János Feketeházy. La fachada principal está adornada con dos estatuas de James Watt y George Stephenson.
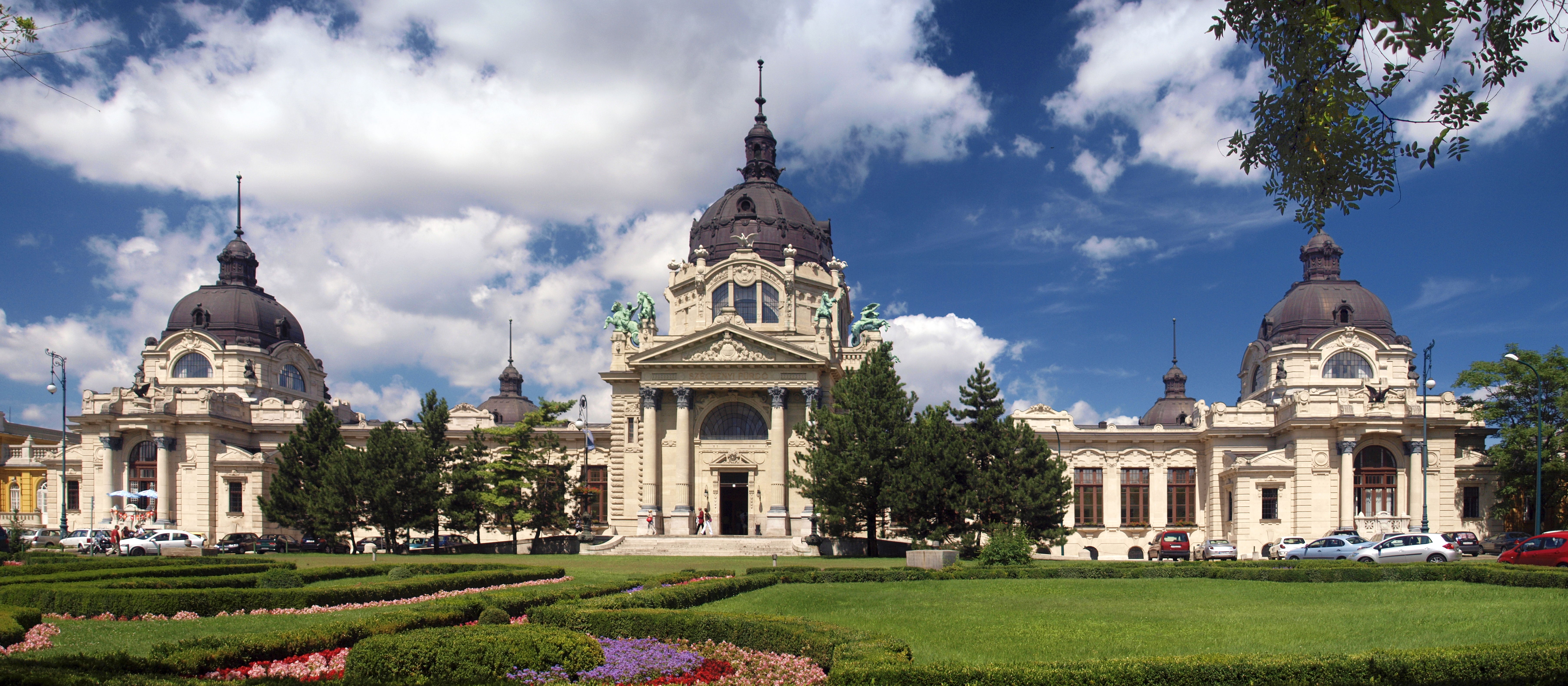
Baños Széchenyi (1909-1913), obra neobarroca de Győző Czigler, uno de los balnearios más grandes y populares de Europa.
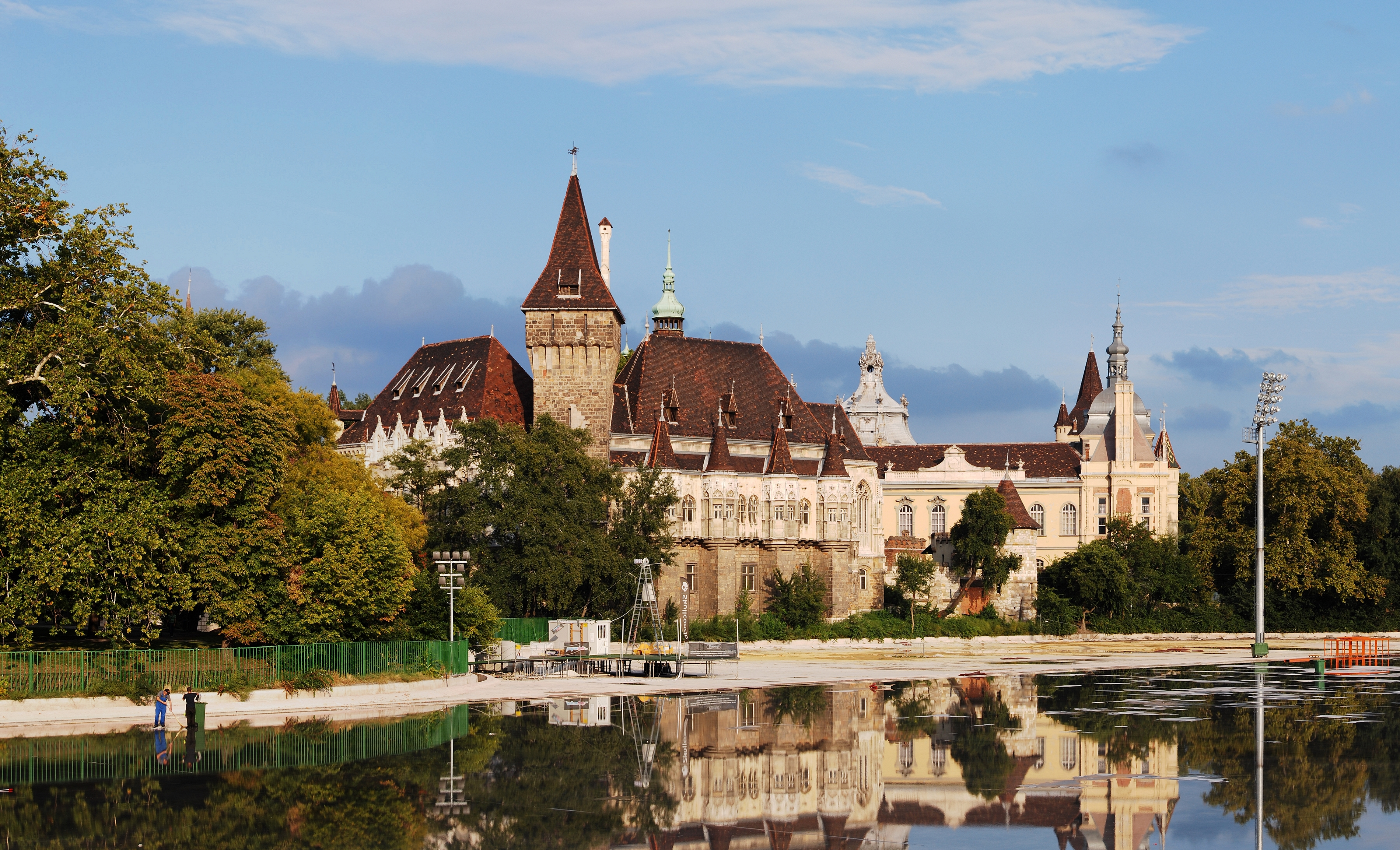
Castillo de Vajdahunyad (1902-1908), pintoresco castillo en el parque de la Ciudad de Budapest. réplica ecléctica de Ignác Alpár

- Iglesias historicistas

"Iglesias
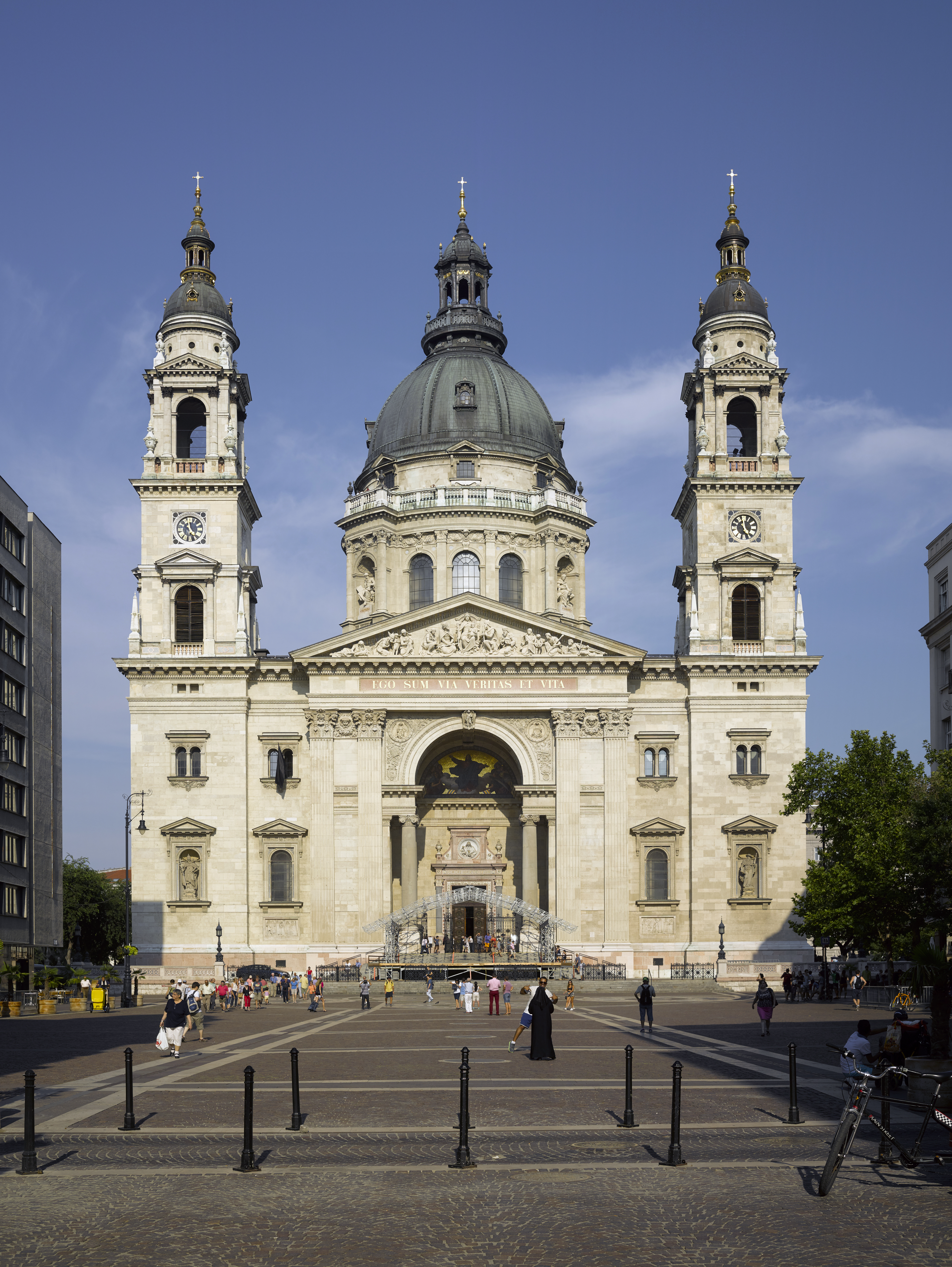
Catedral basílica de San Esteban (1851-1905), Budapest, obra de József Hild y Miklós Ybl
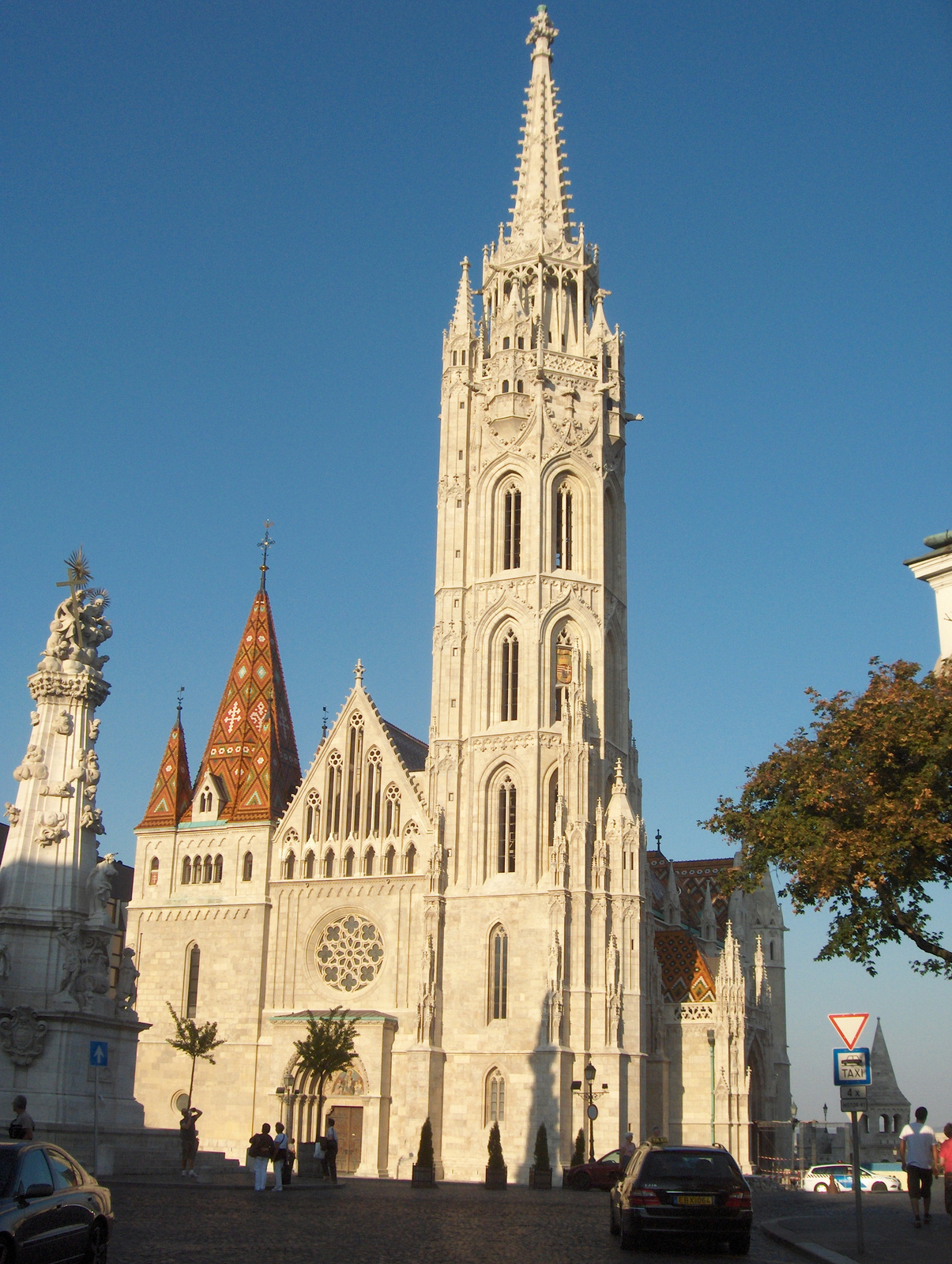
Iglesia de Matías (1874-1896) , Budapest, restauración neogótica de Frigyes Schulek
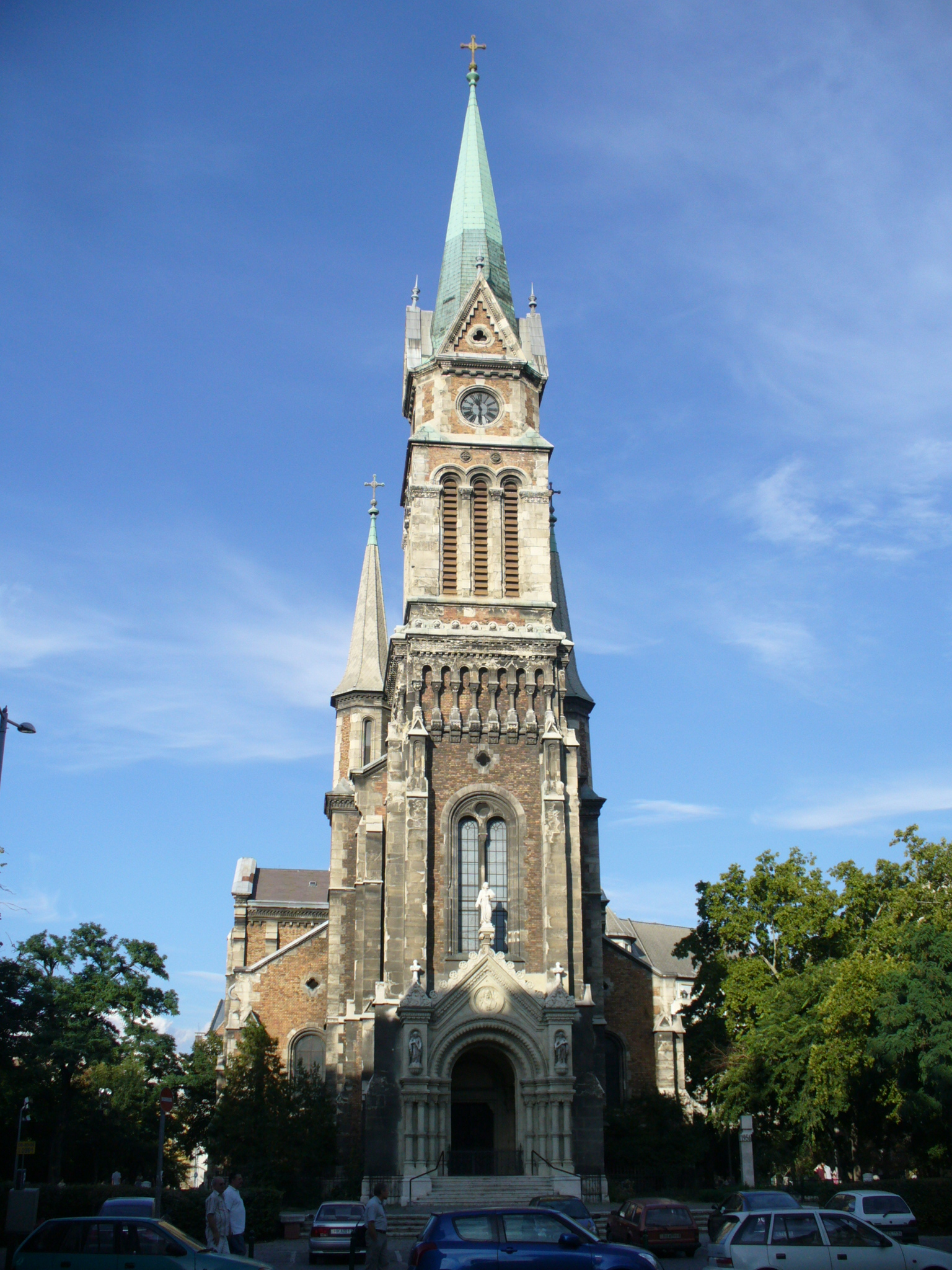
Iglesia parroquial de San Francisco de Asís (1867-1879), Budapest, obra ecléctica de Miklós Ybl
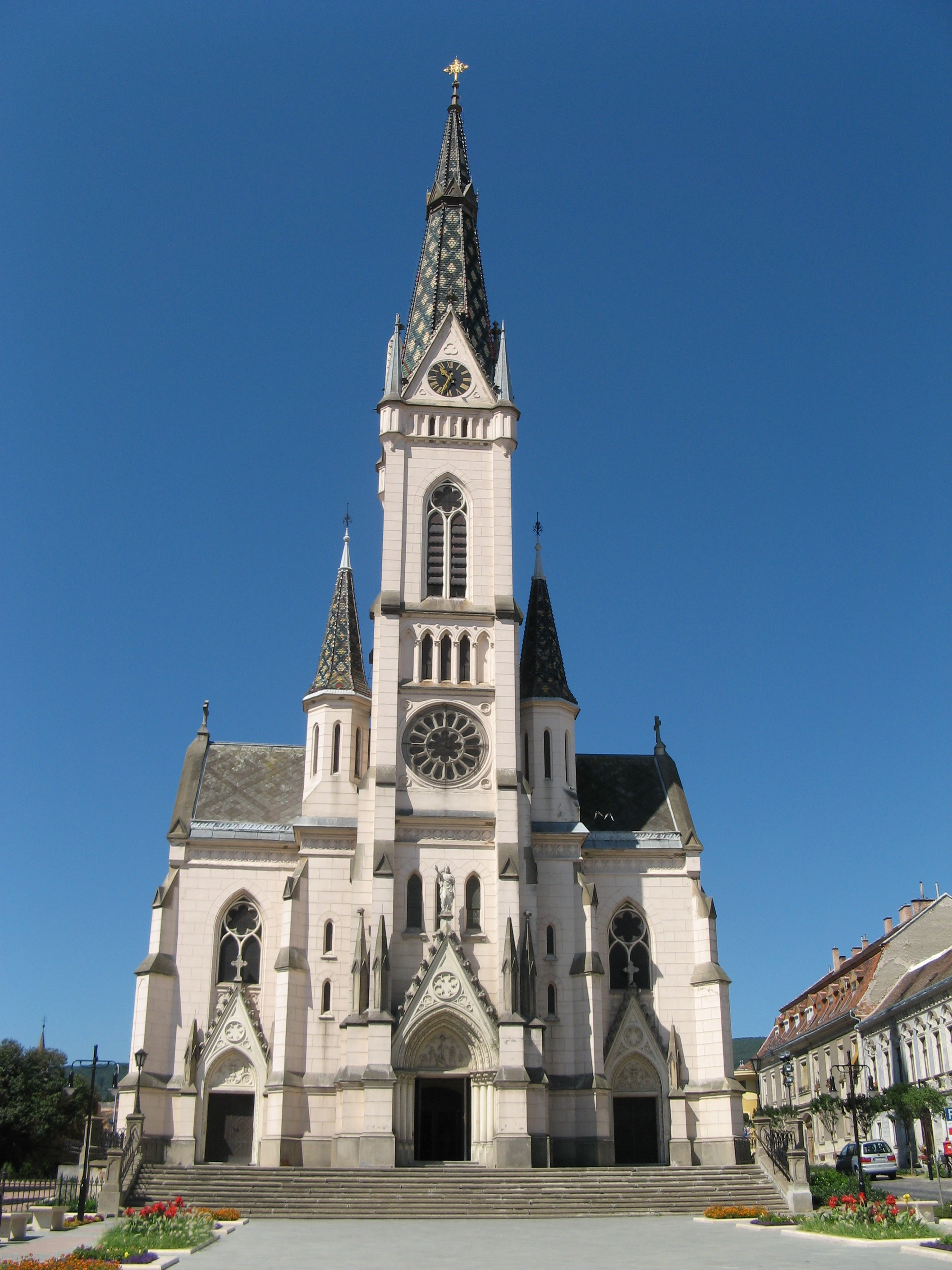
Iglesia del Sagrado Corazón de Jesús, Kőszeg (1892-1894), obra neogótica de
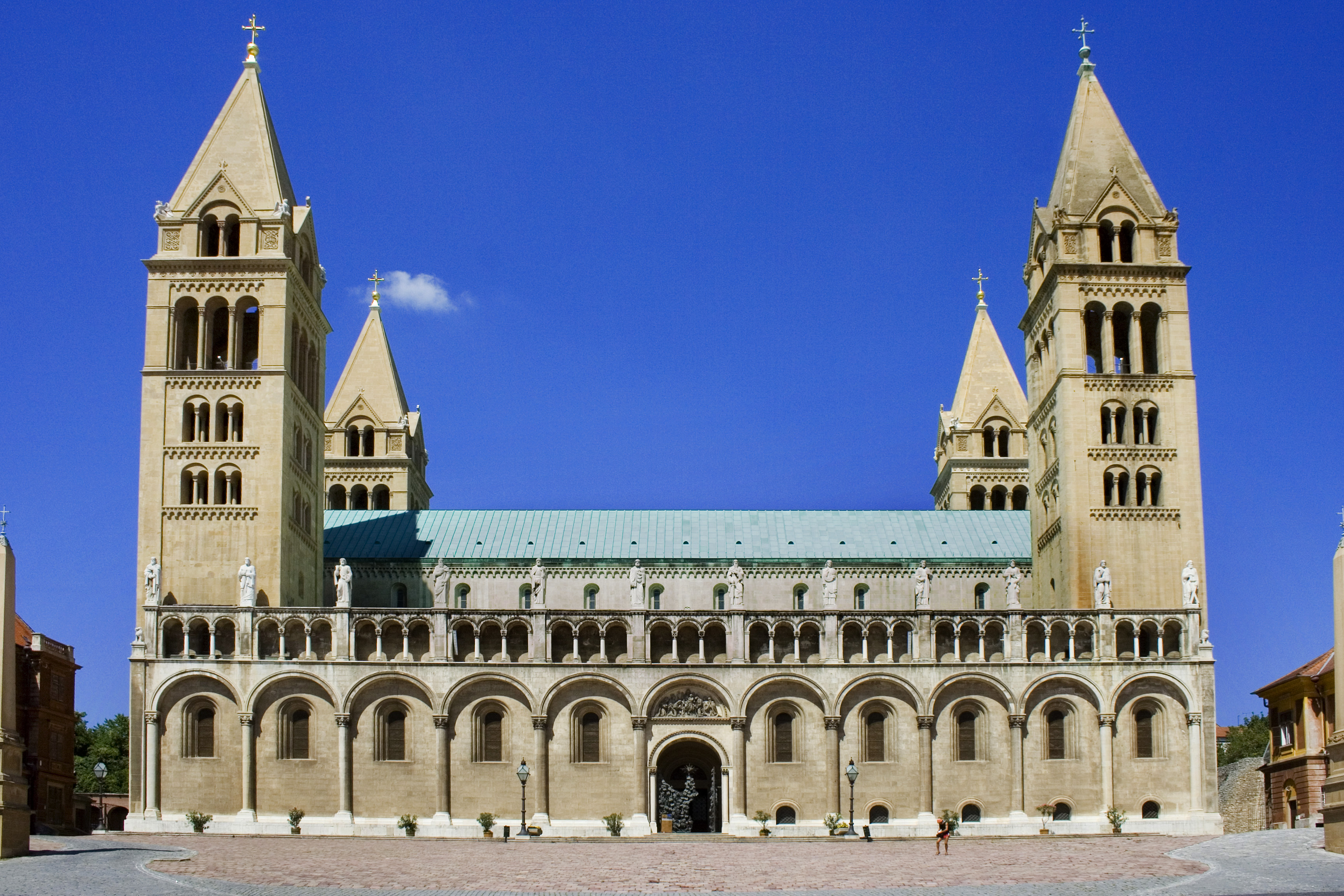
Catedral basílica de San Pedro y San Pablo (Pécs) (1882-1891), reconstrucción neorrománica del vienés Friedrich von Schmidt
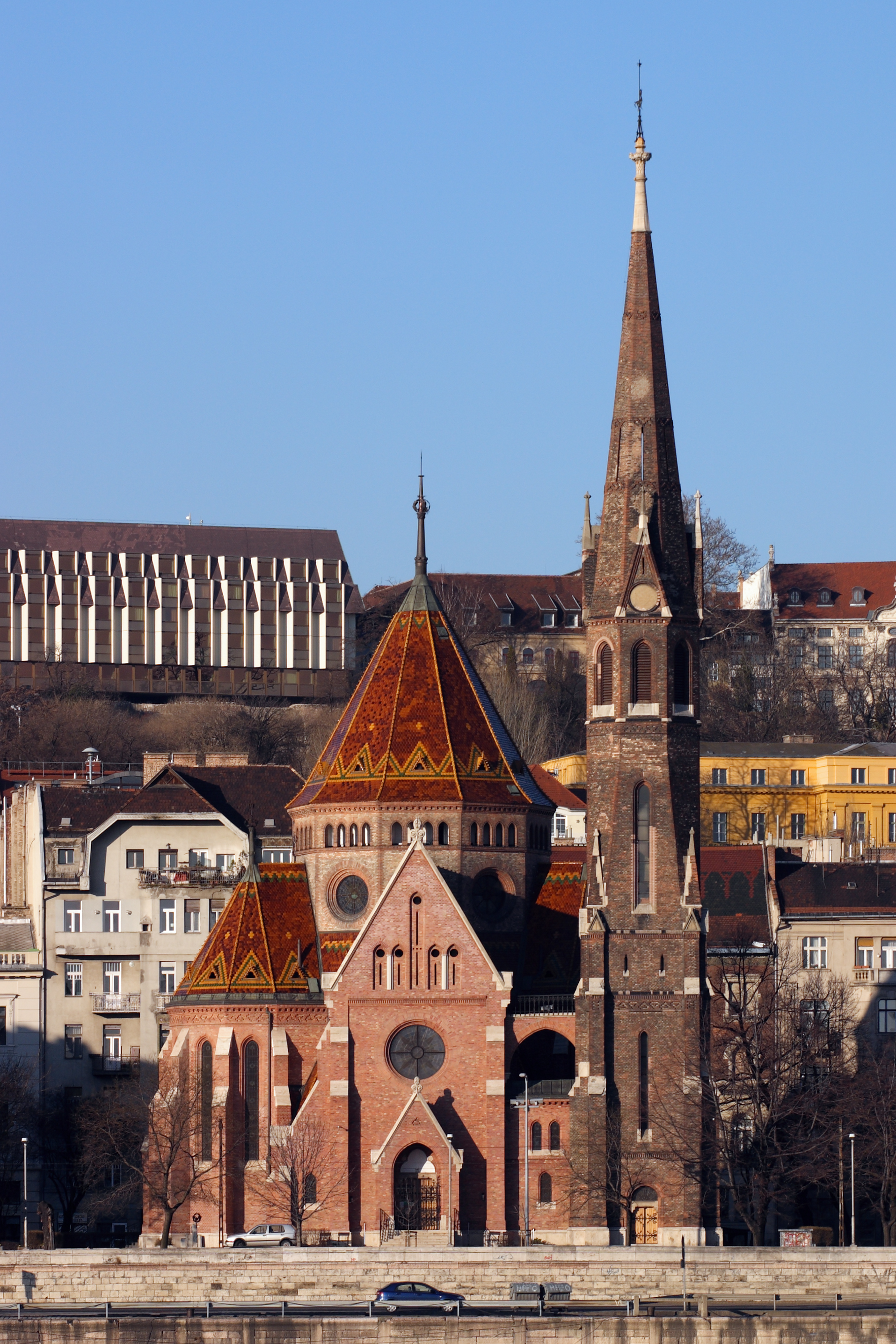
Templo calvinista de Szilágyi Dezső tér (1893-1896), obra neogótica de Samu Pecz
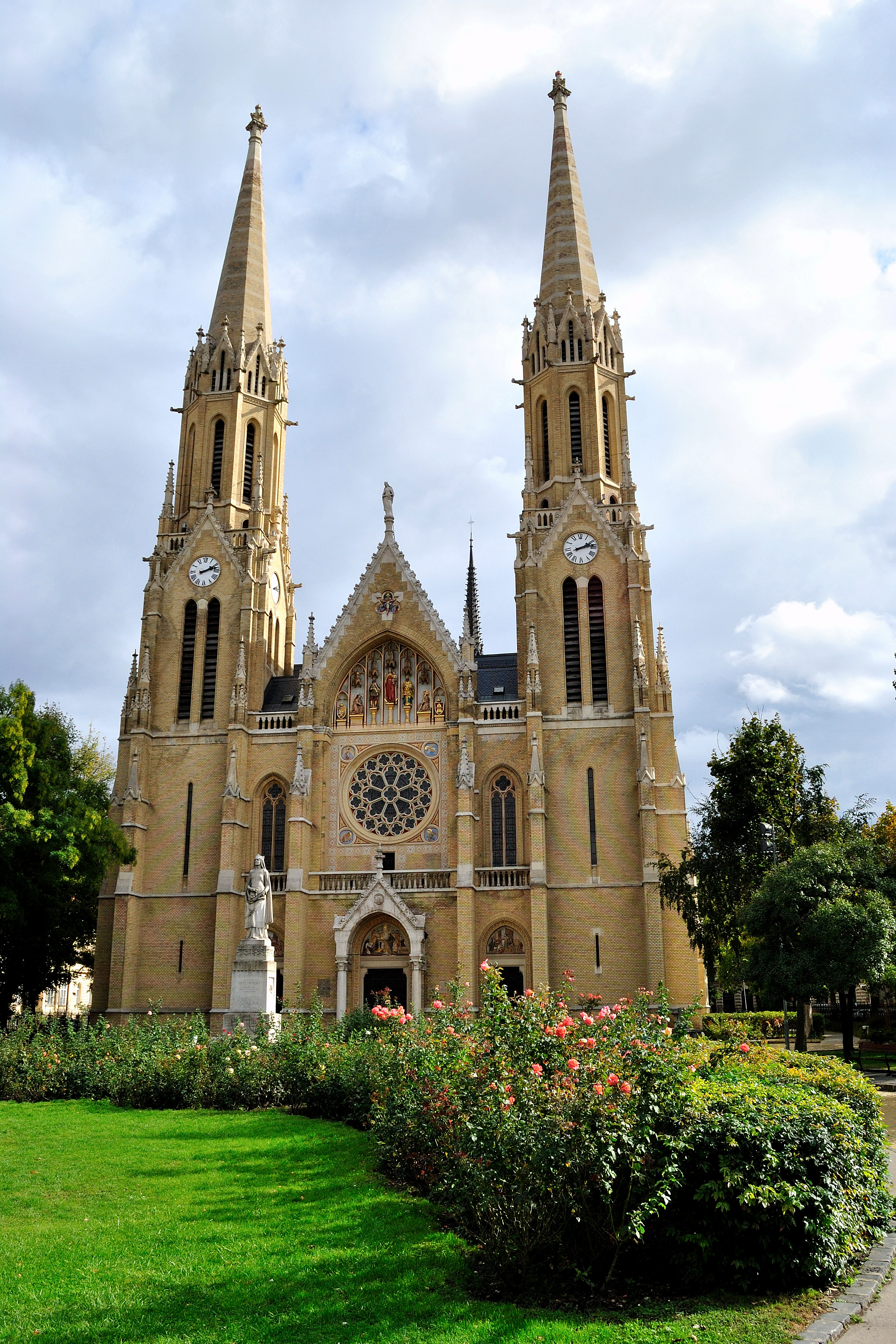
Iglesia parroquial de Santa Isabel de la casa Árpád (1895-1901), obra de Imre Steindl
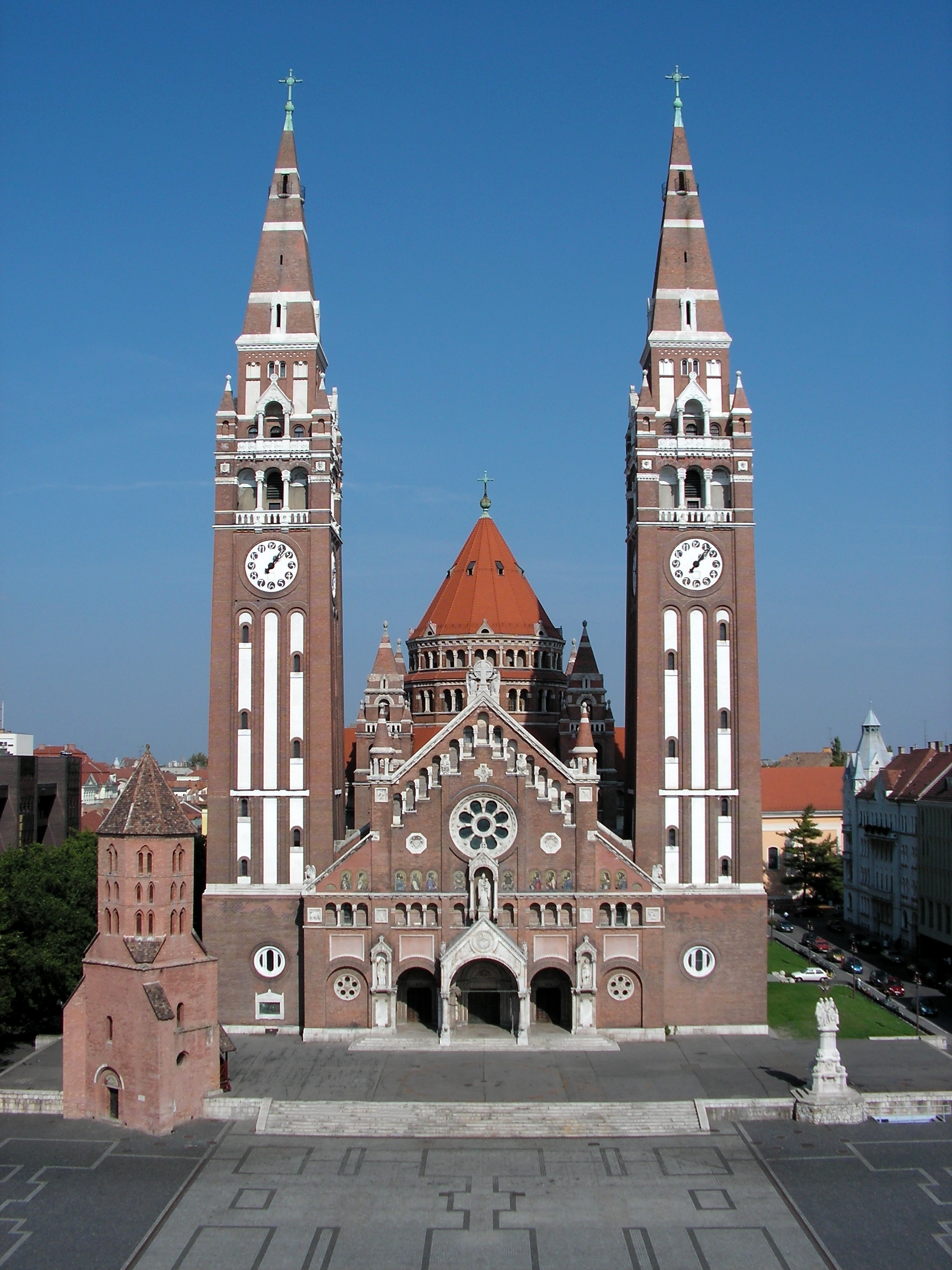
Catedral de Szeged (1914-1930), obra neorrománica de Frigyes Schulek y Ernő Foerk

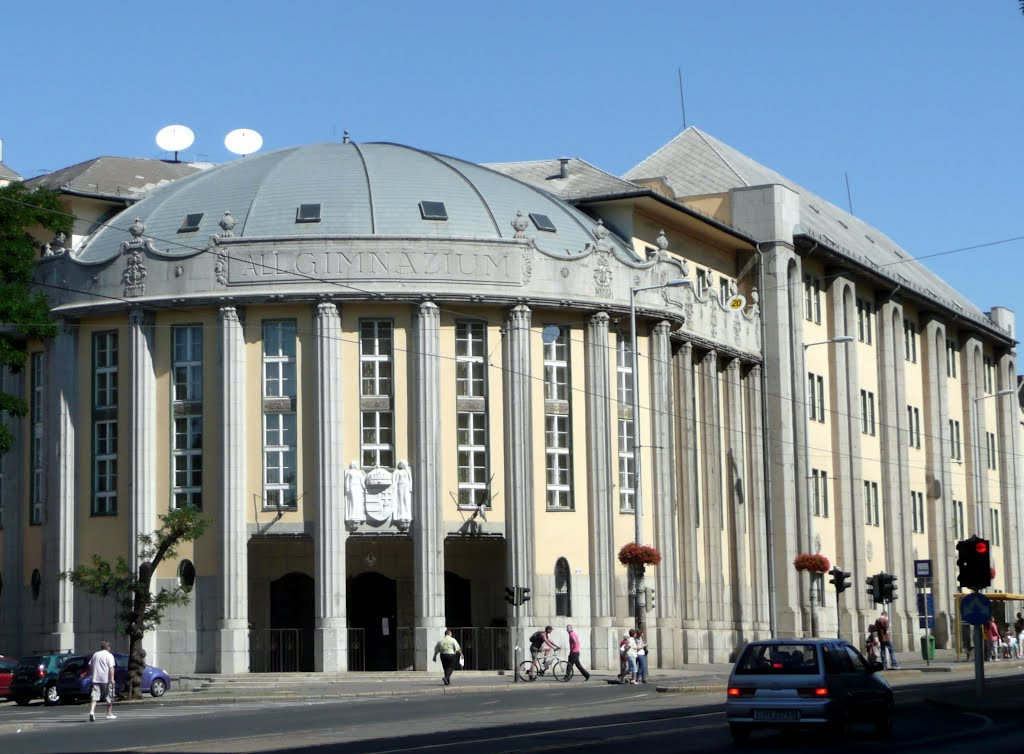
Liceo San Ladislao de Kőbánya (1907), en Budapest

Ödön Lechner se enfrentó a aspiraciones históricas. Quería crear una arquitectura nacional, por lo que trató de crear un diseño independiente. Con énfasis en la herencia oriental del pueblo húngaro, introdujo en la arquitectura húngara el arco de burro y otros elementos orientales, que agregó con una etiqueta de forma del arte popular húngaro, creando un Art Nouveau húngaro específico. Su trabajo tuvo un gran impacto en la generación más joven, especialmente con sus edificios no pertenecientes a Budapest (Ayuntamiento de Kecskemét). Entre sus seguidores se encontraban Ede Toroczkai Wigand (1870-1945), Károly Kós, Géza Márkus.
- Obras de Ödön Lechner

"Obras
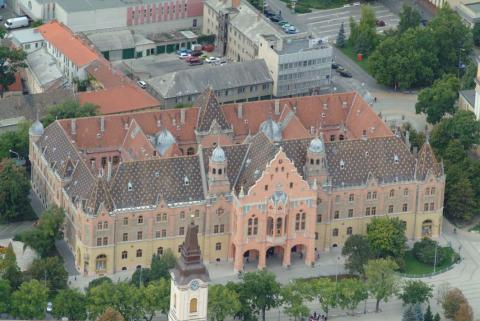
Ayuntamiento de Kecskemét (1892-1894) de Lechner
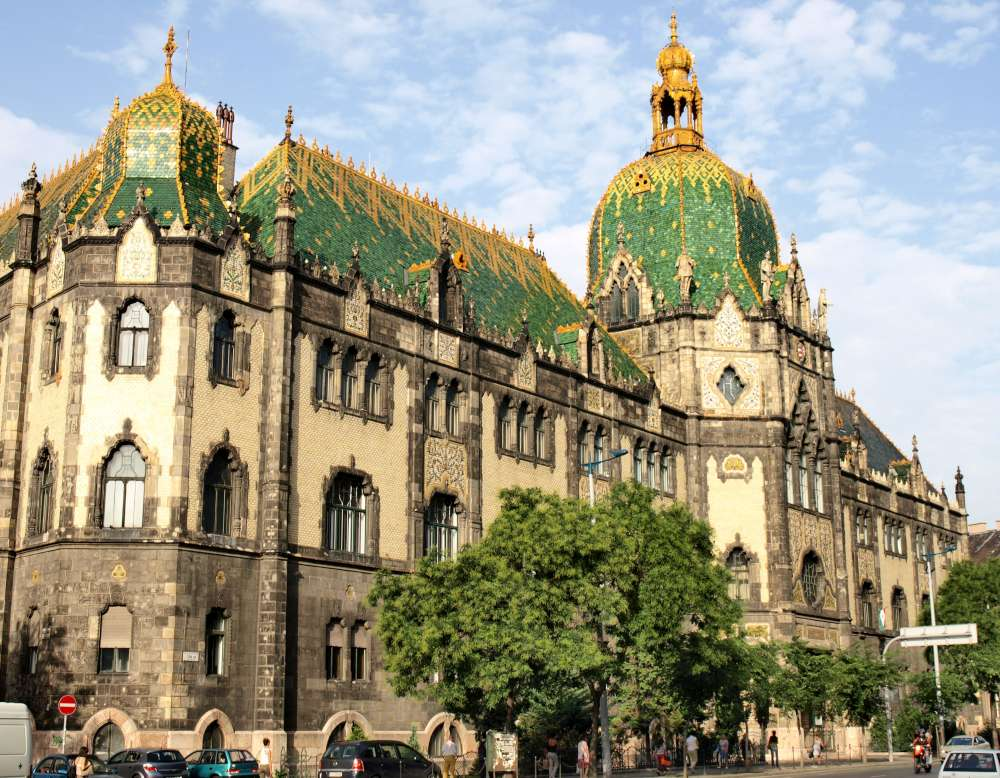
Museo de Artes Aplicadas de Budapest (1893-1896) de Lechner
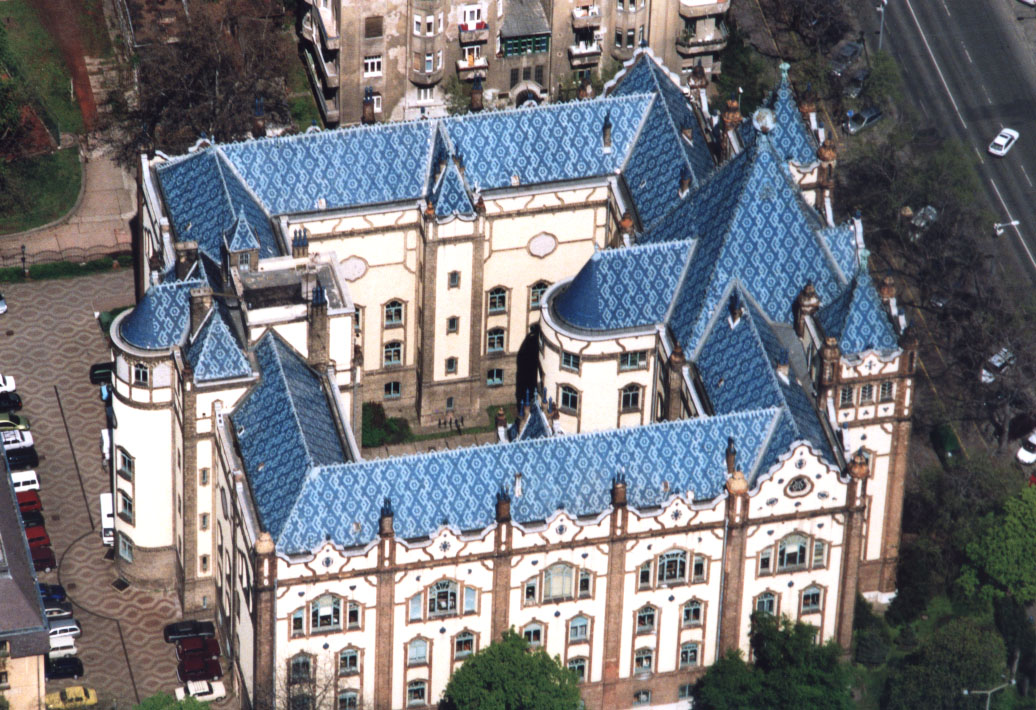
Museo Geológico de Budapest (1896-1899) de Lechner
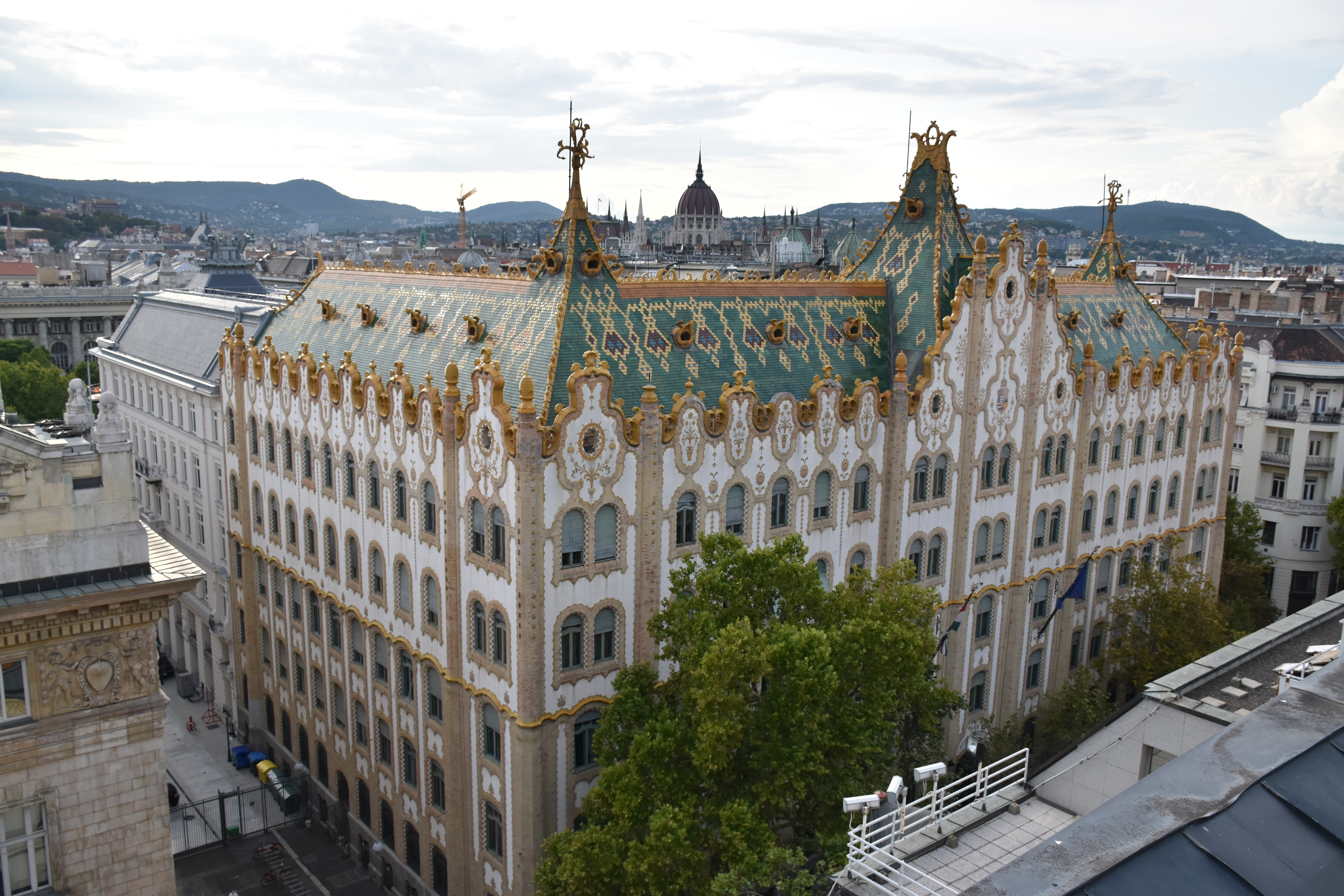
Caja de Ahorros Postal de Hungría en Budapest (1899-1902) de Lechner
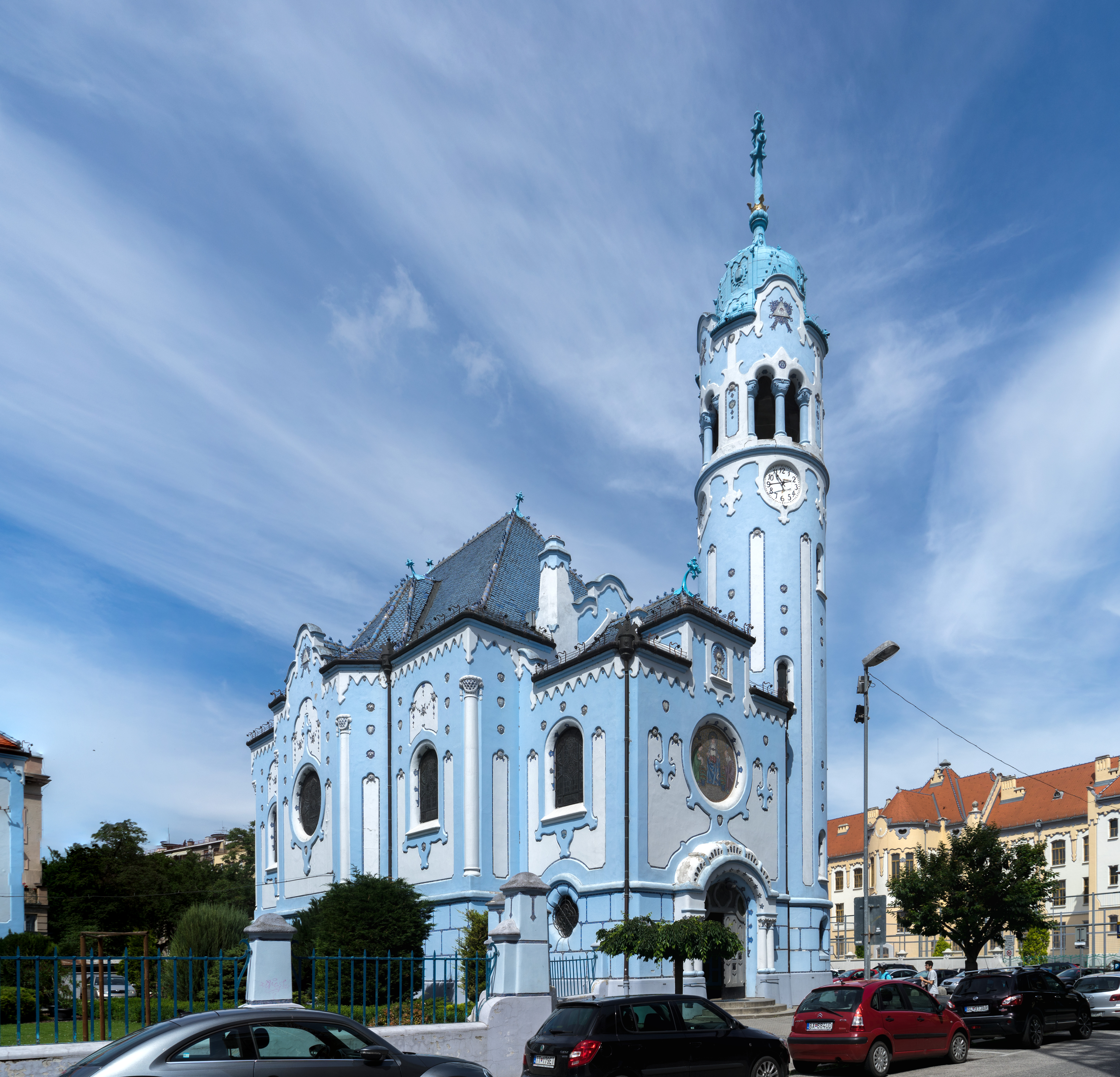
Iglesia Azul en Bratislava ( Eslovaquia) (1907-1913) de Lechner

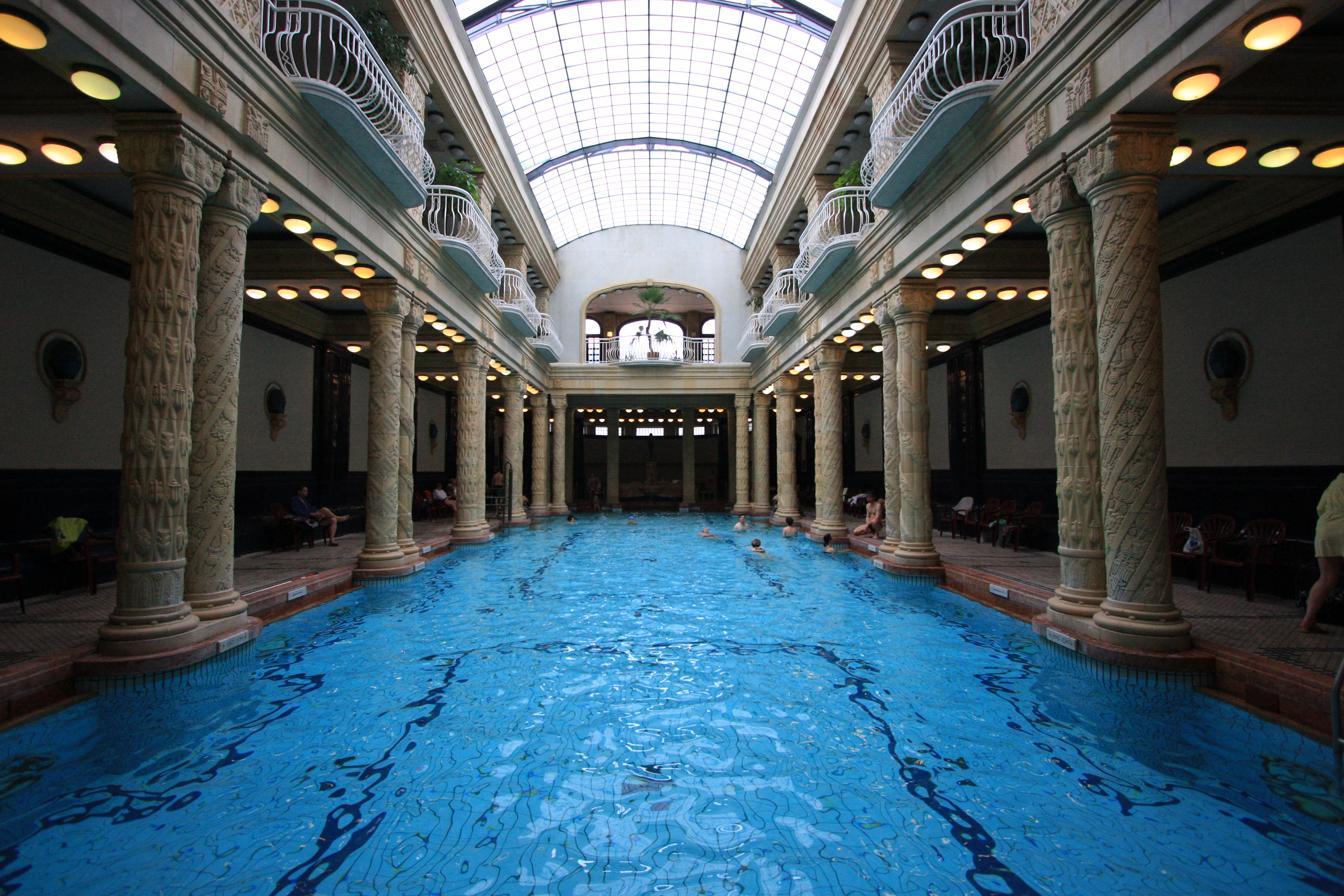
Balneario Gellert (1912-1918), Budapest, obra de Ármin Hegedűs, Artúr Sebestyén e Izidor Sterk

El Art Nouveau de István Medgyaszay (Teatro Petőfi de Veszprém, Teatro Petőfi de Sopron, Iglesia de Santa Isabel de Muľa (actual Eslovaquia)) en varios aspectos apunta hacia la vanguardia (Laczkó Dezső Múzeum en Veszprém). Sólo la Primera Guerra Mundial puso fin al florecimiento del Art Nouveau húngaro, aunque todavía en los años 1920 se construyeron viviendas rurales del estilo. Sin embargo, sólo la arquitectura de yeso conservó los motivos de la naturaleza popular. Los arquitectos húngaros de este período realizaron muchas obras importantes en los que ahora son países vecinos, Croacia y otros.

Obras Art Nouveau
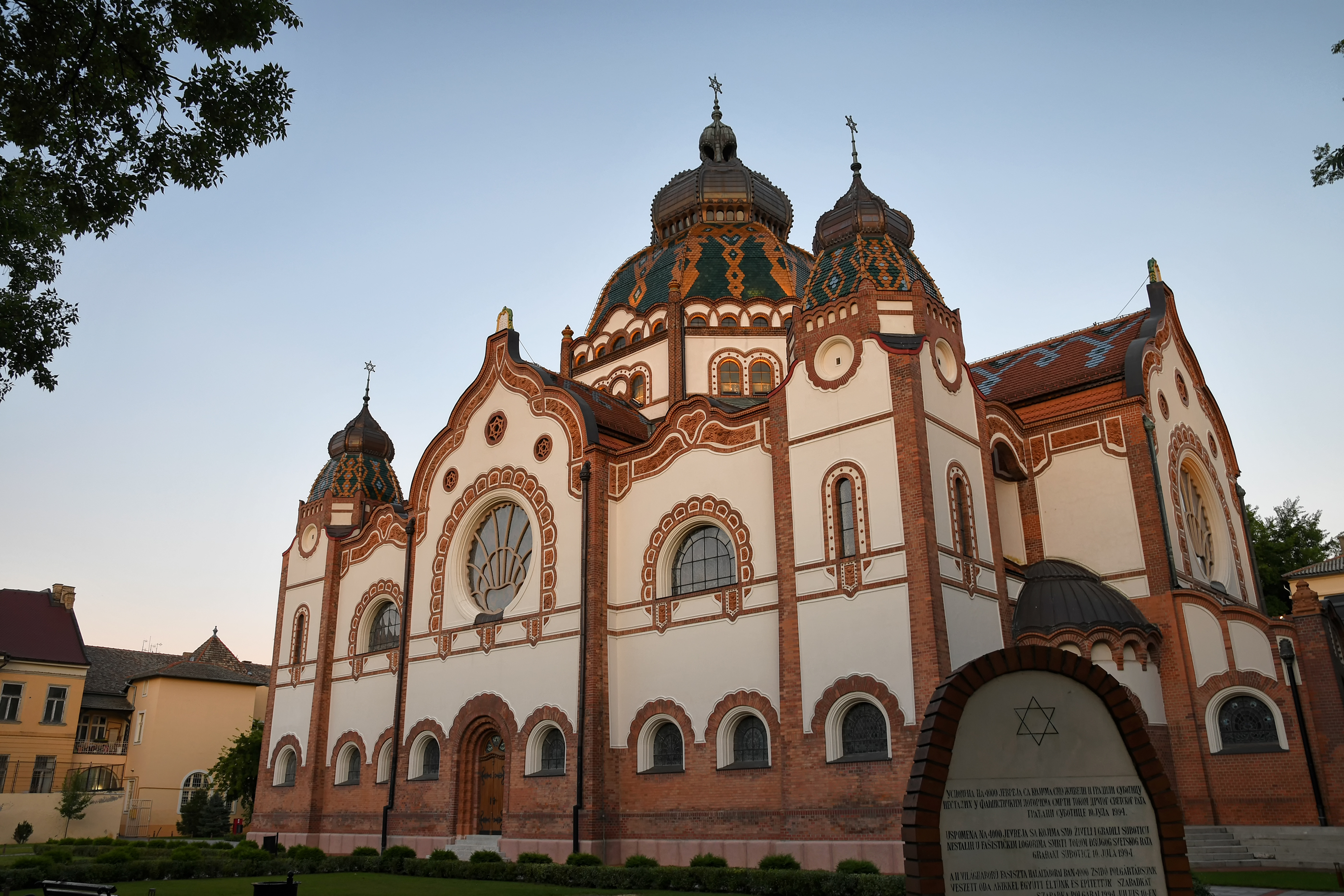
Sinagoga de Subotica ( Serbia) (1901-1902) de Márcell Komor y Dezső Jakab
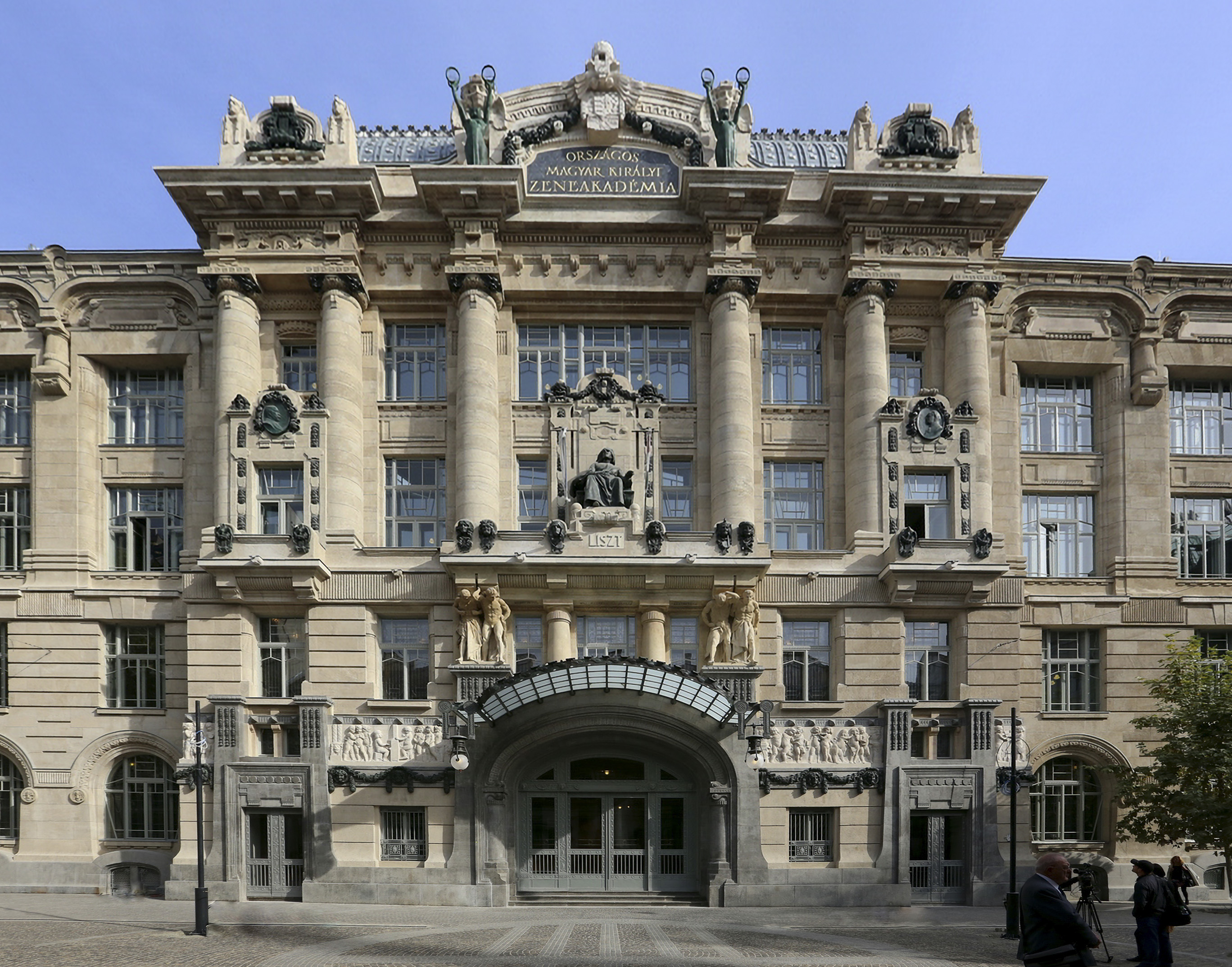
Academia de Música Ferenc Liszt (1907), Budapest, obra de Flóris Korb y Kálmán Giergl, con una fachada dominada por la estatua de Liszt esculpida por Alajos Stróbl
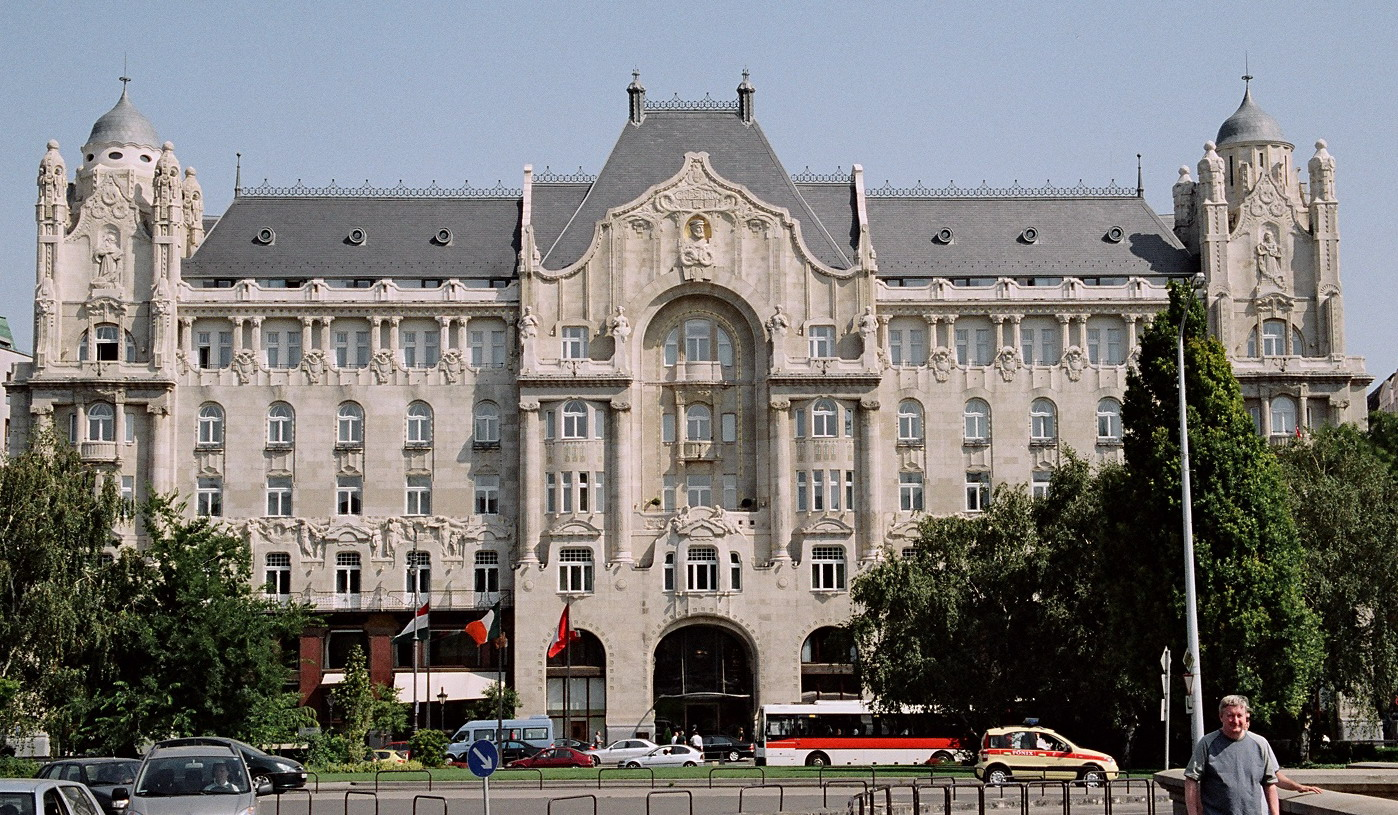
Palacio Gresham (1905-1907), Budapest, de Zsigmond Quittner (1859-1918) y József Vágó, que ahora alberga un hotel y oficinas
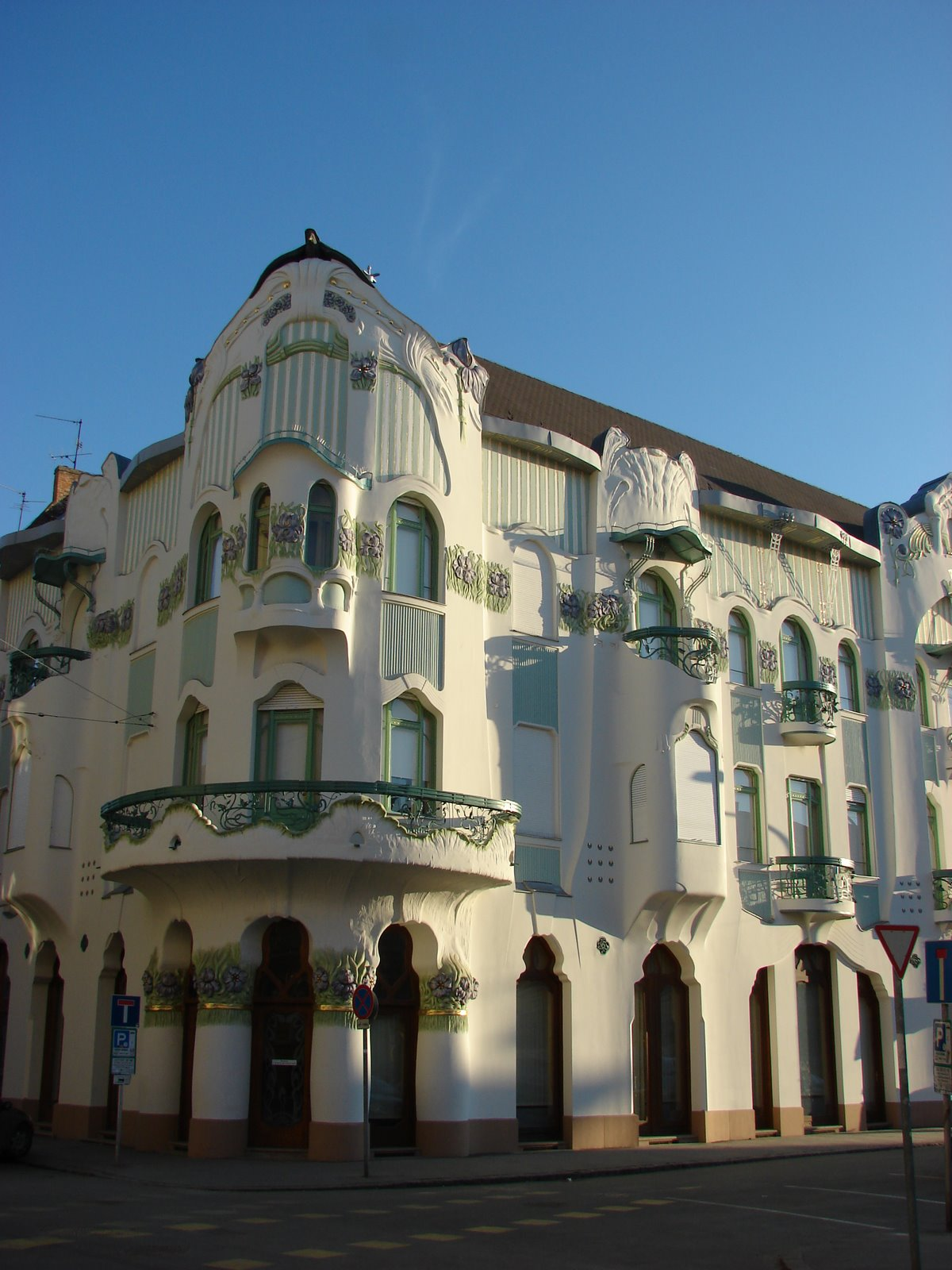
Palacio Reök (1907) en Szeged, obra de Ede Magyar
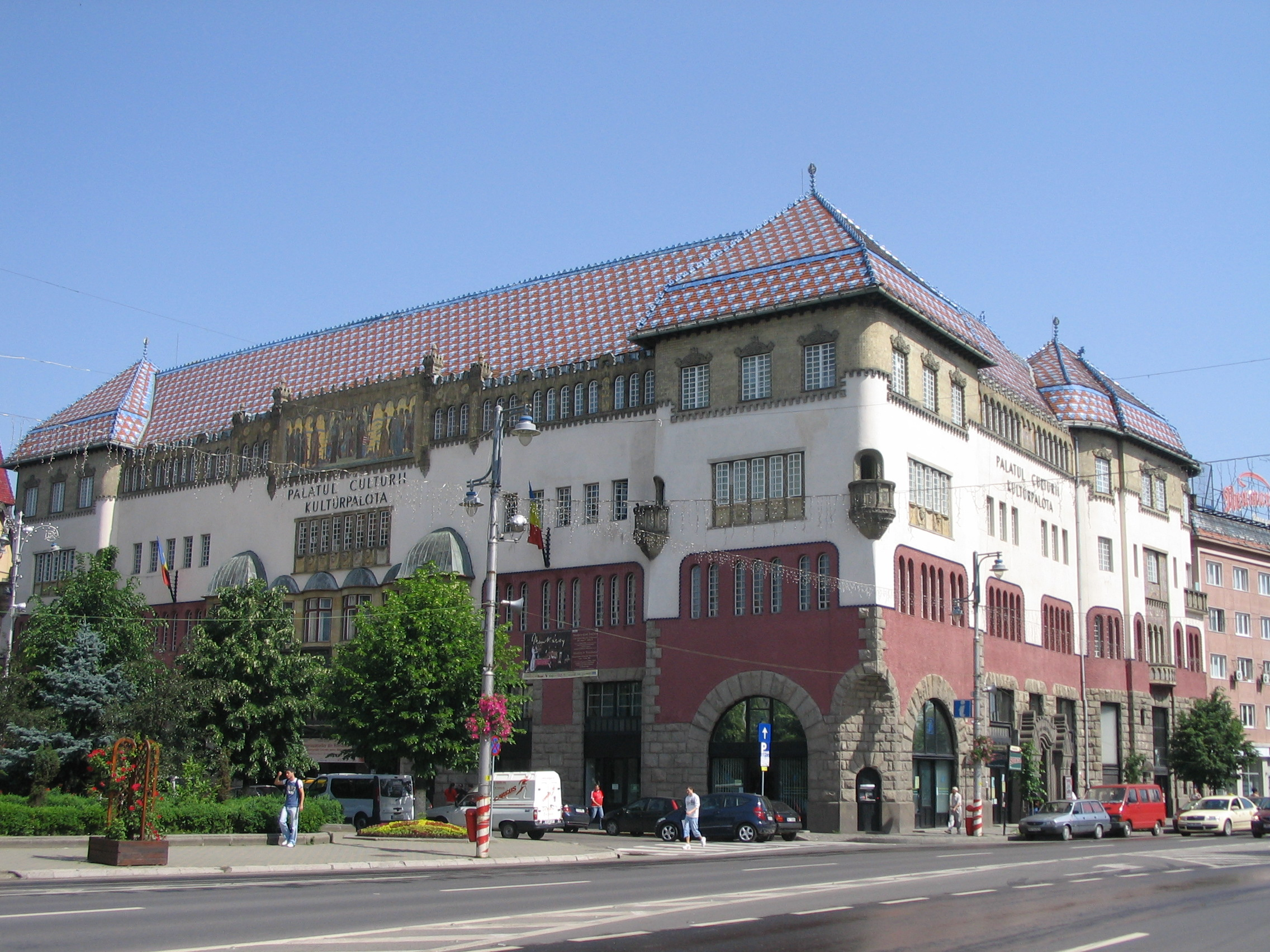
Palacio de la Cultura en Târgu Mureș (1911-1913) ( Rumania) de Márcell Komor y Dezső Jakab
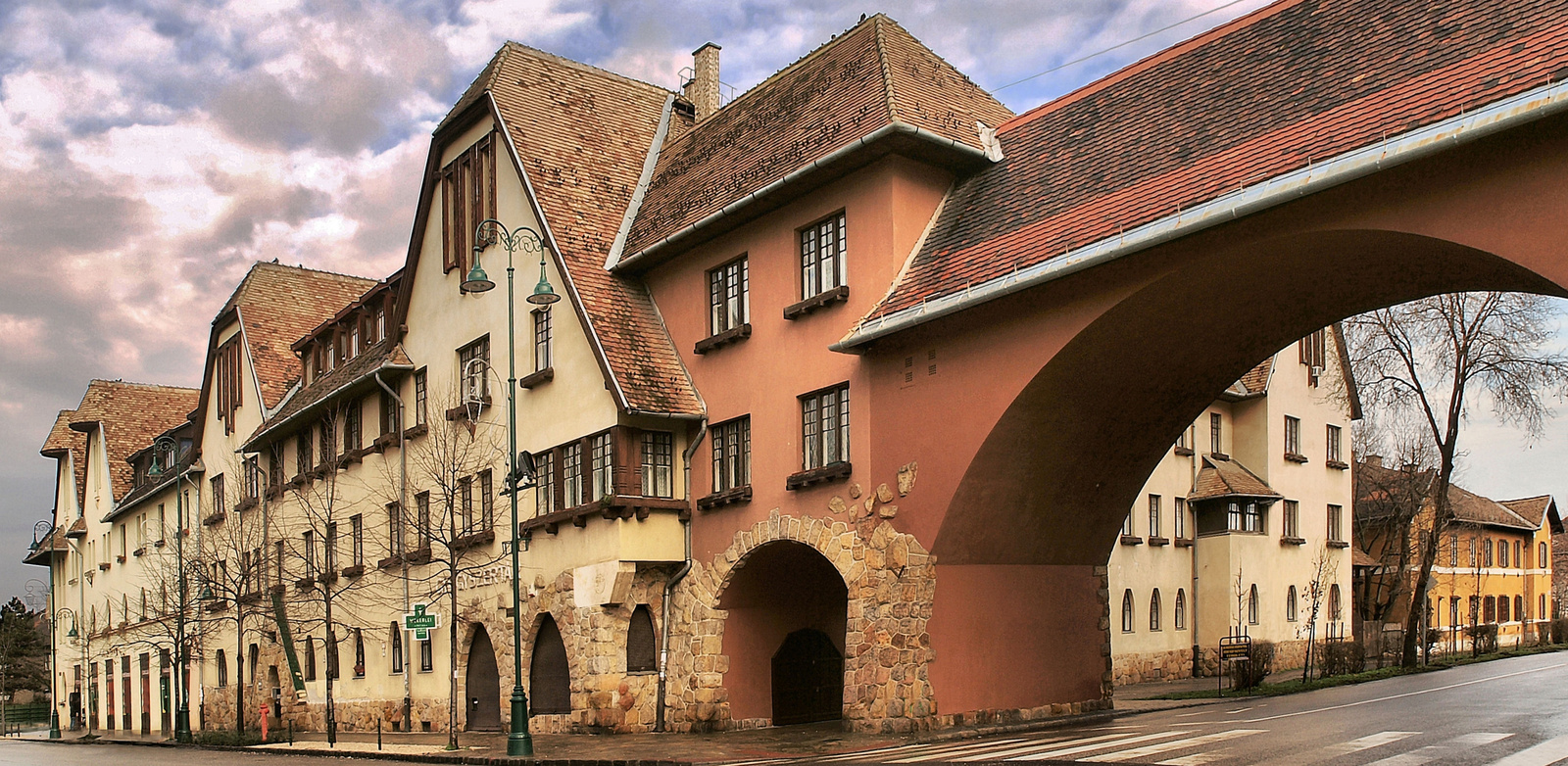
Plaza Kós Károly en los Wekerletelep, Budapest, de Károly Kós
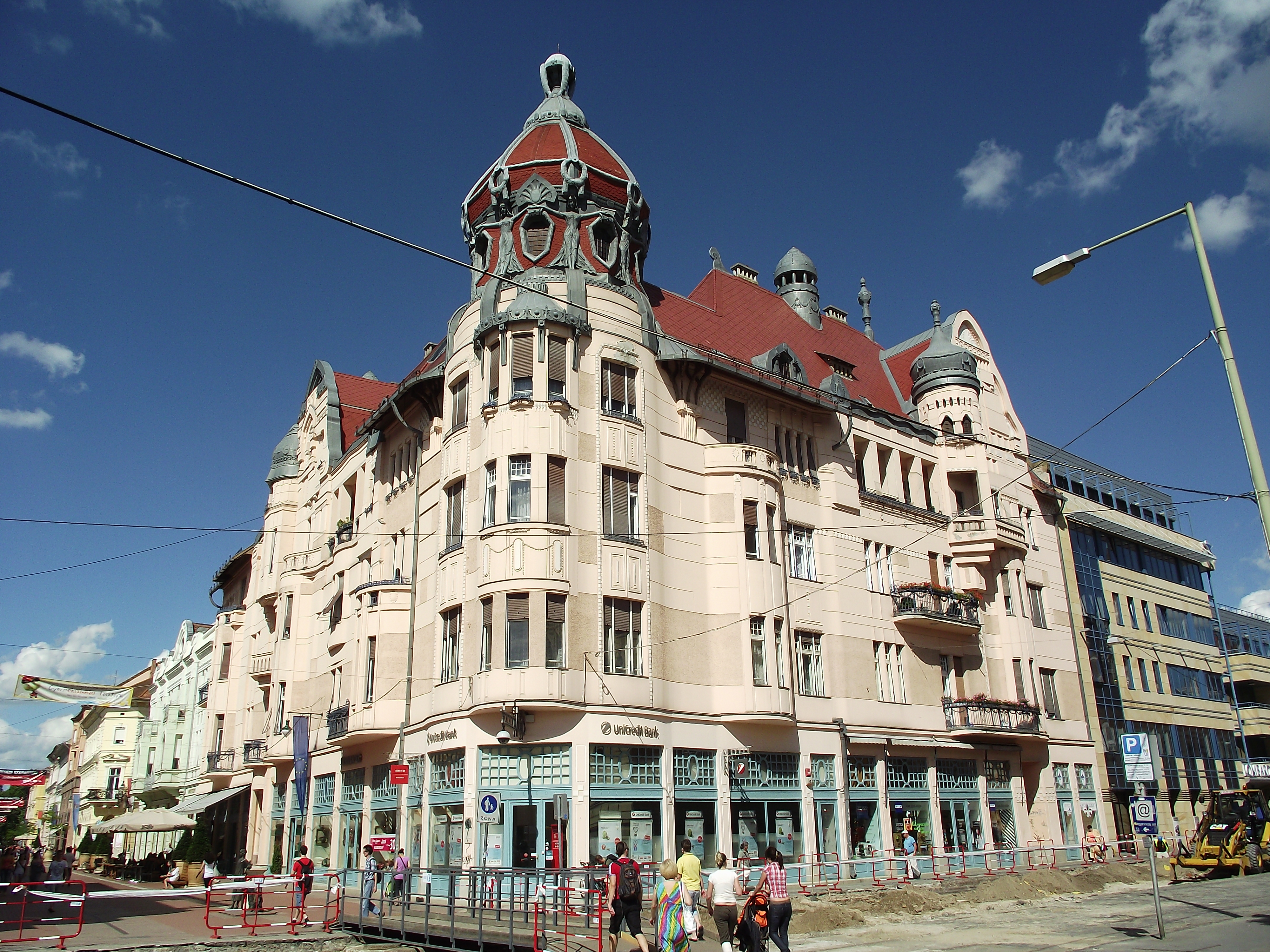
Palacio Ungár–Mayer (1910-1911), en Szeged, obra de Ede Magyar

## En elsigloXX
El movimiento Art Nouveau húngaro continuó hasta principios del siglo XX. El primer arquitecto húngaro moderno, Béla Lajta (1873-1920), partió de las aspiraciones de Lechner, quien, al mismo tiempo que los experimentos en Europa occidental y América, buscaba nuevos caminos.

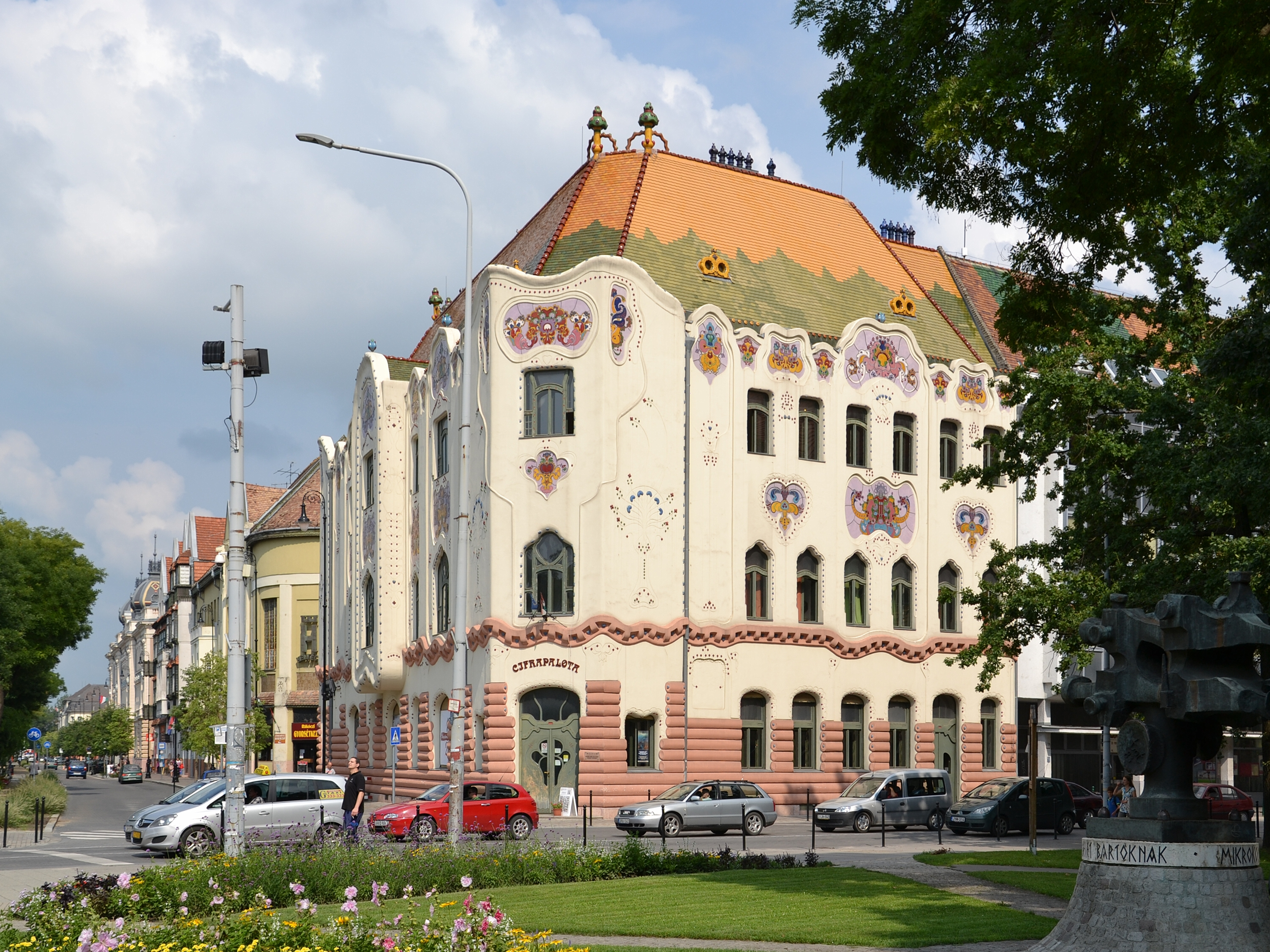
Palacio Cifra en Kecskemét (1902-1903)
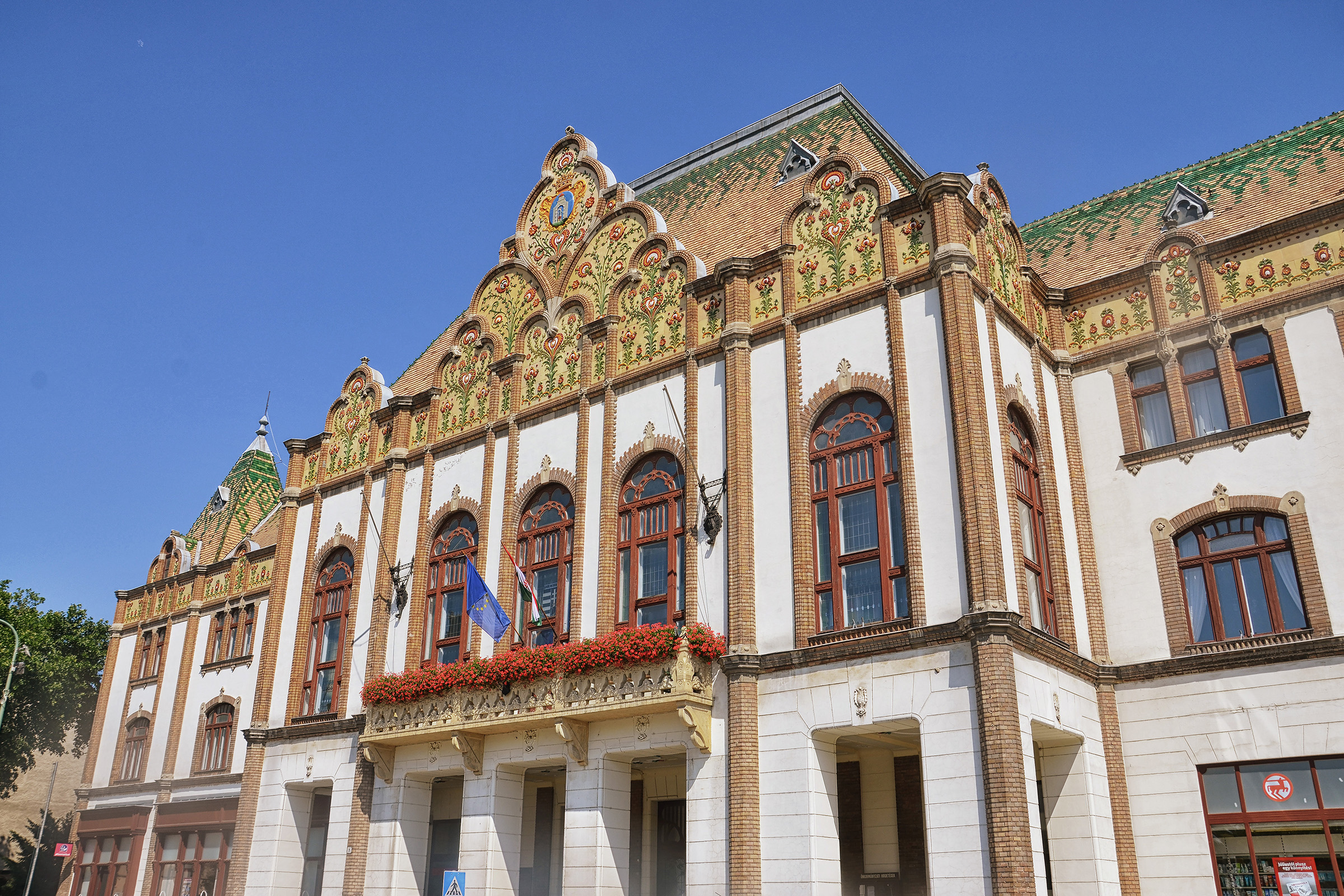
El ayuntamiento de Kiskunfélegyháza (1910-1912)
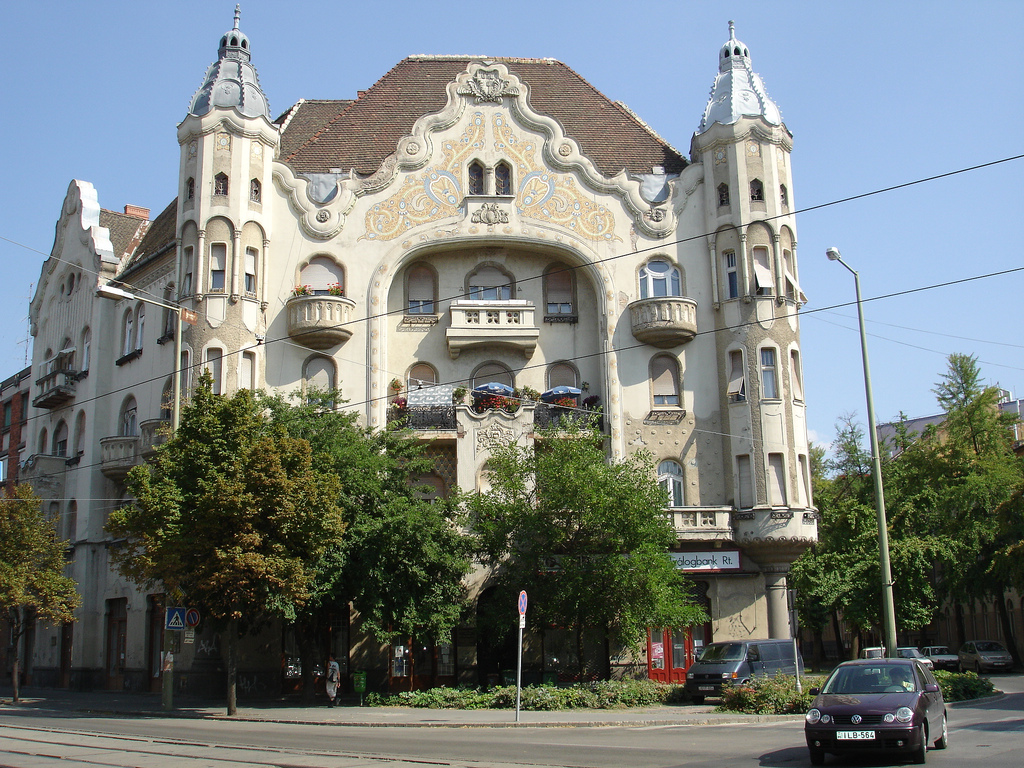
Palacio Gróf en Szeged (1912-1913)

La casa de negocios Rózsavölgyi fue el primer edificio moderno húngaro. Junto a ella, Móric Pogány (1878-1942) y Dénes Györgyi (1886-1961) fueron unos de los innovadores. Esto incluye el hecho de que la Primera Guerra Mundial tuvo un impacto muy fuerte en la historia de la arquitectura húngara. Entre las dos guerras mundiales, las aspiraciones eclécticas se revivieron durante algún tiempo, pero las nuevas corrientes fueron ganando terreno. Los edificios de las iglesias fueron renovados por las obras de Aladár Árkay y Bertalan Árkay, Gyula Rimanóczy, Károly Weichinger, Iván Kotsis, principalmente de inspiración italiana.
El Congreso Internacional de Arquitectura Moderna (CIAM/grupo CIRPAC) en Hungría (Farkas Molnár, József Fischer, Marcel Breuer y otros) se propuso introducir las ideas de la Bauhaus en Hungría. El CIAM decidió formar grupos nacionales en su congreso de Frankfurt en 1929. Farkas Molnár participó en el congreso con varios arquitectos húngaros. Después de su regreso, se formó el grupo húngaro del CIAM, dirigido por Farkas Molnár y József Fischer. El grupo húngaro del CIAM se llamó a sí mismo sección CIRCAC en honor al comité directivo del CIAM. Su funcionamiento se manifestó en la propagación de la arquitectura moderna, la crítica social relacionada y el diseño de edificios en línea con los principios de la Bauhaus. La revista «Espacio y forma» (que estaba agrupada en torno a arquitectos avanzados contemporáneos) generalmente publicaba los planes de los miembros del grupo húngaro del CIAM en enero. Las reuniones en la Central Kávéház o en las casas de algunos directivos constituían el marco regular para el funcionamiento del grupo.
La actividad típica del grupo durante el periodo hasta 1932 fue fundamentalmente agitativa.
Su primera manifestación fue la Asociación Húngara de Ingenieros y Arquitectos de 1928. Se trató de un debate sobre arquitectura moderna en noviembre, donde József Fischer (obras en construcción en Frankfurt) presentó un reportaje fotográfico y Pál Ligeti (estética de la arquitectura moderna) hizo una presentación.
La primera de la exposiciones del grupo se organizó en el marco de la Feria de otoño de muebles y artículos para el hogar de 1931. En ella se presentó el proyecto para «el dormitorio». La idea de la «Kolház» se aleja del pensamiento arquitectónico tradicional y también contiene un cambio de estilo de vida y sociológico; hoy lo llamaríamos un proyecto utópico (la idea surgió incluso en los años 1960, e incluso se organizó un animado foro de debate sobre «vivienda colectiva-residencia privada» en la revista New Writing.
En la primavera de 1932, el grupo organizó su propia (segunda) exposición en la galería Tamás. En esta exposición, sus actividades teóricas y de propaganda se presentaron al público de manera ordenada. («(...) en el nuevo interés, había que luchar contra los viejos métodos de arquitectura...» (FJ). El material de la exposición fueron imágenes, dibujos y datos estadísticos procesados sobre paneles, que mostraban las malas condiciones sociales y de vivienda en Hungría.
La tercera exposición del grupo se organizó en 1932 en el marco de la Exposición de la Industria Artesanal. La tendencia sociopolítica en su espíritu era fuerte, por lo que parte del material de su exposición fue confiscado por la policía antes de la inauguración. La exposición se titulaba «Casa, ciudad, sociedad» y abogaba por la creación de una arquitectura social. Esta fue la última exposición del grupo y también el final de la primera fase de su actividad.
En la segunda fase de las actividades del grupo se llevaron a cabo tareas de planificación conjunta. Esta sección se caracterizó por el hecho de que no recibieron mandatos comunitarios debido a su fuerte orientación política social. Sus actividades se concentraron principalmente en el diseño de condominios y casas particulares para clientes civiles económicamente adinerados, lo que representaba un espíritu más moderno. De hecho, se alejaron de su propia línea ideológica. Además del marco social y político existente en Hungría, esto también formaba parte del hecho de que la unidad del grupo se fue rompiendo gradualmente, el trabajo conjunto se canceló e incluso el material húngaro no pudo ser recopilado para el Congreso del CIAM de 1938. Por lo tanto, el grupo húngaro se disolvió en 1938. Sin embargo, su efecto arquitectónico comenzó a ser fructífero solo después de la Segunda Guerra Mundial.

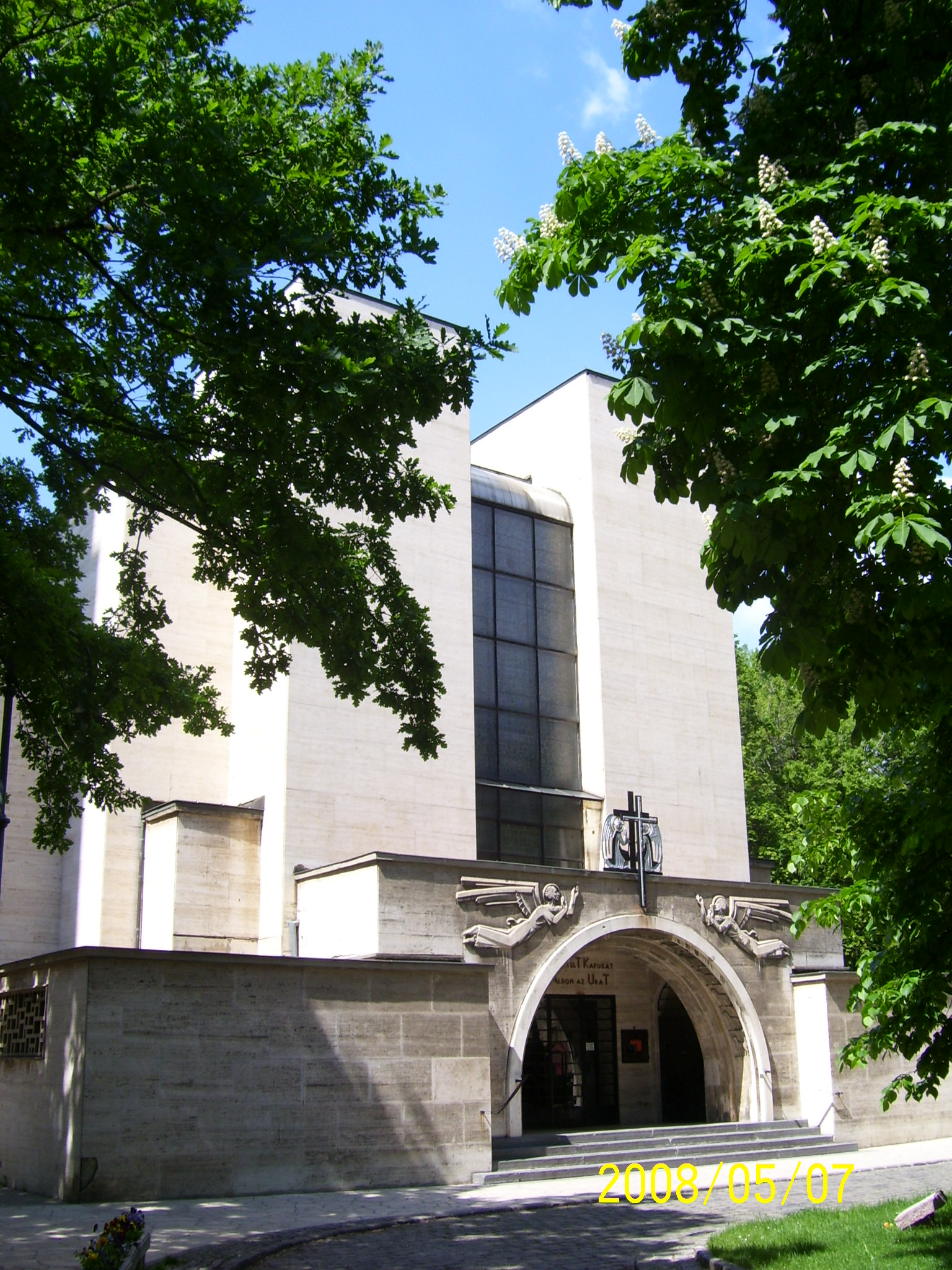
Iglesia de Jesús de la ciudad (1932-1933) por Aladár Árkay y Bertalan Árkay
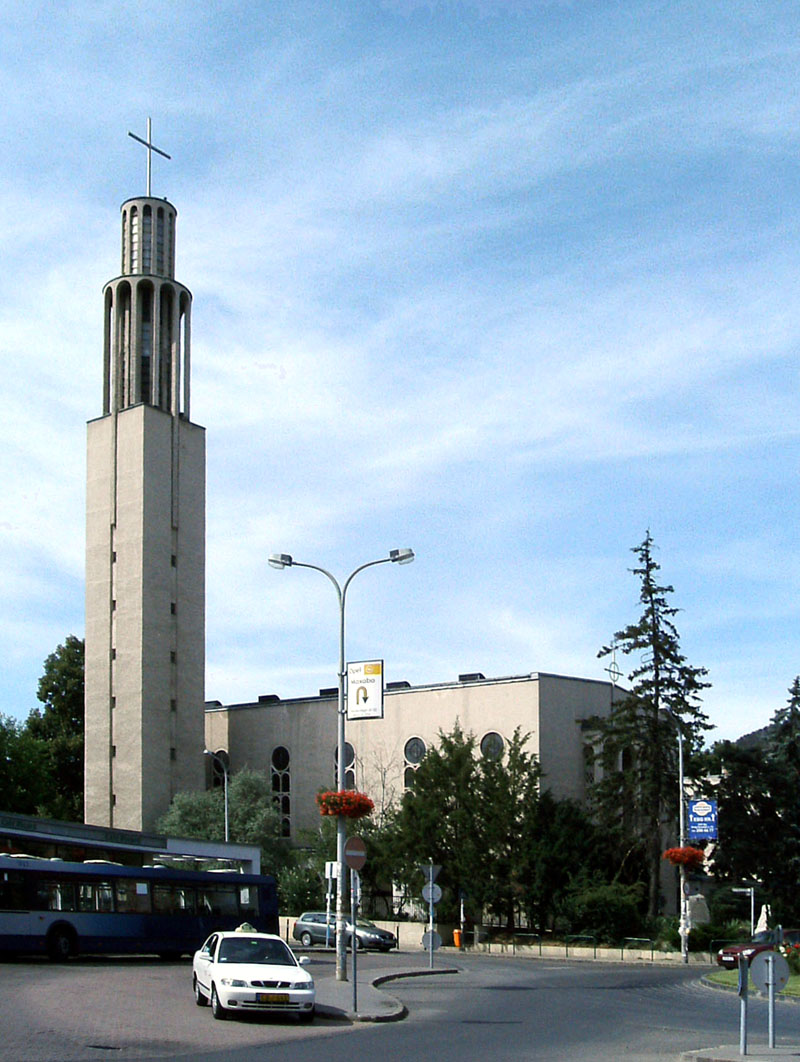
Pasaréti téri templom (1933-1934), de Gyula Rimanóczy
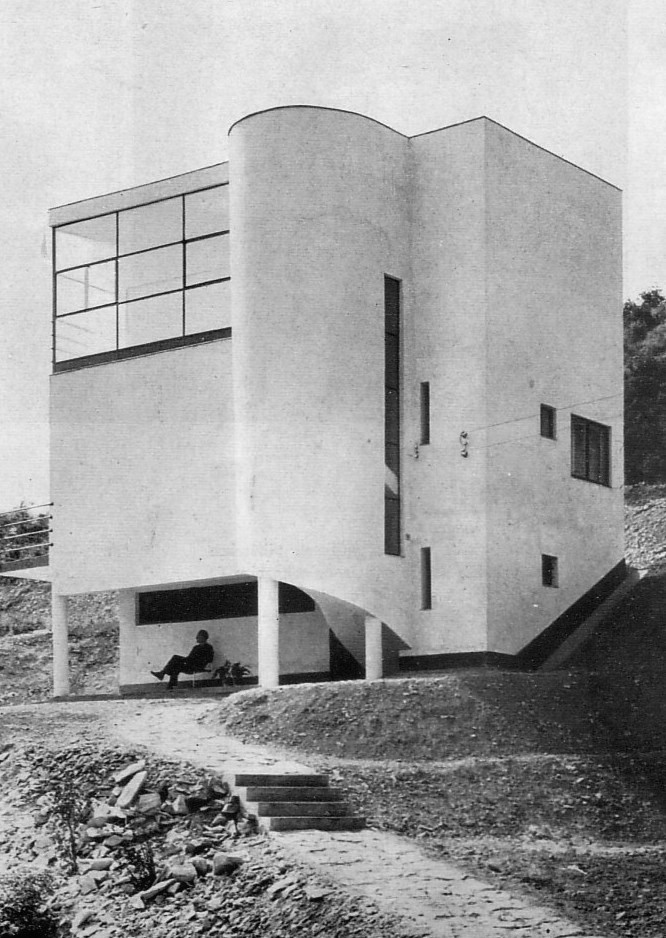
88/a, calle Szépvölgyi, II, Budapest (1933-1934), de József Fischer
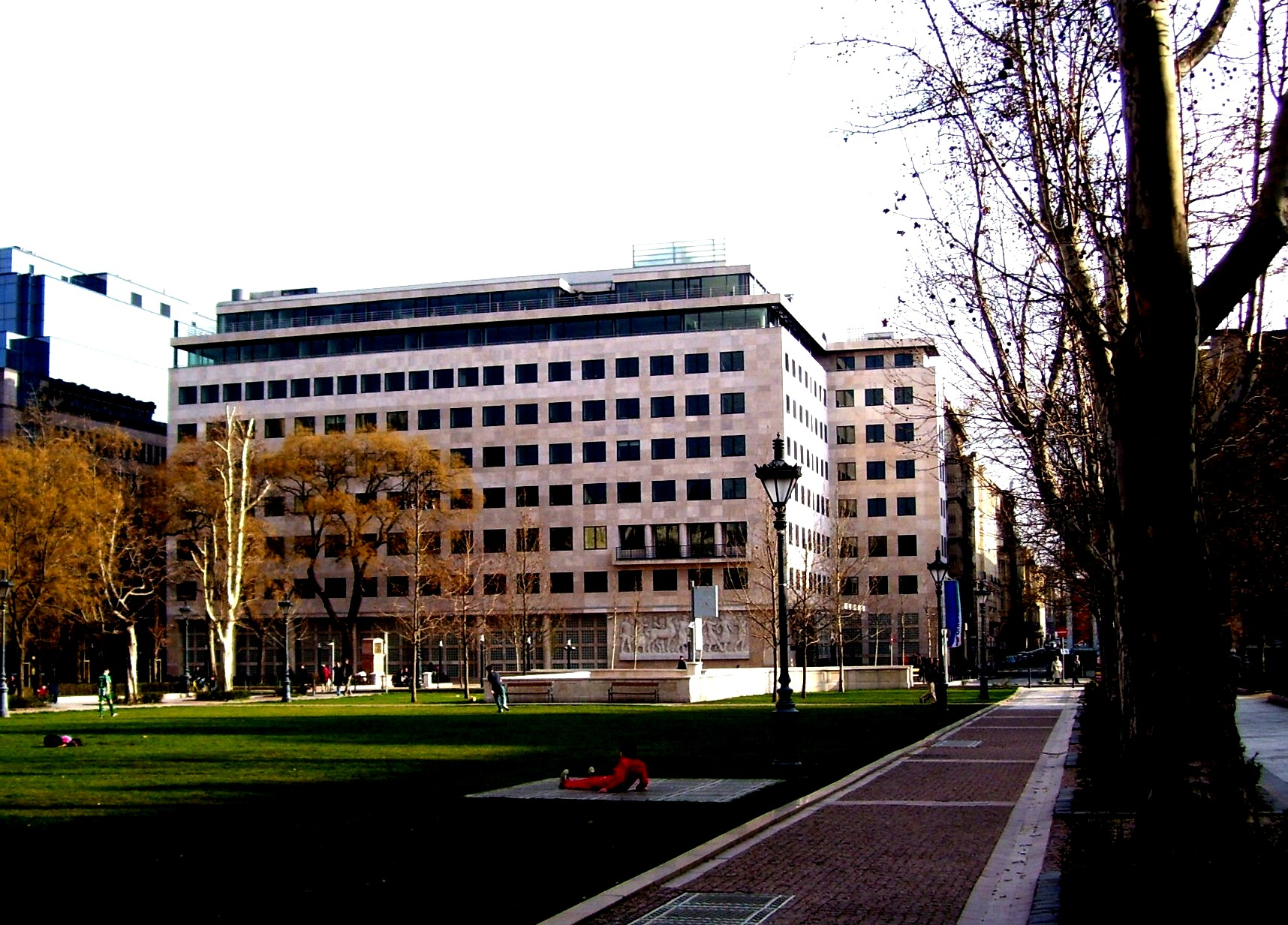
Pénzintézeti Központ (1940), plaza Szabadság, de Lauber-Nyiri
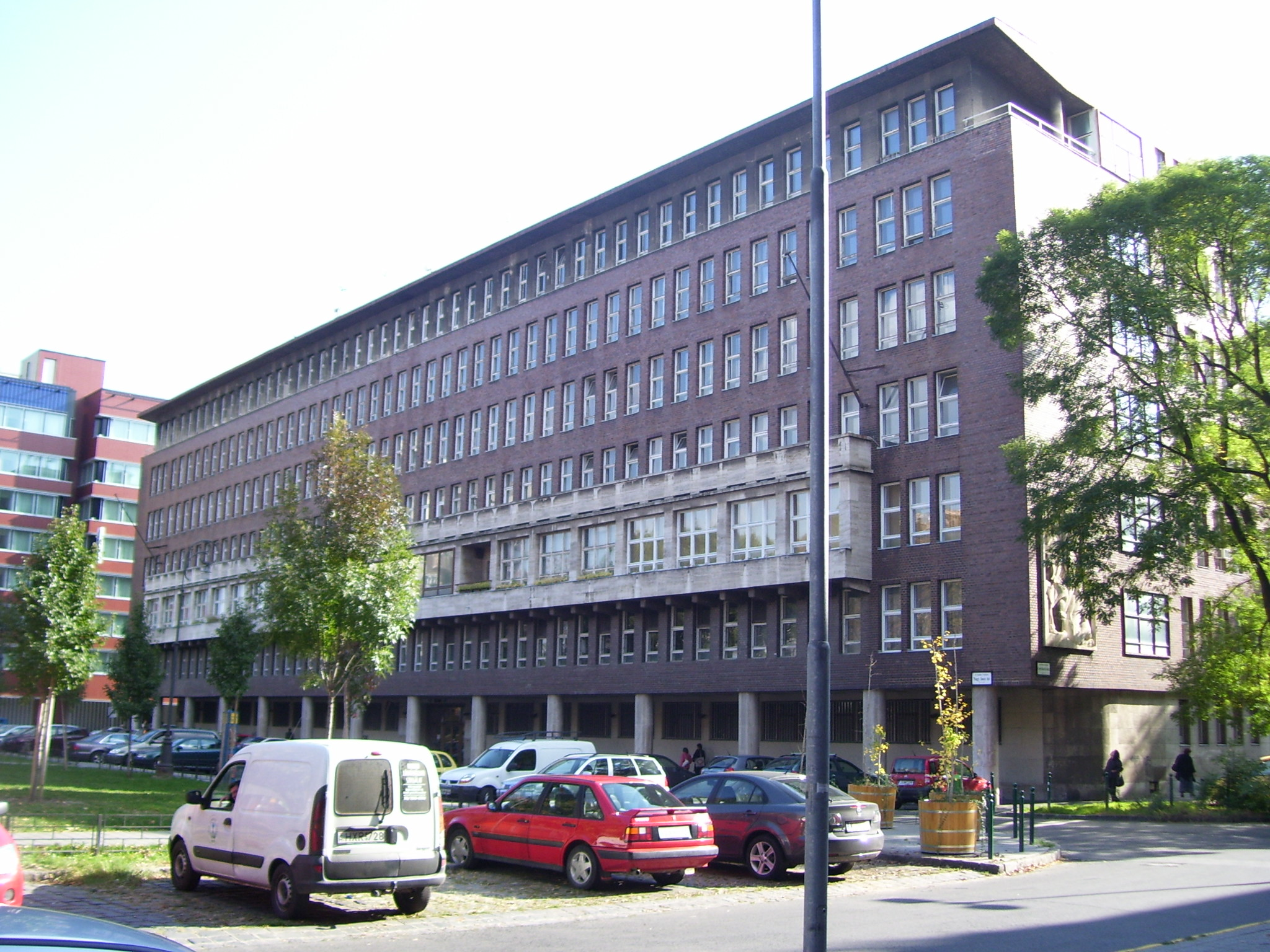
Agencia de Materiales y Precios (1942), plaza Nagy I., II., Budapest, de Janáky-Szendrői,
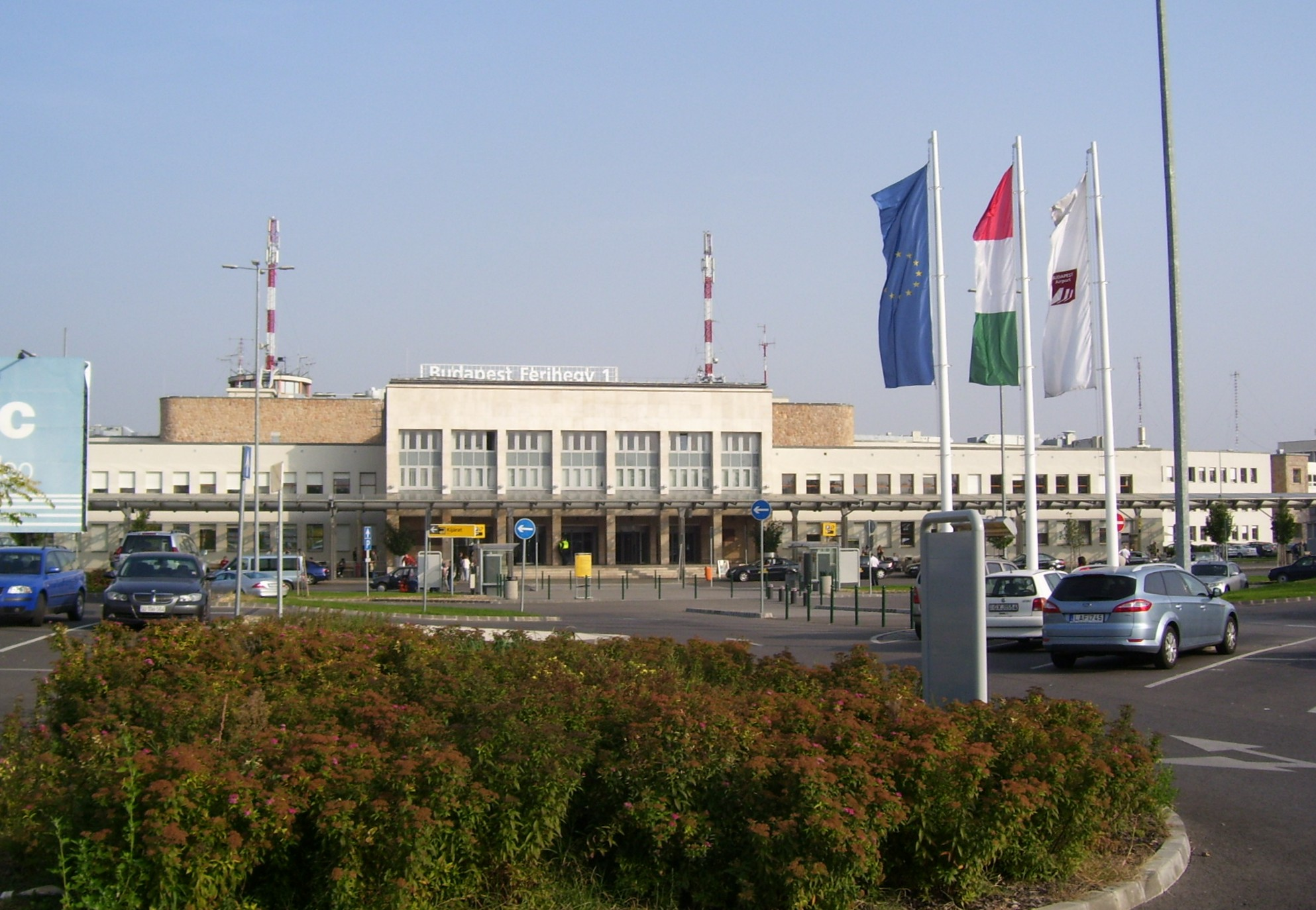
Edificio de entrada a las galerías del Aeropuerto internacional Ferenc Liszt de Budapest (1939-1948), Ferihegy 1, Budapest, de Károly Dávid

La obra arquitectónica más importante de los años posteriores a la Segunda Guerra Mundial fue la restauración del país. Al principio, se siguieron realizando experimentos modernos, pero durante la dictadura, la arquitectura social que ya florecía en la Unión Soviética se convirtió en el modelo a seguir y esta arquitectura se manifestó en un clasicismo ecléctico anticuado (construcción en Dunaújváros, dirigida por Tibor Weiner, casas de fiestas, bloques, urbanizaciones). Esta época tiene sus valores arquitectónicos. Entre ellos, cabe destacar: la Escuela Superior de Artes Aplicadas de Zoltán Farkasdy, la Torre del Agua de la Universidad Szent István en Gödöllő de György Jánossy y el edificio "R" de la BME de la Universidad Tecnológica y Económica de Budapest de Gyula Rimanóczy.

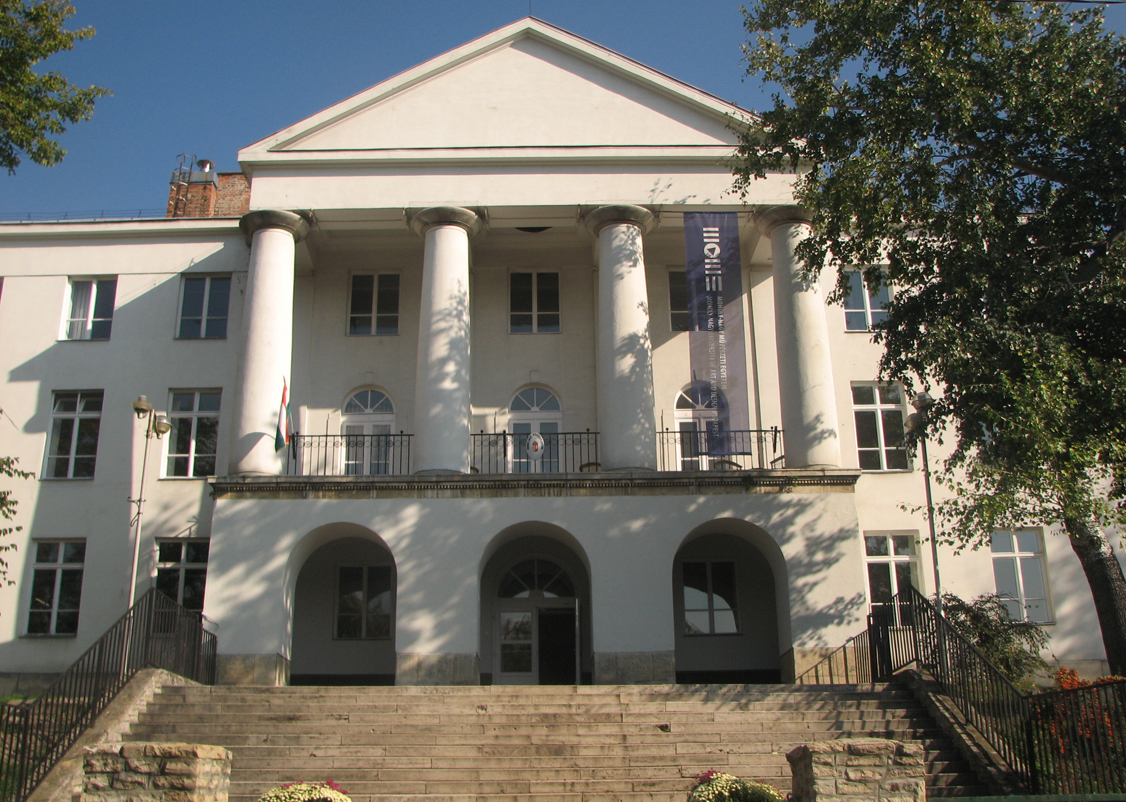
Facultad de Artes Aplicadas  de Zoltán Farkasdy
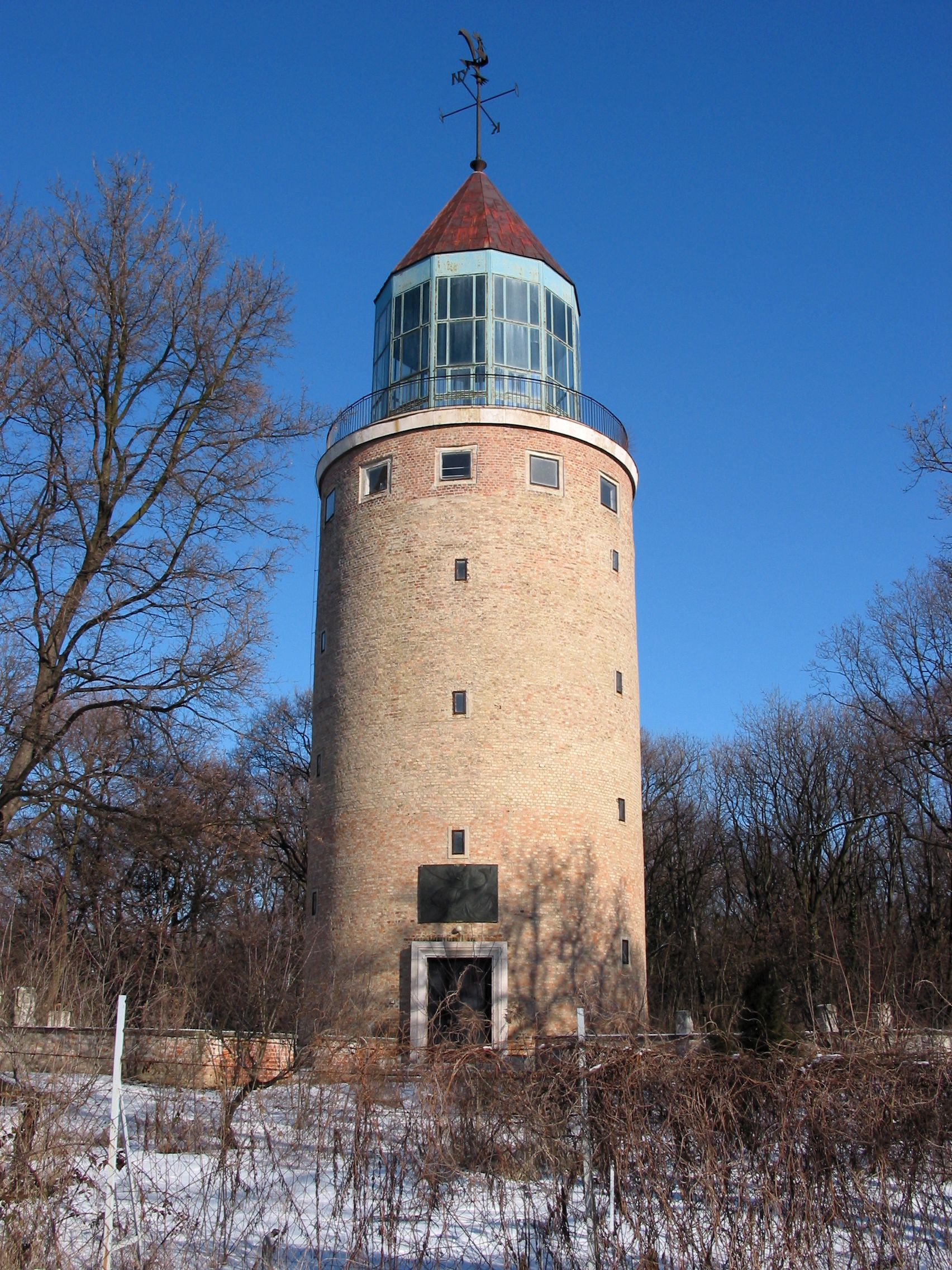
Torre de agua de la Universidad Szent István en Gödöllő, de György Jánossy
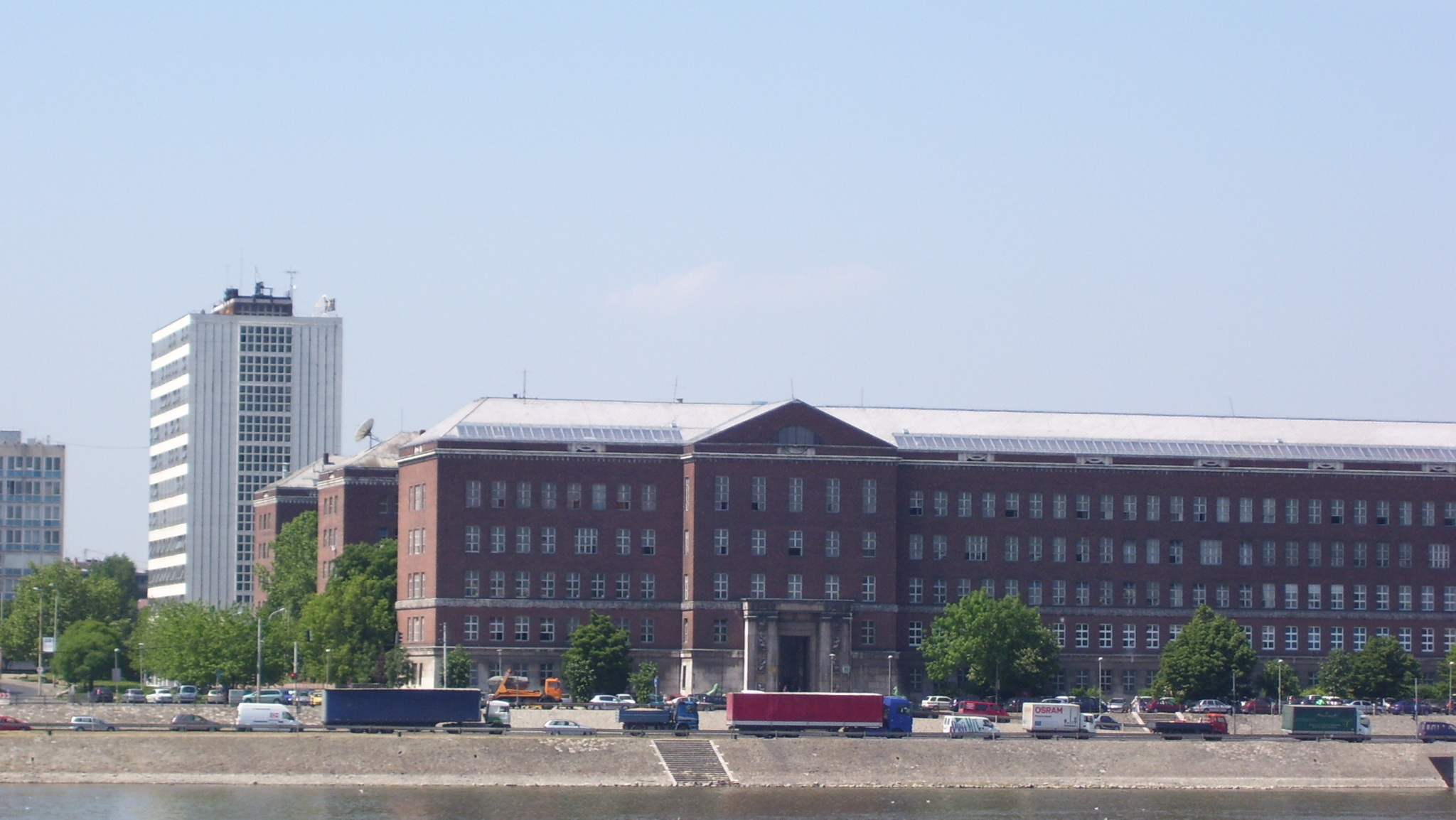
Edificio "R" de la BME de Universidad Tecnológica y Económica de Budapest de Gyula Rimanóczy

La nueva generación de arquitectos, formada por estudiantes universitarios, profesores jóvenes y arquitectos en ejercicio, que se formó en las condiciones socioeconómicas especiales del período posterior a la Revolución húngara de 1956, vivió en conjunto, como contemporáneos, los acontecimientos socioeconómicos, técnicos, artísticos y arquitectónicos en constante cambio, y se convirtió así en «un representante de la generación creativa de la arquitectura húngara» de finales de siglo, convirtiéndose así en un puente entre los pioneros (y menos pioneros) anteriores y los nuevos que los sucedieron.
El período abarca desde 1956 hasta finales del siglo XX, que es una época de cambios marcados, por así decirlo, de cambios drásticos. En la política social, arbitrariedad dictatorial, revolución inspiradora pero perdida, represalias y fenómenos de crisis crecientes de la formación socioeconómica de partido único y control superior, cambio de sistema político, una democracia vacilante, que conducen a los problemas de globalización actuales.
Entretanto, la época de los cambios técnicos y tecnológicos que definieron la arquitectura de la época fue también la época de la industrialización a gran escala de la industria de la construcción nacionalizada, la conversión de la construcción de ladrillo a la construcción de hormigón, la prefabricación, la construcción metálica y ligera, el cambio del tipo de construcción, con una sorprendente ampliación de la gama de materiales de construcción que se utilizaban, desde el barril de ladrillo hasta la tecnología de la casa y la grúa torre.
El proceso de cambio de la arquitectura y de los ideales arquitectónicos no fue menor: el espíritu arquitectónico partió de la perspectiva oriental hacia las huellas y experiencias de la temprana vanguardia húngara, mientras que los instructores y discípulos, junto con los jóvenes practicantes, aprendieron los principios de la Bauhaus, absorbieron la idea de funcionalidad, estructura, material moderno y formación de formas, el espíritu del colectivismo. Se recuperaron los valores espirituales y la protección de las épocas anteriores. La interpretación de la arquitectura se amplió a la cultura ambiental, la protección del medio ambiente, la ciencia urbana, la construcción y la economía urbana, la construcción, la política de construcción, la información espacial.
Pero también cambiaron los equipos y las herramientas del arquitecto, desde el logaritmo y el martillo perforador, hasta el siempre agitado graphos, de las plumas de dragar a los programas informáticos, de las fachadas y las maquetas, hasta la imagen visual del vídeo de la World Wide Web.
Como resultado de lo anterior, en la década de 1960 surgió un interés abierto por las formas modernas, los edificios representativos de la época, edificios industriales, hospitales, hoteles y edificios de oficinas (Zoltán Farkasdy, József Finta, Zoltán Gulyás, György Jánossy, Károly Jurcsik, Péter Molnár, etc.).
El diseño y la construcción de nuevas áreas urbanas (poblaciones habitacionales) en el marco de programas de vivienda masiva transformaron la planificación urbana y la arquitectura urbana en un área urbana independiente. Las unidades de vivienda construidas a partir de elementos prefabricados en la época siguieron desempeñando un papel crucial en la satisfacción de las expectativas sociales (vivienda), y en el entorno, la cultura y los procesos sociológicos sociales que están cambiando lentamente.

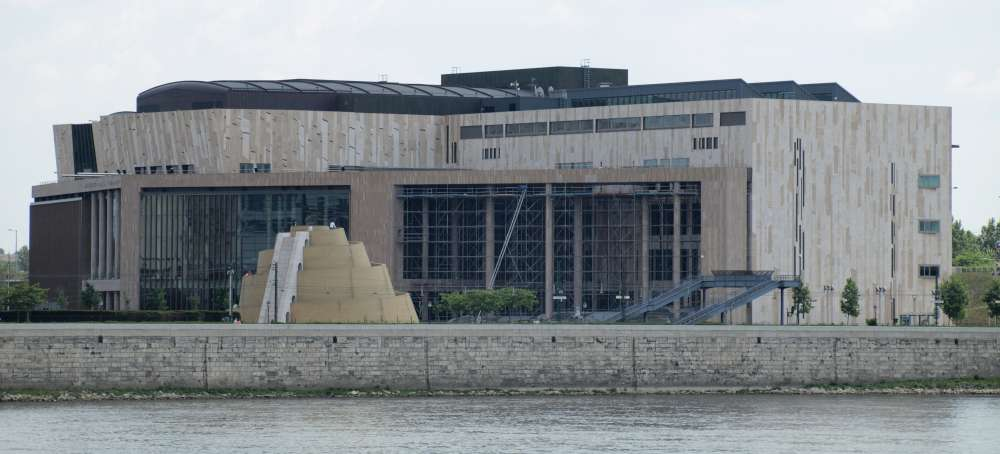
Müpa Budapest (2002-2005)

El Müpa Budapest (2002-2005) (Művészetek Palotája, lit. 'Palacio de las Artes') es un moderno centro cultural que alberga conciertos, óperas y exposiciones en Ferencváros, Budapest, inaugurado en marzo de 2005 cerca del puente Rákóczi, diseñado por Zoboky, Demeter y Partners Architectural Office. Está próximo al centro Nacional, inaugurado en 2002.

### Arquitectura orgánica
La arquitectura orgánica de Imre Makovecz y György Csete se separó de las formas oficiales.

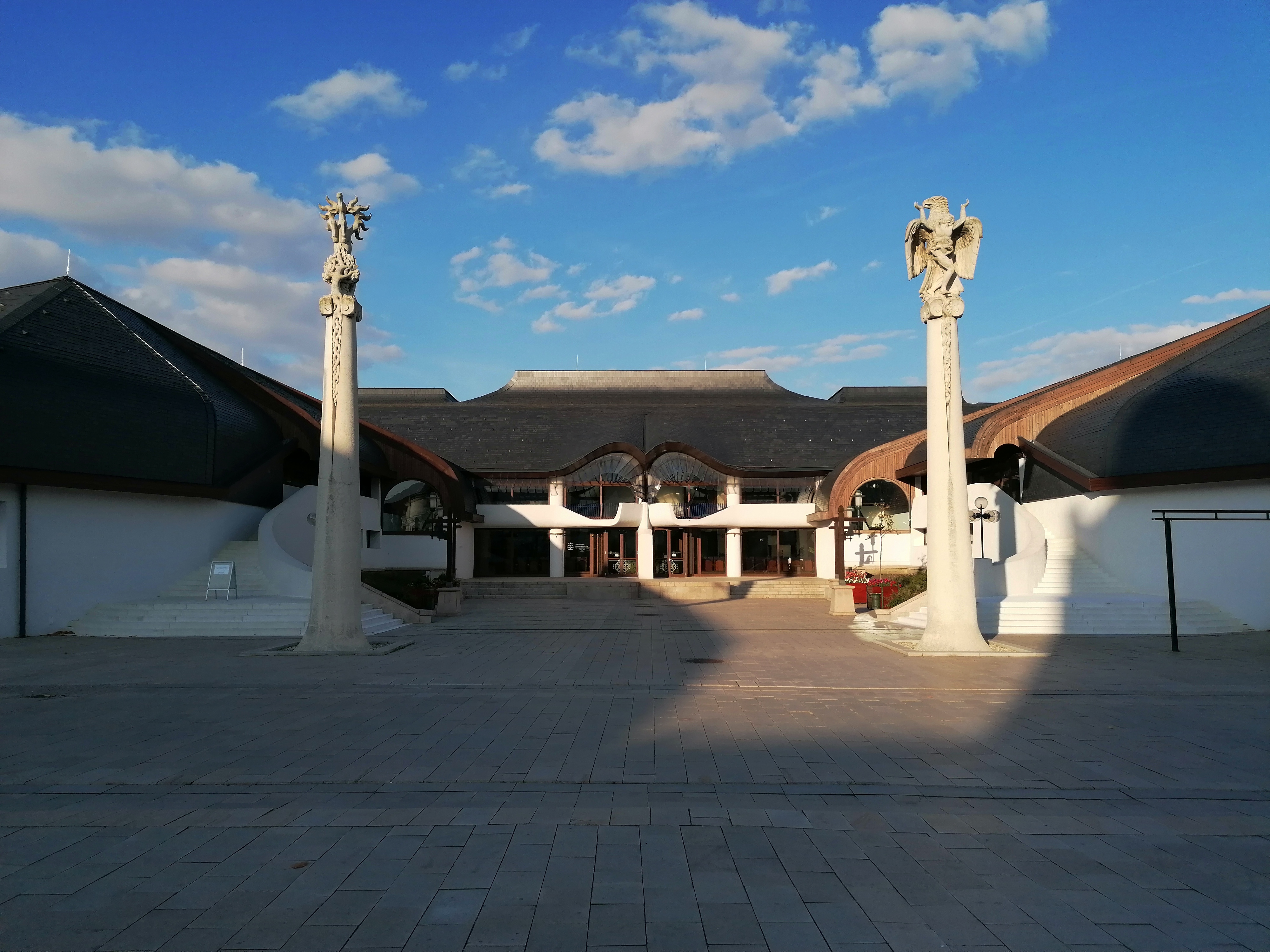
Centro Cultural en Sárospatak, obra de Imre Makovecz
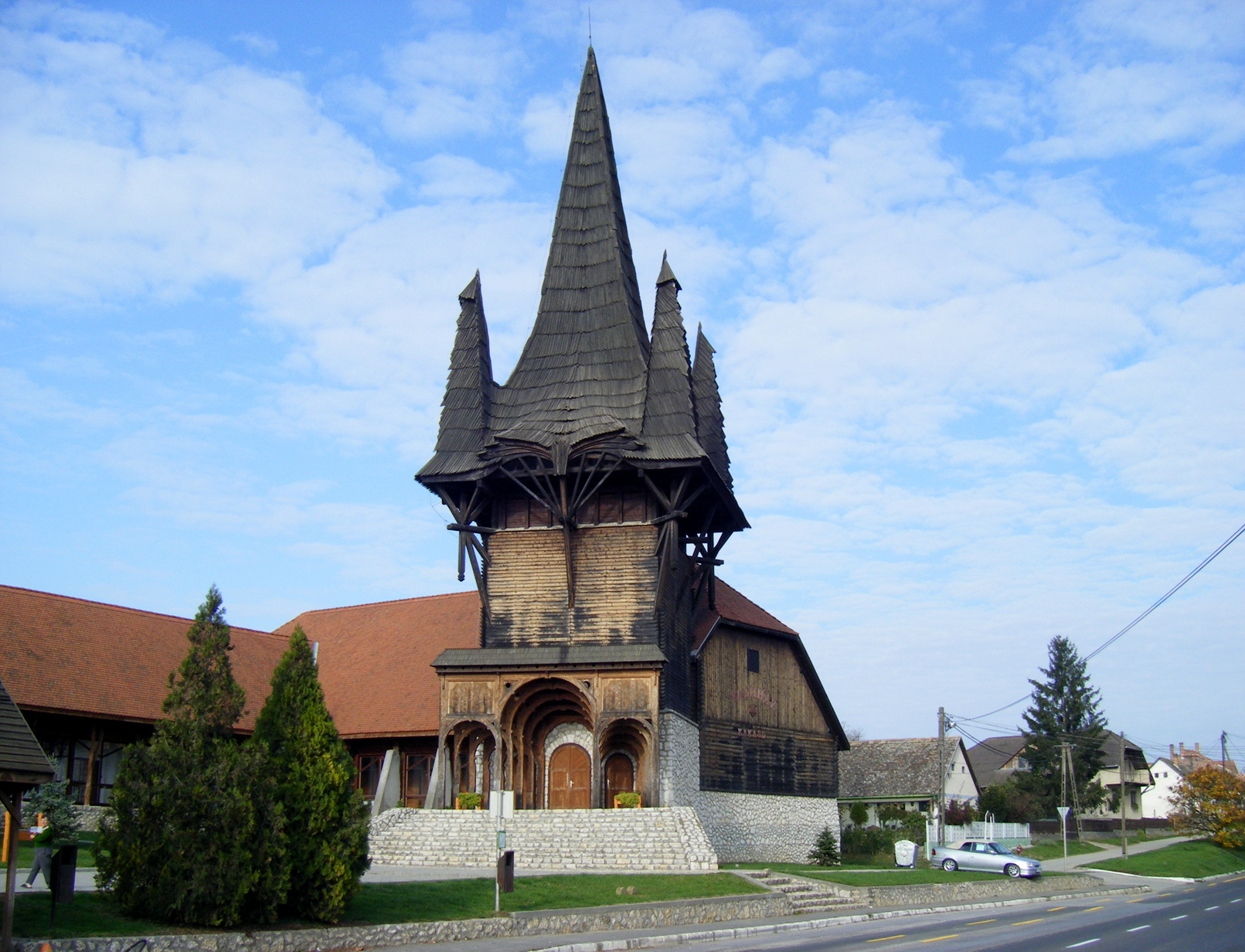
Centro comunitario Kakasd, obra de Imre Makovecz
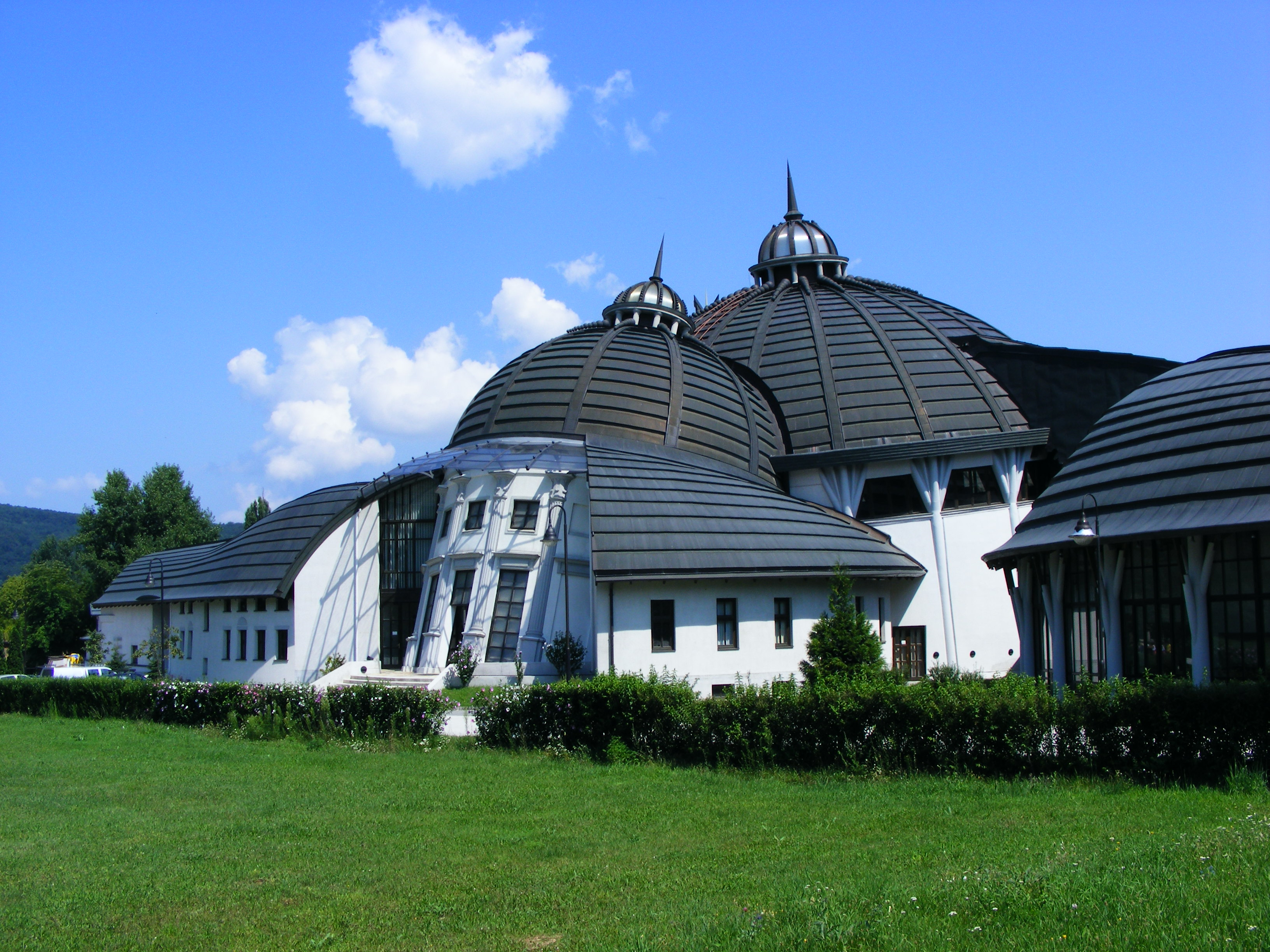
Stephaneum en Piliscsaba, obra de Imre Makovecz
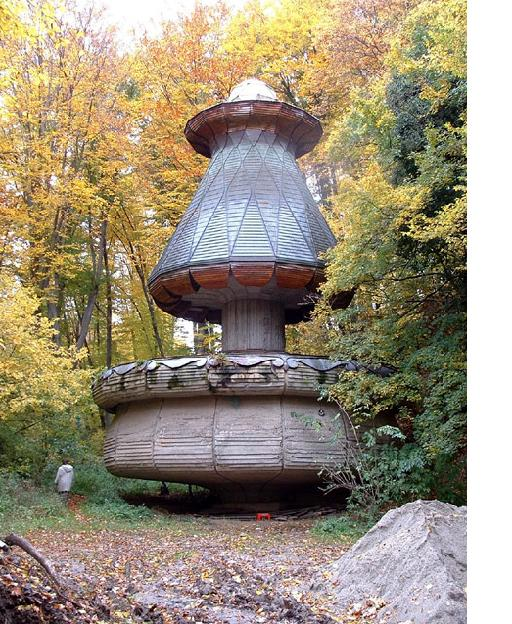
Fountain House, obra de György Csete
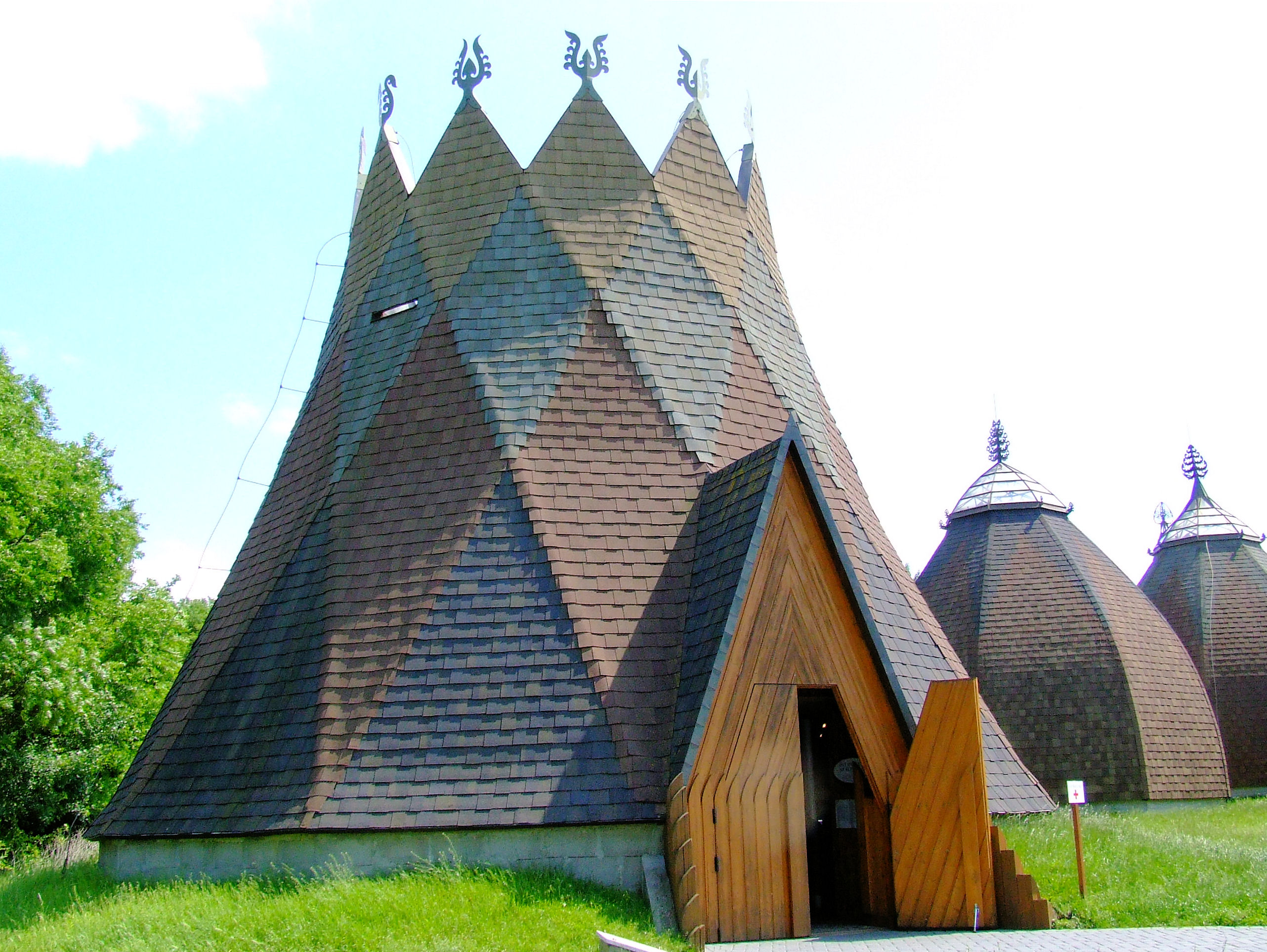
Una iglesia de bosques en el Parque Nacional del Patrimonio Ópusztaszer, obra de Csete György